# Musée Ingres-Bourdelle
Le musée Ingres Bourdelle, anciennement musée Ingres, est un musée d'art et d'archéologie installé dans l'ancien hôtel de ville, qui fut le palais épiscopal des évêques de Montauban, construit au XVIIe siècle en France.
Après un vaste chantier de rénovation et de modernisation, le musée Ingres Bourdelle rouvre ses portes en décembre 2019. Seul musée consacré à Jean-Auguste-Dominique Ingres au monde, il abrite une importante collection de dessins, de peintures d'Ingres et de sculptures d'Antoine Bourdelle.

## Historique

### De la guerre de Cent Ans auXXesiècle
Alors que Montauban est aux mains des Anglais pendant la guerre de Cent Ans, le prince de Galles, Édouard Plantagenêt, décide la construction d'un château. Surnommé le Prince noir, il laissera son nom à la partie basse du musée qu'il a fait construire : la salle du Prince noir. Cité forte protestante pendant les guerres de religion, les huguenots renforcent les fortifications de la ville. Mais après la reprise de la ville par Richelieu, les fortifications sont abattues et le château détruit. Le site devient un terrain vague.
Peu de temps après, l’évêque Pierre de Bertier décide la construction d'un palais épiscopal de style classique sur les ruines de l'ancien château du Prince noir. L'édifice acquiert sa forme définitive avec en partie basse la salle médiévale du Prince Noir et en partie haute l'hôtel de style classique, le tout en brique, seul matériau disponible en abondance dans la cité montalbanaise. La construction du palais épiscopal va de pair avec la construction de la nouvelle cathédrale et vise à ré-instaurer durablement le catholicisme sur cette ancienne cité protestante.
Après la Révolution et la confiscation de l'hôtel épiscopal par les révolutionnaires, celui-ci devient l'hôtel de ville, puis est affecté à la fin du XIXe siècle à un musée. En effet, en 1851, Jean-Auguste-Dominique Ingres donna à la ville une partie de ses collections, copies, travaux d'élèves, vases grecs. La salle Ingres fut inaugurée en 1854. La mort d'Ingres le 14 janvier 1867 conduisit à l'enrichissement du musée constitué par le fonds d'atelier du peintre, notamment plusieurs milliers de dessins.
Le palais épiscopal fait l'objet d'un classement au titre des monuments historiques par arrêté du 11 mars 1910.
Alors que la Seconde Guerre mondiale se prépare, un grand nombre d’œuvres quittent le musée du Louvre pour être cachées. C'est ainsi que le musée Ingres a servi temporairement de cachette pour La Joconde et un grand nombre d'œuvres du Louvre.
Un remaniement profond, conduit de 1951 à 1958, fit du musée Ingres un établissement moderne selon les conceptions de l'époque, et pourvu d'inventaires jusqu'alors inexistants.

### XXIesiècle, le musée Ingres Bourdelle
Agrandi, modernisé et digitalisé, le musée se déploie désormais sur 2 700 m2 avec de nouveaux espaces, une accessibilité renforcée, une nouvelle muséographie, un cabinet de conservation abritant les dessins d'Ingres, un étage entier consacré à l’œuvre d'Antoine Bourdelle, des salles pour les expositions temporaires. Le musée Ingres a profité de sa mue pour changer de nom et devenir le musée Ingres Bourdelle, rendant ainsi hommage aux deux artistes que la ville a vus naître. Il existe d'autres lieux qui rendent également hommage à Antoine Bourdelle, tel que le Musée Bourdelle de Paris ou encore le Musée-jardin Bourdelle d'Égreville.
Après 36 mois de travaux et un investissement de 13,1 millions d'euros, le musée Ingres Bourdelle rouvre ses portes au public le 13 décembre 2019. La rénovation est confiée à l'agence d'architecture Bach N'Guyen.
Le musée est agrandi par la restitution du 2e niveau du corps central, l'ouverture au public d'un pavillon du 3e niveau et la création d'un espace d'accueil dans la cour, augmentent les surfaces accessibles au public de plus de 700 m2, soit plus de 30% de surface supplémentaire.
Le musée devient plus accessible avec la création de deux ascenseurs afin de faciliter l'accessibilité et la circulation dans le musée des personnes et des œuvres. Il y a maintenant un espace réservé à l'accueil des groupes.
De nouveaux services et espaces sont proposés avec une salle de conférence-auditorium, un salon de thé et une librairie-boutique. Un cabinet d'arts graphiques ouvert au public permet de conserver les fonds graphiques du musée.
Les espaces d'expositions permanentes et temporaires ont été entièrement repensés et réaménagés pour mettre en valeur les œuvres exposées et offrir aux visiteurs un parcours plus fluide au milieu des collections.

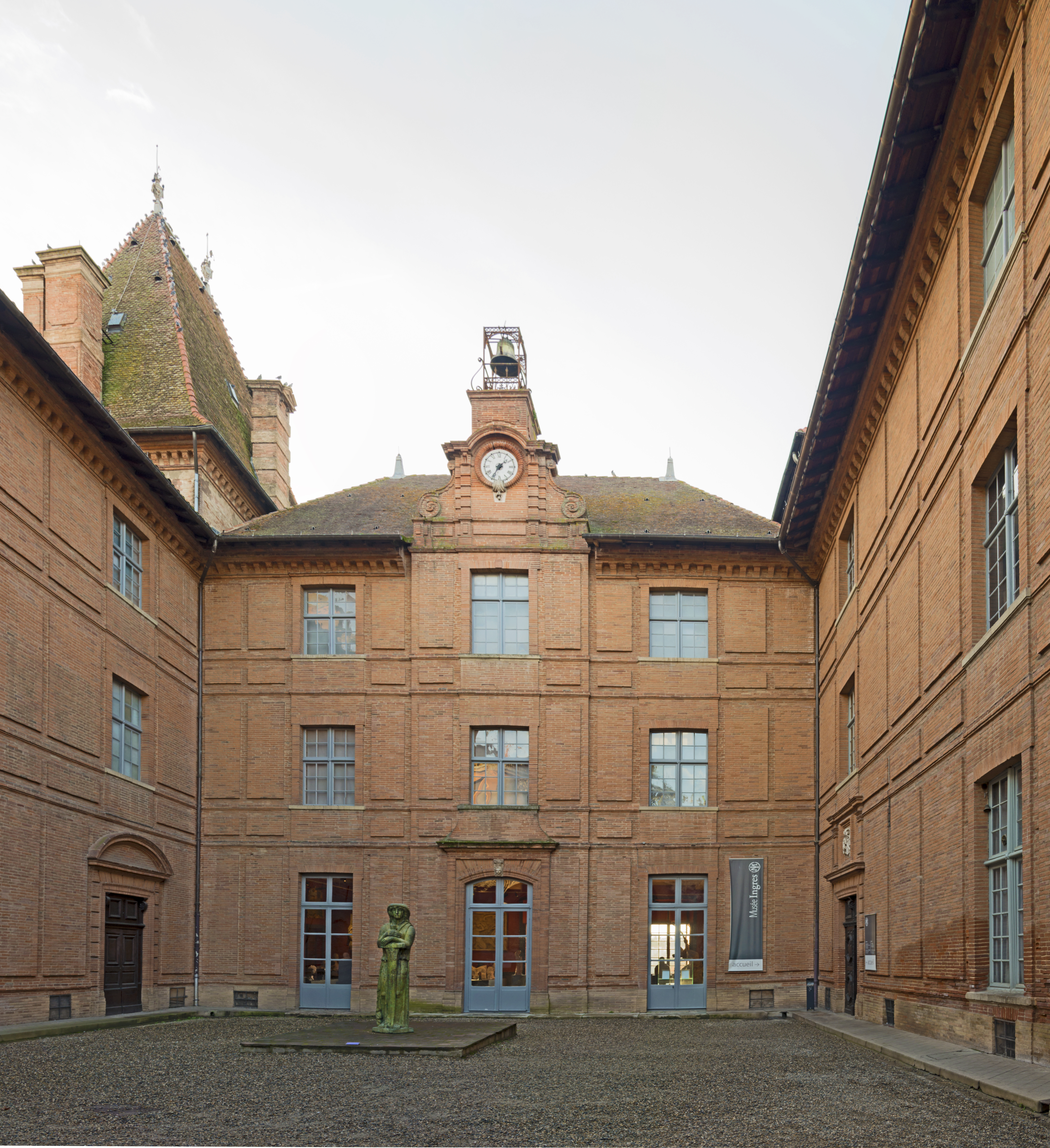
Cour intérieure.
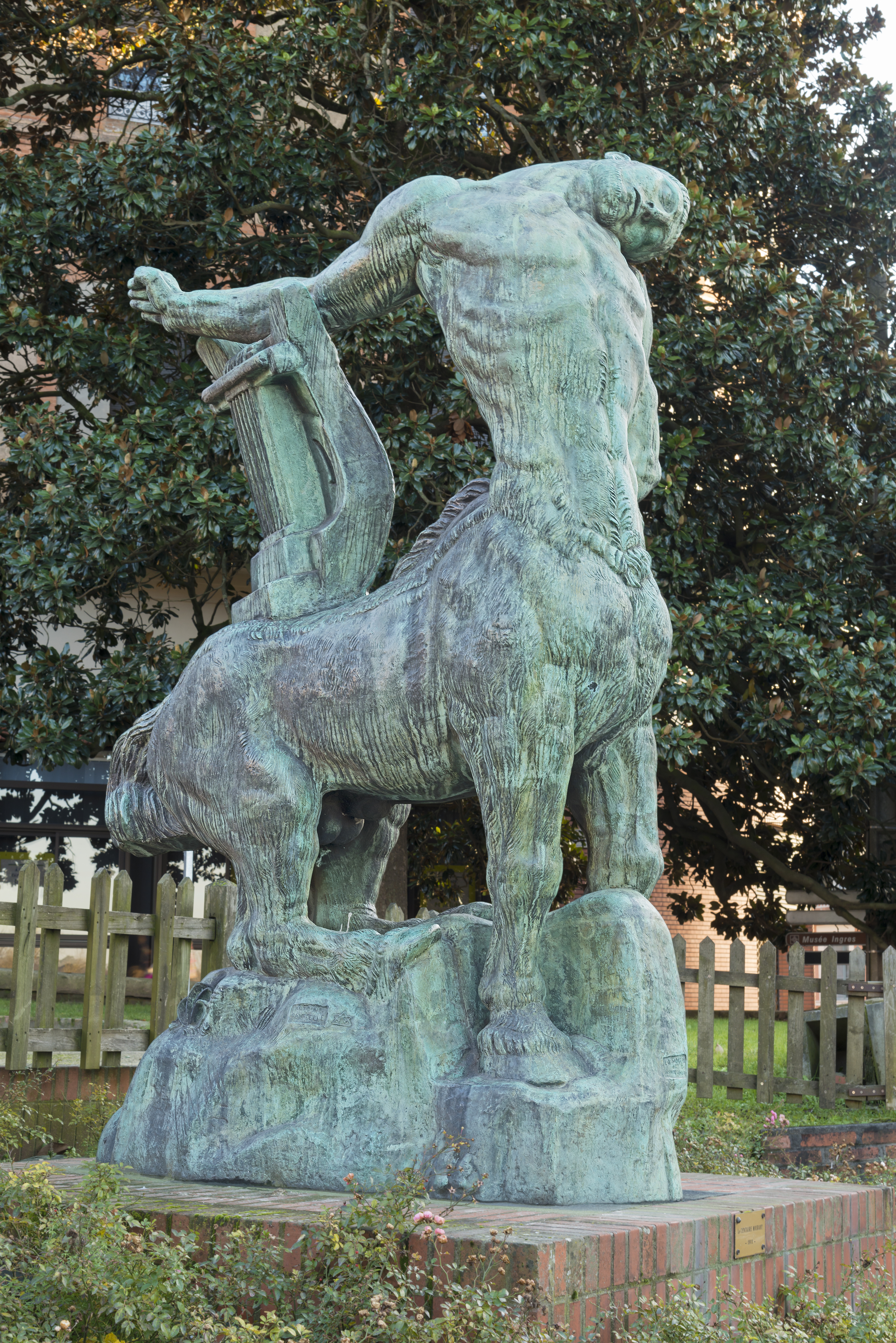
Centaure mourant, devant le musée.
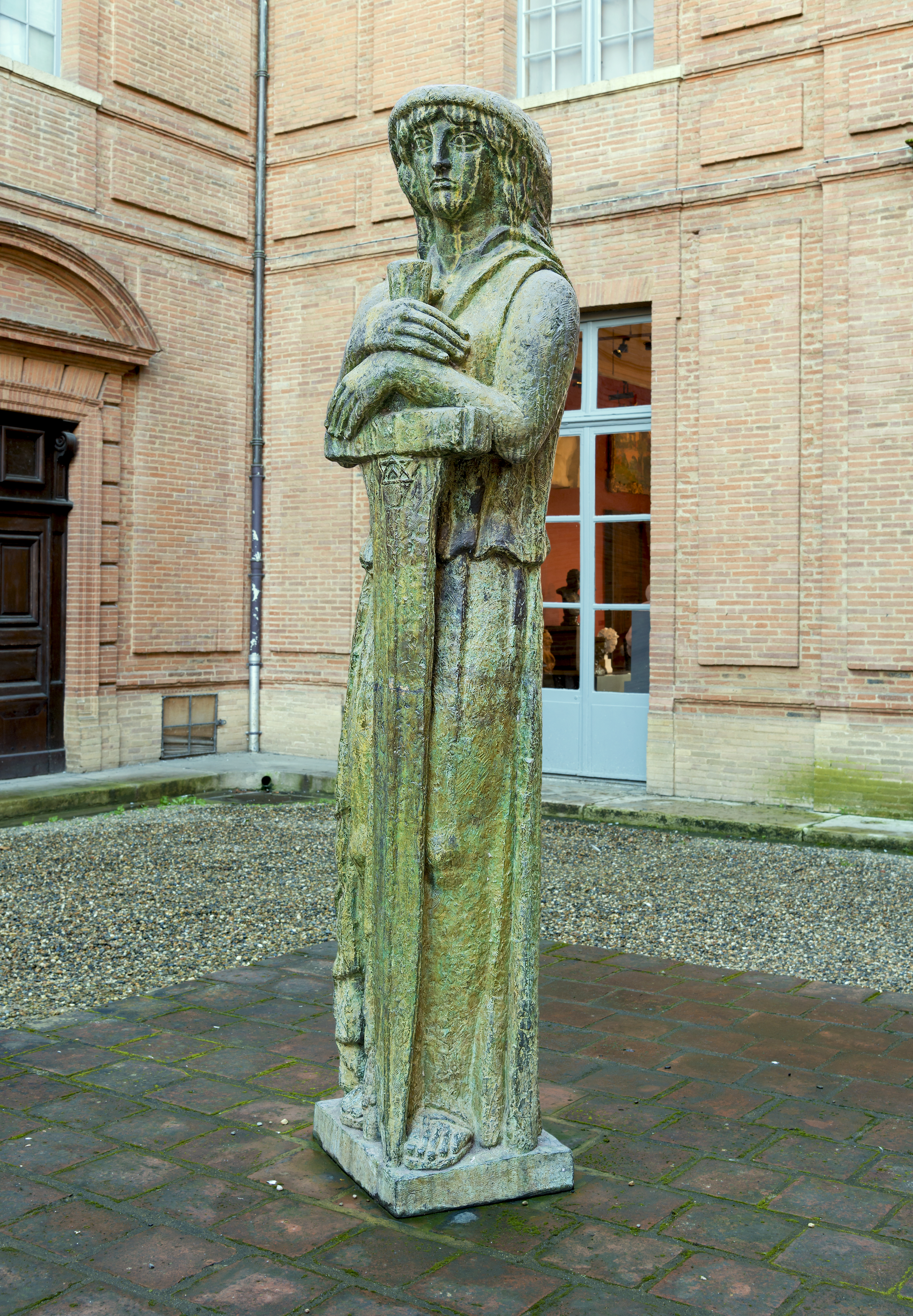
La Victoire de Hartmannwillerkopf, cour du musée.

## Collections
4 500 dessins, 44 peintures, un violon, ainsi que ses collections personnelles et sa documentation, tel est le patrimoine du musée de Montauban autour d'Ingres. Installé dans un édifice classé aux monuments historiques au cœur de Montauban, le musée abrite le legs de Jean-Auguste-Dominique Ingres, l'enfant prodige du pays. Créé au début du XIXe siècle et consacré à Ingres à la suite du legs du maître en 1867, le musée rouvre ses portes après trois ans de travaux sur une collection allant bien au-delà des deux artistes dont il porte le nom.

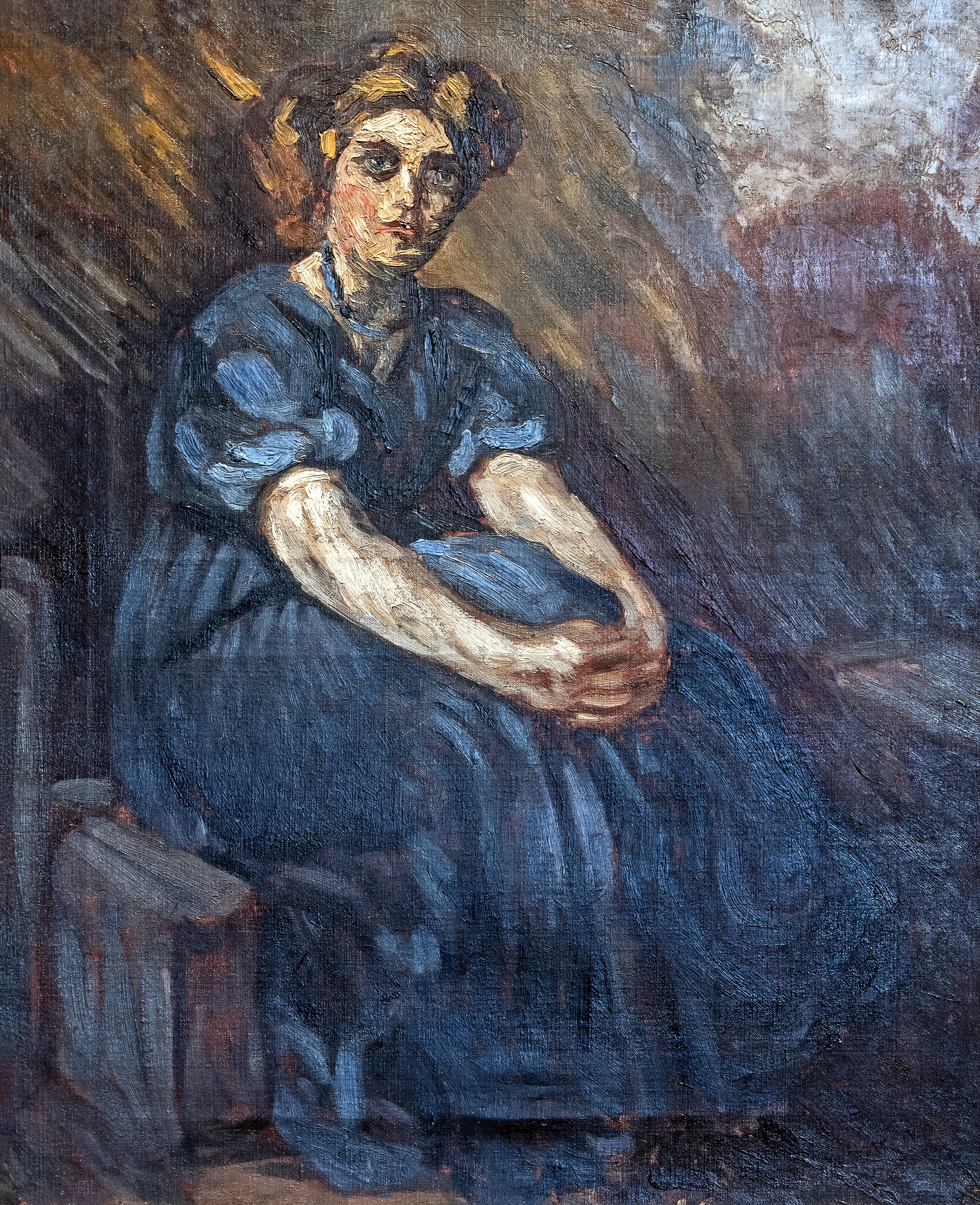
Portrait de Stéphanie Van Parys assis - Antoine Bourdelle.

Outre les œuvres d'Ingres et de Bourdelle, le musée possède également une collection de peintures de la Renaissance à l'époque moderne, autrefois collection des évêques de Montauban, et plusieurs pièces d'archéologie locale datant de l'Antiquité ou du Moyen Âge.

### Sous-sols
Le premier sous-sol (niveau -1) rend hommage au sculpteur Antoine Bourdelle, représenté dans toutes ses périodes par des marbres, bronzes, plâtres, par des maquettes et œuvres achevées. Le musée de Montauban possède la plus importante collection d’œuvres de Bourdelle en région : 70 sculptures et une centaine de pièces graphiques[réf. souhaitée] permettent de parcourir toute l’œuvre de l'artiste, depuis ses débuts, illustrant ses premiers pas de jeune sculpteur à Montauban, Toulouse puis Paris jusqu'à la fin de sa carrière, autour d'un ensemble unique par sa richesse et diversité.

#### Salle du four
- Deux œuvres du sculpteur Joseph Bernard, et une de Camille Claudel.

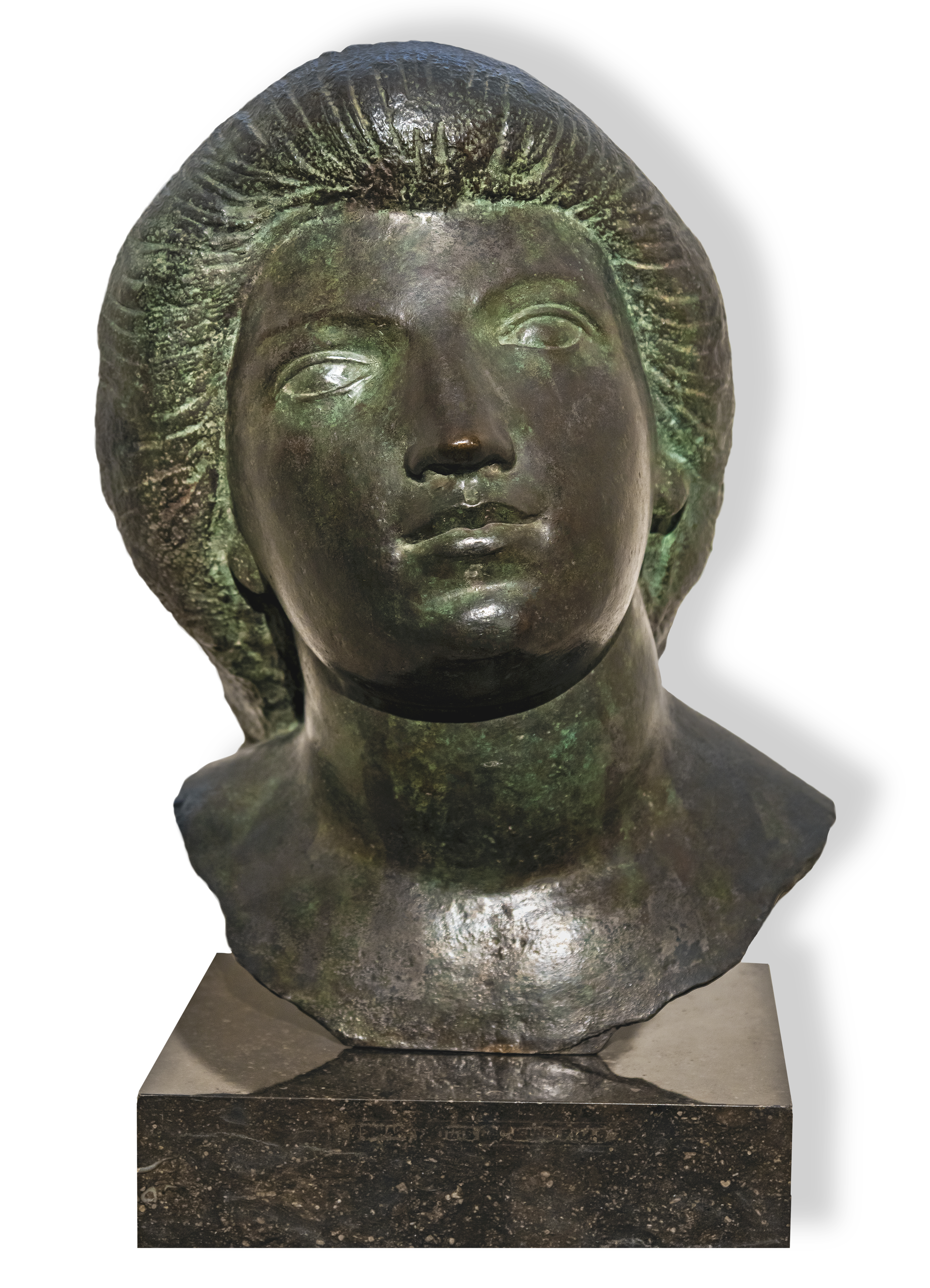
Tête de jeune fille - Joseph Bernard
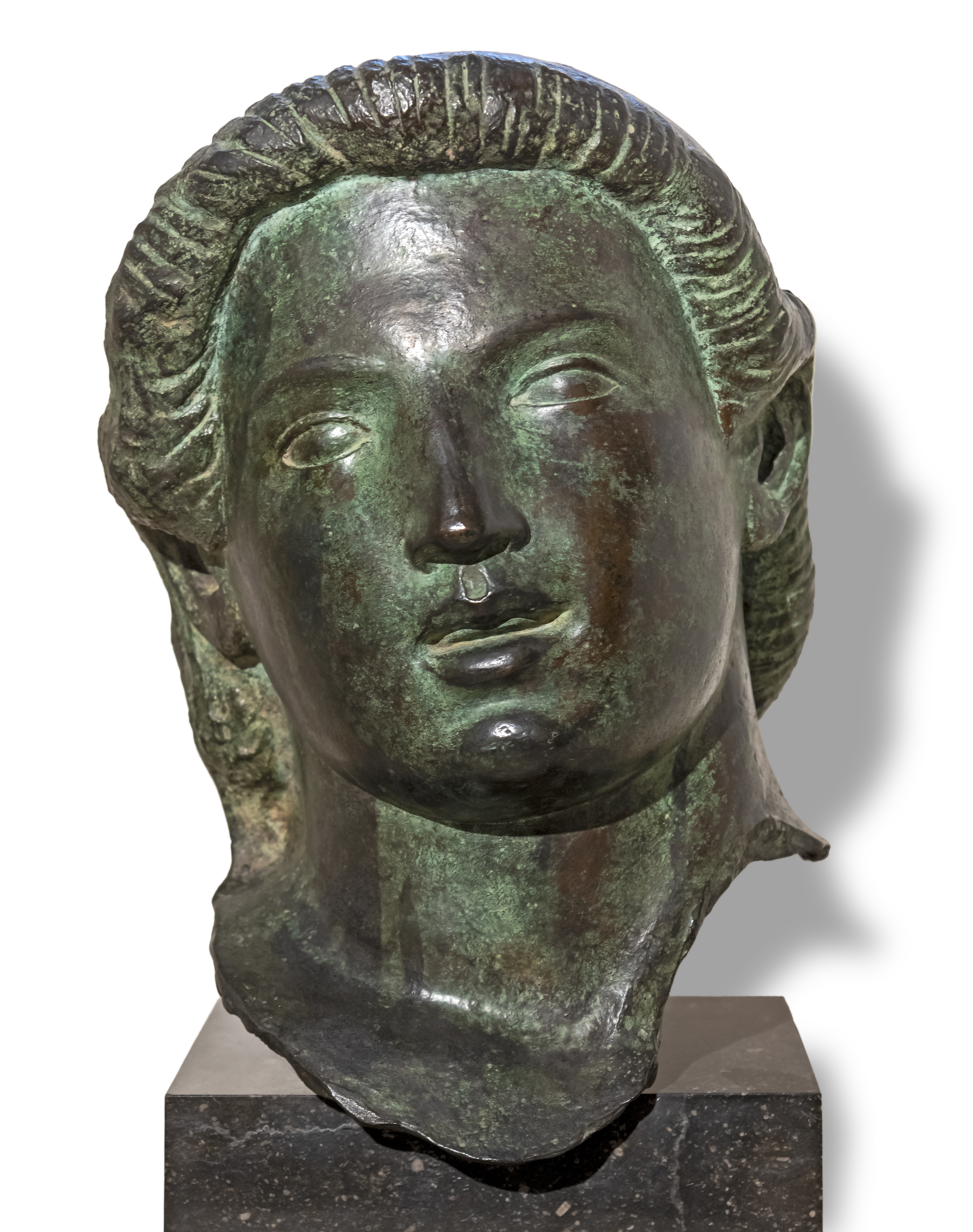
Tête de jeune homme - Joseph Bernard
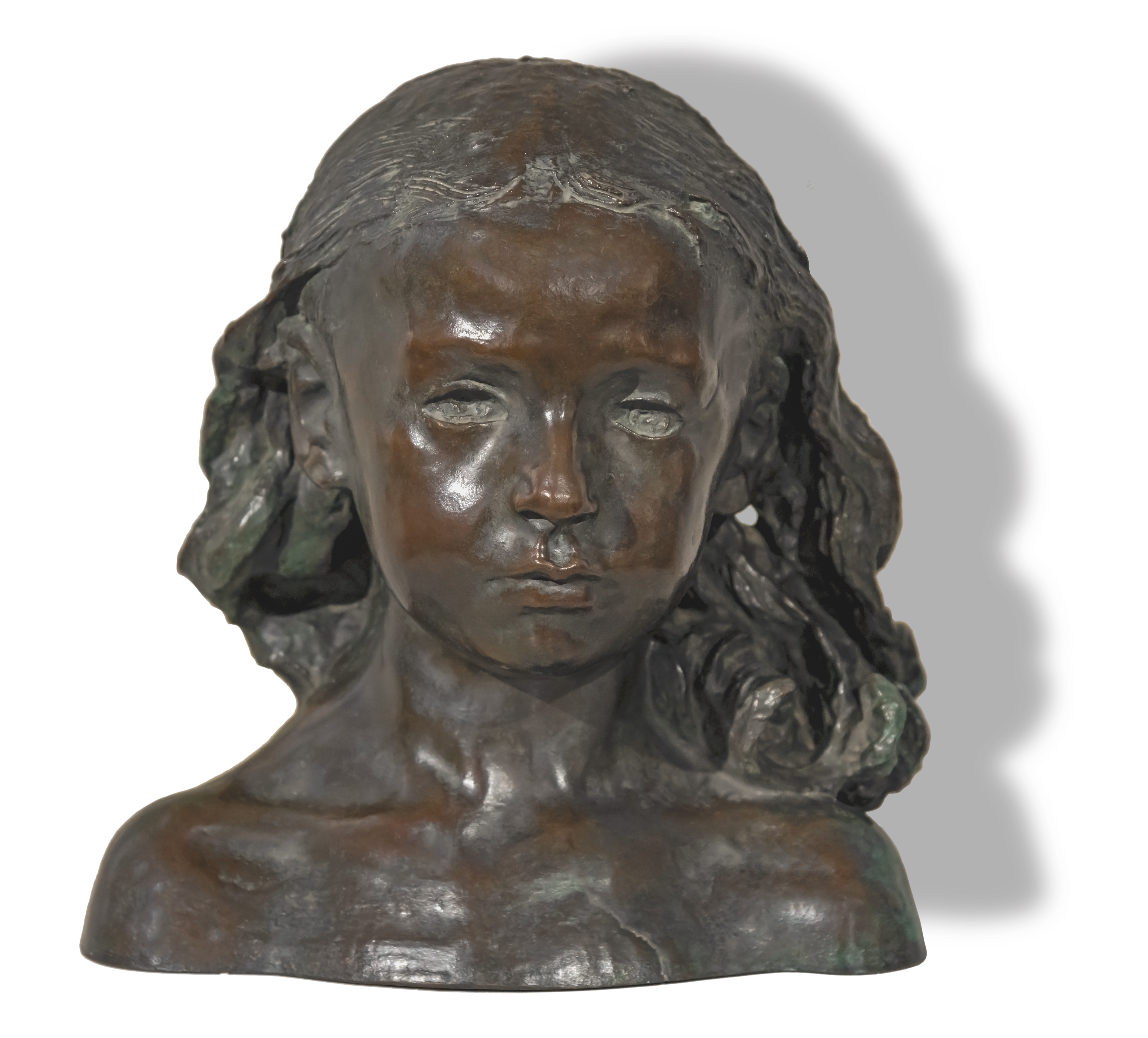
Buste de Charles Augustin Lhermitte - Camille Claudel

D'Antoine Bourdelle

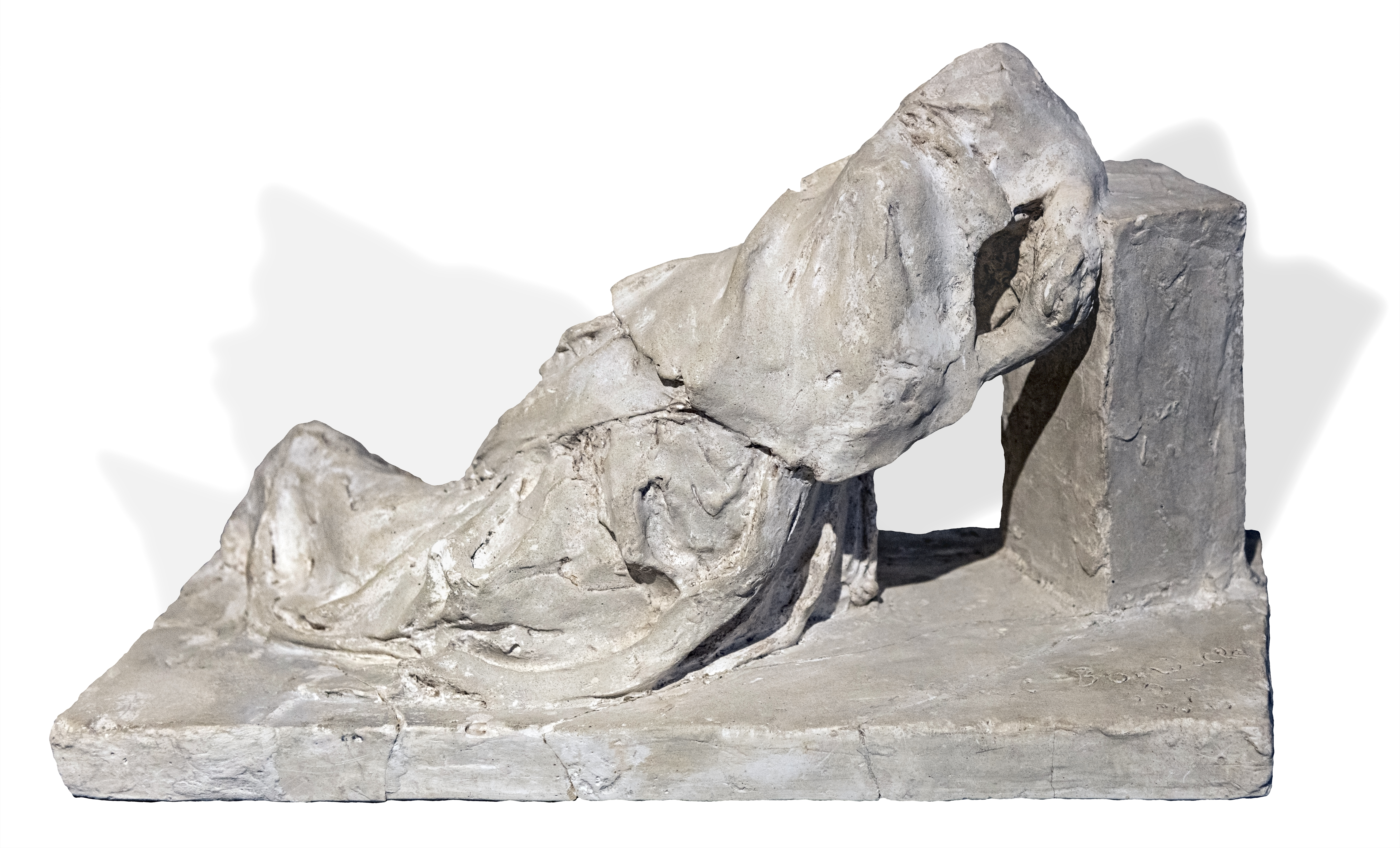
La Douleur ou Femme prosternée au pied d'une croix, Plâtre de 1887. Don d'Athénaïs Mialaret veuve Michelet en 1899.
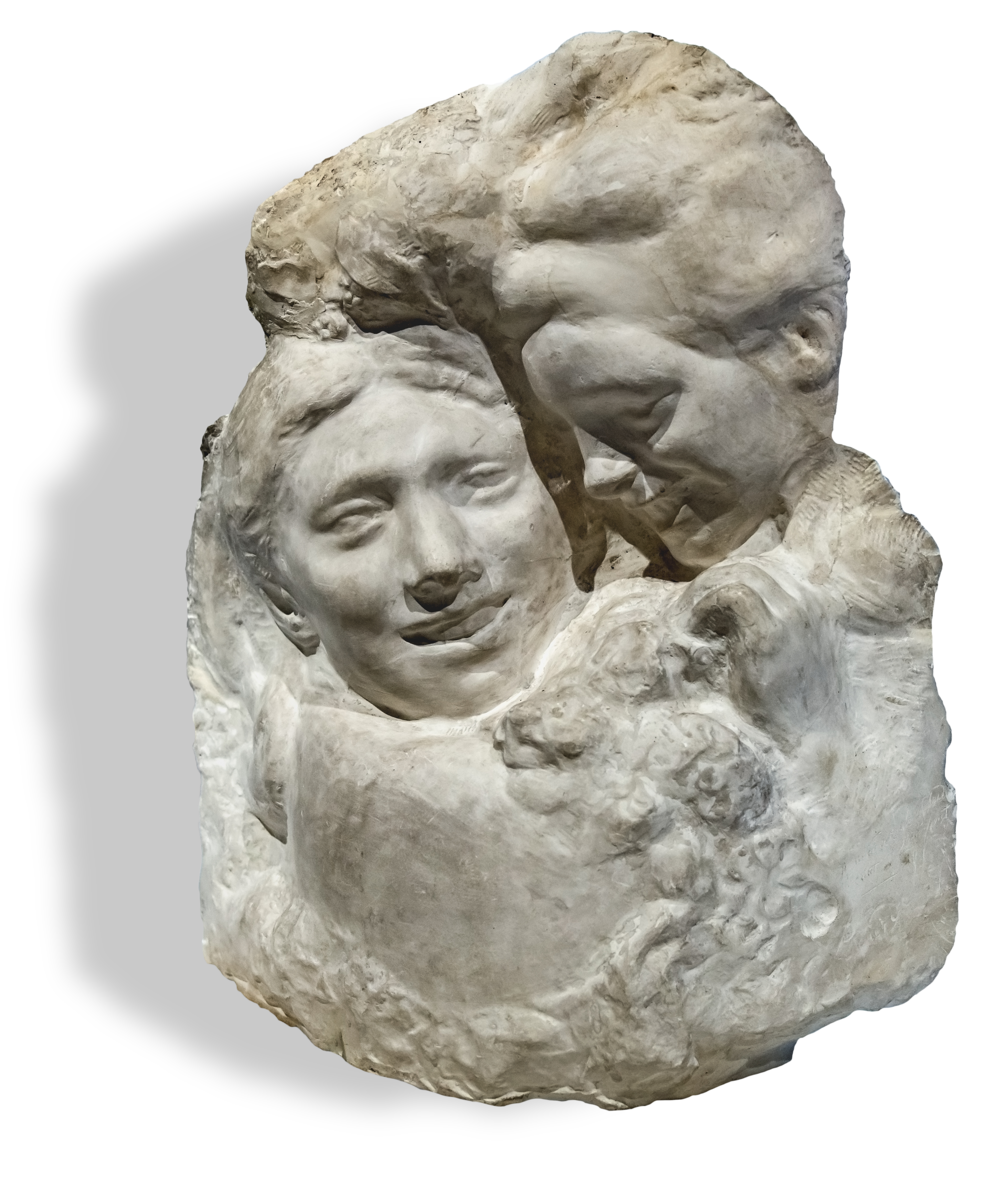
Jeunesse (Masque) plâtre de 1898 avec les visages de Suzanne Marcel et de Judith Cladel (Biographe de Rodin et fille de l’écrivain Léon Cladel);Le Baisé, marbre;
- Violettes et roses 1894 - Marbre; Un plâtre à patine bronze La rieuse dite Rieuse à la belle chevelure de 1883.
- Œuvres autour de Beethoven dont: un buste en plâtre, version réduite de l'exemplaire en bronze dit du : Metropolitan Musemum pour la tête et du Beethoven aux grands cheveux de 1891 pour l'inscription. Il y a une dédicace à Julien et Marcelle Tinayre respectivement graveur et romancière; Un chapiteau en bronze (Godard fondeur) fait entre 1924 et 1925 intitulé Tête aux raisins; Un Beethoven aux grands cheveux plâtre de 1891.
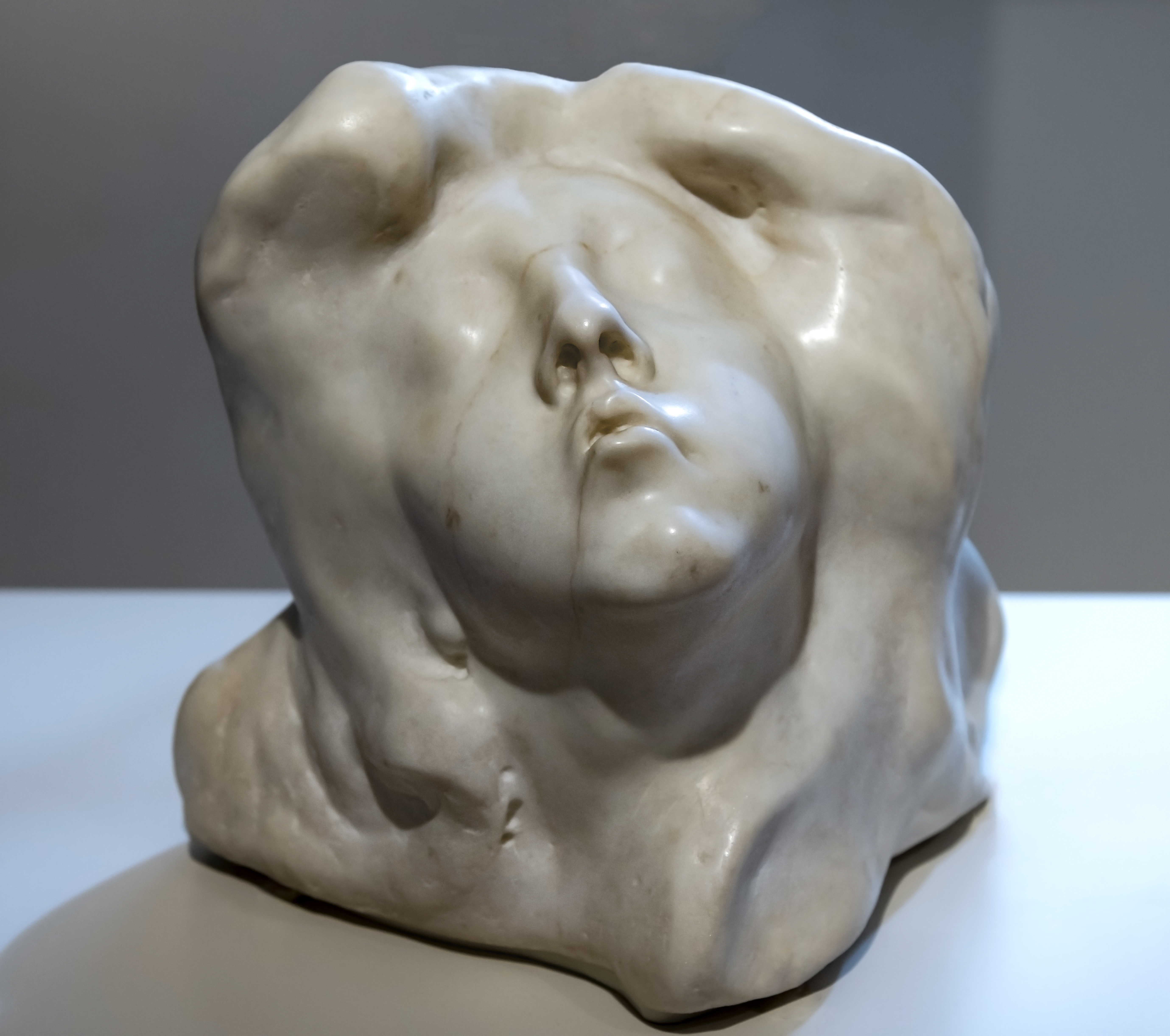
La Colonne Roland 1898 œuvre en bronze. Cette œuvre résulte de l’assemblage de trois études réalisées par Bourdelle pour le monument aux morts de la guerre de 1870 à Montauban.
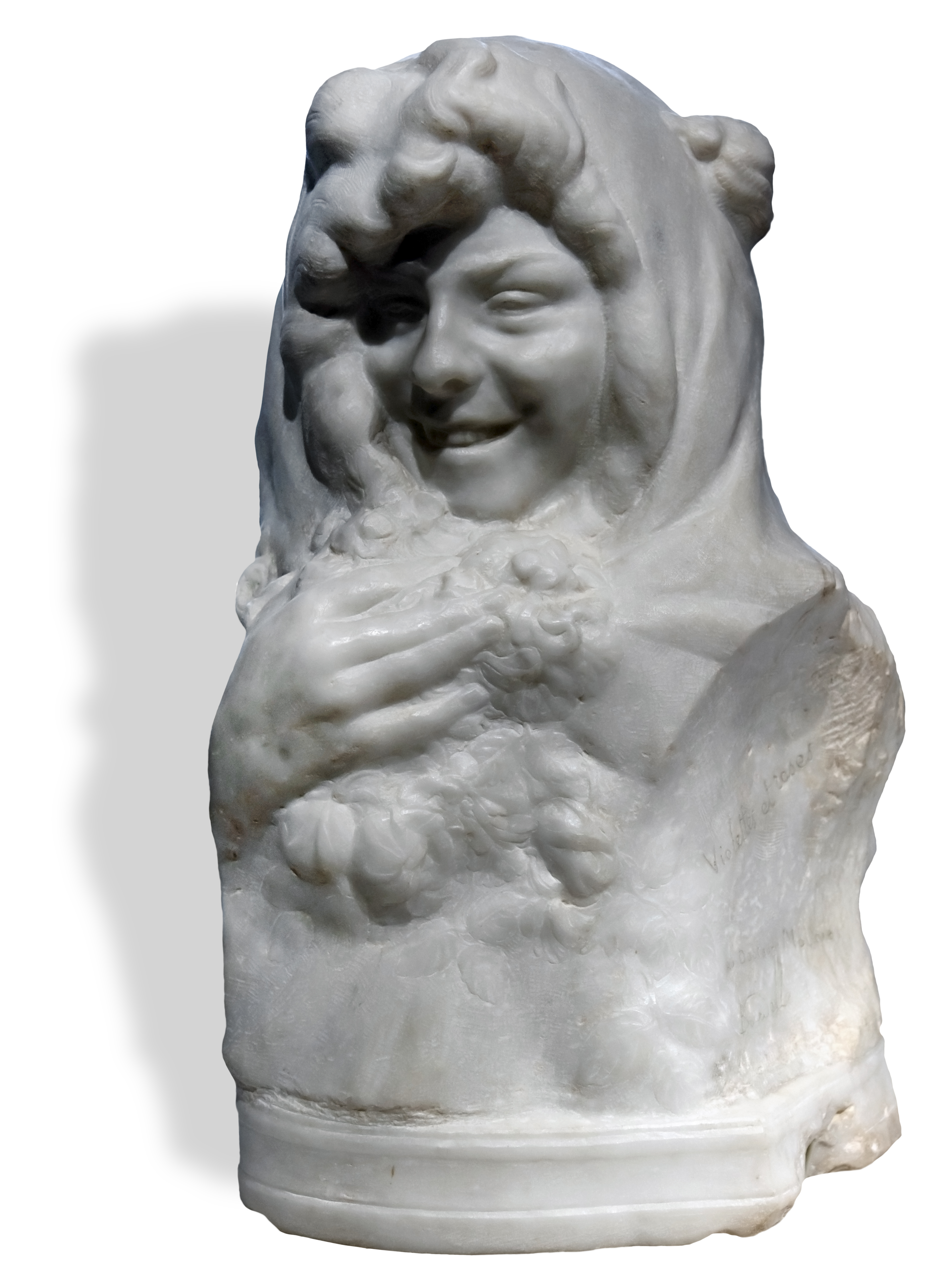
Violettes et roses - Antoine Bourdelle
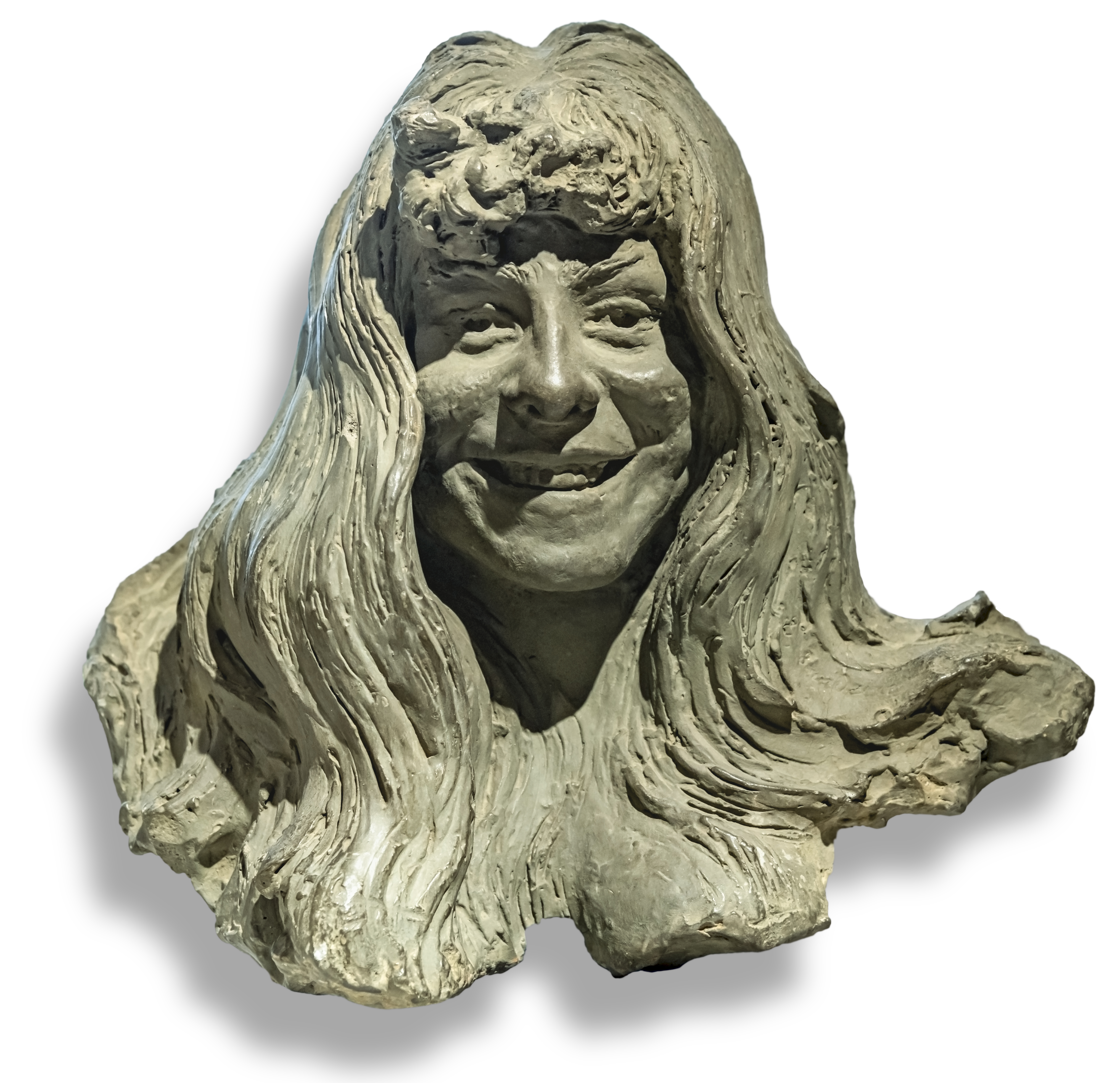
Rieuse à la belle chevelure - Antoine Bourdelle
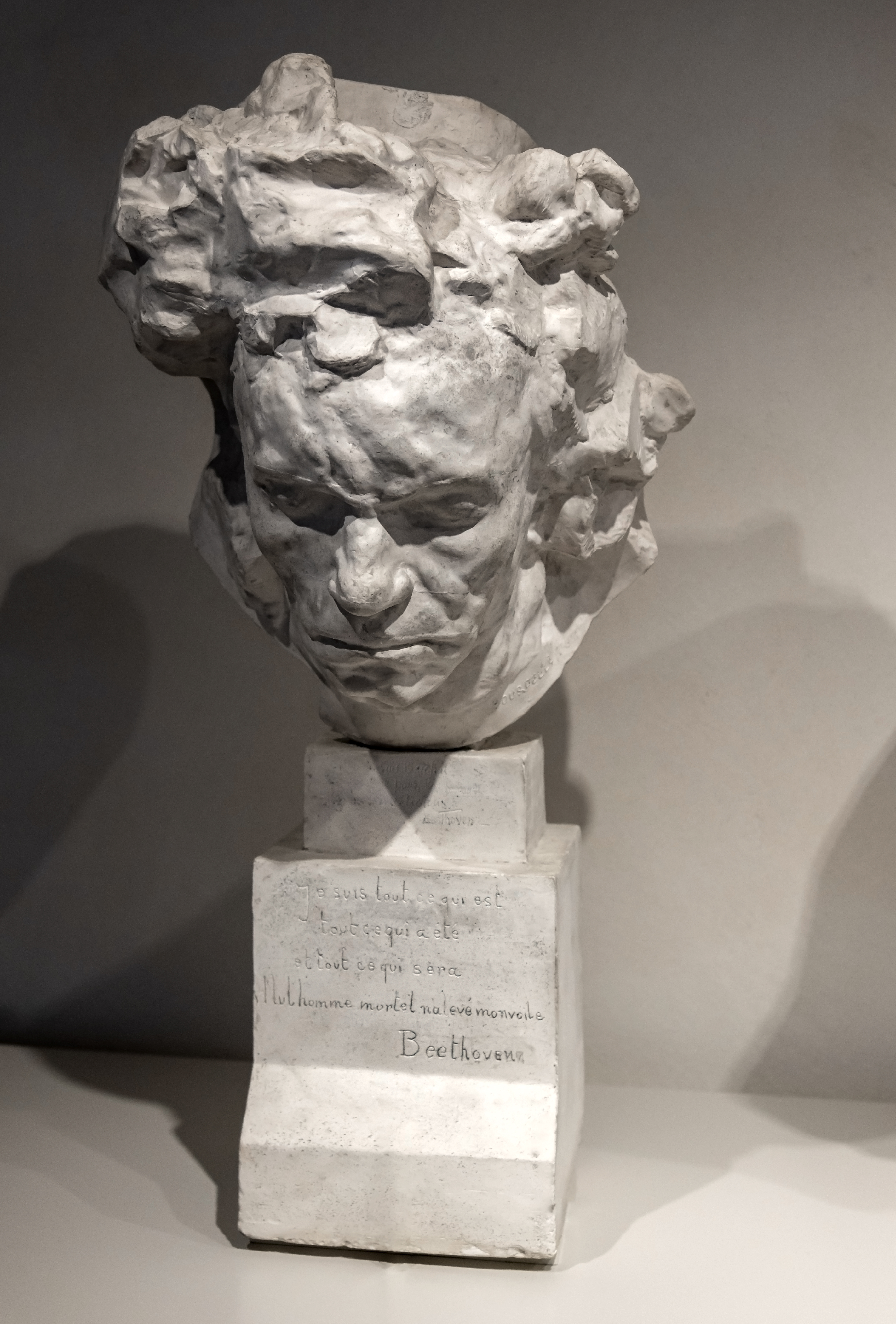
Buste de Beethoven, après 1902
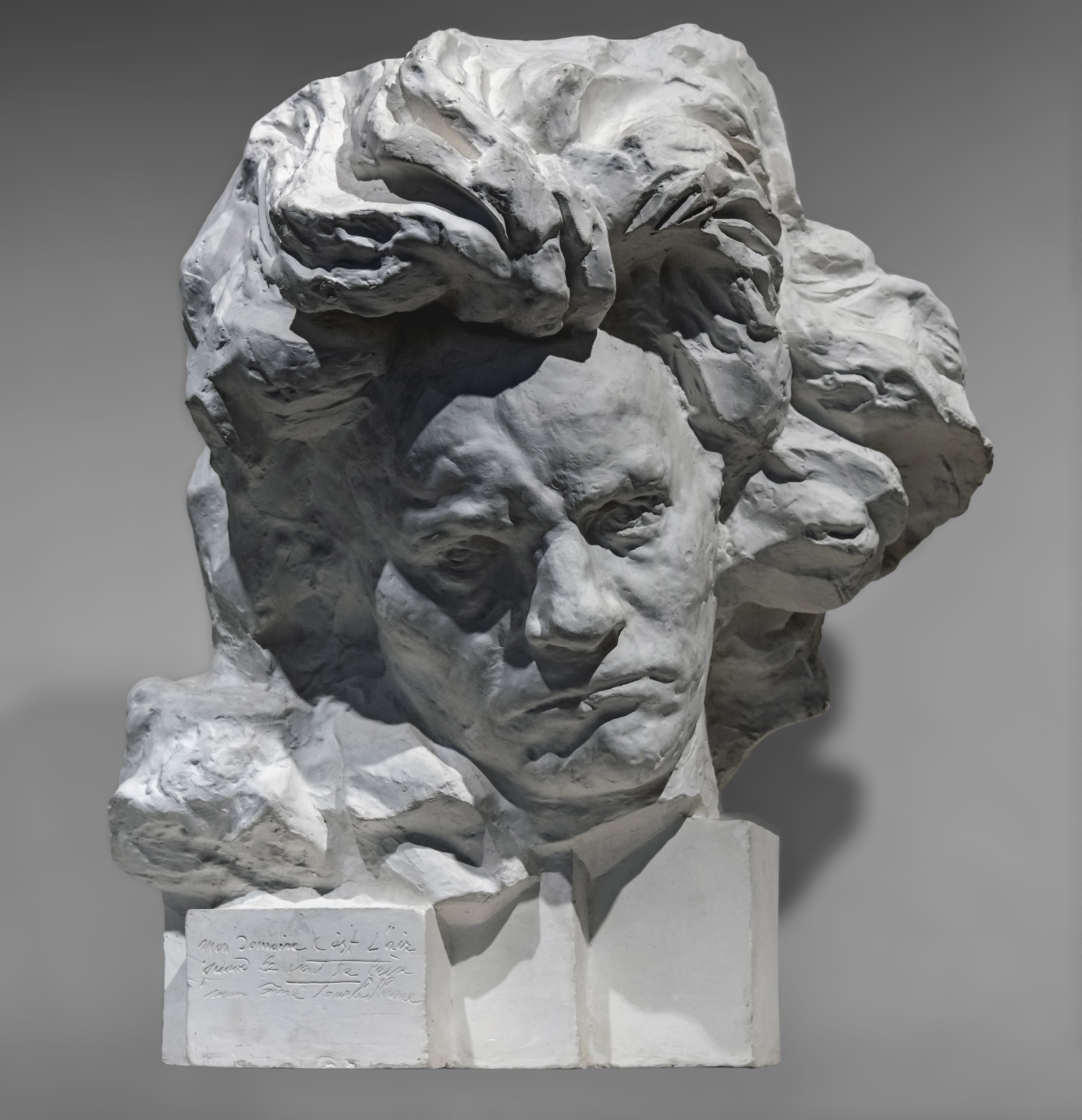
Beethoven aux grands cheveux 1891 - Plâtre
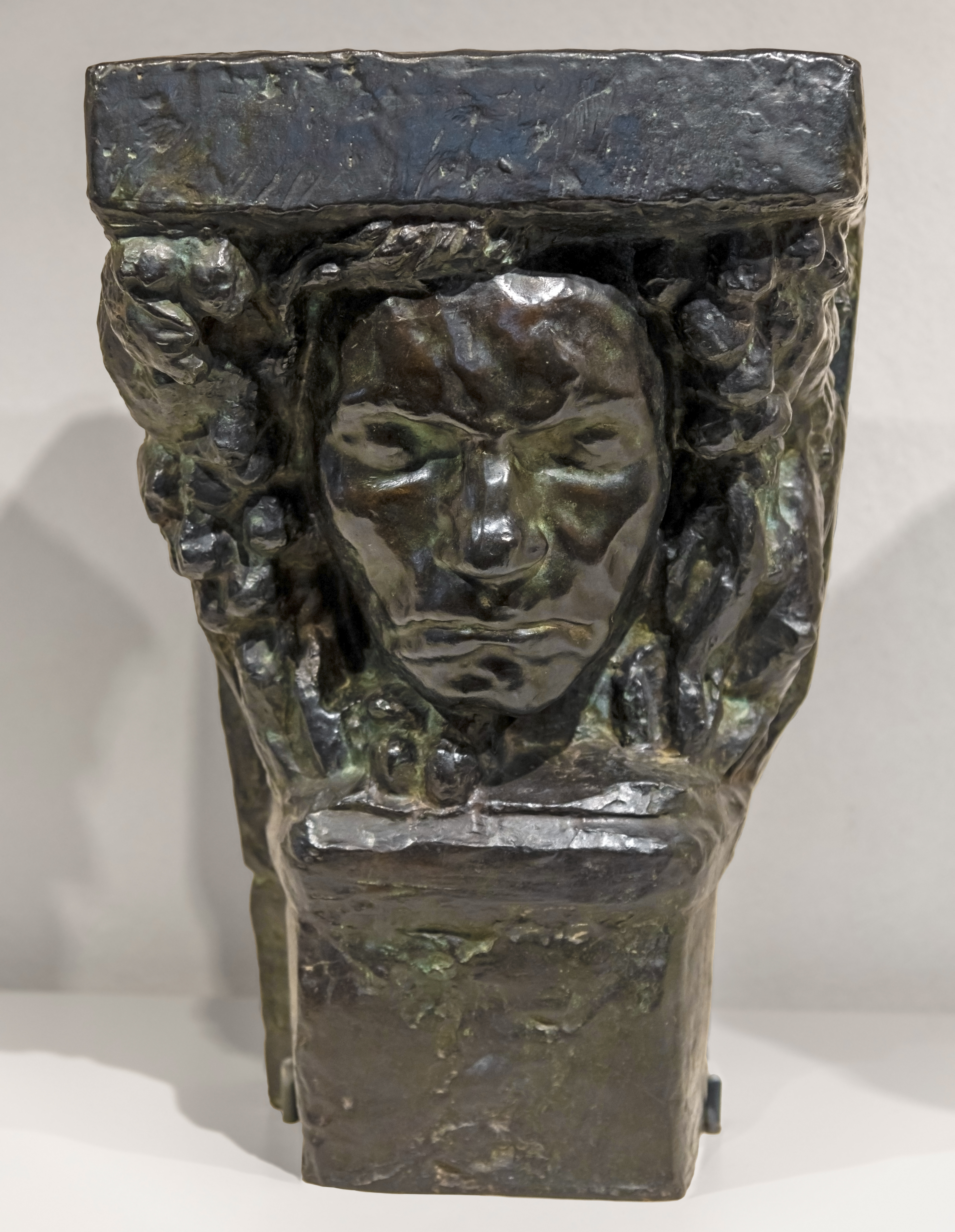
Beethoven - tête aux raisins - Bronze
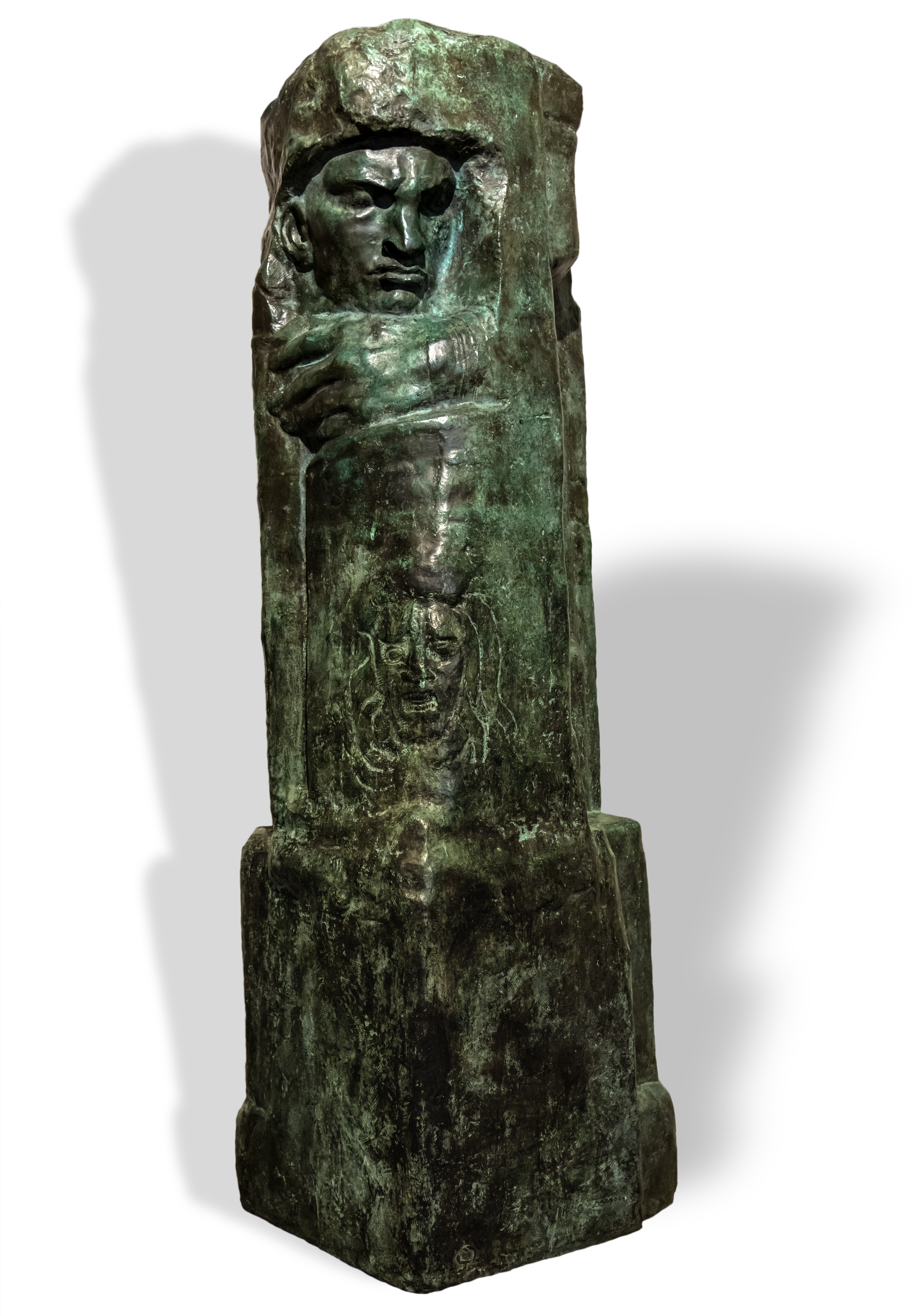
Colonne Roland, 1898 - Bronze
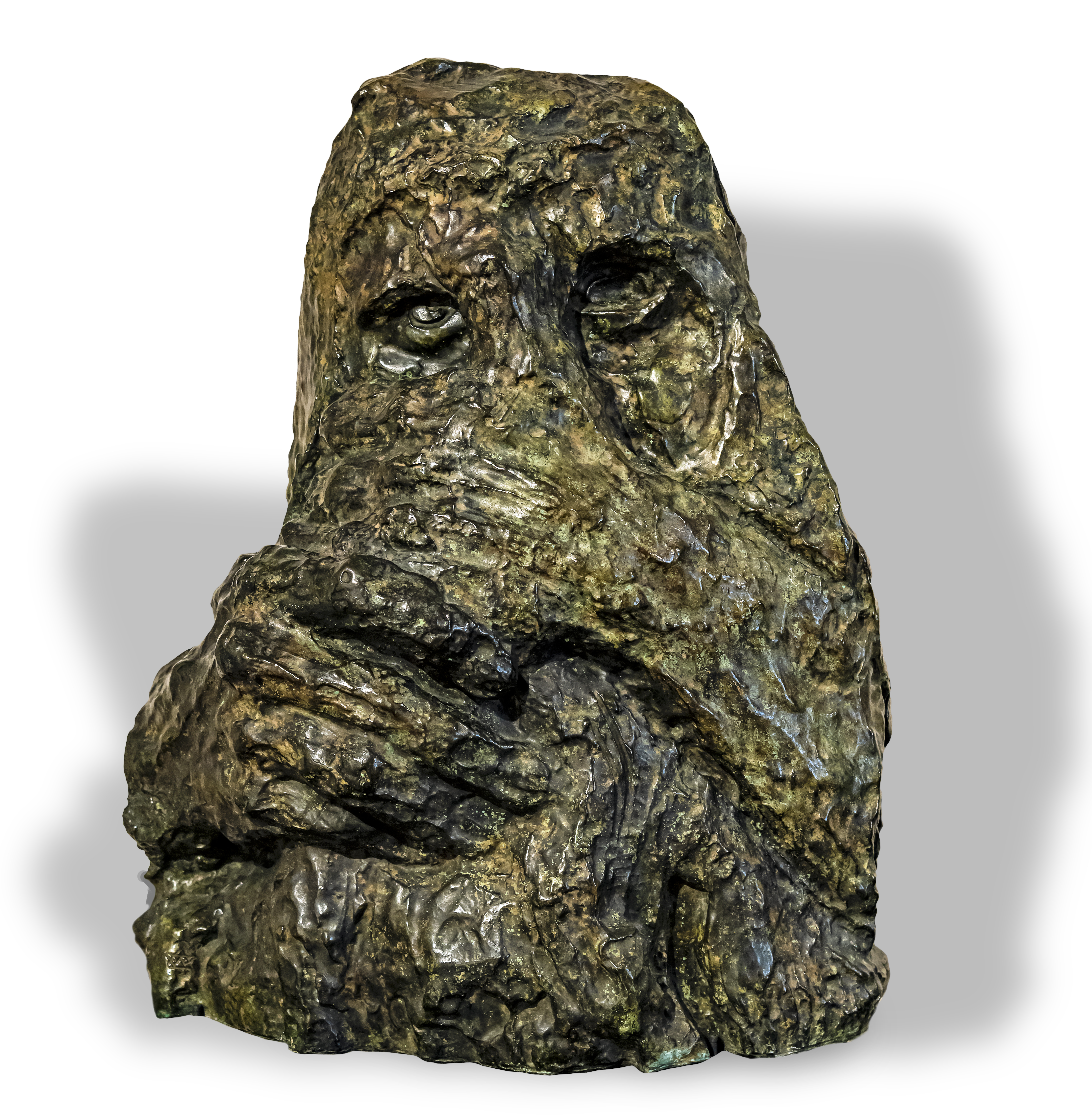
La Nuit de face 1904 - Bronze. Allégorie de la nuit, période où Bourdelle encore très influencé par Rodin, livre des œuvres aux contours heurtés et chaotiques. Des traces de doigts ou d'outils ont été laissés volontairement sur la surface de l'œuvre.
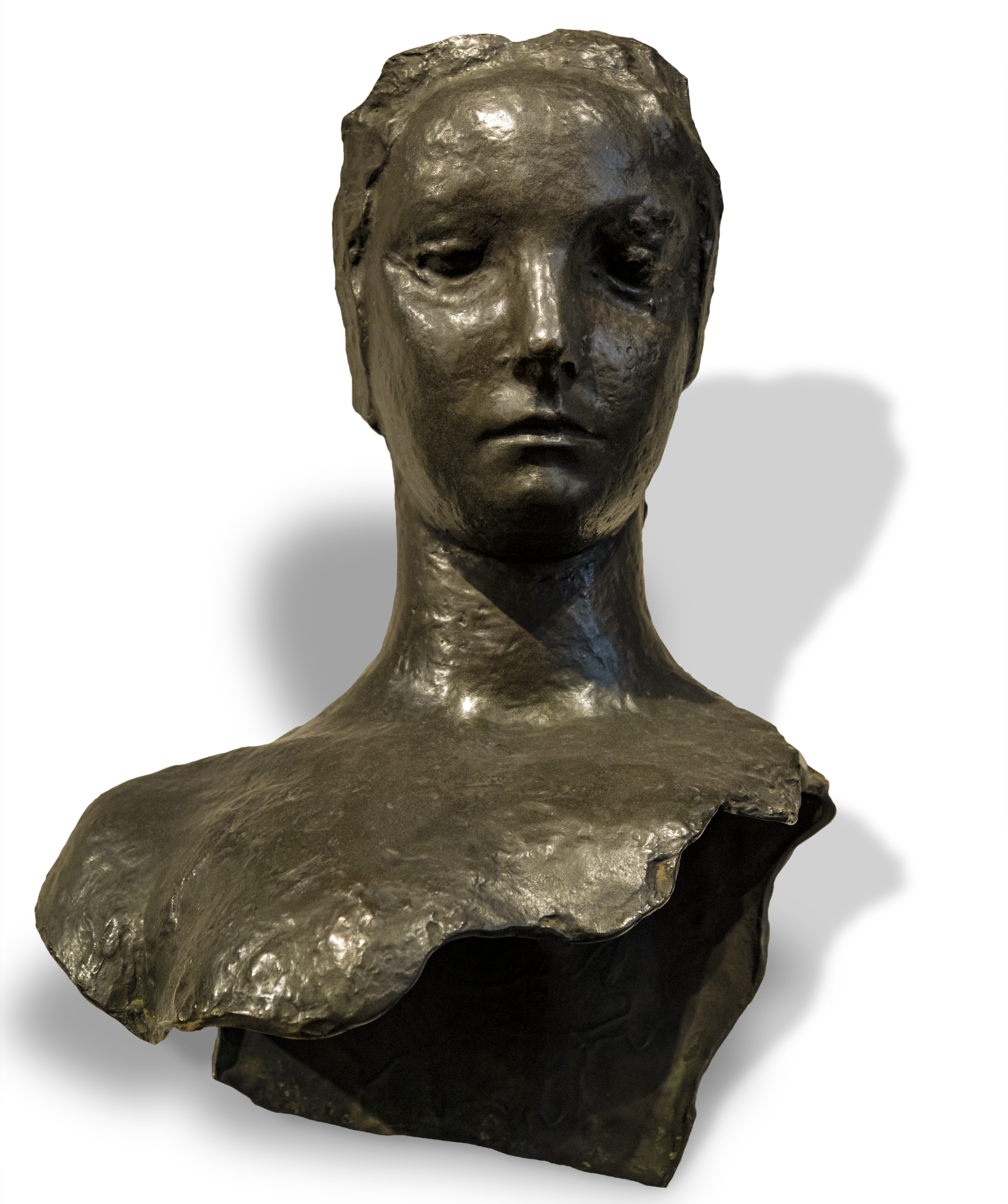
Tête d'adolescente 1890 - Bronze.
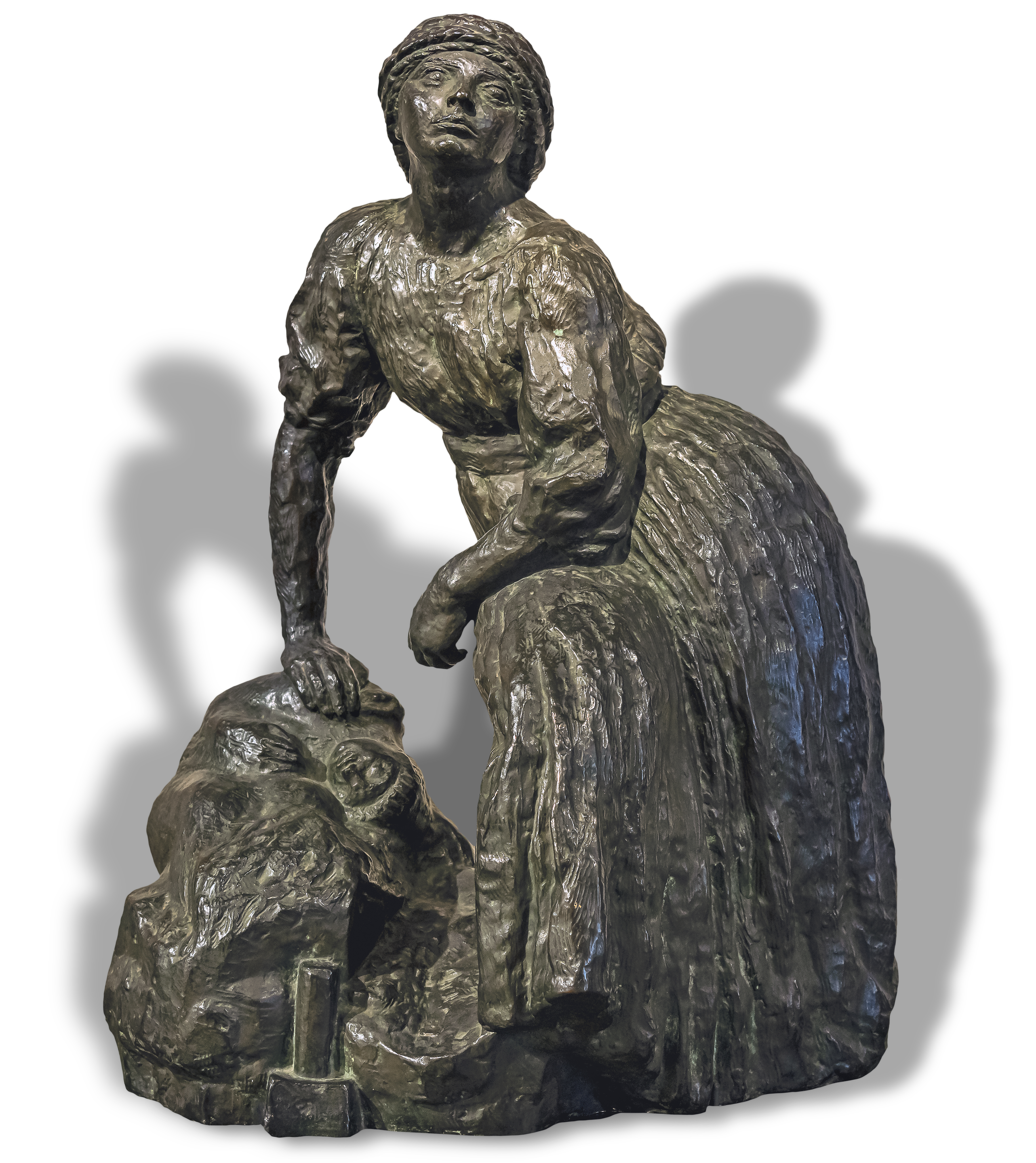
Femme sculpteur au repos, 1905-1908 - Bronze. Bourdelle a épousé en secondes noces une de ces élèves d'origine grecque : Cléopâtre Sévastos. Elle servira de modèle dans de nombreuses œuvres. Cette œuvre fait le pendant avec La femmes sculpteur au travail de 1906 du musée Bourdelle de Paris.
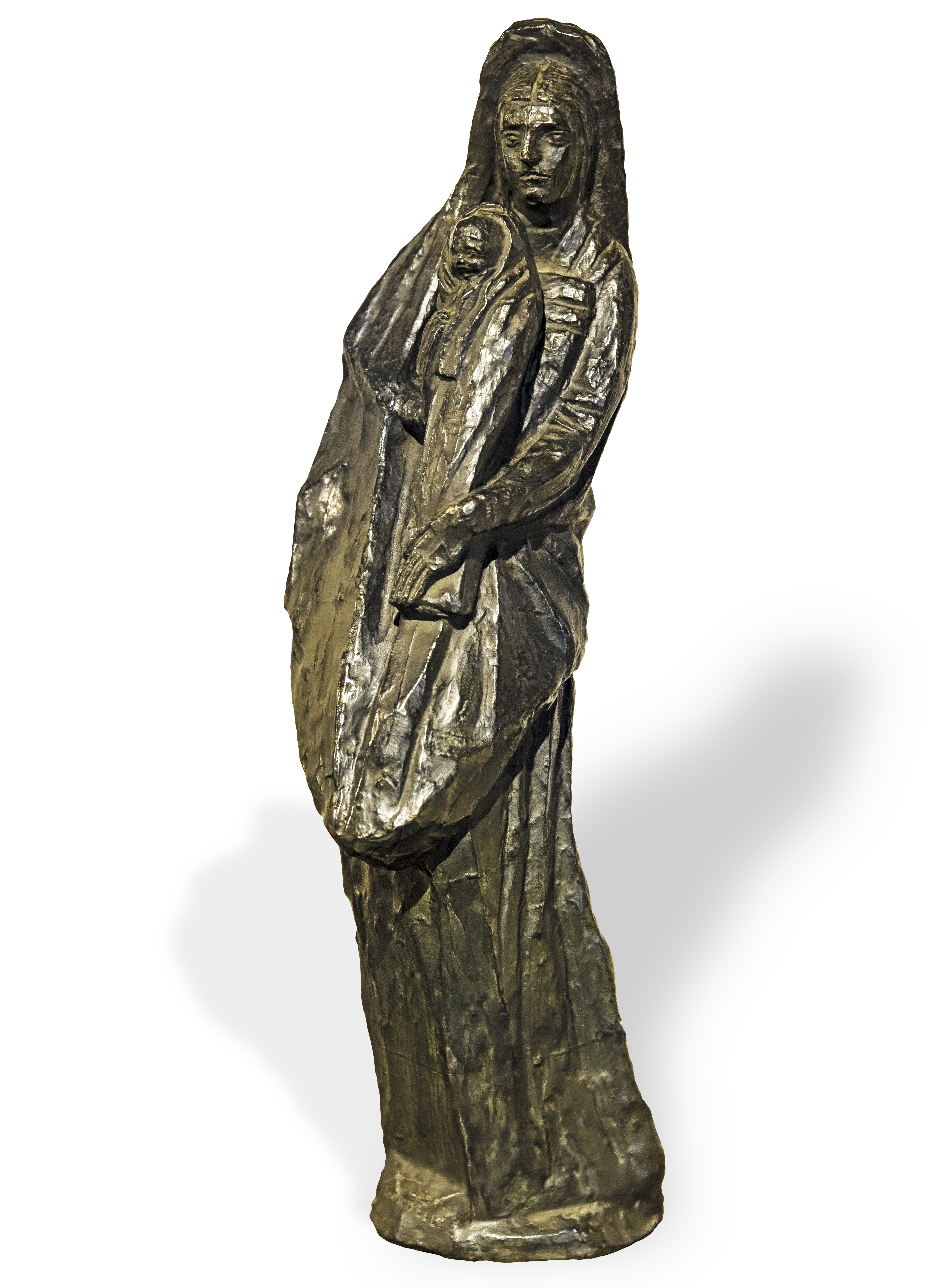
Paysanne à l'enfant, 1910 - Bronze. L'œuvre a été inspiré à Bourdelle par les paysannes du Quercy qui portaient plusieurs jupes et jupons superposés. Elles avaient pris l'habitude de relever la jupe du dessus et de s'en couvrir la tête pour se protéger.

#### Salle des portraits
D'Antoine Bourdelle

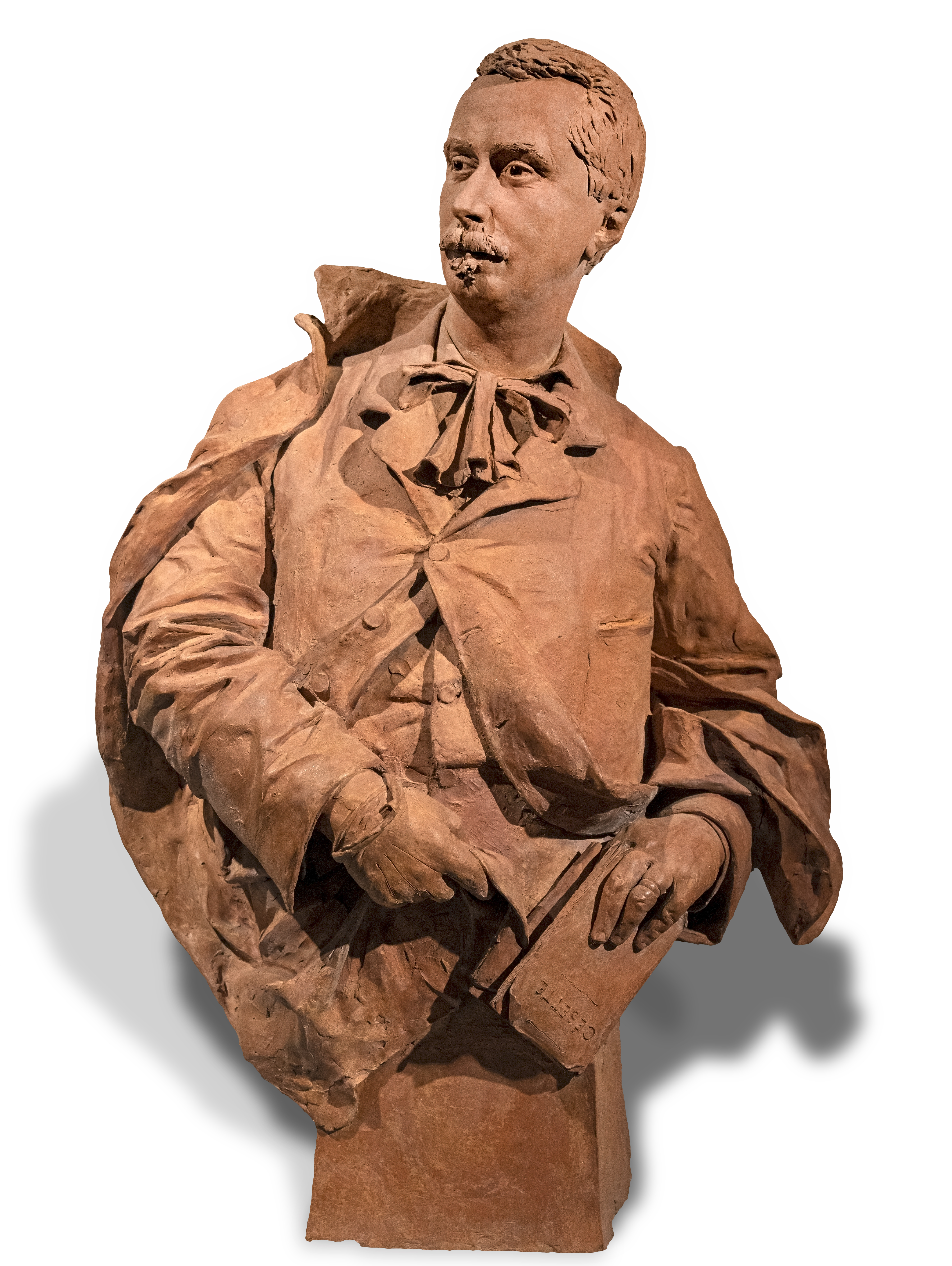
Buste en terre cuite de 1883, d'Émile Pouvillon, écrivain français né le 10 octobre 1840 à Montauban et mort le 7 octobre 1906 à Jacob-Bellecombette près de Chambéry.
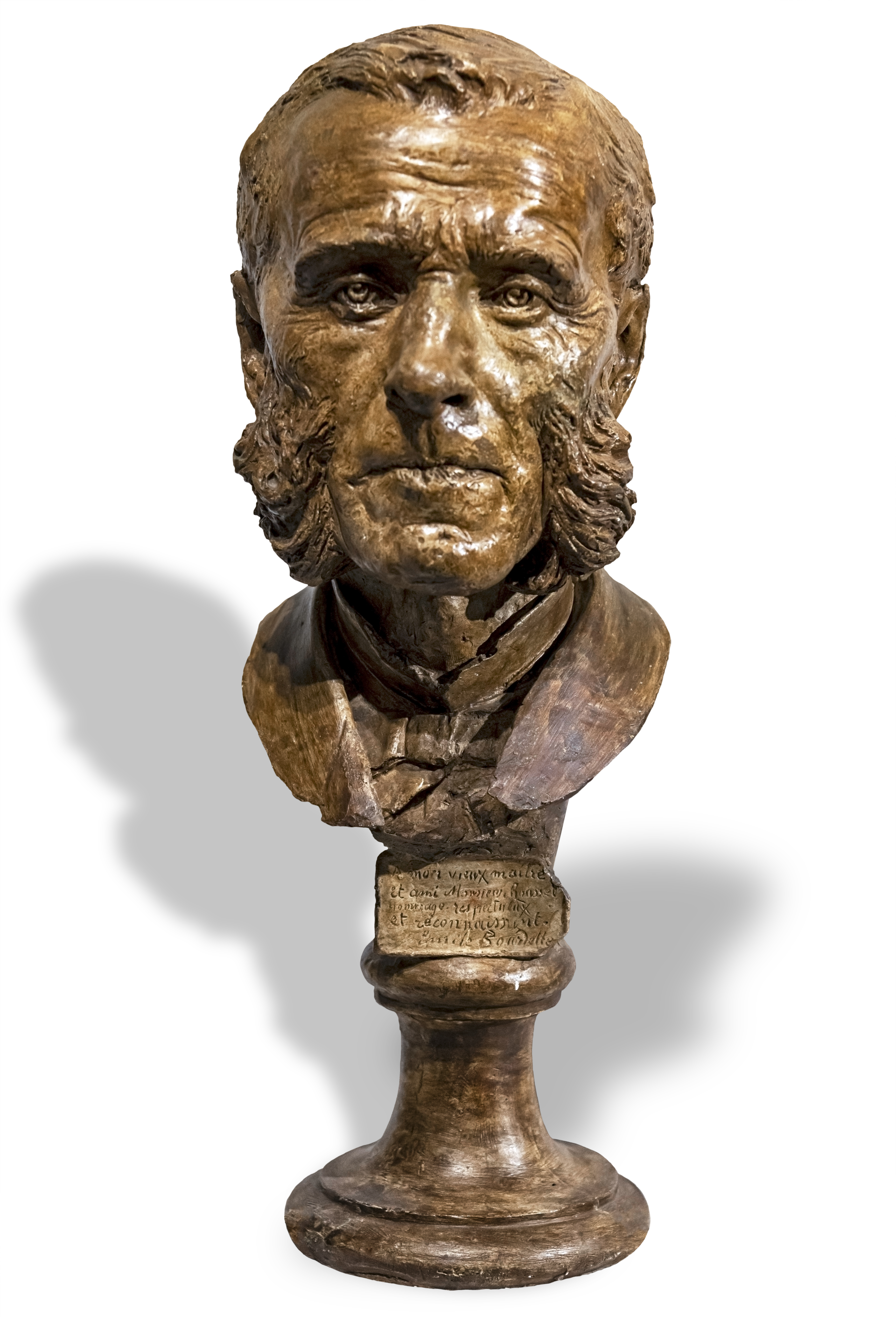
Buste du professeur Rousset en plâtre patiné vers 1883. Professeur et ami d'Antoine Bourdelle comme le rappelle la dédicace gravée sur le socle « A mon vieux maître et ami Monsieur Rousset. Hommage respectueux et reconnaissant. Emile Bourdelle. »
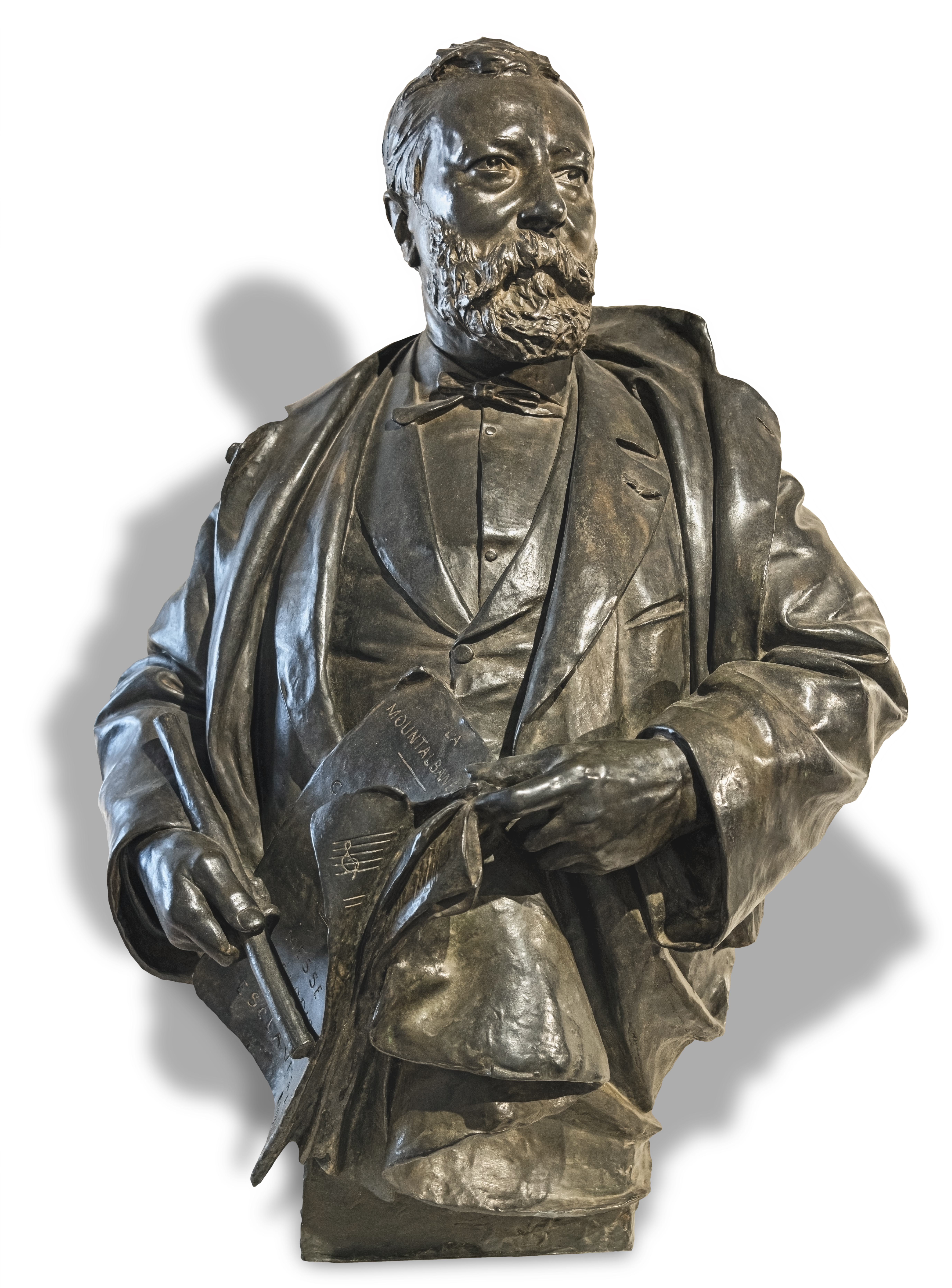
Buste  du compositeur Armand Saintis, en bronze de 1883-84. Armand Saintis compositeur montalbanais (1922-1894), connu pour son ode La Montalbaneso, reste très populaire dans la culture occitane. Ce buste a été exposé de 1929 à 1937 dans le square de la préfecture de Montauban avant de rentrer dans les collections du Musée.
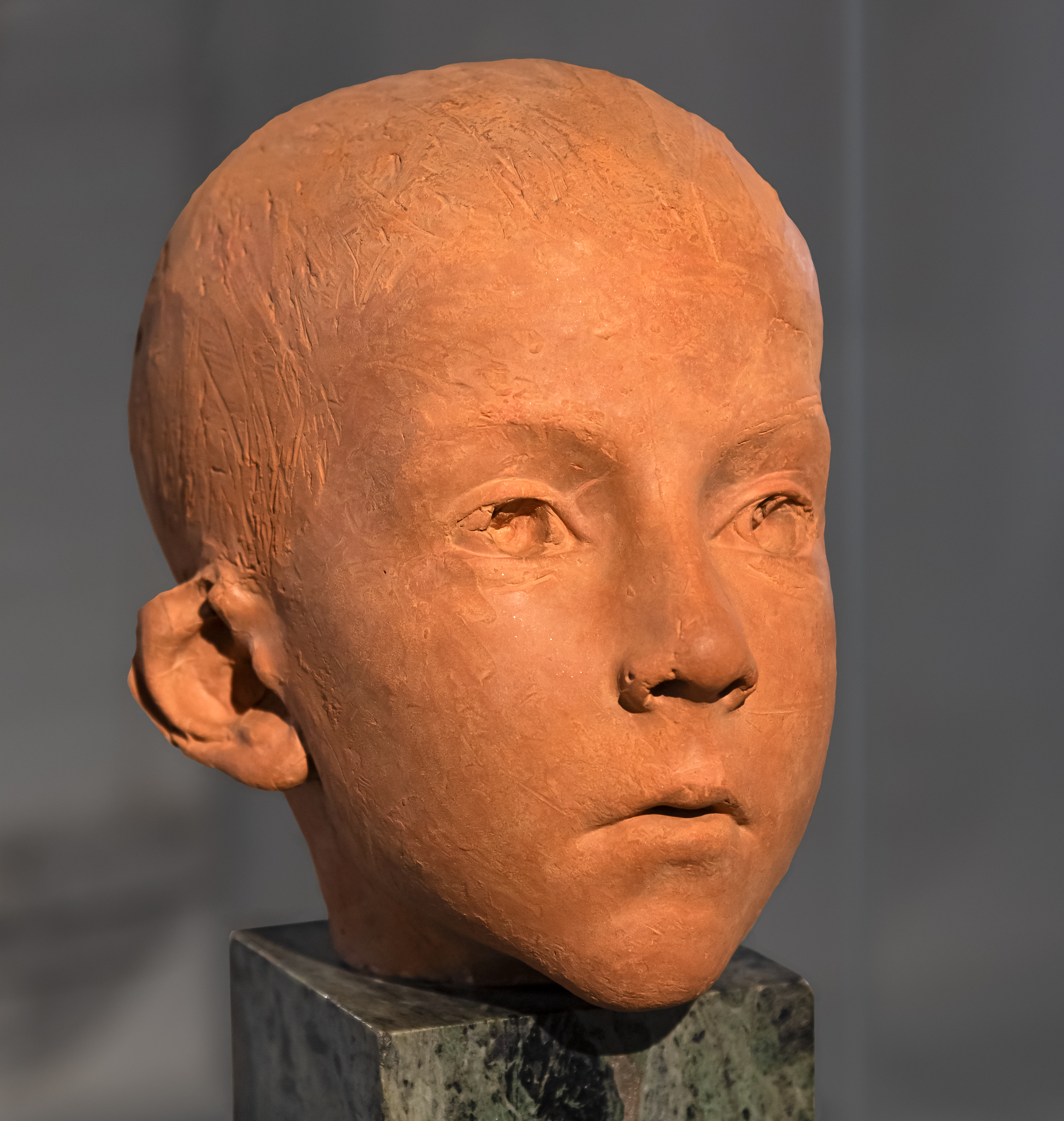
Tête d'enfant dit l'enfant de Montauban entre 1885 et 1886, terre cuite.
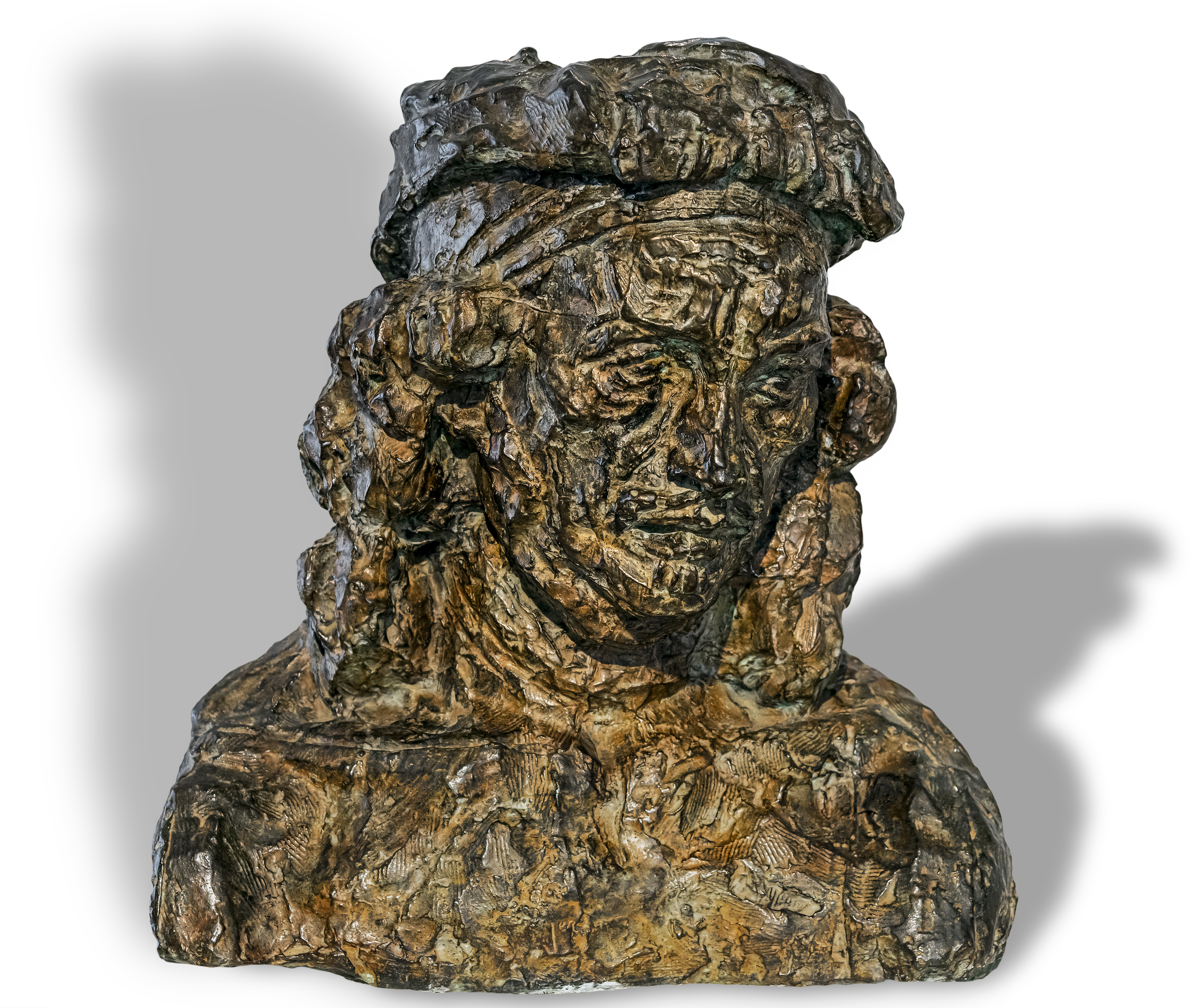
Rembrandt vieux ou La fin  de Rembrandt Bronze entre 1909 et 1910. Très impressionné par la peinture de Rembrandt à l'occasion d'un voyage à Bruxelles, Bourdelle à son retour a sculpté cette œuvre. Elle est restée propriété de sa fille (Rodia Dufet-Bourdelle) qui l'a déposé au musée de Montauban en 1974 et l'a léguée en 2002.
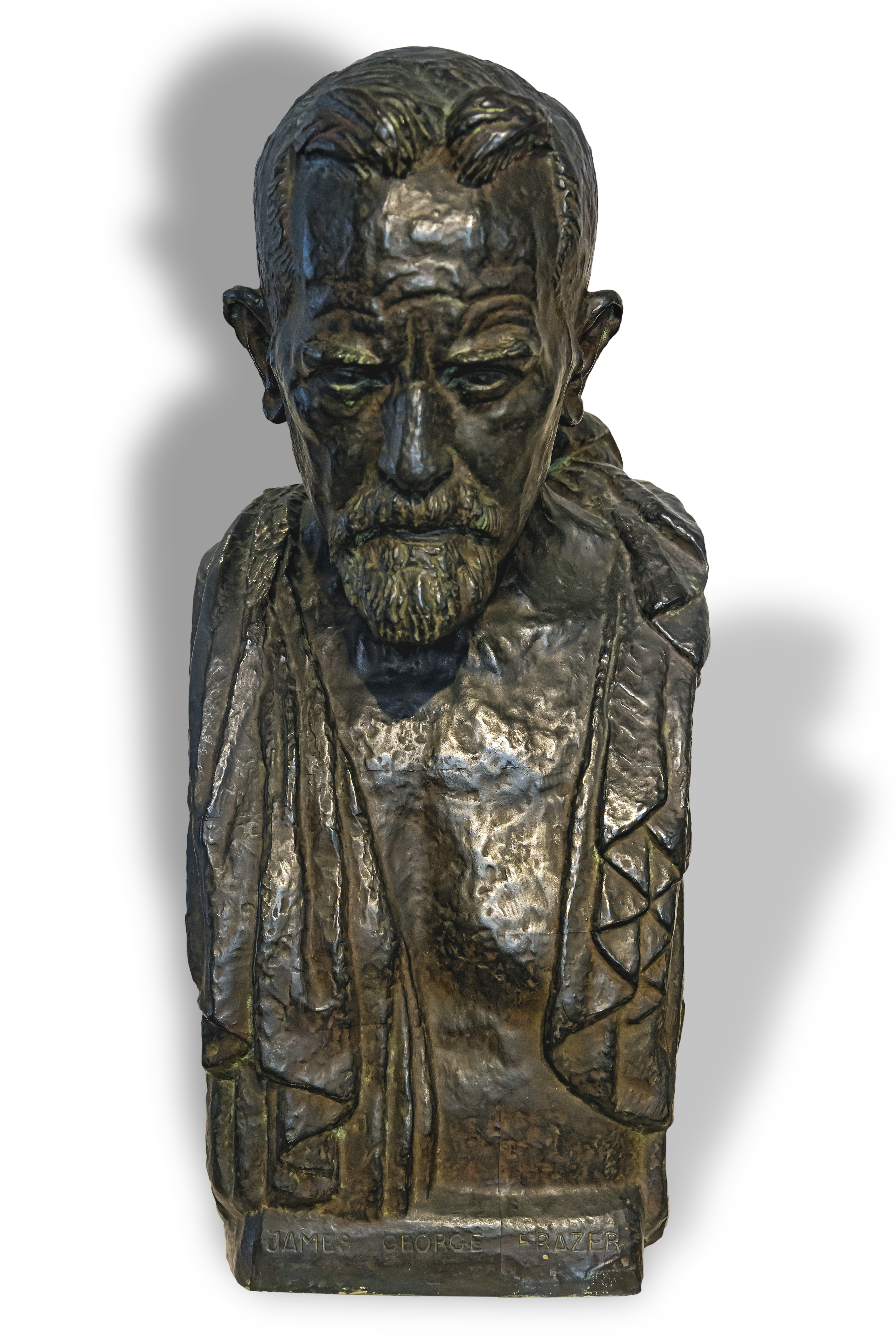
SIR JAMES GEORGE FRAZER (1854-1941) bronze de 1922. Le plâtre original a figuré à l'exposition de la société nationale des beaux-arts en 1922.
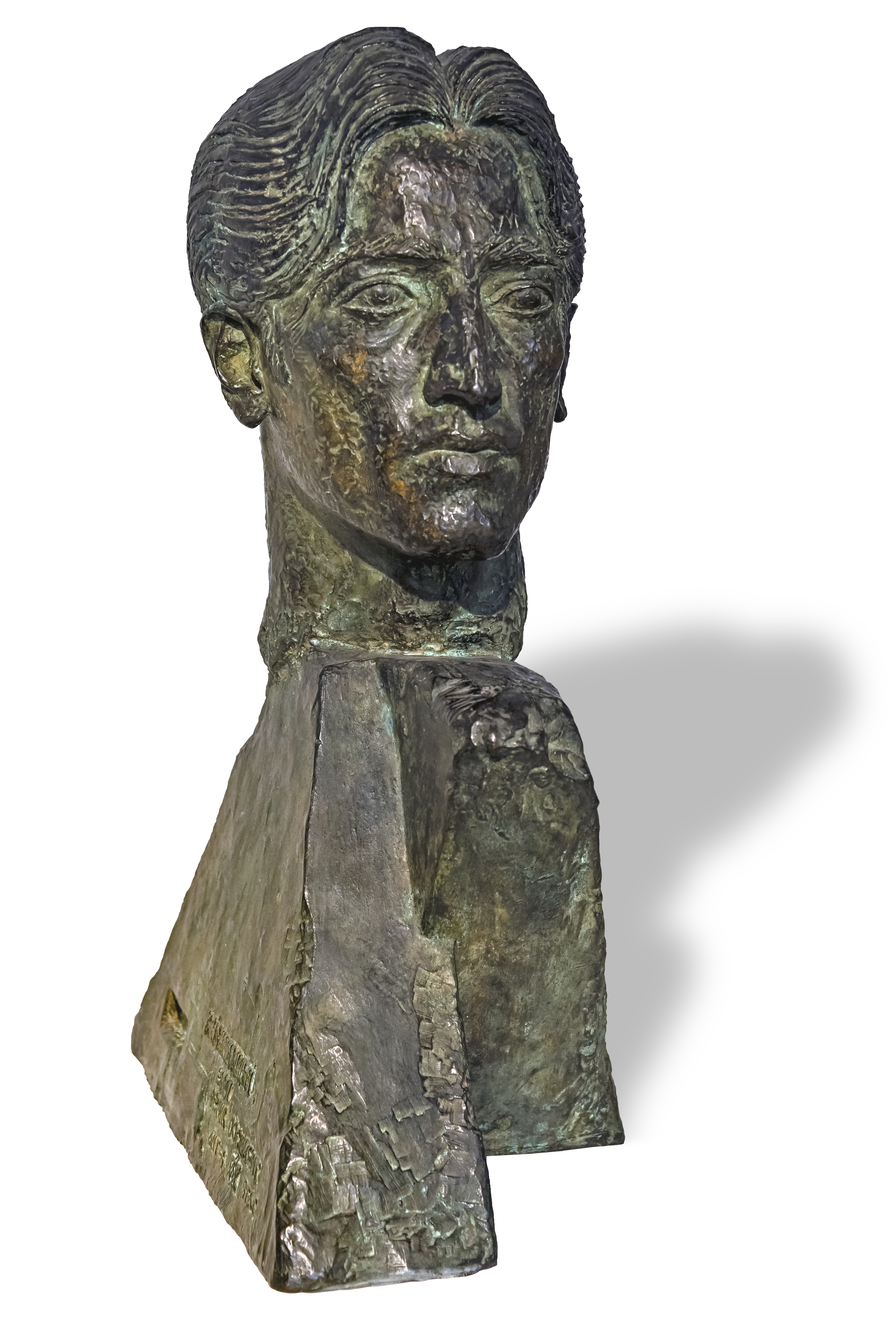
Buste de Krishnamurti - Bronze 1922. Bourdelle a rencontré le philosophe hindou Jiddu Krishnamurti en 1925 grâce à son amie Marie Bermond, peintre et philosophe (le musée conserve une terre cuite en rapport : MI.53.8.8 Buste de Krishnamurti).
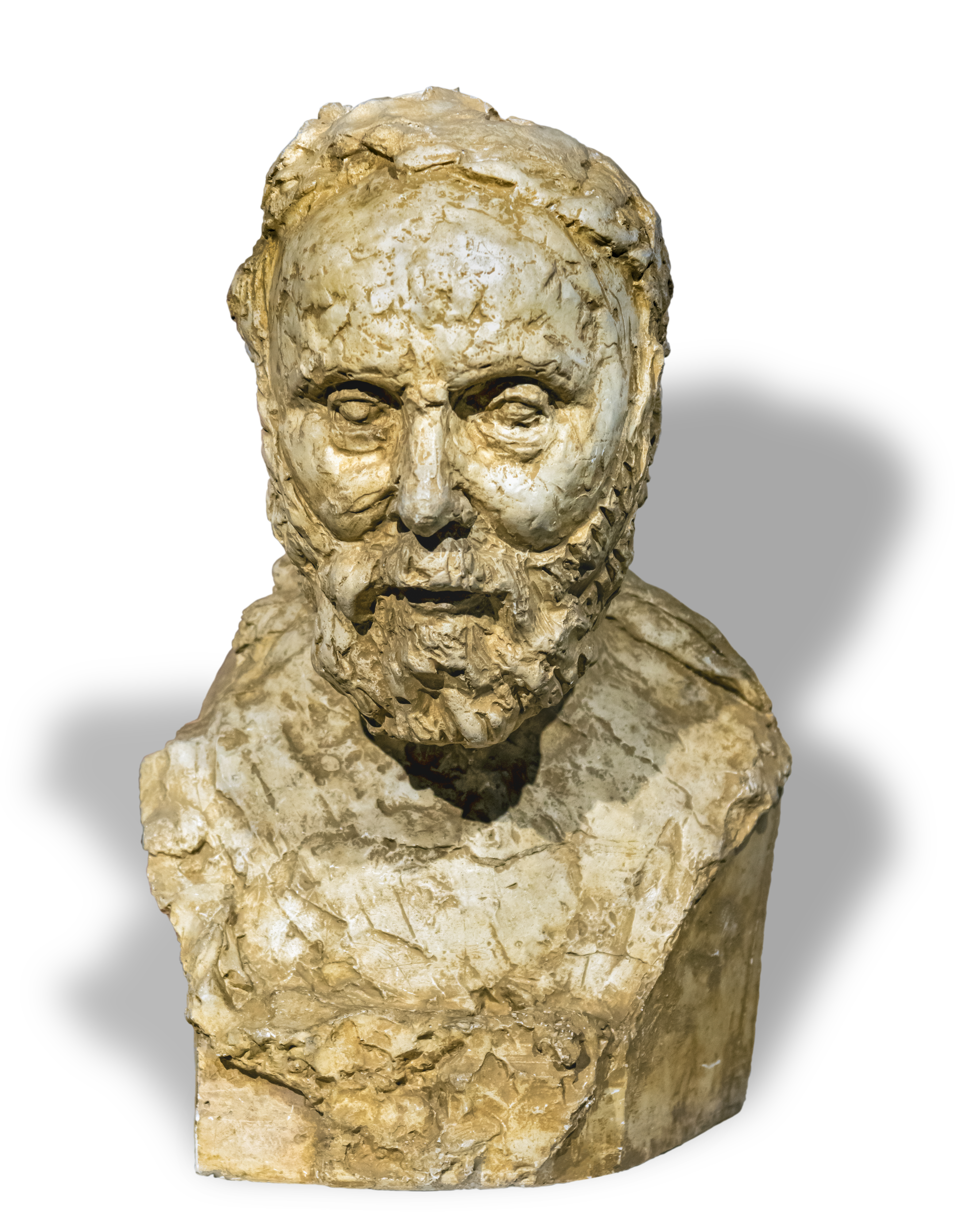
Buste du père de Bourdelle - Plâtre patiné
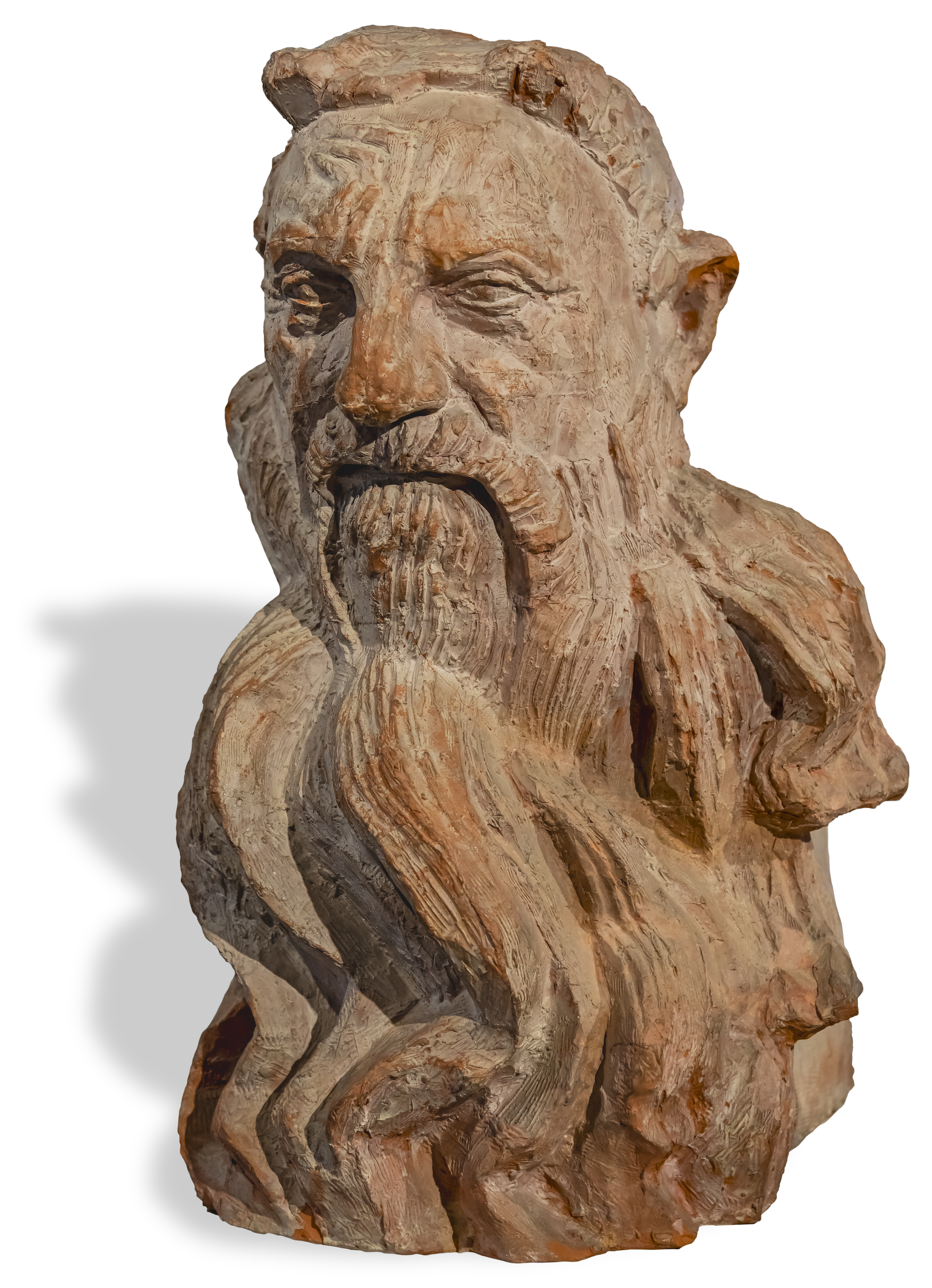
Buste de Rodin - Terre cuite. Exposé au Salon de 1910
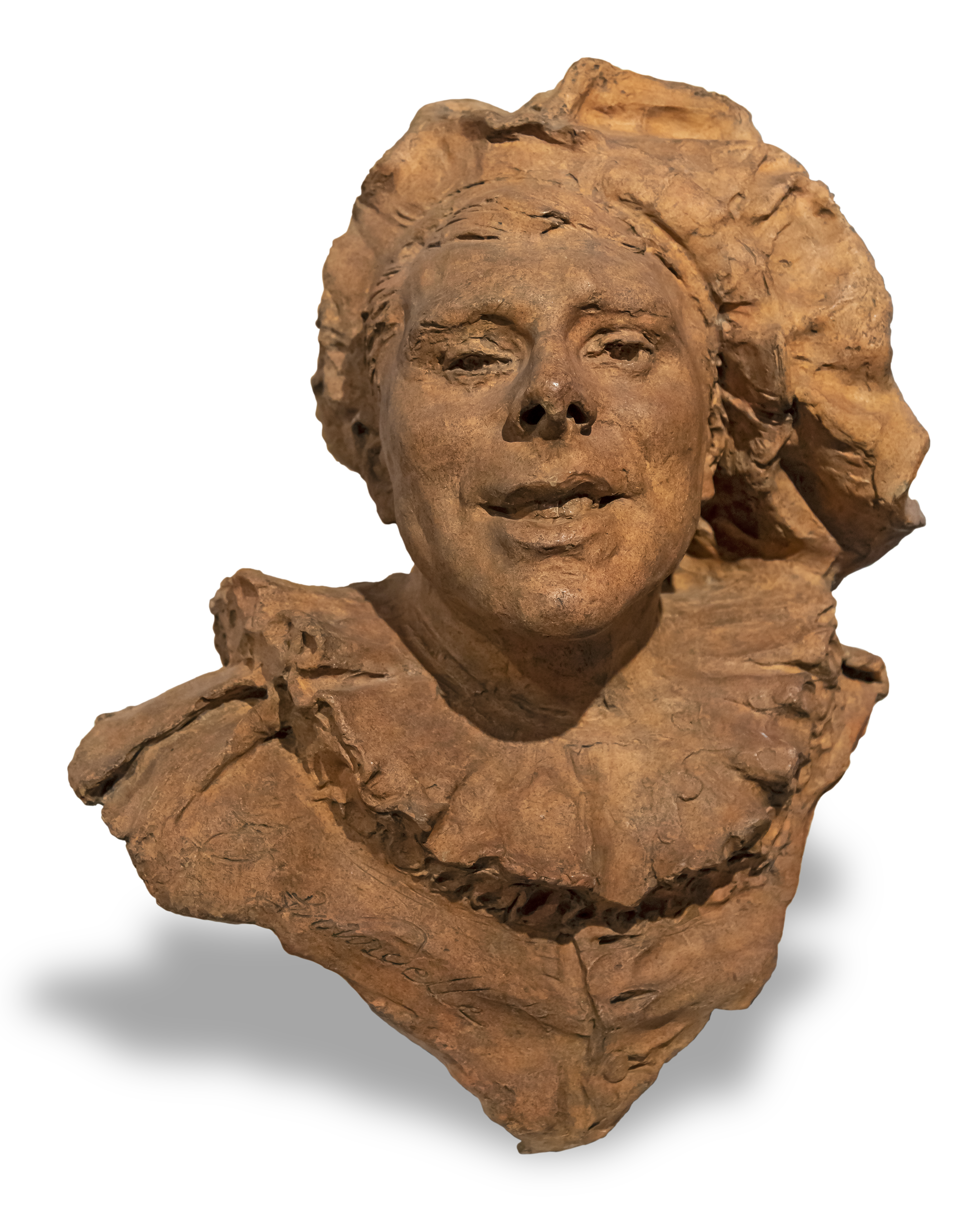
Buste de Coquelin Cadet en mascarille, 1891 - Terre cuite. Le buste a été exposé à Paris (Salon de la SNBA), 1891 et à Paris (Salon du Champ de Mars), 1891. Il représente le comédien Coquelin Cadet en mascarille valet de comédie.
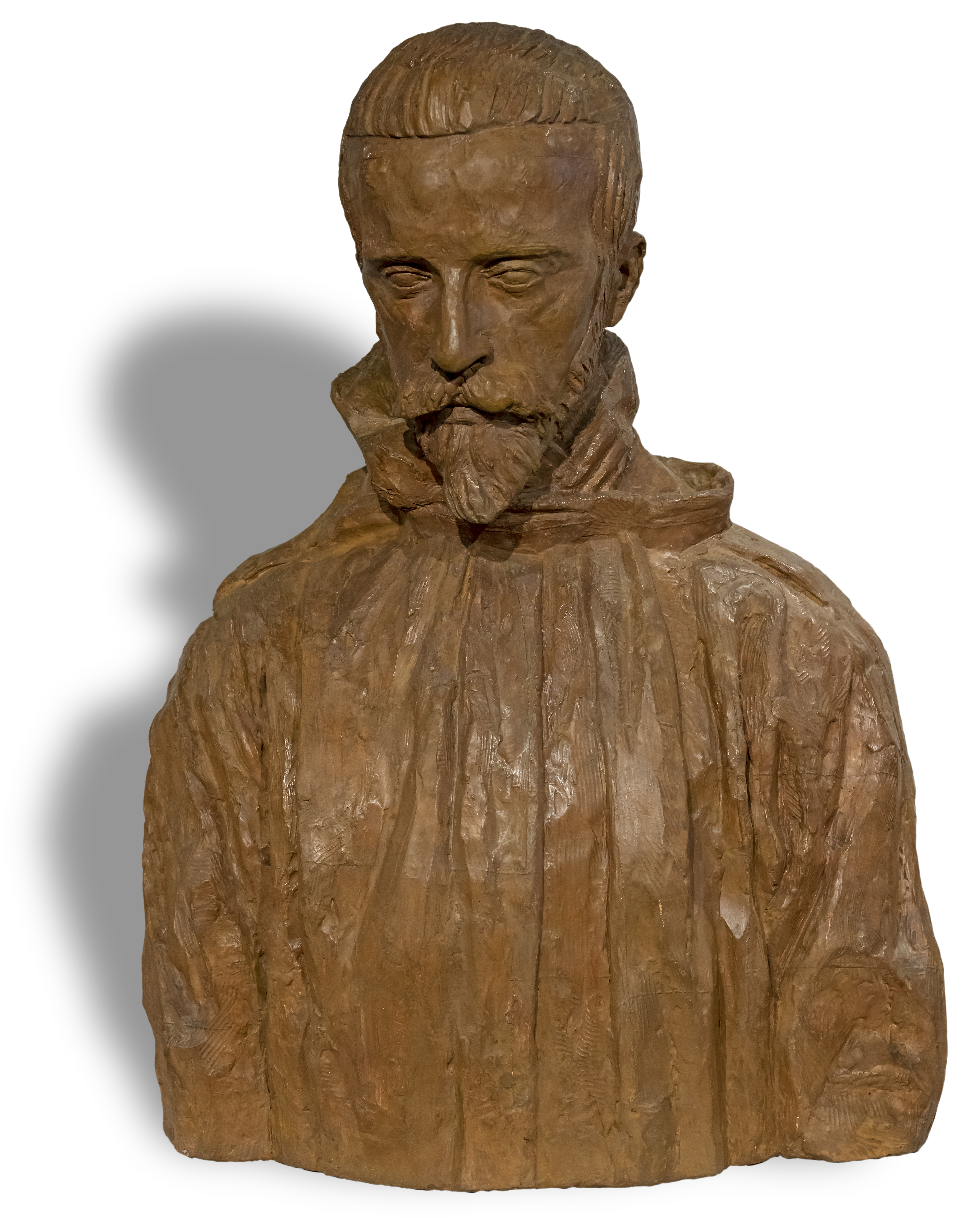
Buste d'Auguste Quercy, 1911 - Plâtre patiné. Auguste Quercy félibre et poète occitan, a soutenu Bourdelle pour le monument aux morts de Montauban. Plâtre exposé à Paris (Salon d'Automne), 1911 (n°191).
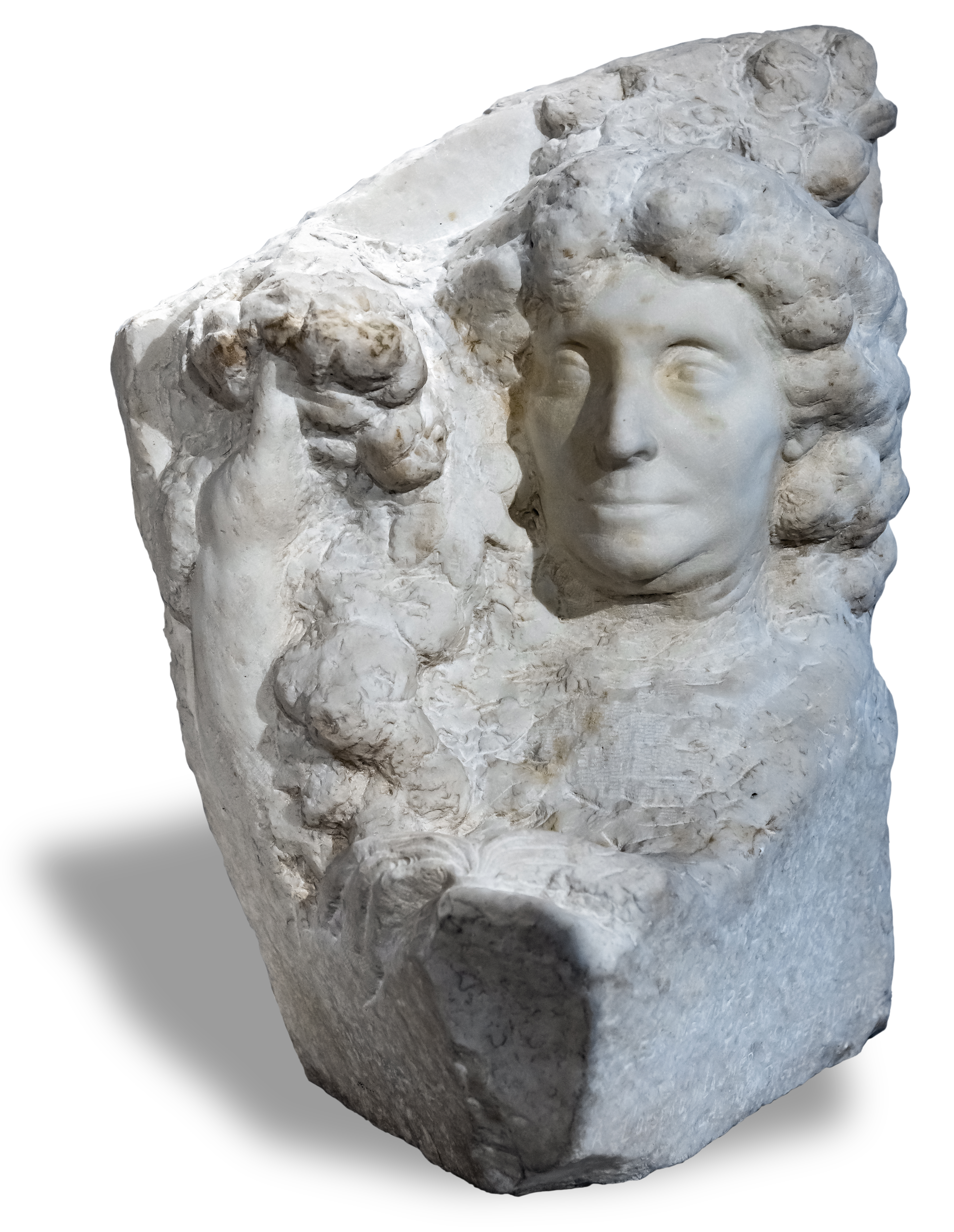
Buste de Madame Michelet, 1899 - Marbre. Réalisé en trois jours, de mémoire, après le décès subit de Mme Michelet. Le buste a été exposé à Paris (Salon de la SNBA), 1899.
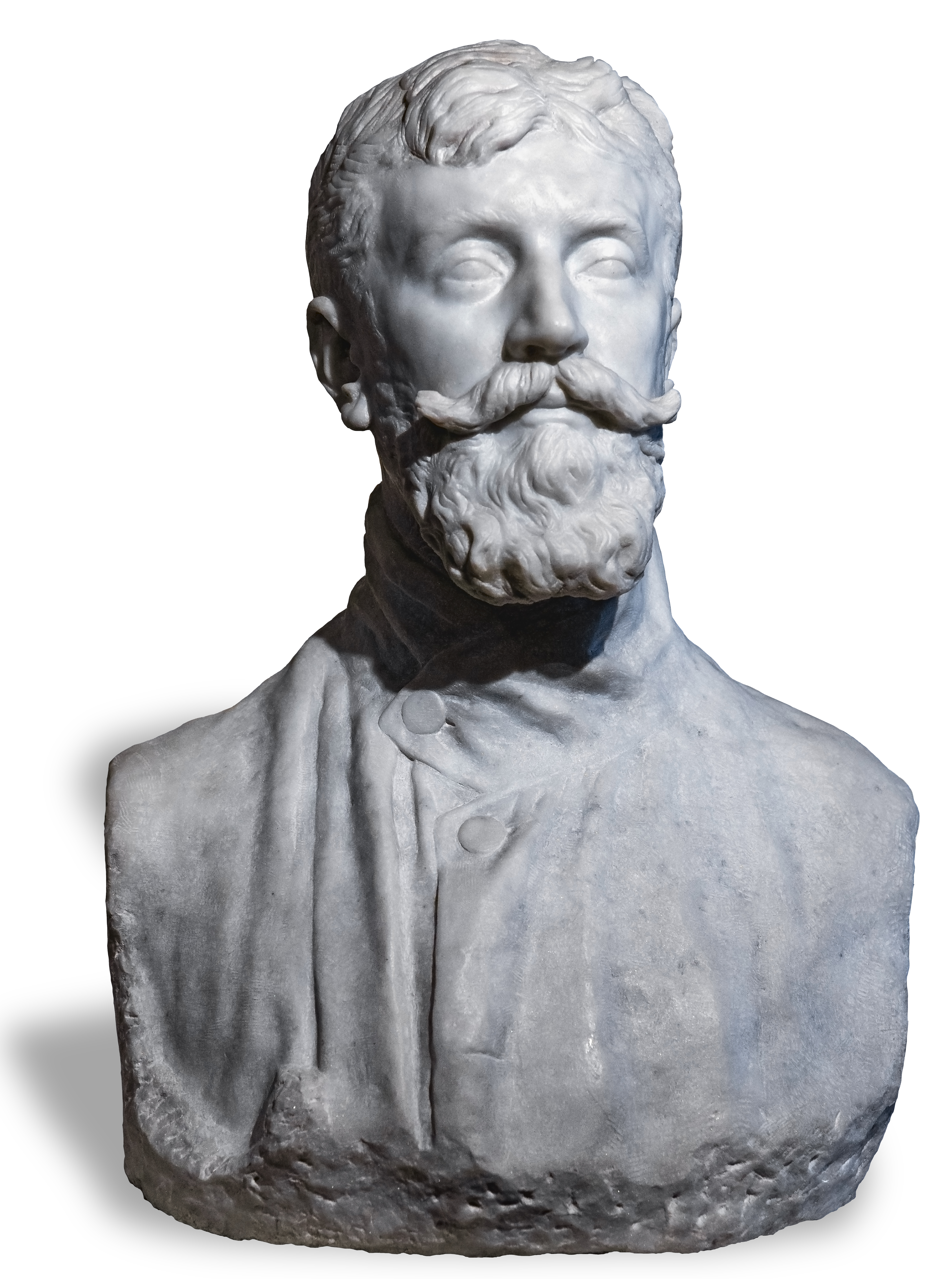
Buste du Docteur Molinié, 1906 - Marbre. Médecin marseillais ami de Bourdelle qui au dos du buste a gravé cette dédicace : Au docteur J. Molinié / Nous déchiffrons très peu du destin qui nous mène. Mais avertis ou non nous suivons notre loi. / Vous ami simplement vous mettez votre joie / A restreindre le champ de la souffrance humaine. / E.A. Bourdelle / Massilia 1906.
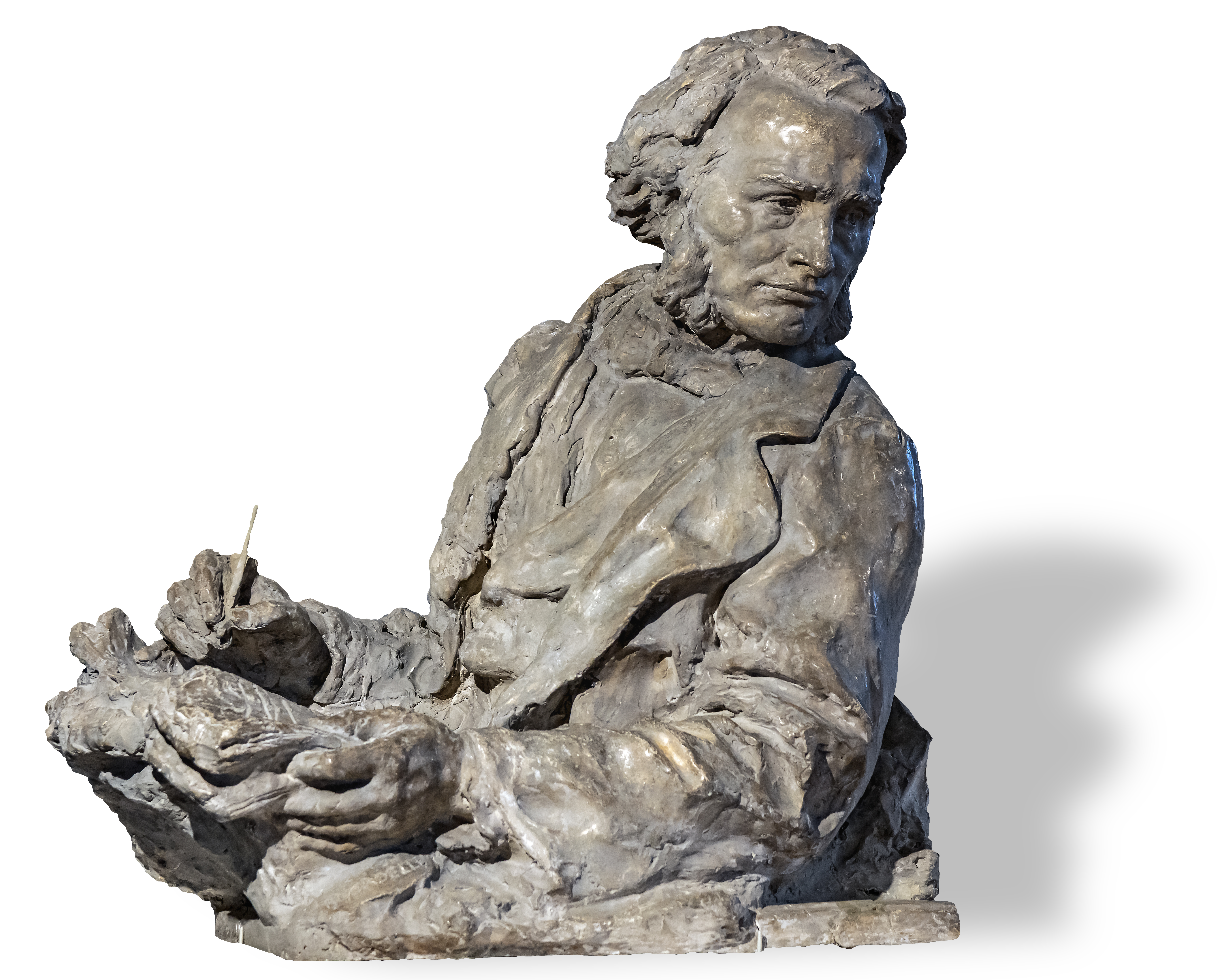
Buste de François Moulenq, 1894 - Pâtre. Commande de la Société archéologique de Tarn et Garonne ; Bourdelle réalisa deux versions : une pour le musée Ingres et une autre plus petite en patiné en ton terre cuite pour la mairie de Valence d'Agen. François Moulenq (1814-1892) fut secrétaire perpétuel de la Société archéologique du Tarn-et-Garonne.
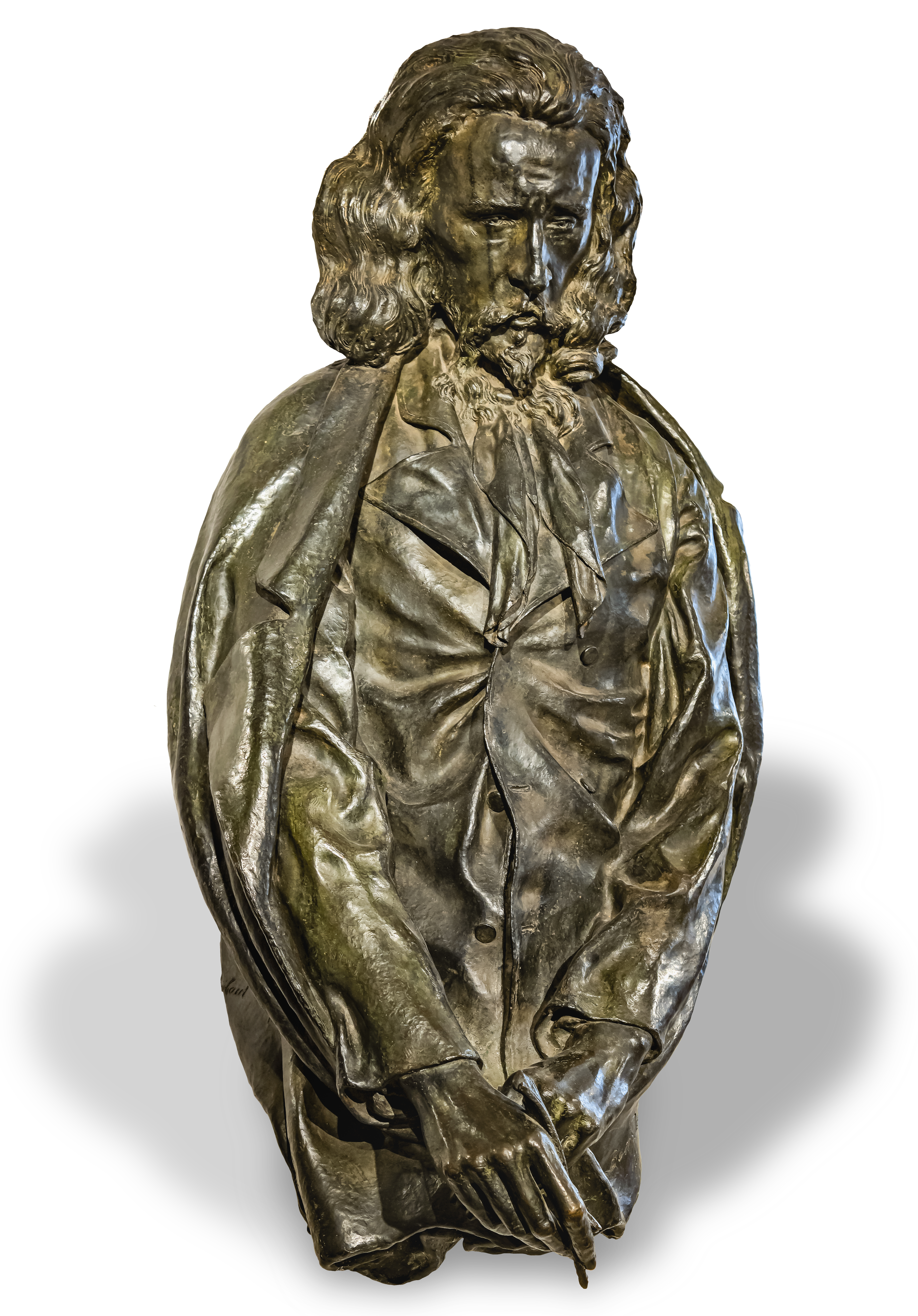
Portrait de Léon Cladel, 1894. Monument commandé à Bourdelle par le comité Cladel à la mort de l'écrivain en 1892 ; inauguré en 1894 sur l'ancien square de la préfecture à Montauban puis déposé depuis 1937 au musée Ingres.
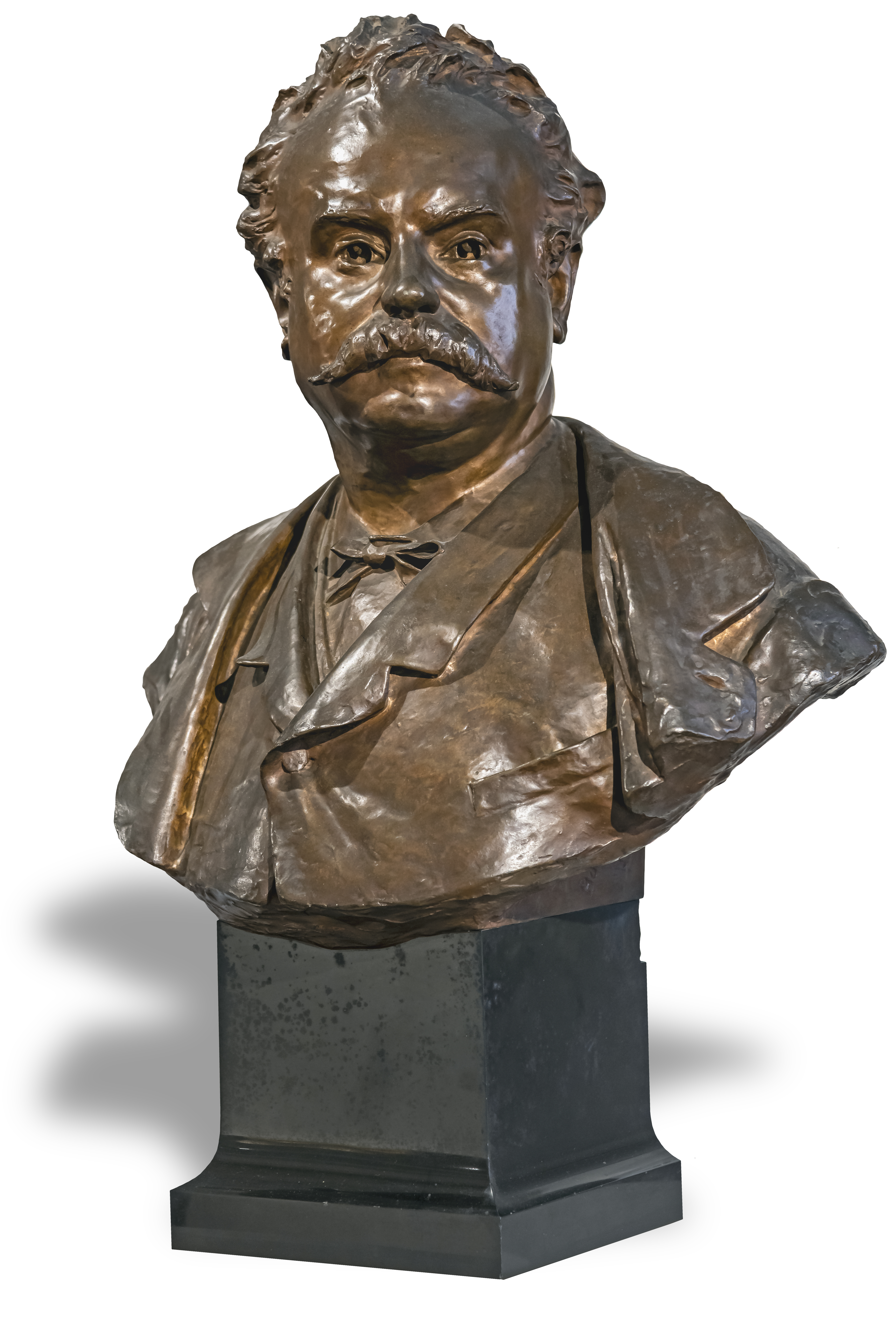
Buste d'Emile Garrisson, 1885 - Bronze. Personnalité montalbanaise et beau-père de François Moulenq, tous deux amis de Broudelle[7].
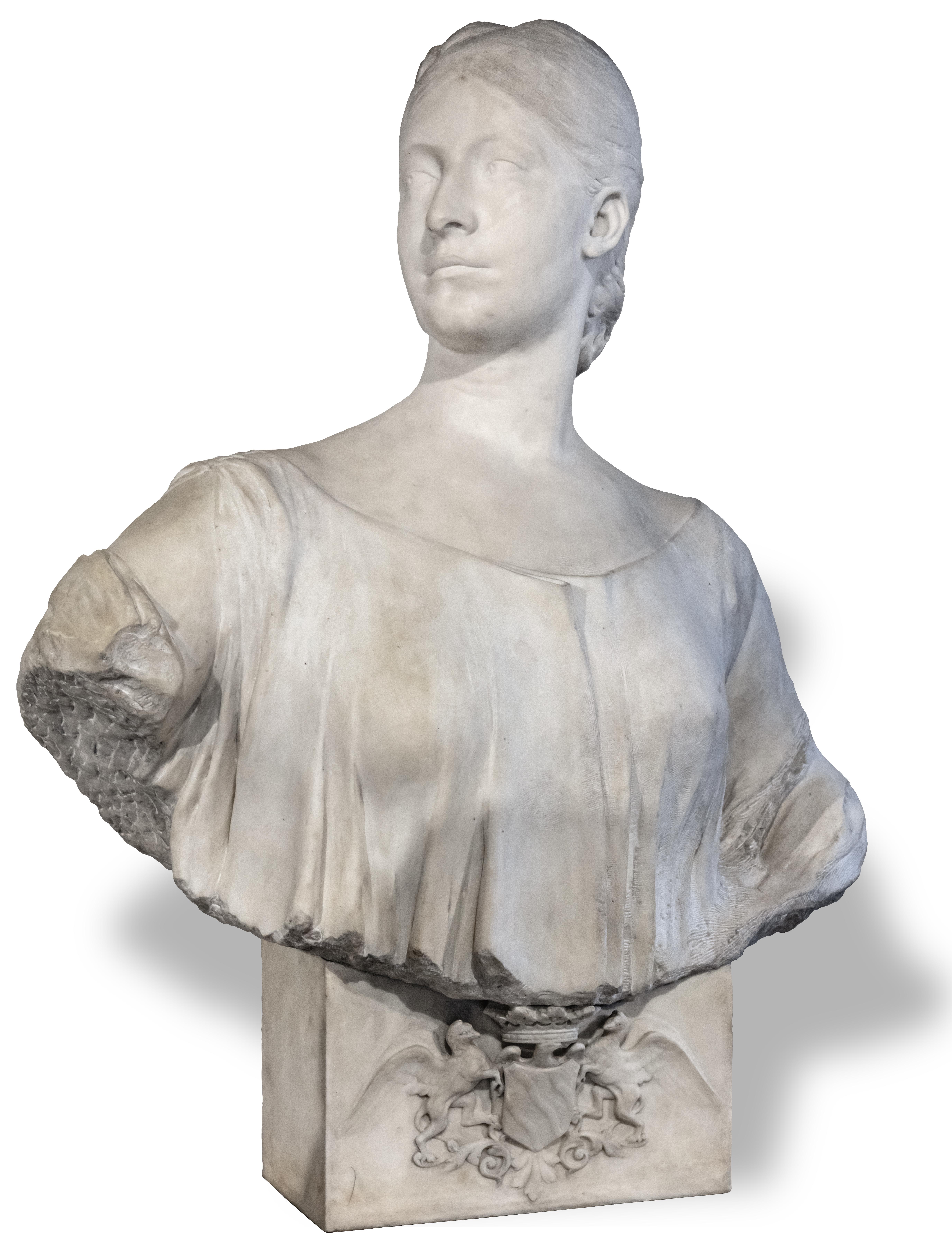
Buste de la marquise de Mari, 1887 - Marbre. Mécène de Bourdelle, l'œuvre a été exposé au Salon de Paris de 1887[8].
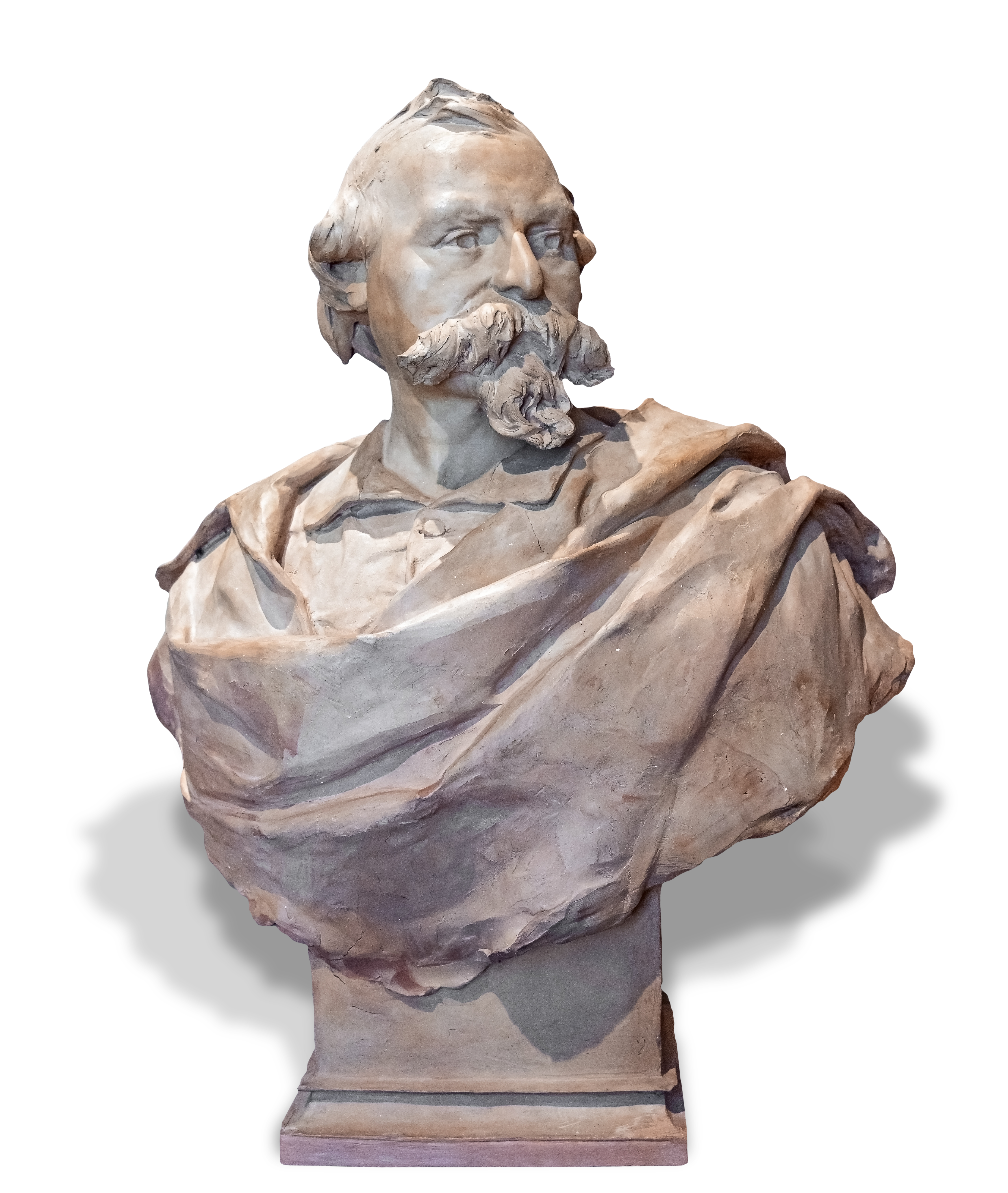
Buste d'Achille Bouïs, 1882 - Terre cuite. Achille Bouïs fut l'un des professeurs de Bourdelle, conservateur du musée Ingres de 1889 à 1914 et photographe[9].

#### Salles de l’Héraclès
- Plâtre original patinée en brun clair, du bronze exposé au Salon de la Société nationale des Beaux-Arts en 1910, n°723. Plâtre original resté dans l’atelier de Bourdelle jusqu’à sa mort. L’œuvre a été donné par sa veuve Cléopâtre Bourdelle au musée de Montauban en 1953.

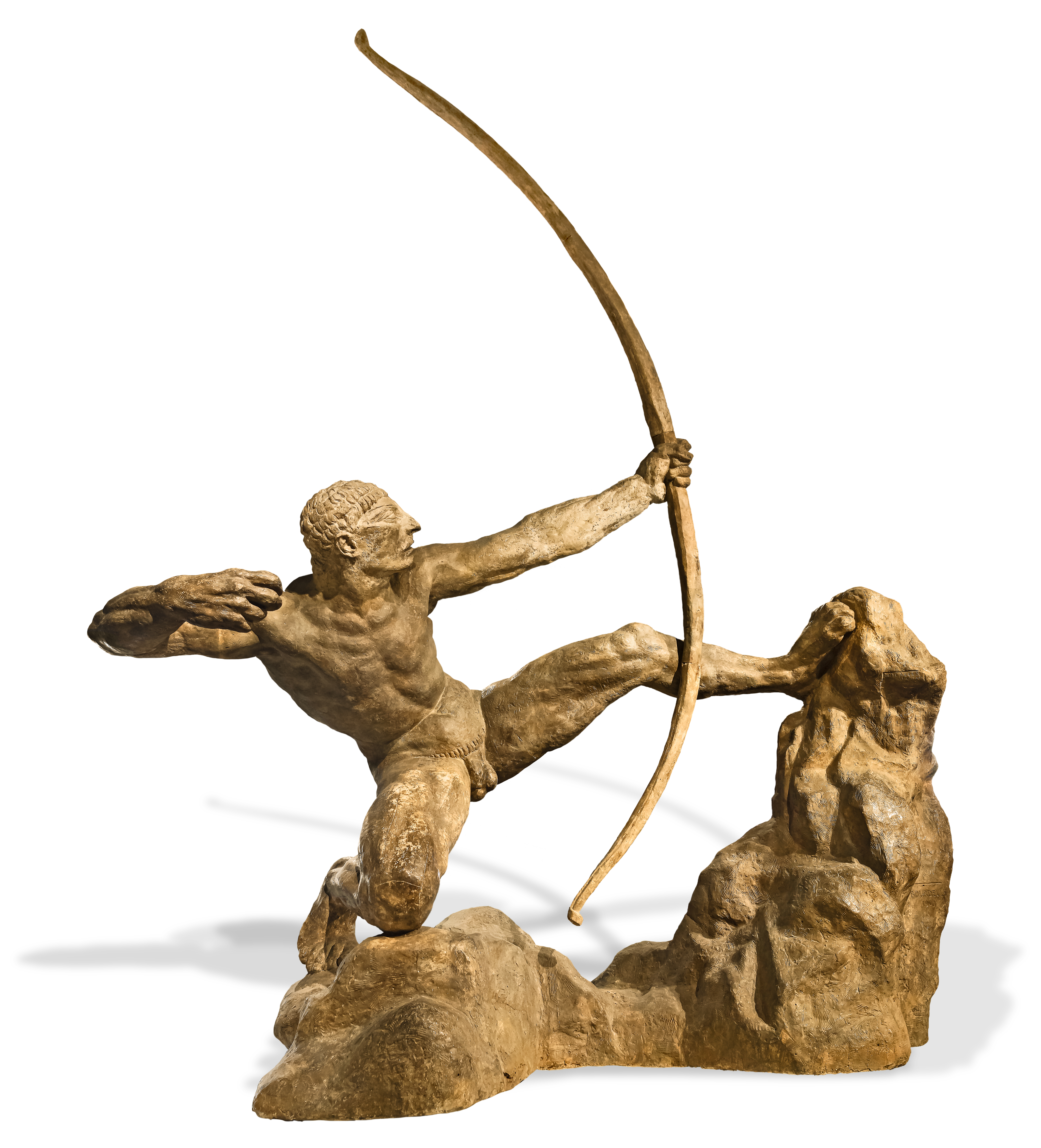

- Télémaque reçu à Pylos par Nestor, plâtre original, réalisé pour le Grand Prix de Sculpture de l'École des Beaux-Arts de Toulouse (2e prix), en 1883 [10]
- La première victoire d'Hannibal, pâtre original, exposé au Salon de Paris 1885, acquis par la Marquise de Mari, et offert au Musée de Montauban la même année[11].
- La première victoire d'Hannibal, offert au Musée de Montauban par madame Rhodia DUFET-BOURDELLE en 1992[12].
- Buste de Madeleine Charnaux au chignon, 1917 à l'âge de 15 ans. Elle deviendra aviatrice et sculpteur. Le buste a été donné au musée par Madame Cléopâtre Bourdelle[13].
- L'Effroi, 1909 - Plâtre. Reprise d'une étude pour l'un des personnages du bas-relief ornant le socle du Monument aux Combattants et Défenseurs du Tarn-et-Garonne de 1870-1871[14].
- Masque d'Hercule Reprise de la tête du grand guerrier du Monument aux Combattants et Défenseurs du Tarn-et-Garonne de 1870-18711. Don de madame Rhodia DUFET-BOURDELLE en 2002 [15].
- Tête de La France , 1925 - Plâtre. Étude pour le monument La France.
- Cinq œuvres liées à la Commande pour le Monument à Carlos María de Alvear à Buenos Aires.
  - Buste de la Liberté, 1918 - Terre cuite. Commande pour le monument au général Carlos María de Alvear à Buenos Aires ; après la statue équestre terminée en 1915, Bourdelle s'attaqua aux allégories. Elles devaient orner les quatre angles du socle du monument, deux hommes pour la Force et l’Éloquence, deux femmes pour la Liberté et la Victoire. La Liberté emprunte ses traits à Amélia Vialars, jeune paysanne de Saint-Antonin. Don de Madame Cléopâtre Boudelle [16].
  - Torse de la Force, 1916 - Plâtre. Commande pour le monument au général Carlos María de Alvear à Buenos Aires, Bourdelle utilisa sa tête d'Apollon pour modèle de la tête de la Force[17].
  - Maquettes pour la statue équestre du général Alvear, 1913 - Plâtre [18].
  - Torse de la Victoire, 1918-1919- Plâtre. Don de Madame Cléopâtre Boudelle [19].
- Samson avant 1899 - Terre cuite. Ébauche qui n'aura aucune suite. Legs de Madame Michelet en 1899[20].
- Bacchante aux raisins, 1907 - Plâtre patiné. Legs de Madame Cléopâtre Bourdelle[21].
- Jeanne d'Arc Pastoure, 1898 - Bronze. L'exemplaire de Montauban correspond à la troisième des quatre versions que Bourdelle proposa successivement.
- Sainte Barbe - Terre cuite de 1916. Legs de Madame Cléopâtre Bourdelle[22].
- Séléné couchée - Terre cuite de 1916. Legs de Madame Rhodia Dufe-Bourdelle[23].

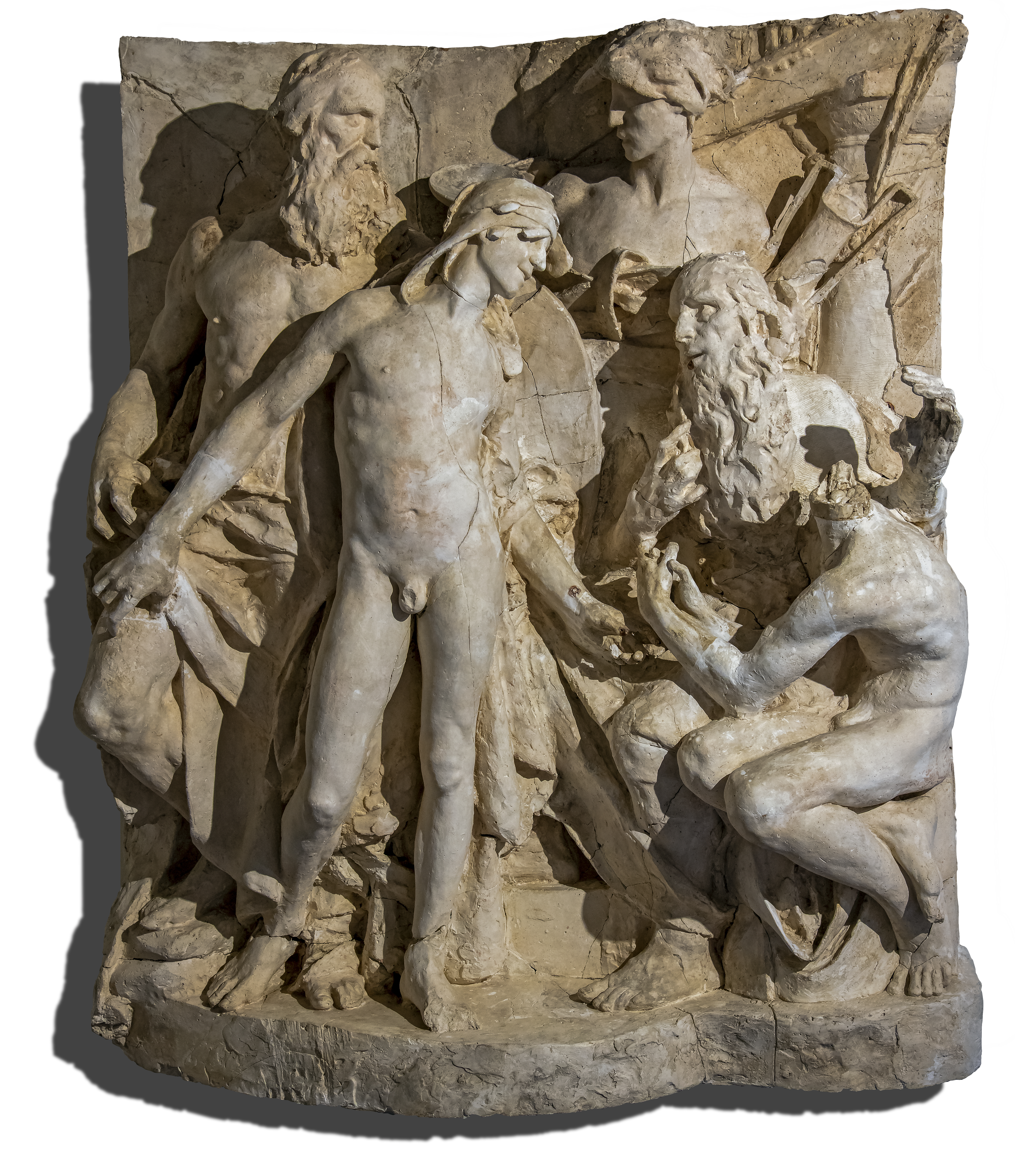
Télémaque reçu à Pilos par Nestor, 1883 - Plâtre
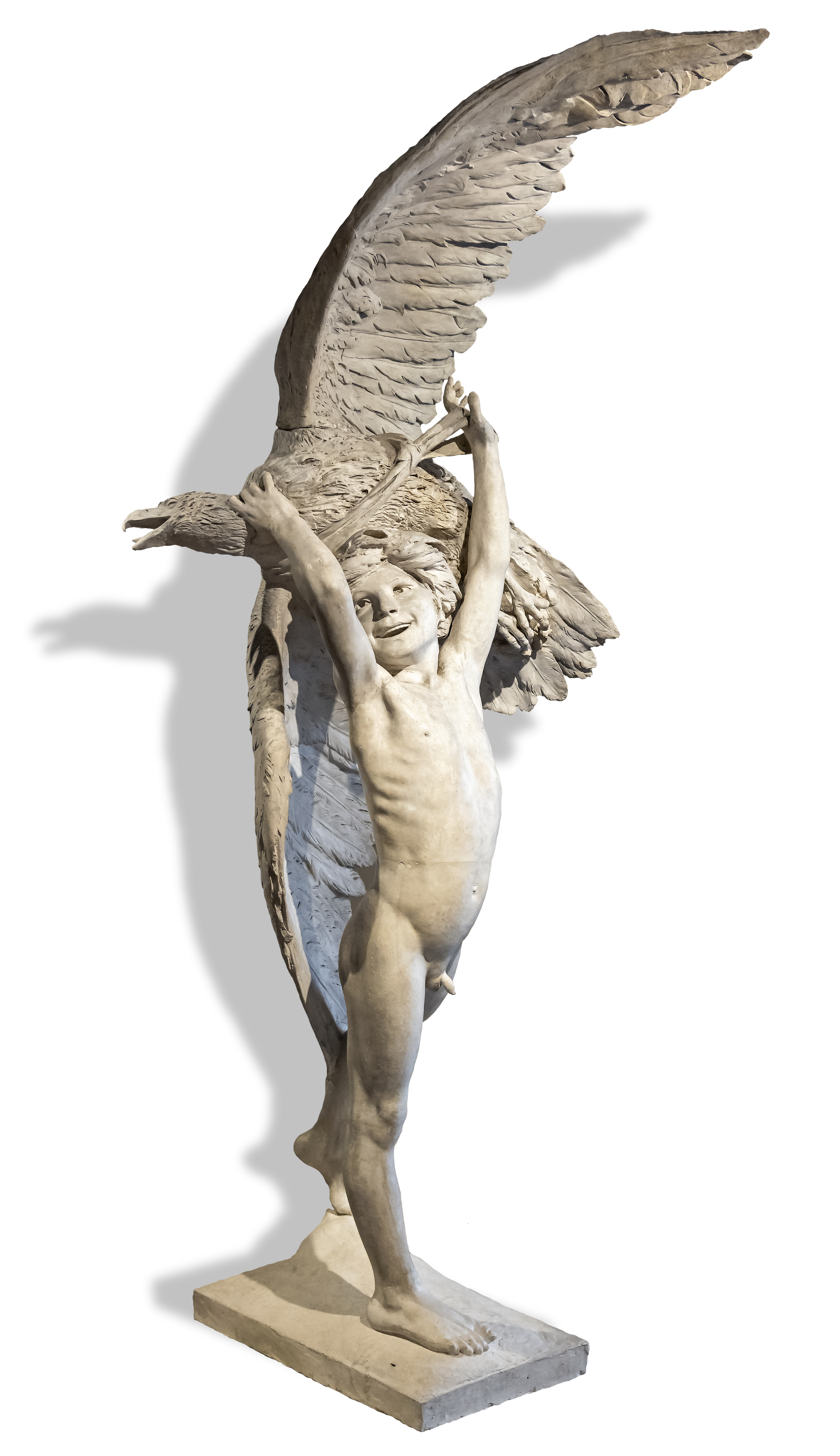
La première victoire d'Hannibal, 1885 - Plâtre
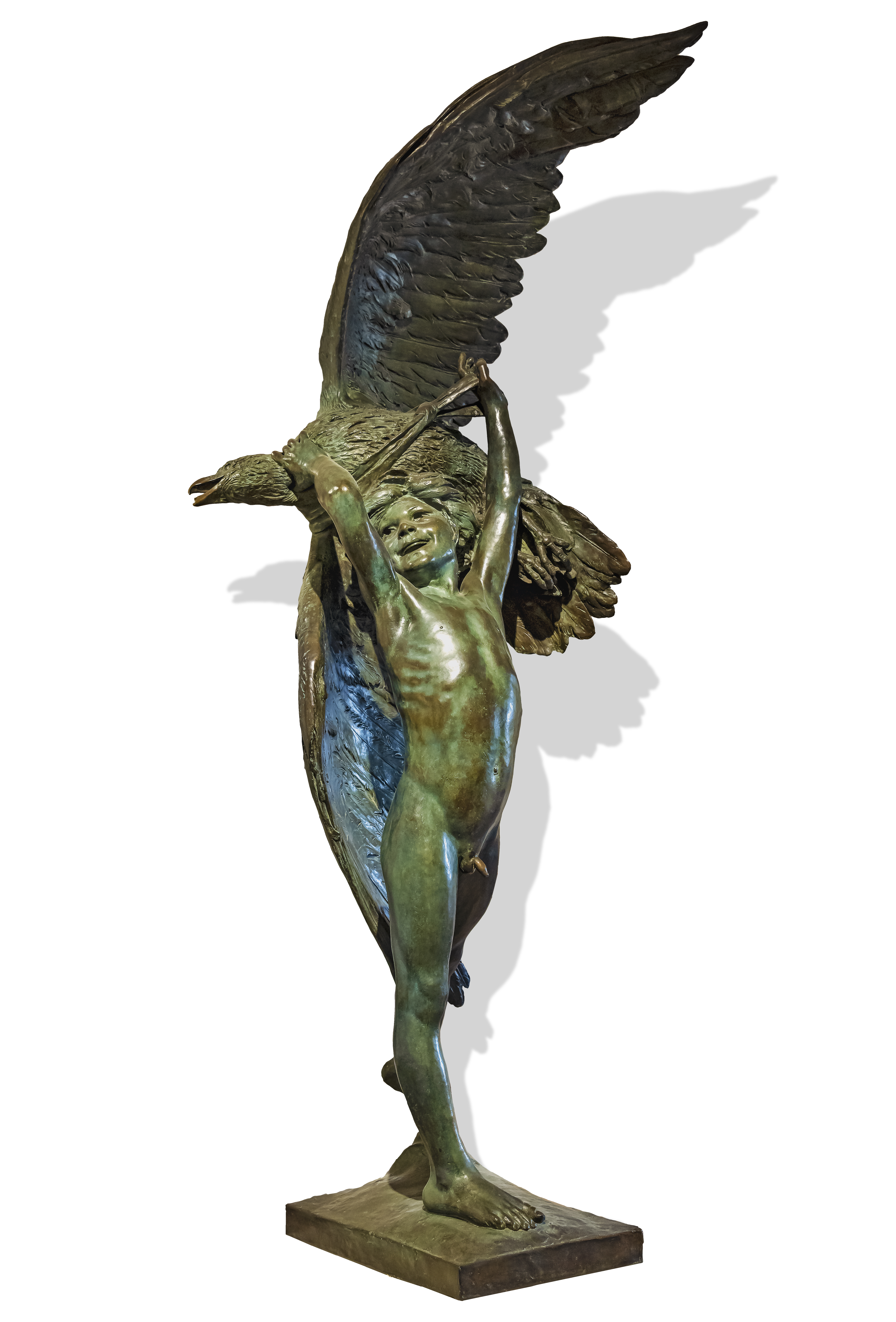
La première victoire d'Hannibal, 1885 - Bronze
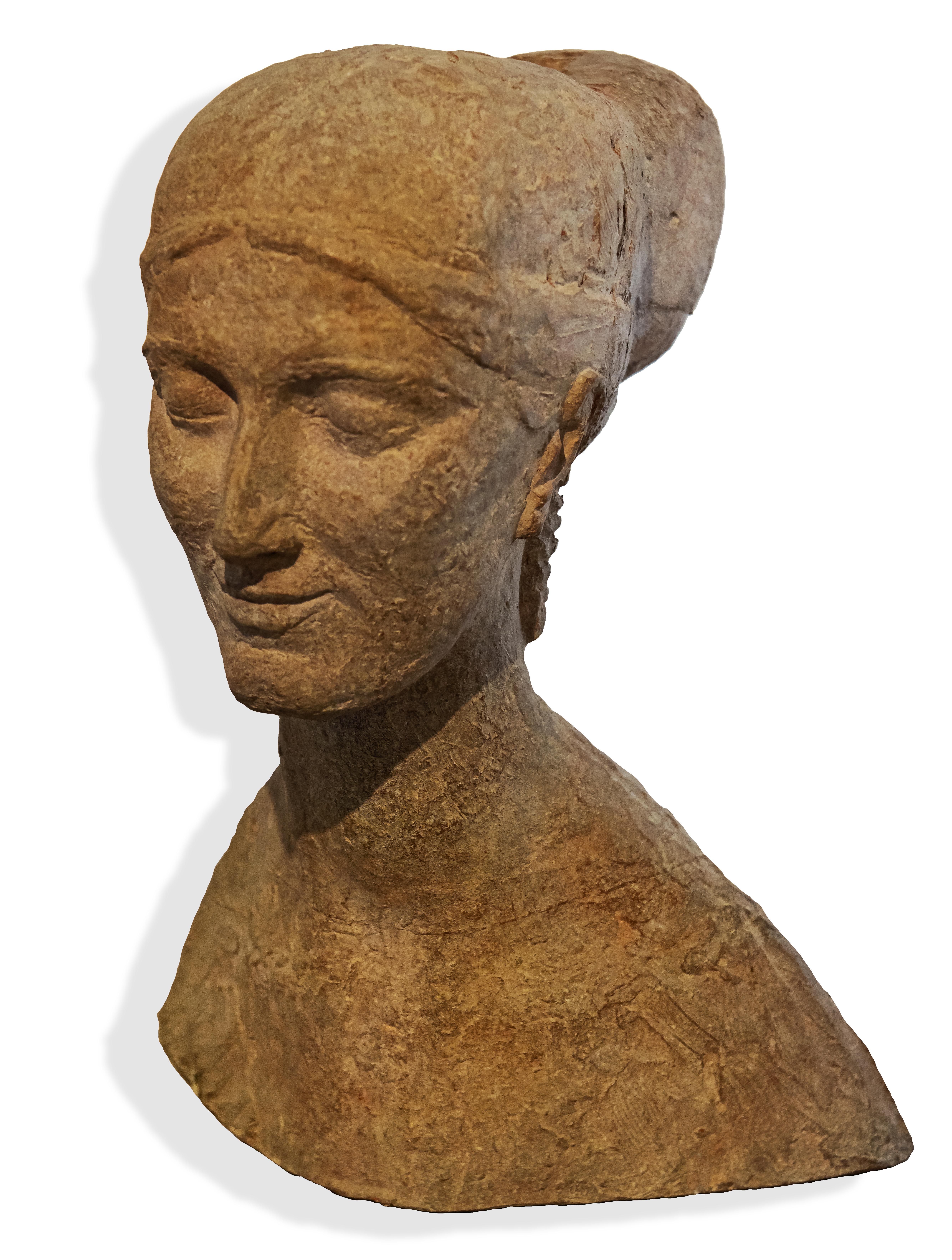
Buste de Madeleine Charnaux au chignon, 1917 - Terre cuite
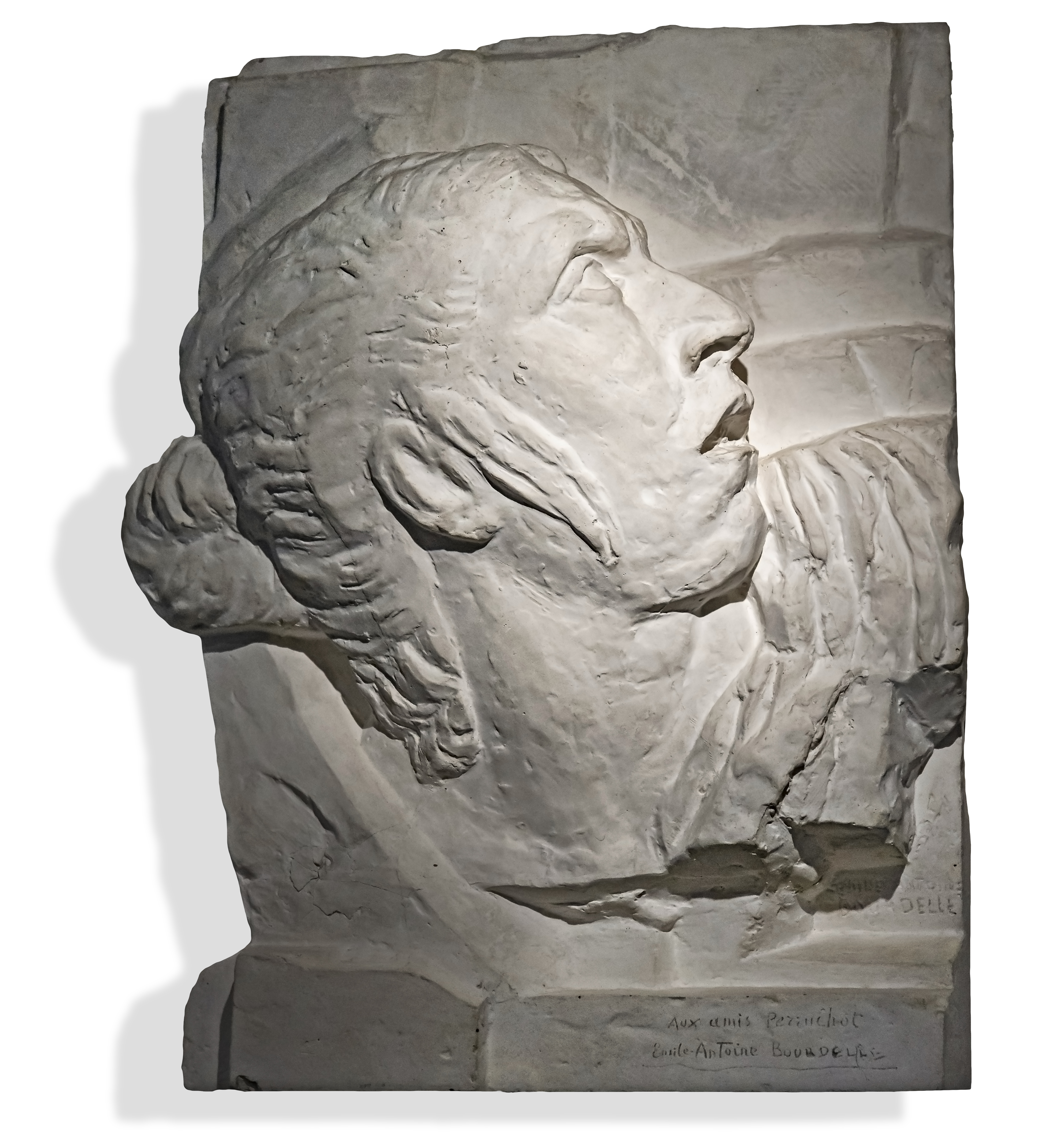
Effroi, 1909 - Plâtre
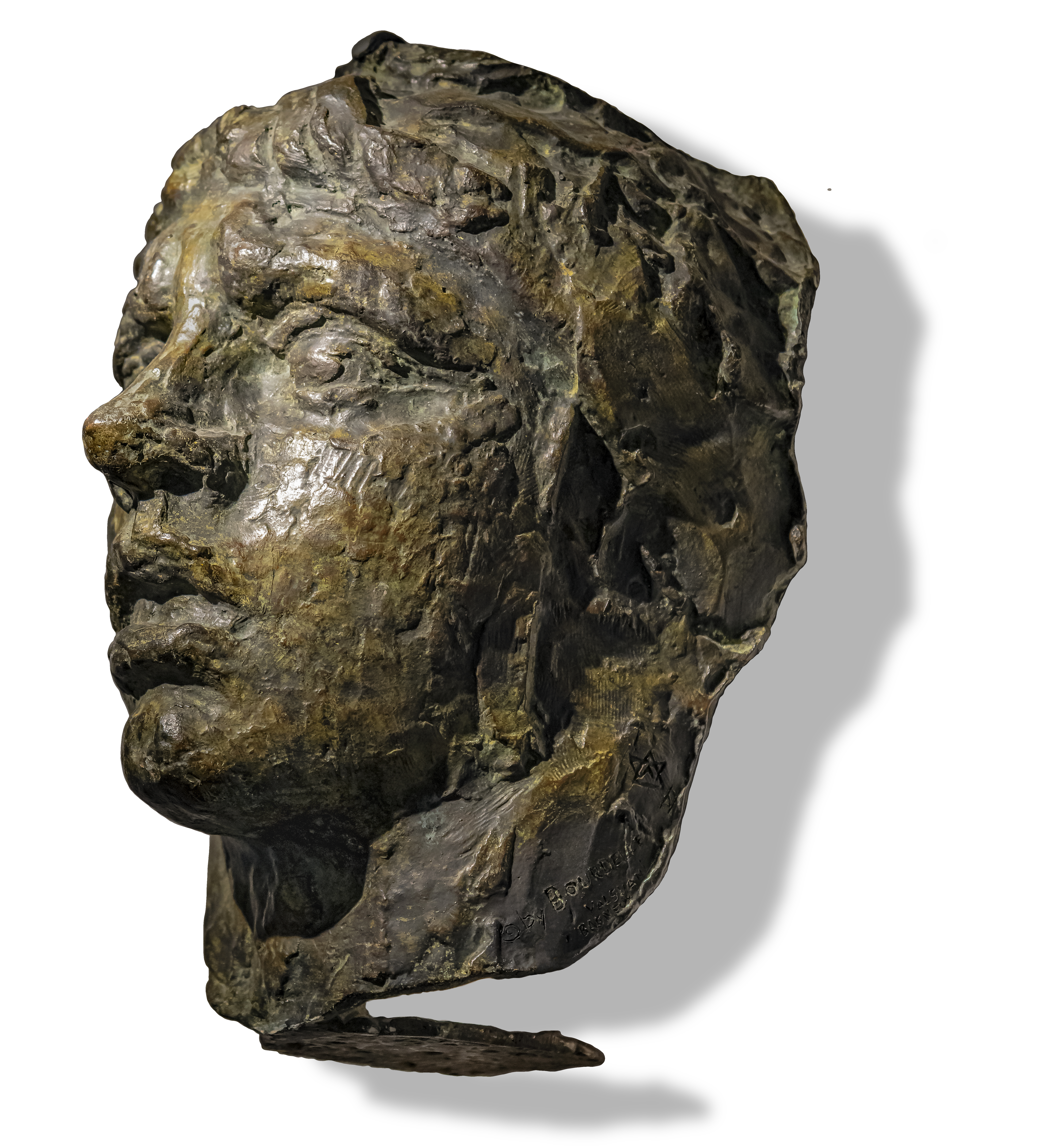
Masque d'Hercule, 1905 - Bonze
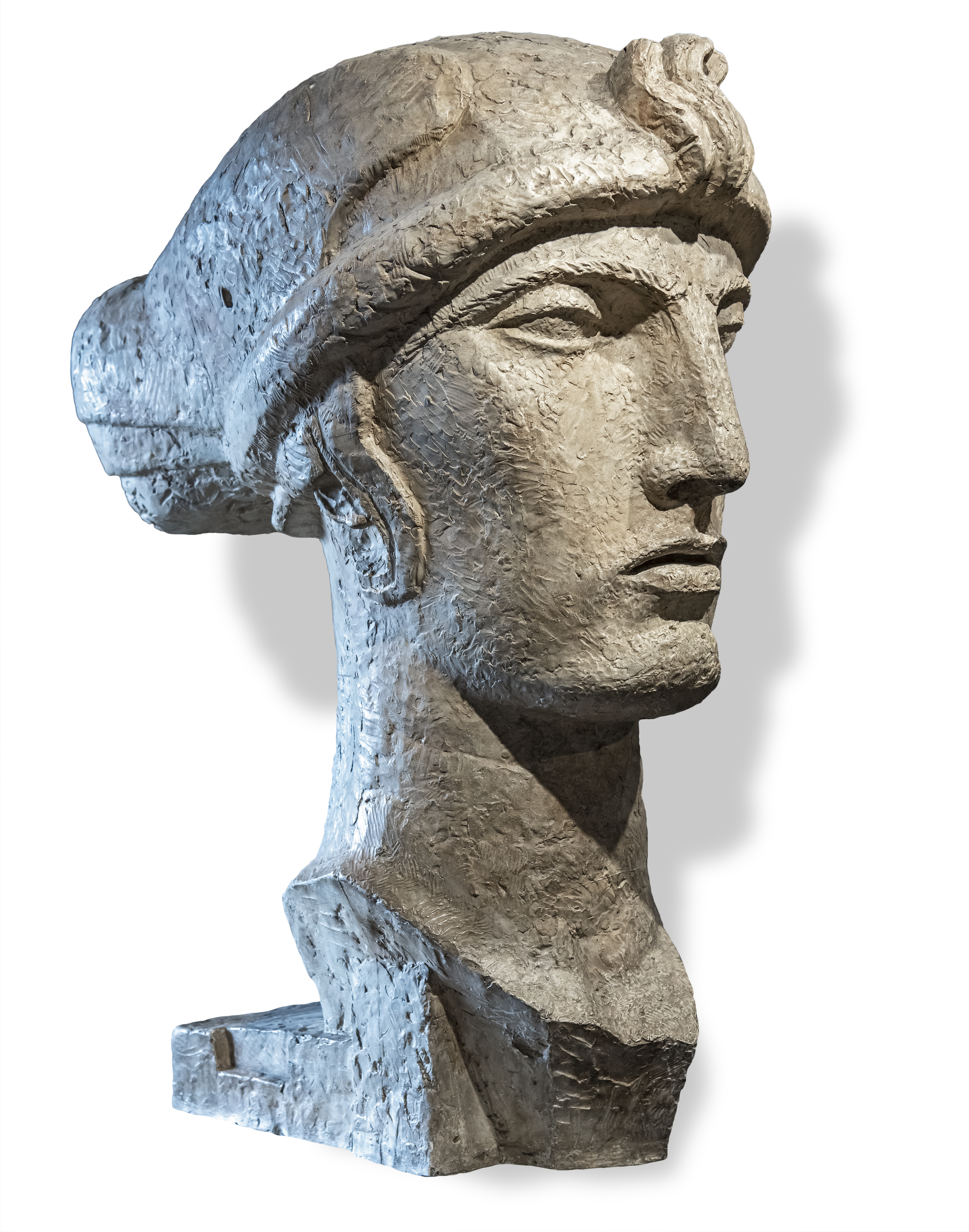
Tête de La France, 1925 - plâtre
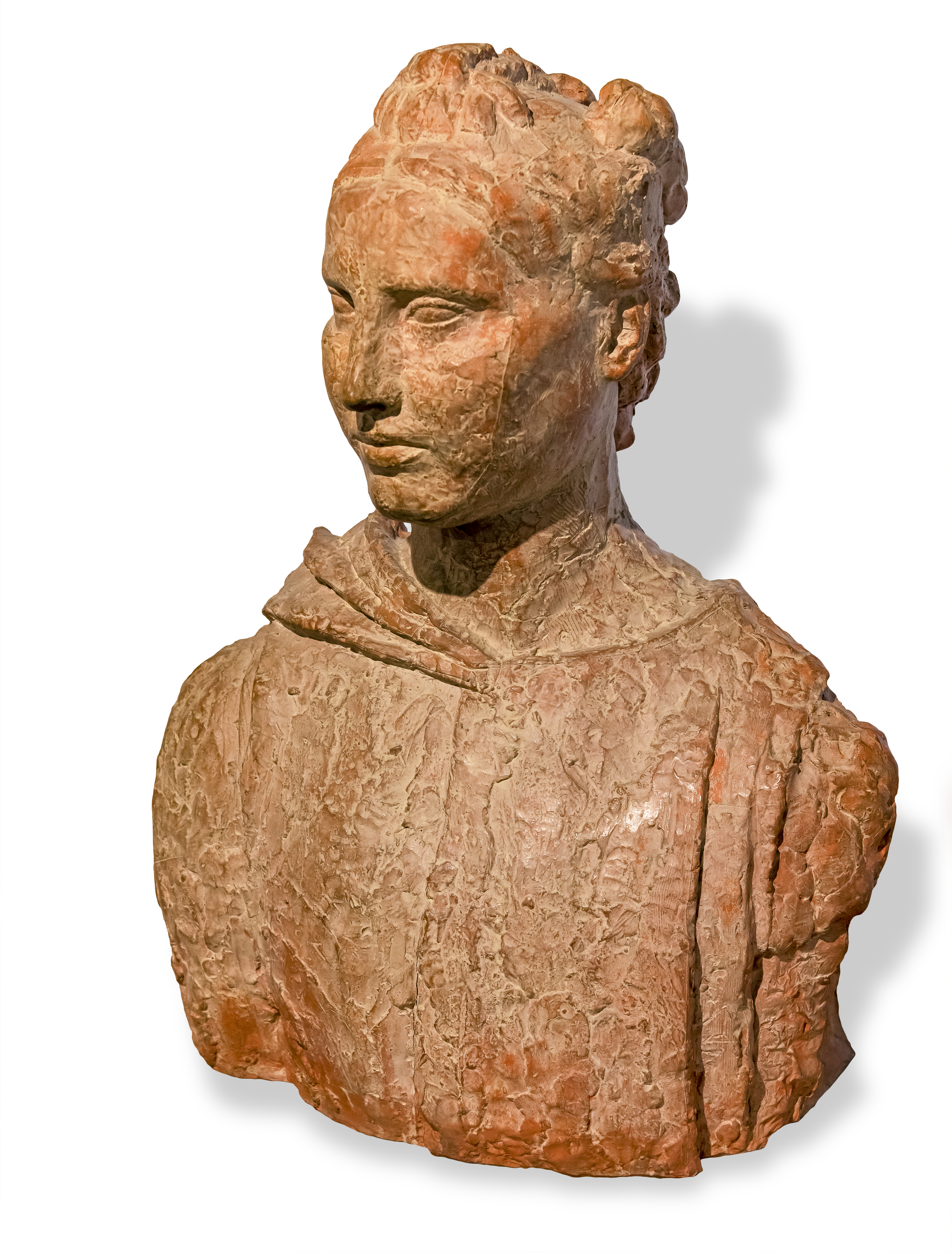
Buste de Krishnamurti - Terre cuite  1927. Legs de Madame Cléopâtre Bourdelle[24].
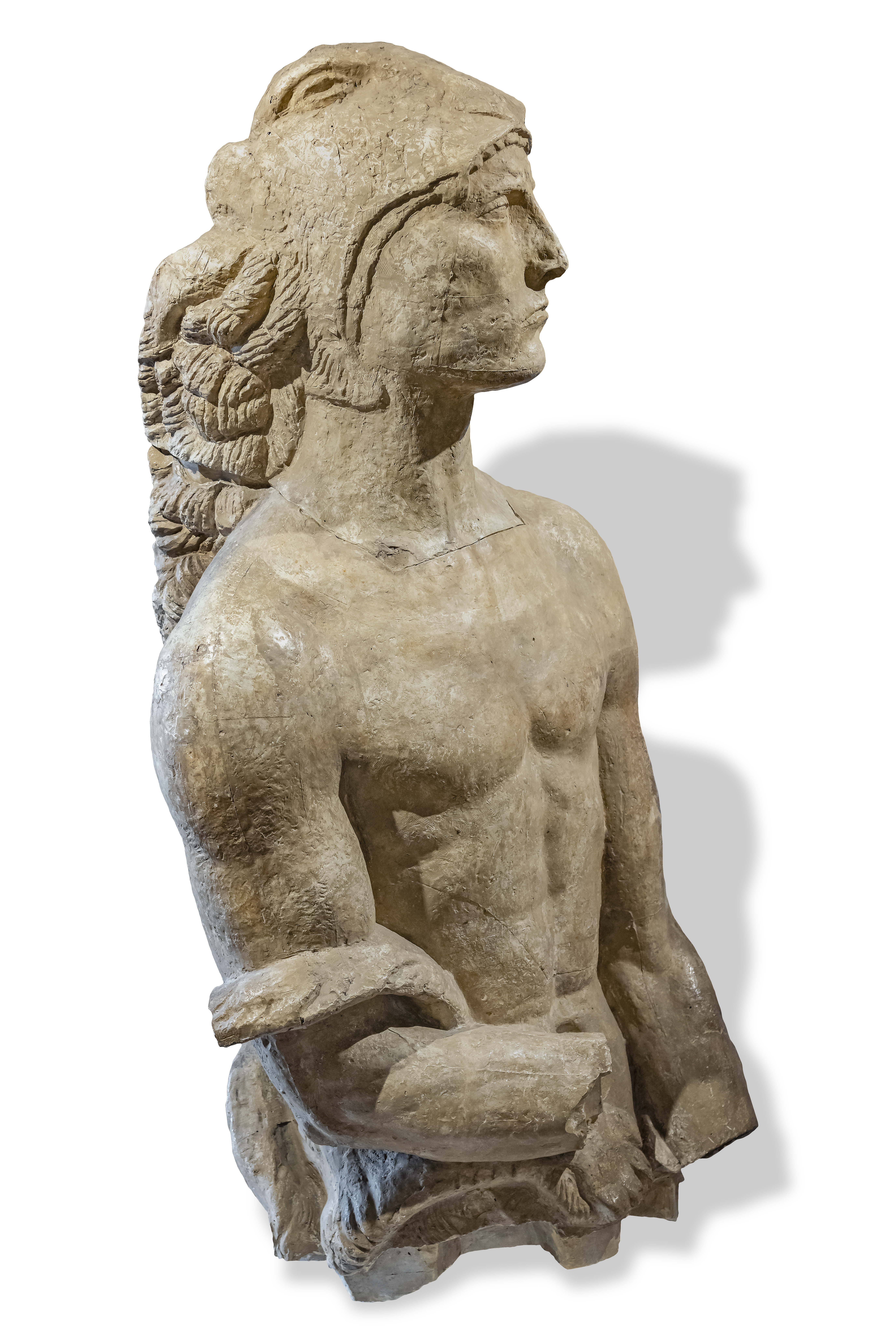
Torse de la Force, 1916 - Plâtre
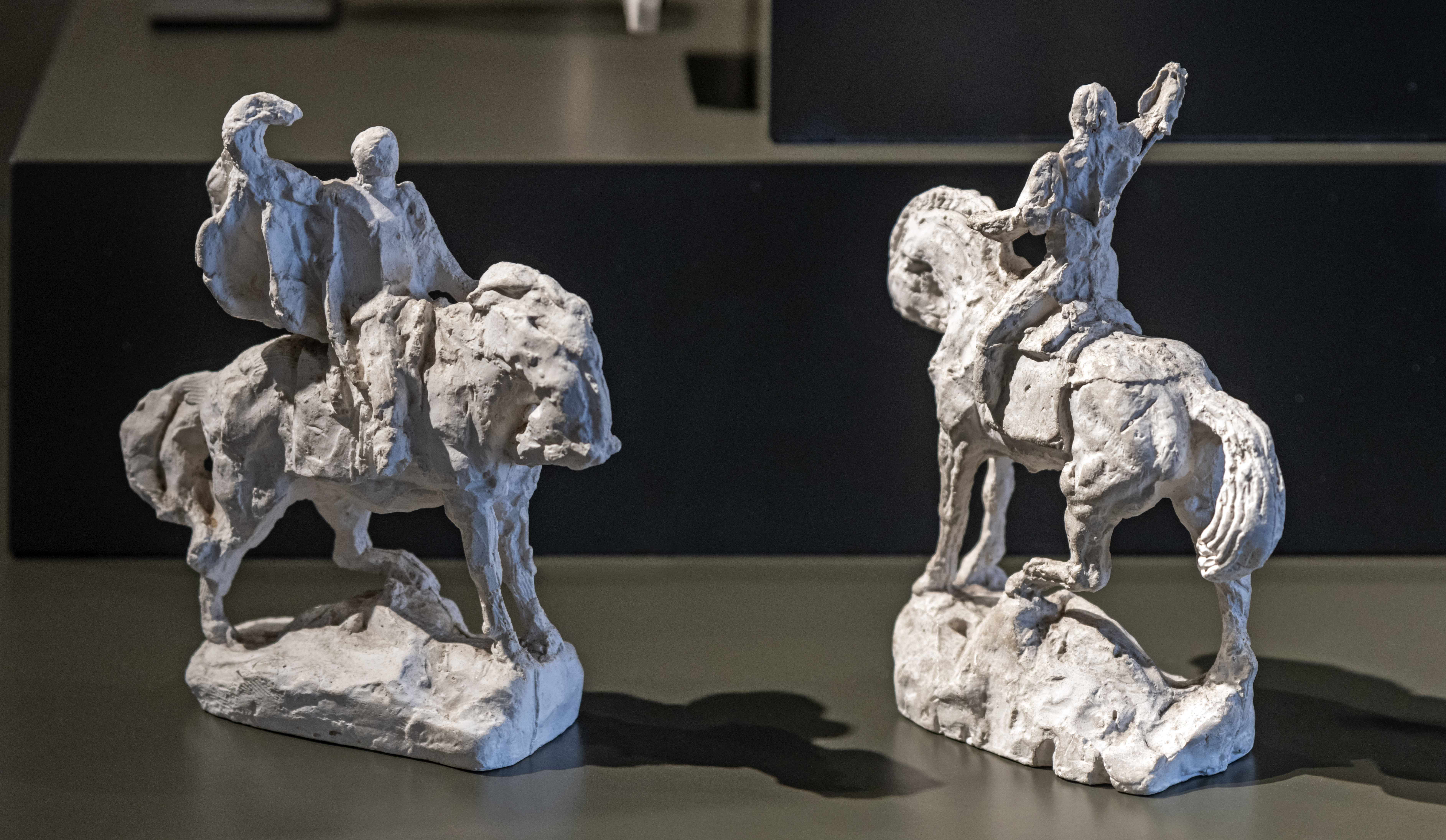
Maquettes pour la statue équestre du général Alvear, 1913
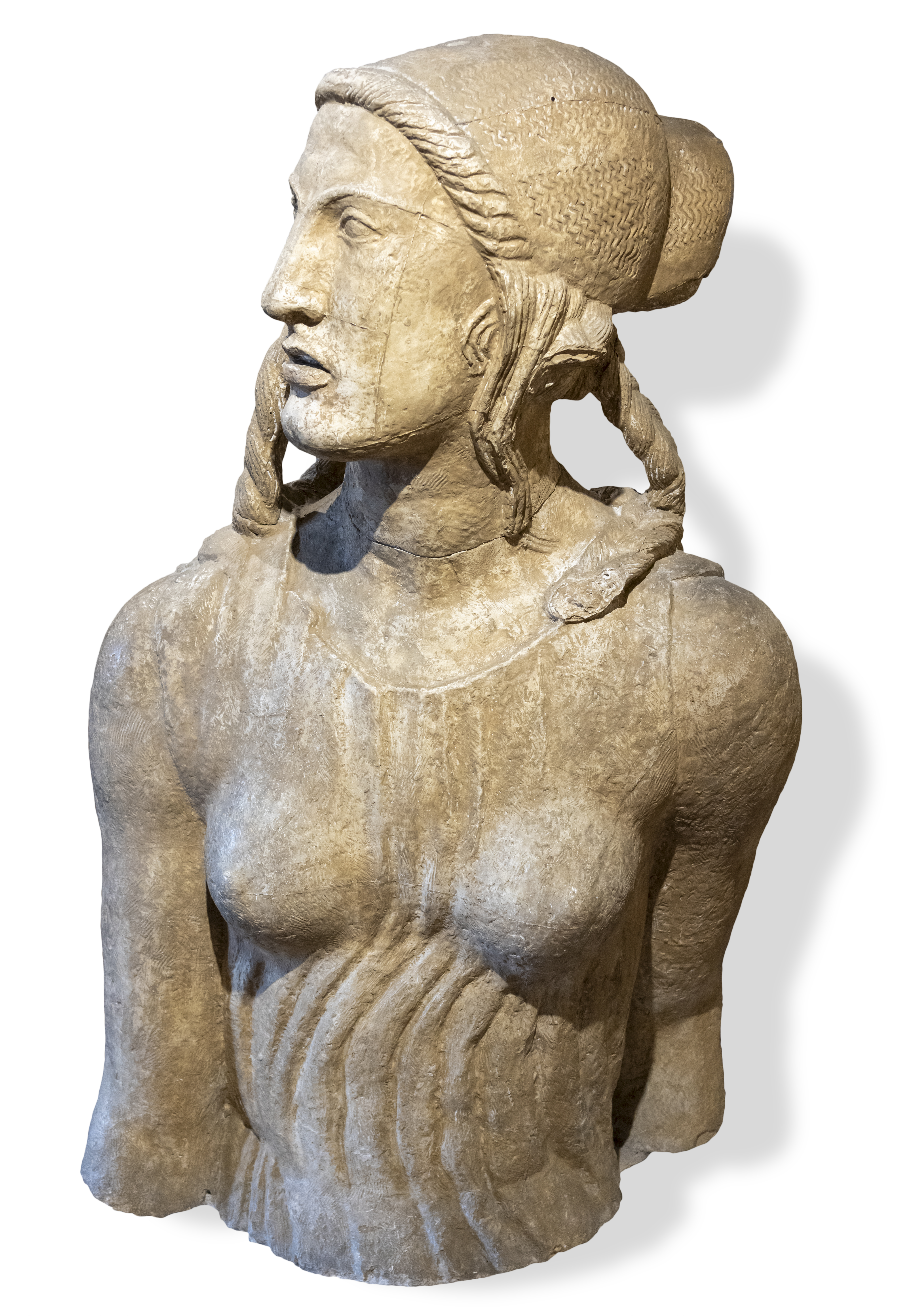
Torse de la Victoire, 1918-1919- Plâtre
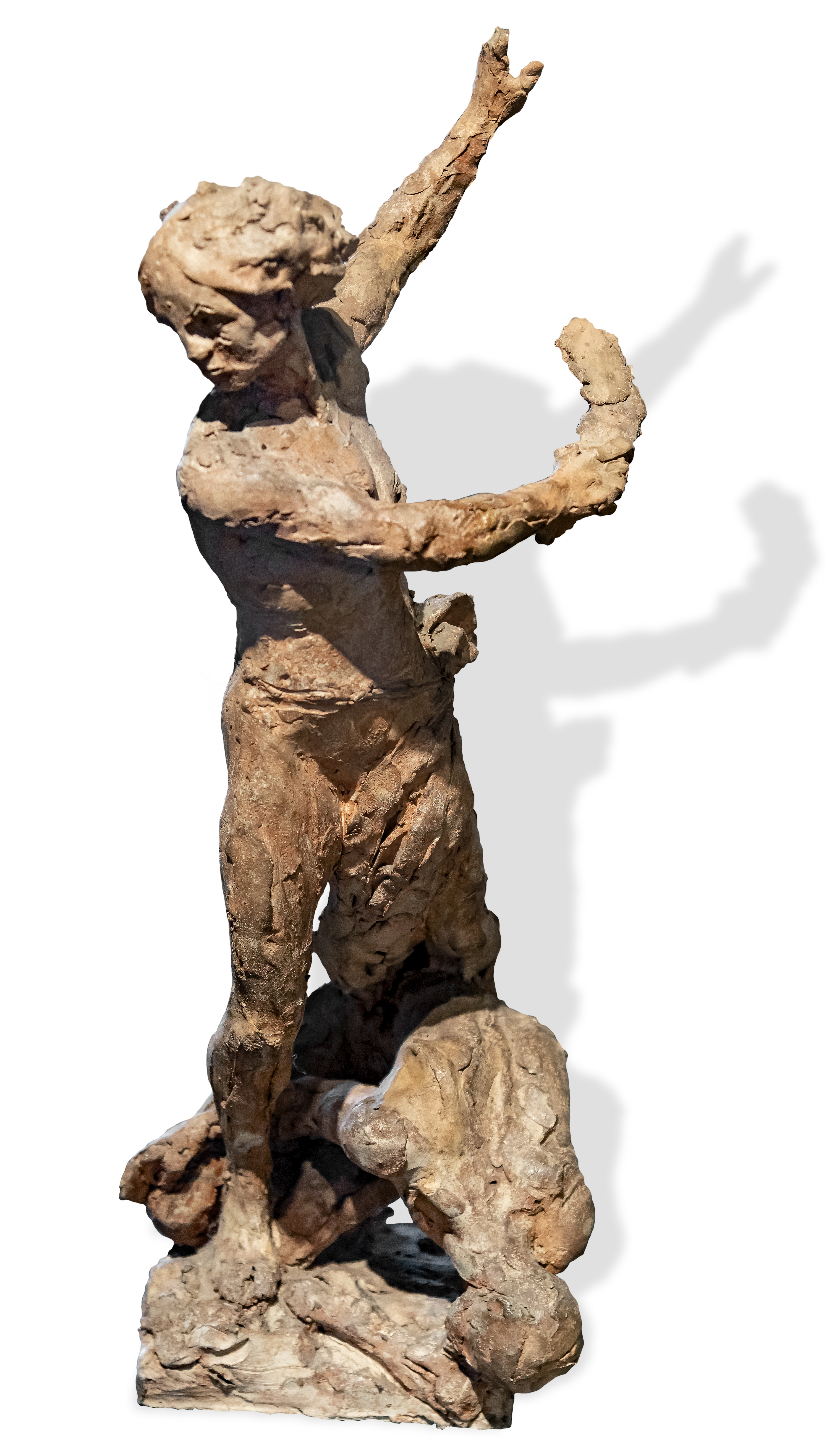
Samson, avant 1899 - Terre cuite
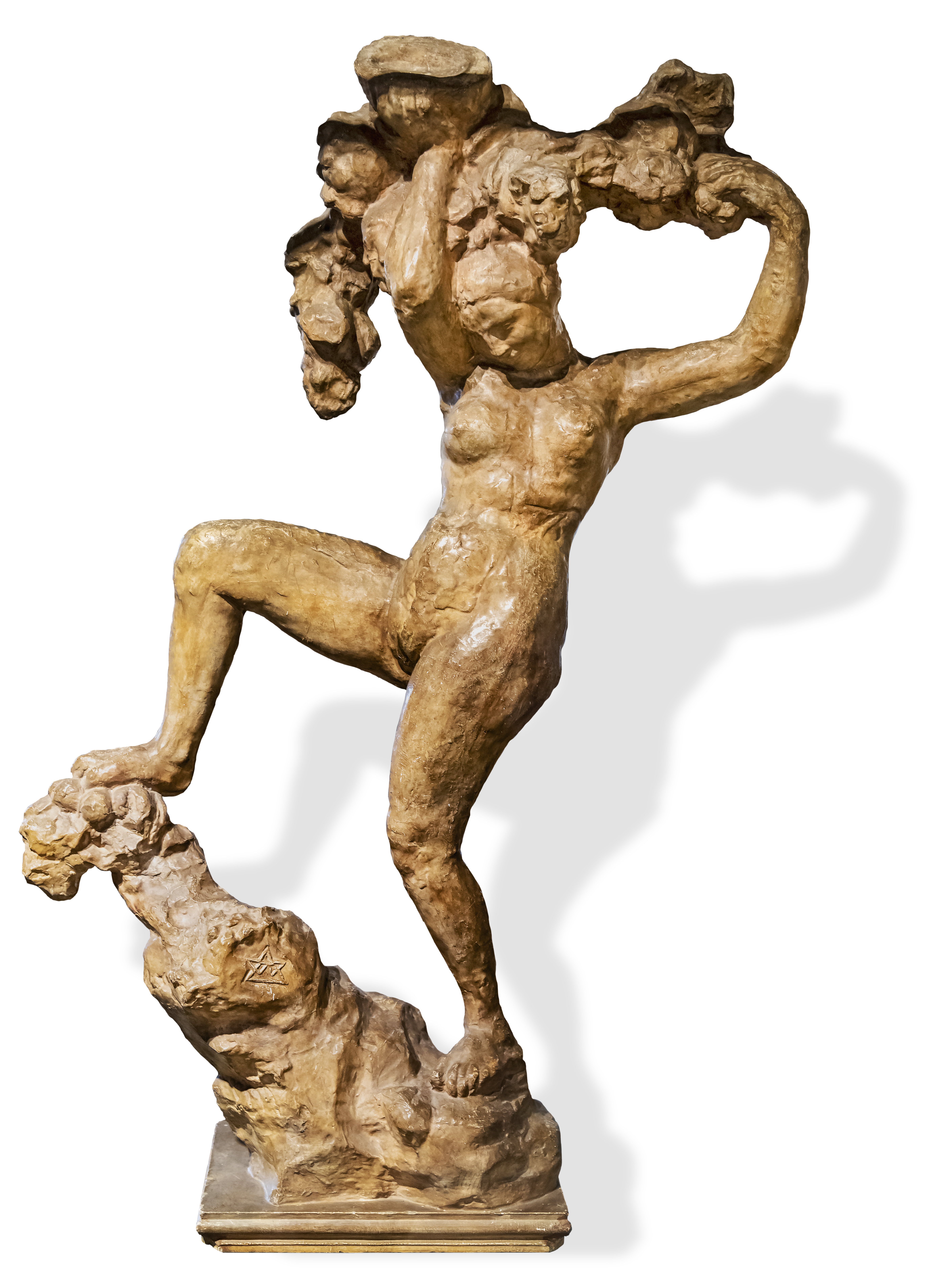
Bacchante aux raisins, 1907 - Plâtre
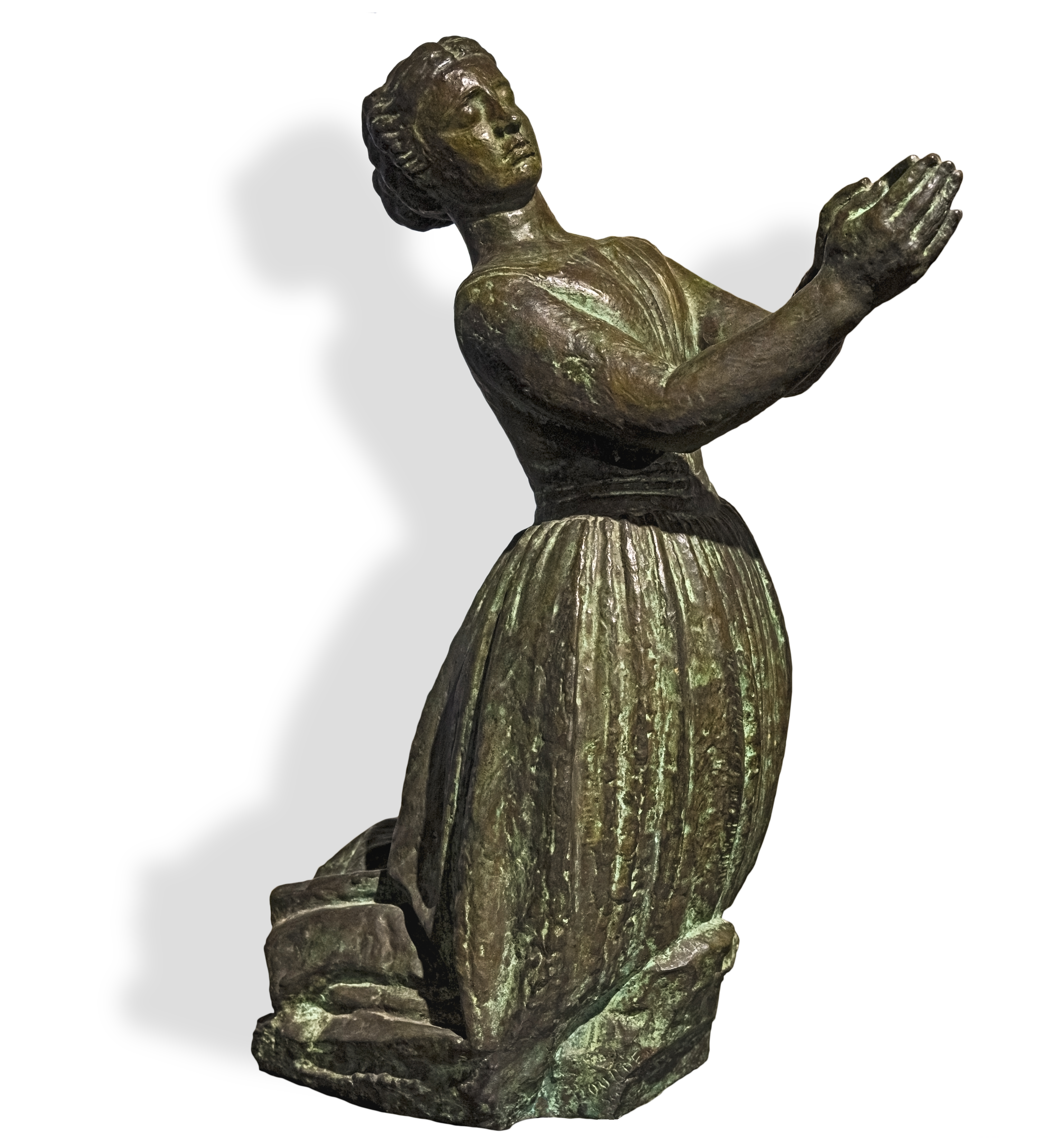
Jeanne d'Arc Pastoure, 1898 - Bronze
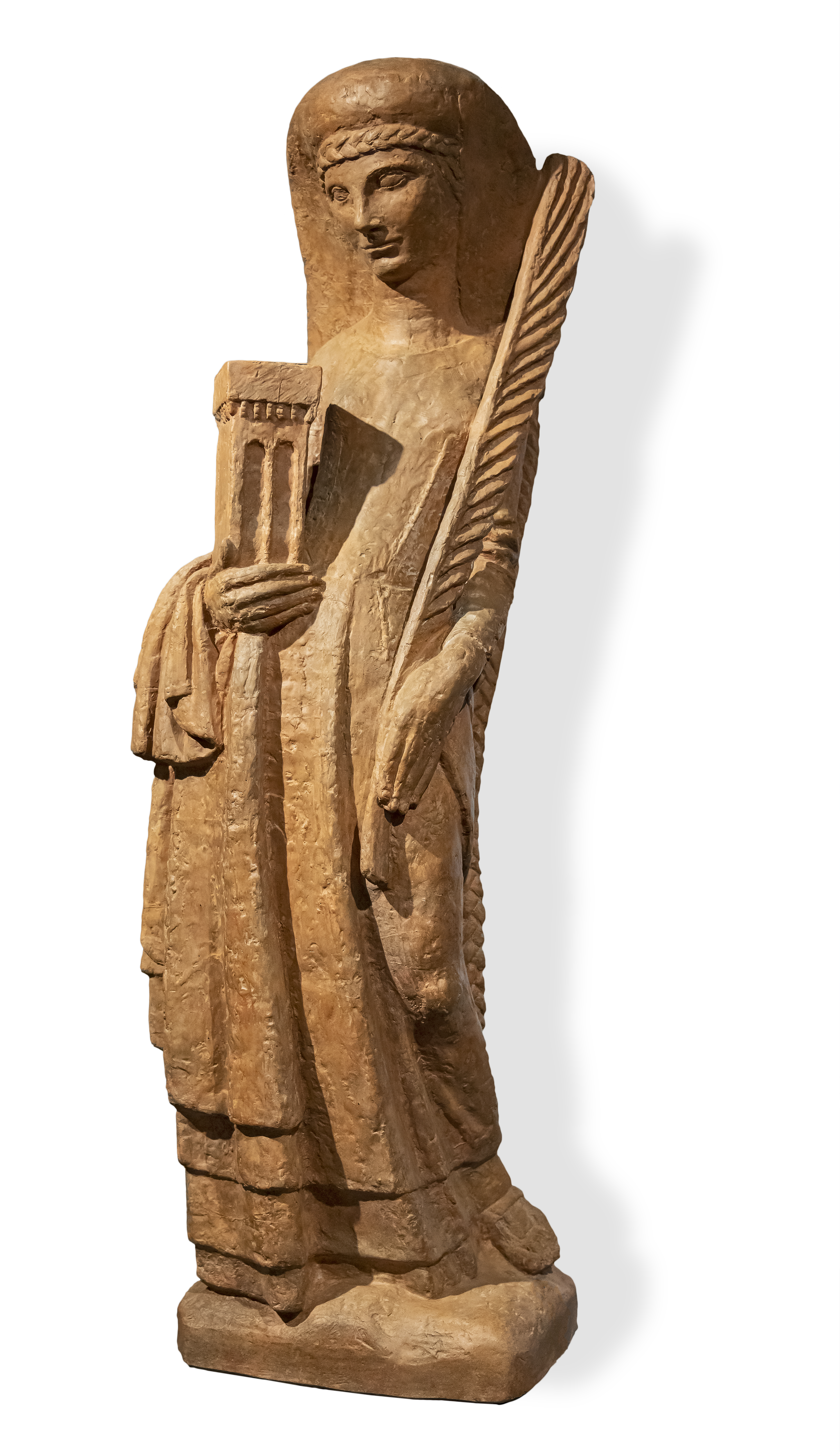
Sainte Barbe, 1916 - Terre cuite
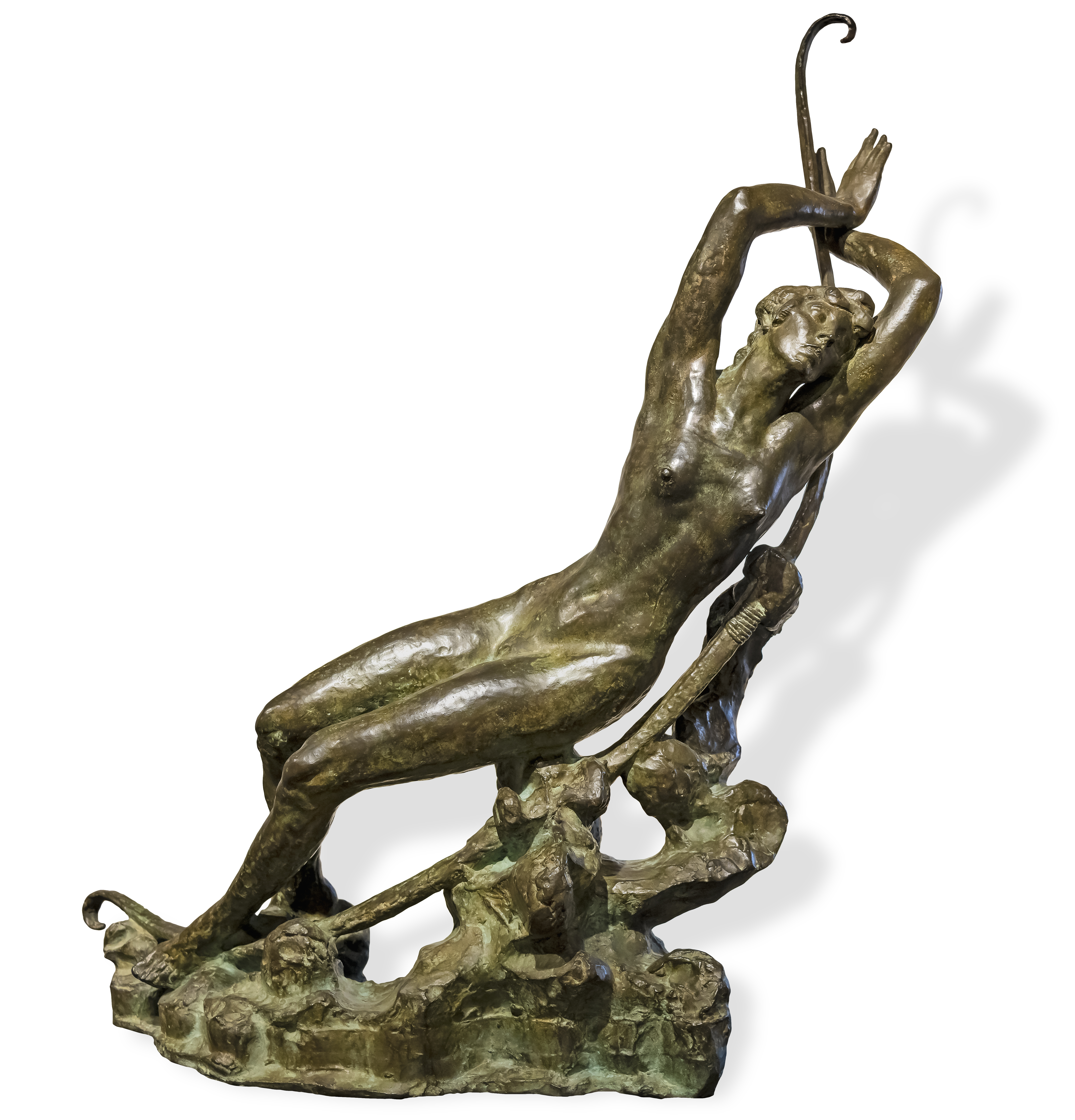
Séléné couchée, 1917 - Bronze
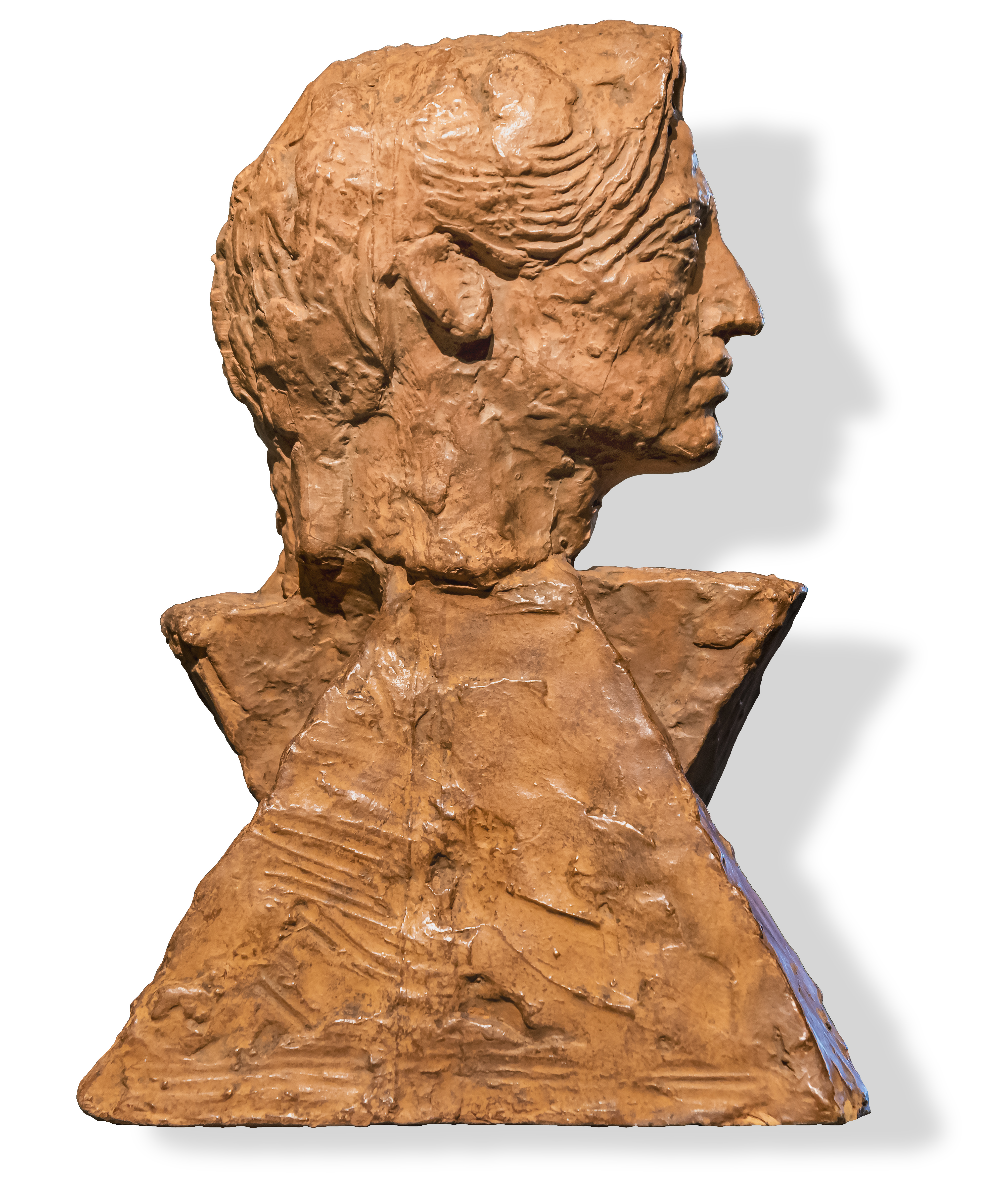
Buste de Krishnamurti, 1927 - Terre cuite
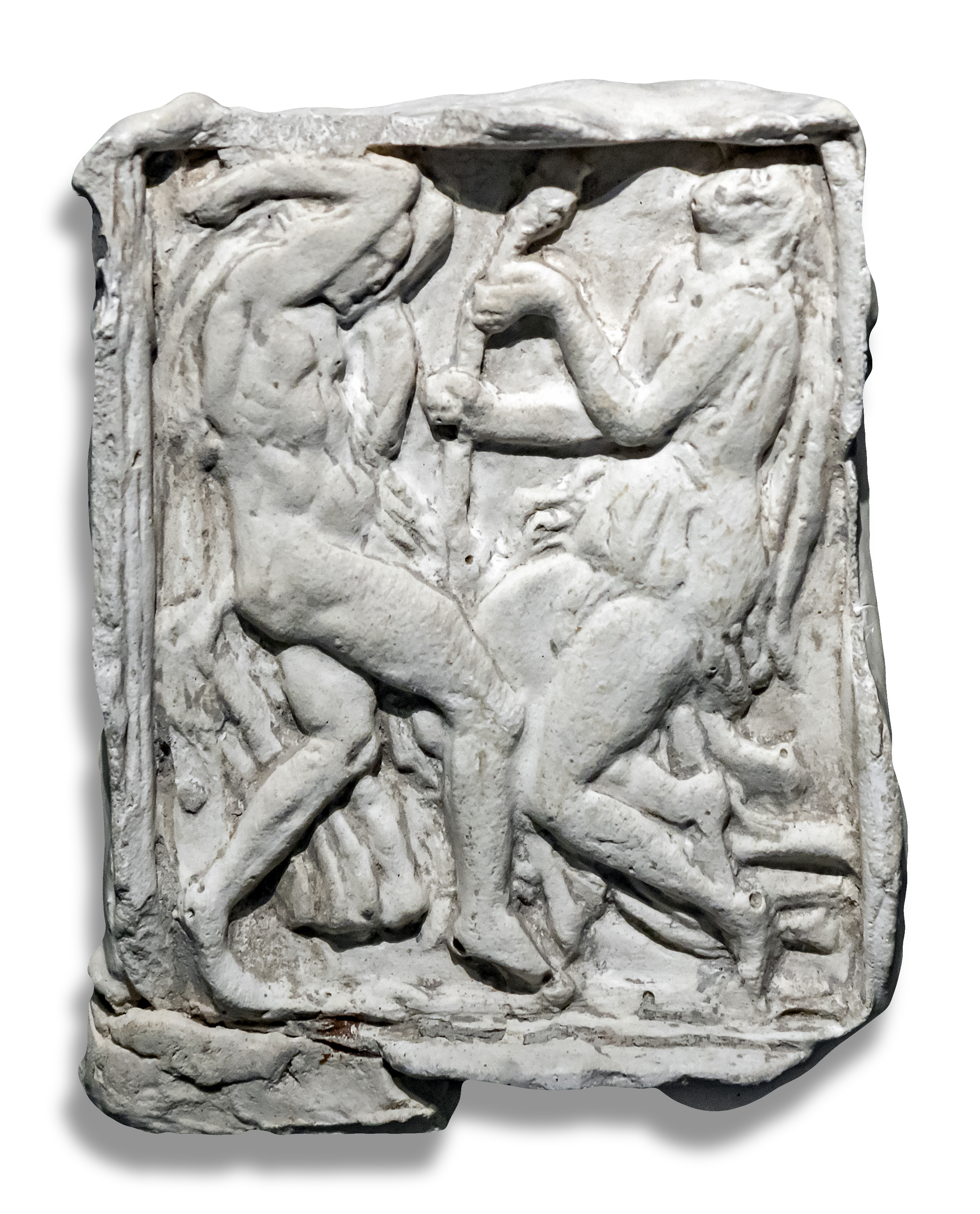
Etude pour La Danse, 1912 - Plâtre
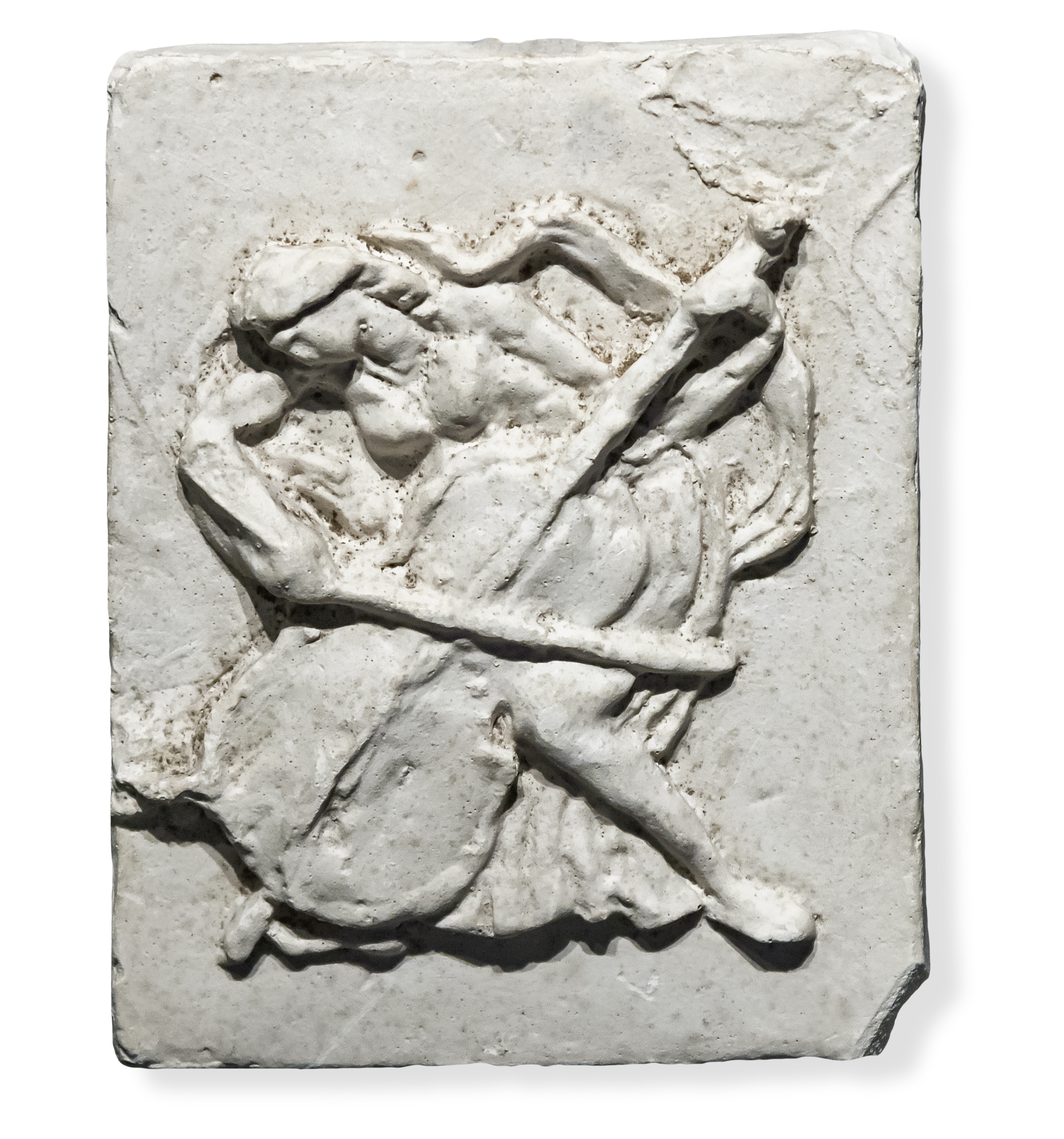
Etude pour La Musique, 1912 - Plâtre
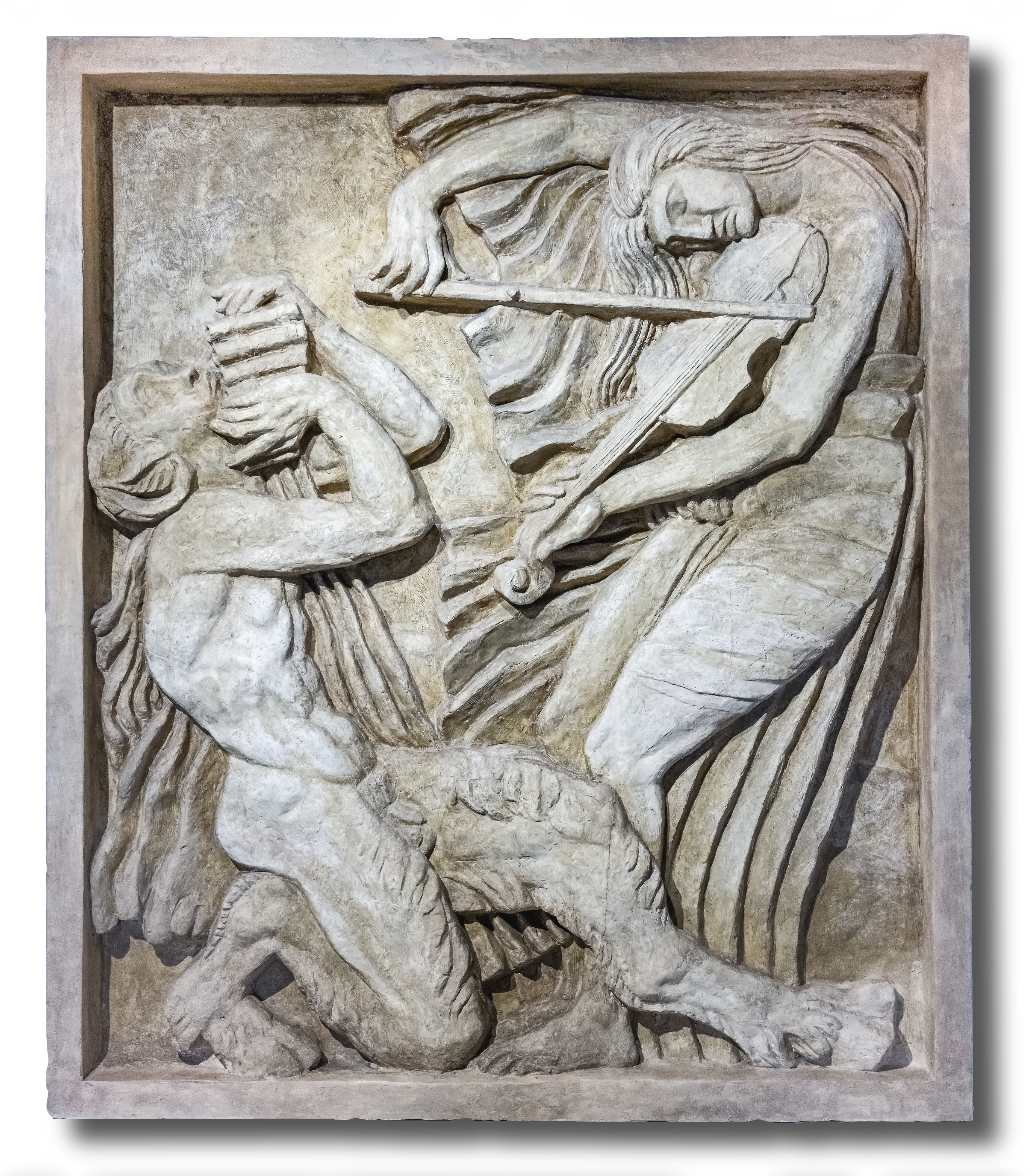
La Musique, 1912 - Plâtre
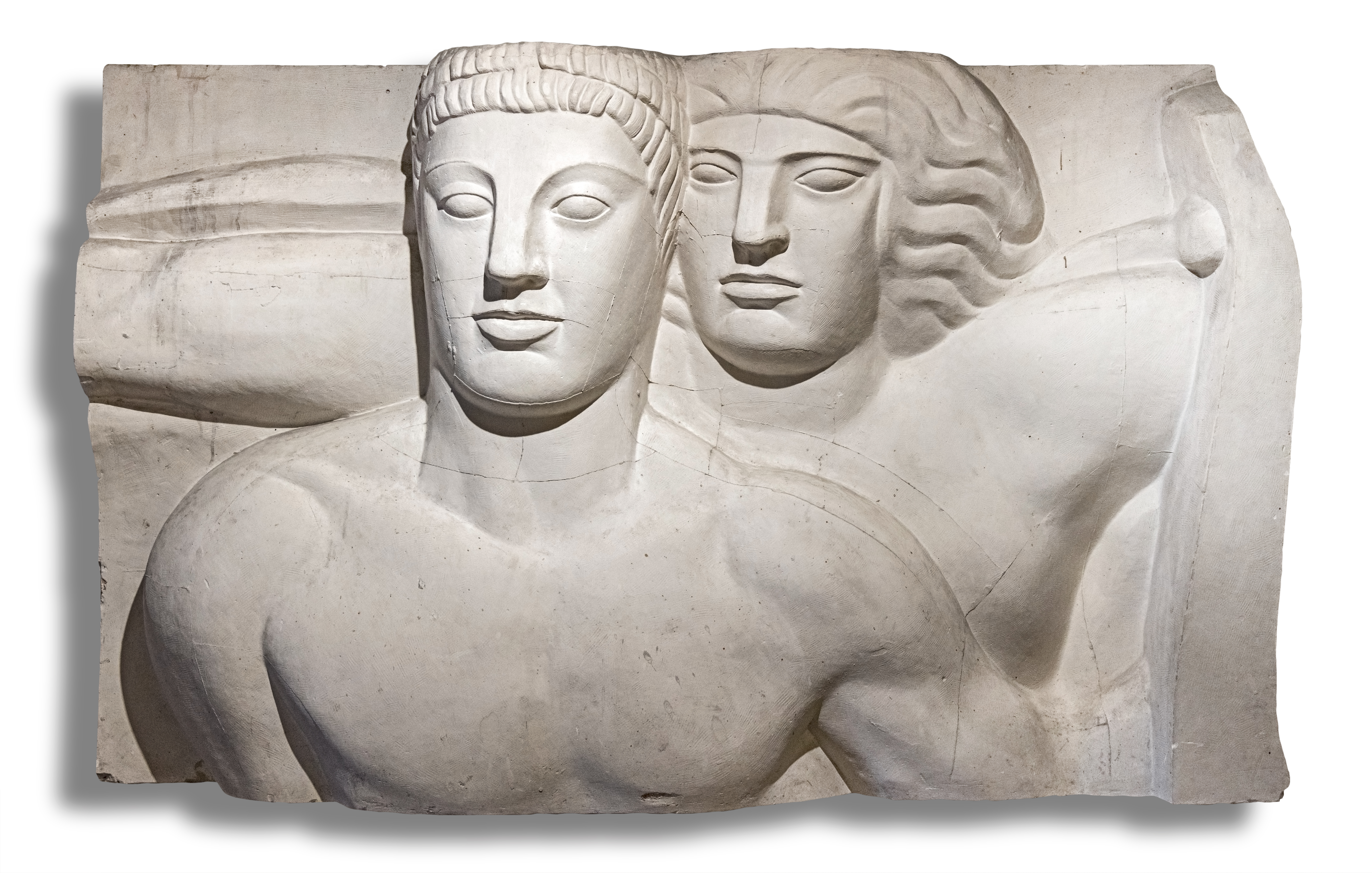
Apollon et sa méditation, 1911-12 - Plâtre
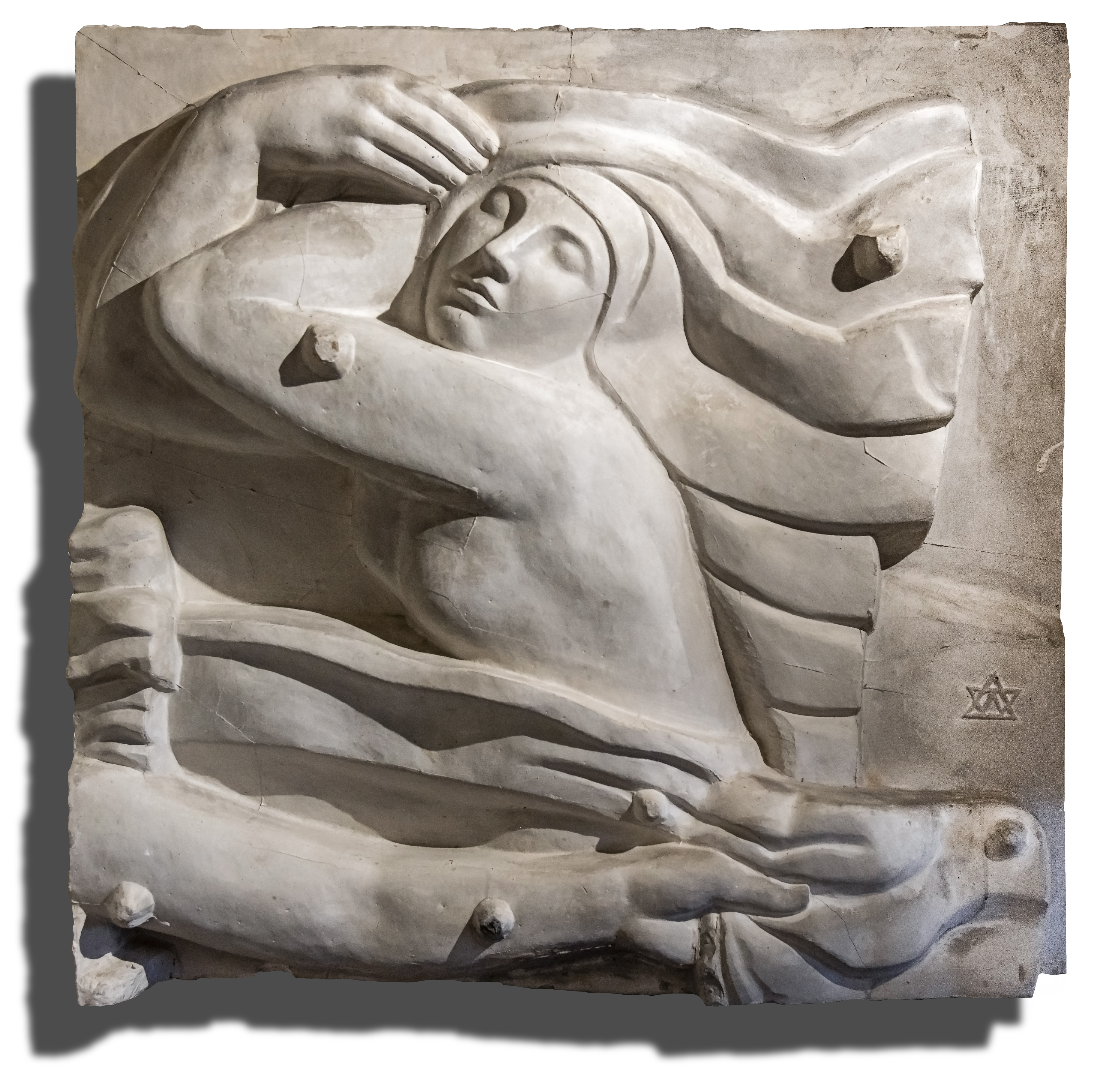
Une Muse, dite Muse échevelée, 1912 - Plâtre
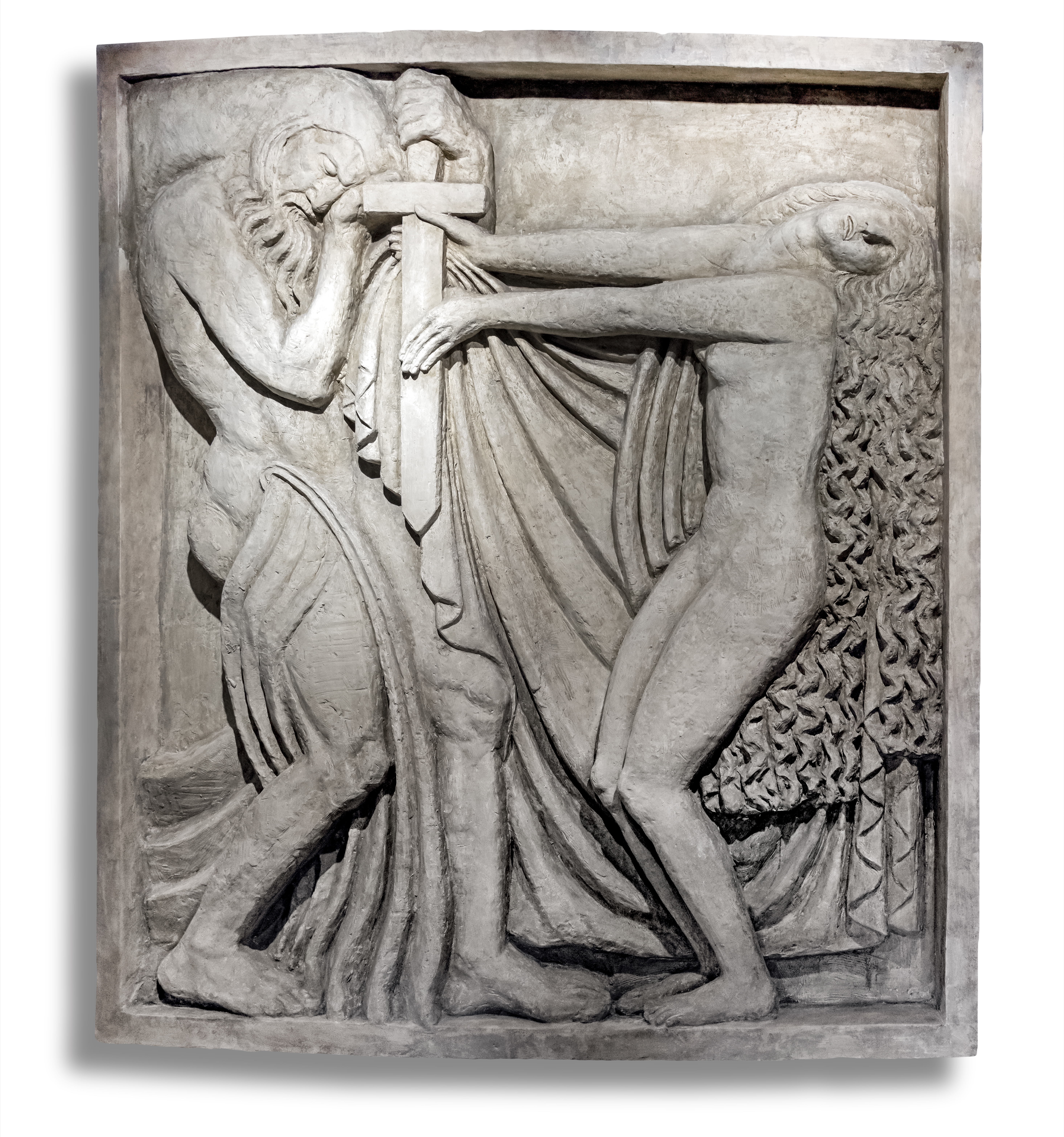
La Tragédie, 1912 - Plâtre
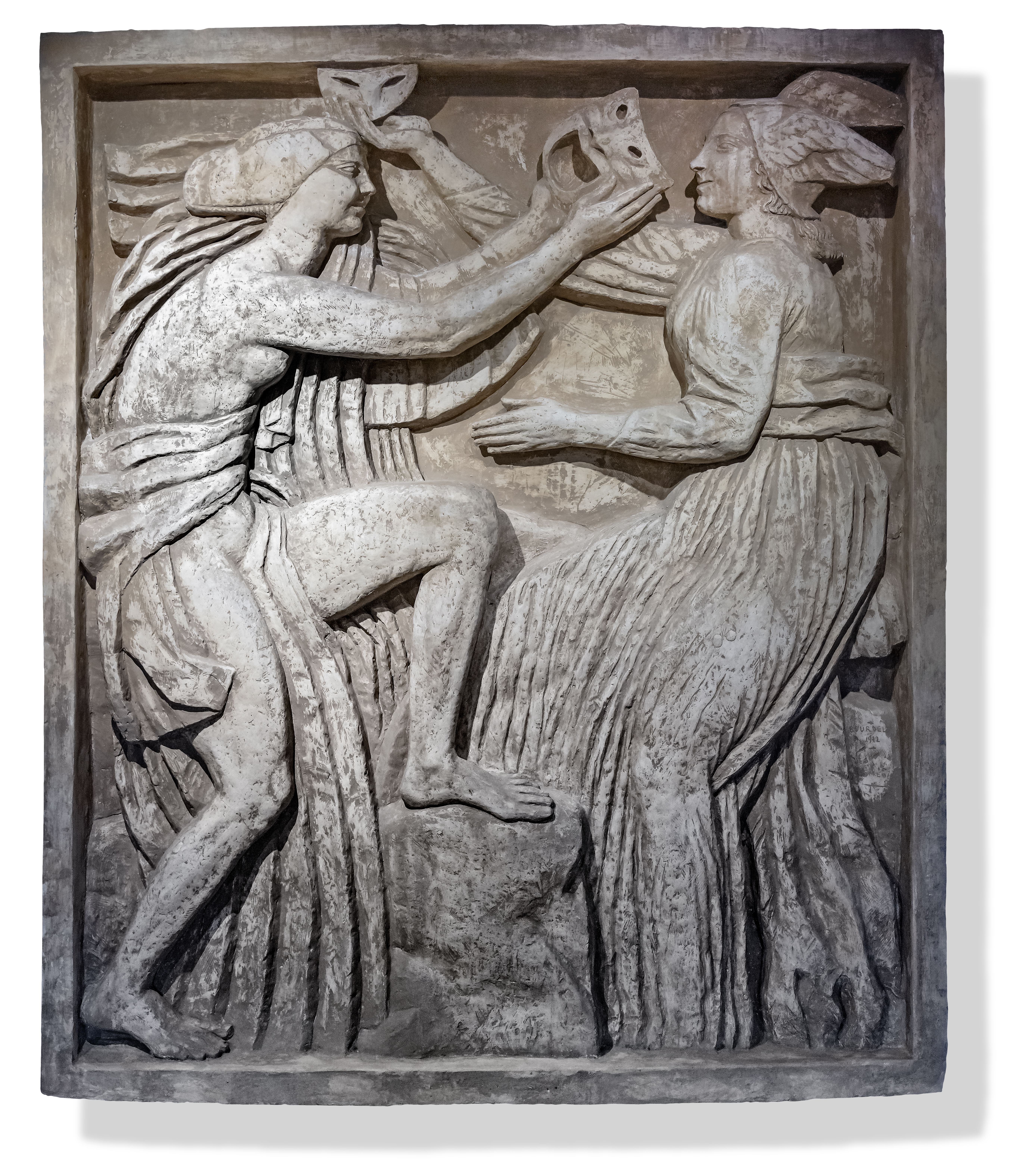
La Comédie, 1912 - Plâtre
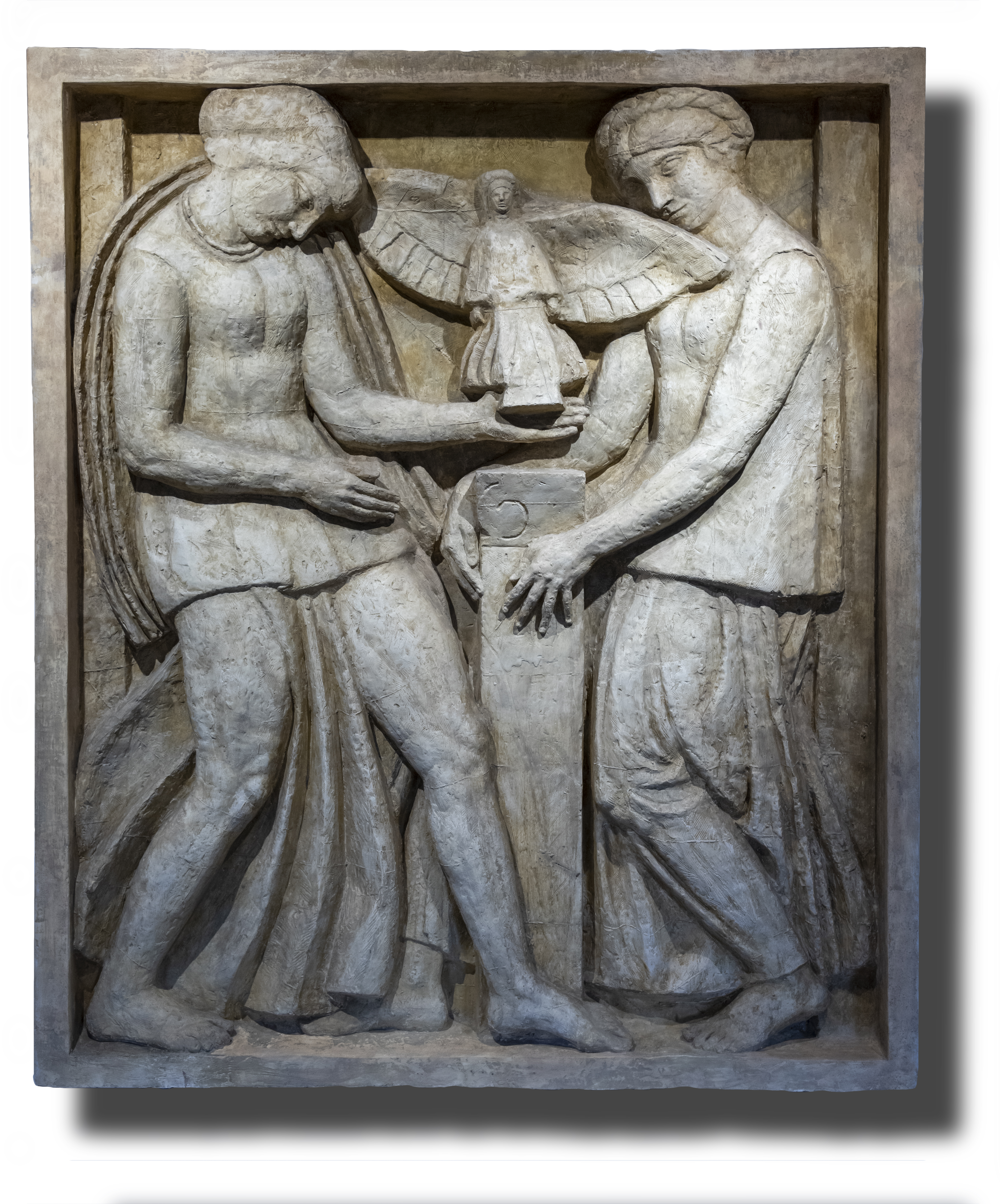
La Sculpture et l'Architecture, 1912 - Plâtre
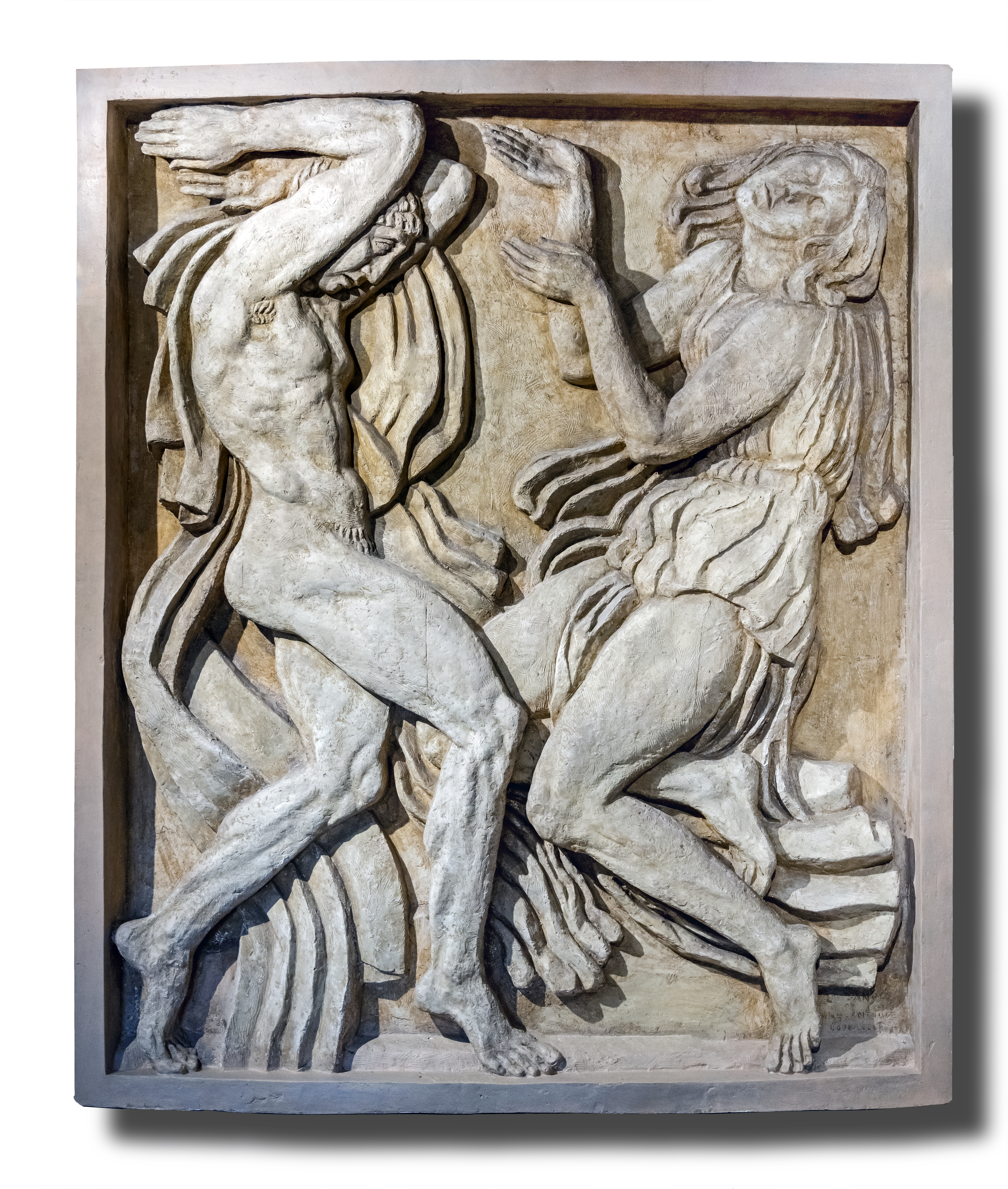
La Danse, 1912 - Plâtre

- Neuf œuvres, autour du Bas-relief (méthope) en marbre sur la façade du théâtre des Champs Elysées.
  - Étude pour La Danse, 1912 - Plâtre. Représentation de la danseuse Isadora Duncan (à droite). Bourdelle a assisté, en 1909, à Paris, à un spectacle d'Isadora Duncan. Elle fascina complètement le sculpteur qui assista à plusieurs de ses représentations. Il ne la fit poser que très rarement. La plupart de ses croquis furent réalisés de mémoire, après la vision des spectacles de la danseuse.
  - Étude pour La Musique de  1912 en plâtre
  - La Musique, 1912  La représentation finale est très différente de l'étude précédente. La violoncelliste initiale a laissé la place à une nymphe violoniste et à un faune, qui lui ont été inspirés par L’après-midi d'un Faune de Claude Debussy[25].
  - Apollon et sa méditation, 1911-12 - Plâtre [26].
  - Une Muse, dite Muse échevelée, 1912 - Plâtre [27].
  - La Tragédie, 1912 - Plâtre [28].
  - La Comédie, 1912 - Plâtre [29].
  - La Sculpture et l'Architecture, Plâtre, 1912 [30].
  - La Danse, 1912 - Plâtre [31].

#### Collections archéologiques
Les sous-sols du musée, vestiges de la place forte du XIVe siècle, abritent d'importantes collections archéologiques ainsi que des objets liés à l'histoire locale depuis l'époque gallo-romaine.
La salle du prince noir (niveau -2) présente des collections archéologiques de vestiges gallo-romains et de reliquats d'architecture de la ville de Montauban. Christ aux liens (XVe au XVIe siècle) provenant de Montech ; statuette dite Vénus pudique ; chapiteau jumelé de l'abbaye de Grandselve (XIIe au XIIIe siècle) ; Carreaux de terre cuite des années 1280-1290, installés autour de la dalle funéraire en marbre de Guilhem Jauffre (mort en 1299) à l'abbaye de Belleperche, évêque de Bazas ; chapiteau de l'abbaye de Moissac ; Masque d'Hercule en pierre formant la clef d'un arc de triomphe élevé de 1701-1869 à l'entrée du Pont-Vieux à Montauban pour commémorer la paix de Ryswick (1697).

Antiquité et archéologie
Salle du Prince Noir.
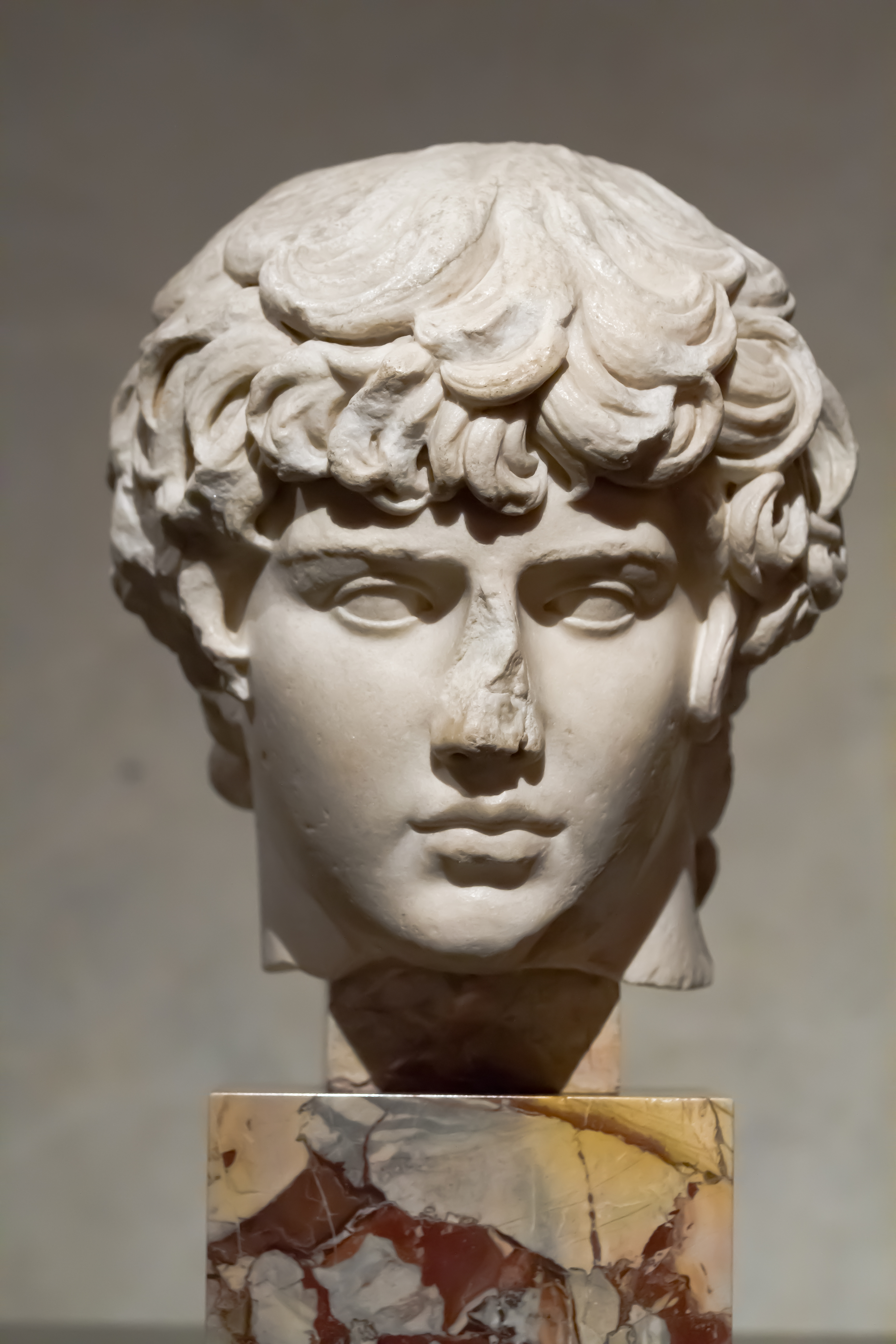
Tête d'Antinoüs.
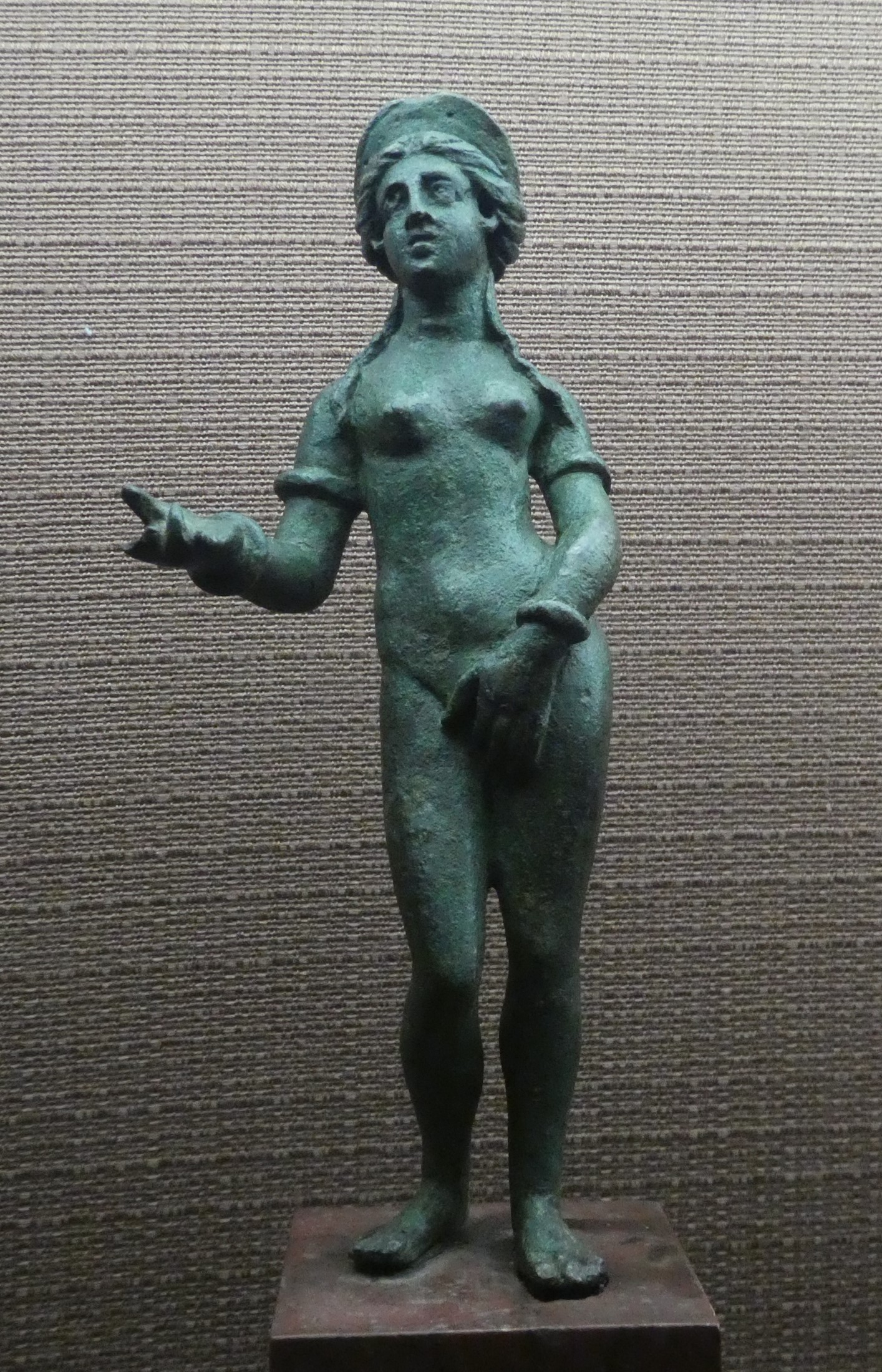
Statuette de Vénus dite « pudique ».
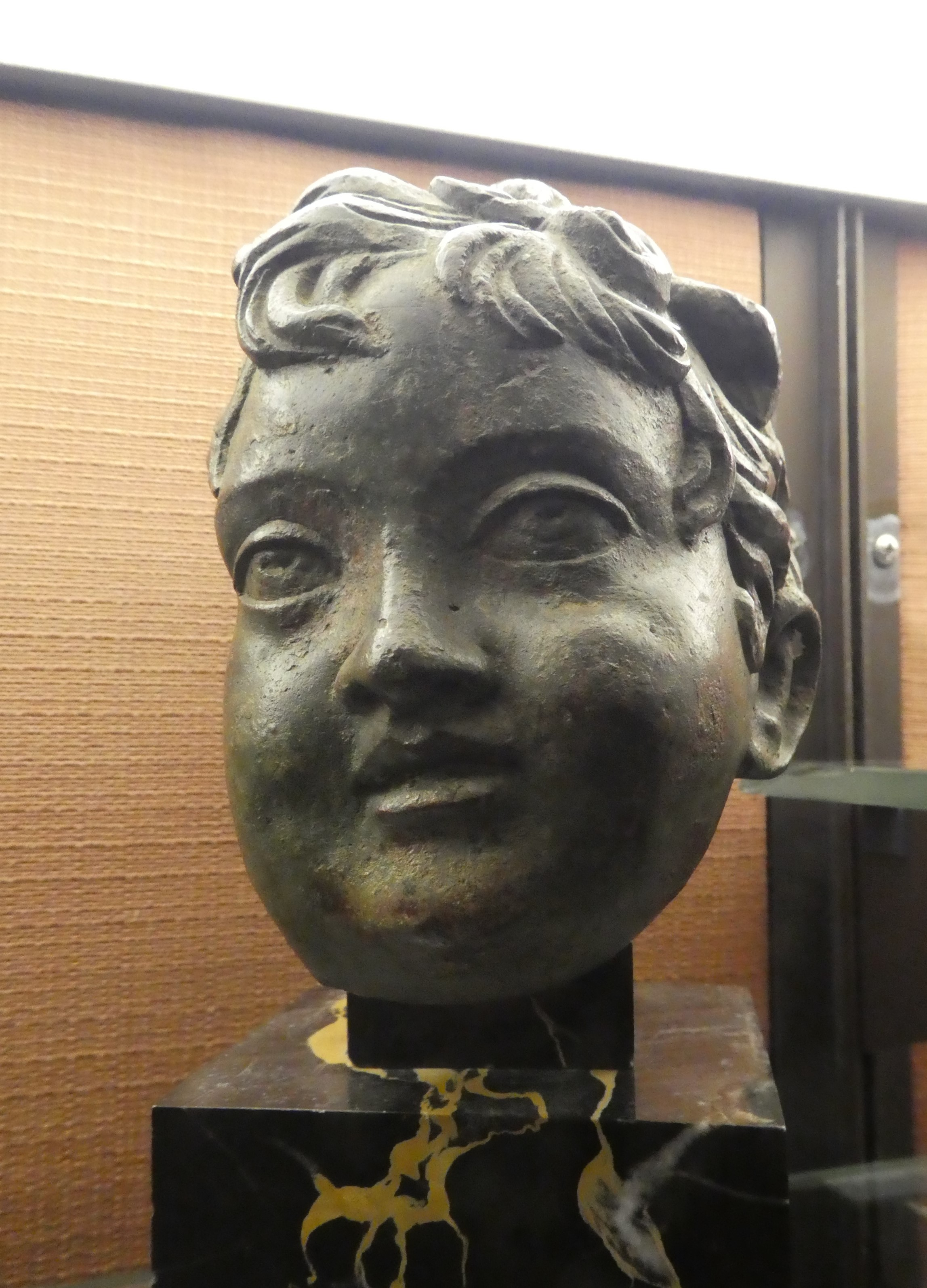
Tête d'Éros en bronze, époque romaine.
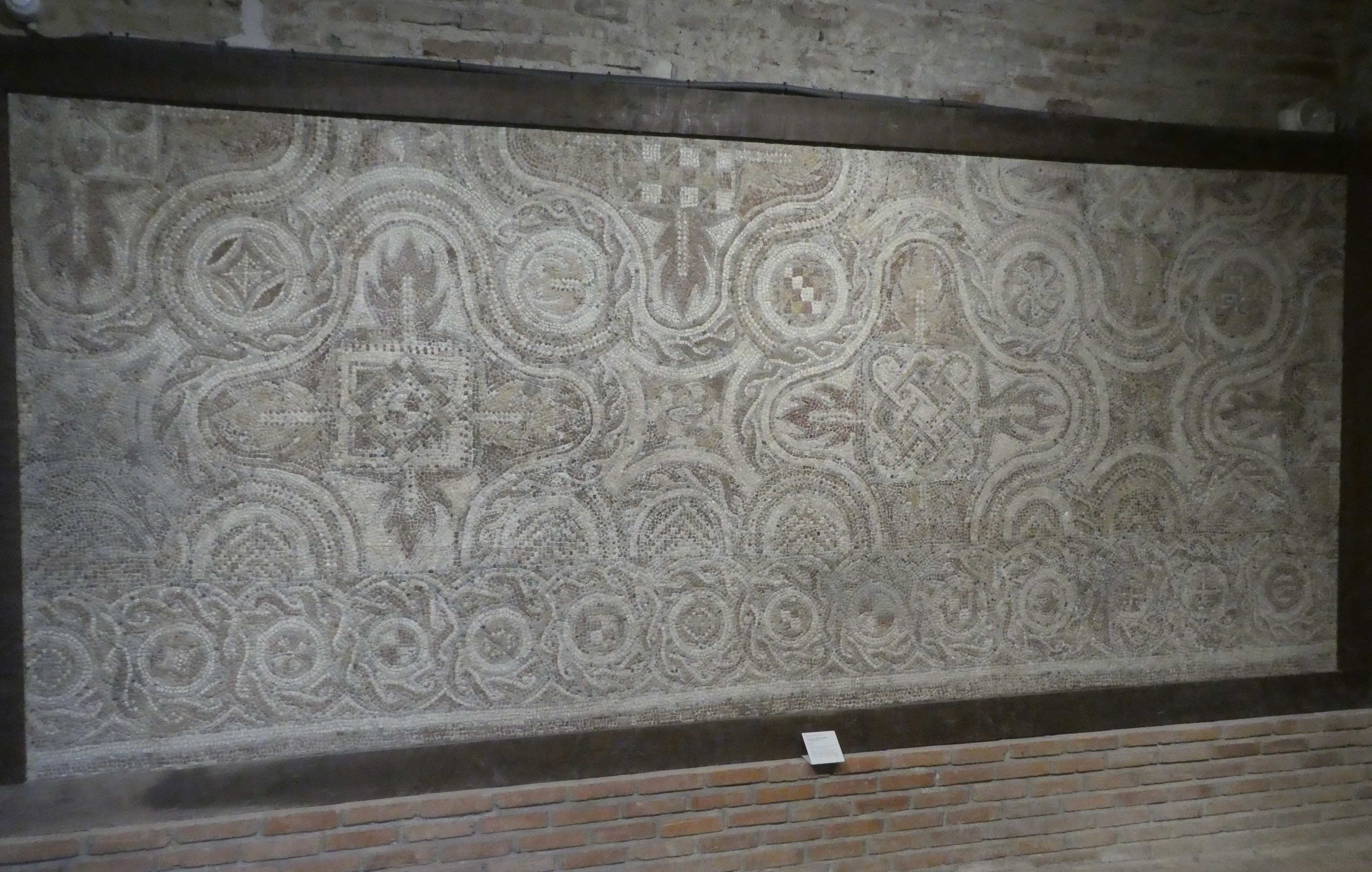
Mosaïque du IVe siècle, mise au jour à Labastide-du-Temple.

### Rez-de-chaussée
Les salles du rez-de-chaussée sont consacrées aux espaces d'expositions temporaires qui débouchent sur la librairie-salon de thé-boutique du musée.
Du 14 décembre 2019 au 7 juin 2020 : exposition Constellation Ingres Bourdelle, 33 œuvres, peintures et sculptures, ont été choisies dans les collections nationales autour de Jean-Dominique Ingres et Antoine Bourdelle.

### Premier étage: Peintures du XIXesiècle
Les salles du premier étage présentent des œuvres d'Ingres et celles de son époque. On y trouve de grandes compositions révélant l'influence de l'Antiquité et de Raphaël sur son art, mais aussi des œuvres de jeunesse, réalisées dans l'atelier de David ou à l'Académie de France à Rome dont il fut pensionnaire, puis directeur. Quelques études peintes et de célèbres portraits comme celui de Madame Gonse, complètent l'évocation de la longue carrière de l'artiste.
Parmi les élèves d'Ingres qui suivent cette présentation, on note l'hommage rendu à Armand Cambon, peintre et ami d'Ingres, collectionneur passionné d'Orient et surtout premier directeur du musée de Montauban. Les dessins du maître, pour leur part, sont présentés par roulement au deuxième niveau, dans des meubles à tiroirs dont les tons de bois chêne composent un cabinet d'arts graphiques permettant des rapprochements avec des objets provenant des collections d'antiques d'Ingres.
S'il existe plusieurs lieux consacrés à Bourdelle — dont le musée Bourdelle à Paris ou encore le jardin-musée départemental Bourdelle d'Égreville —, le musée montalbanais est l'unique musée au monde consacré à l’œuvre d'Ingres. Il possède le fonds de dessins d'Ingres le plus important au monde et la plus vaste collection de peintures du maître, après le musée du Louvre.

#### La salle des romantiques

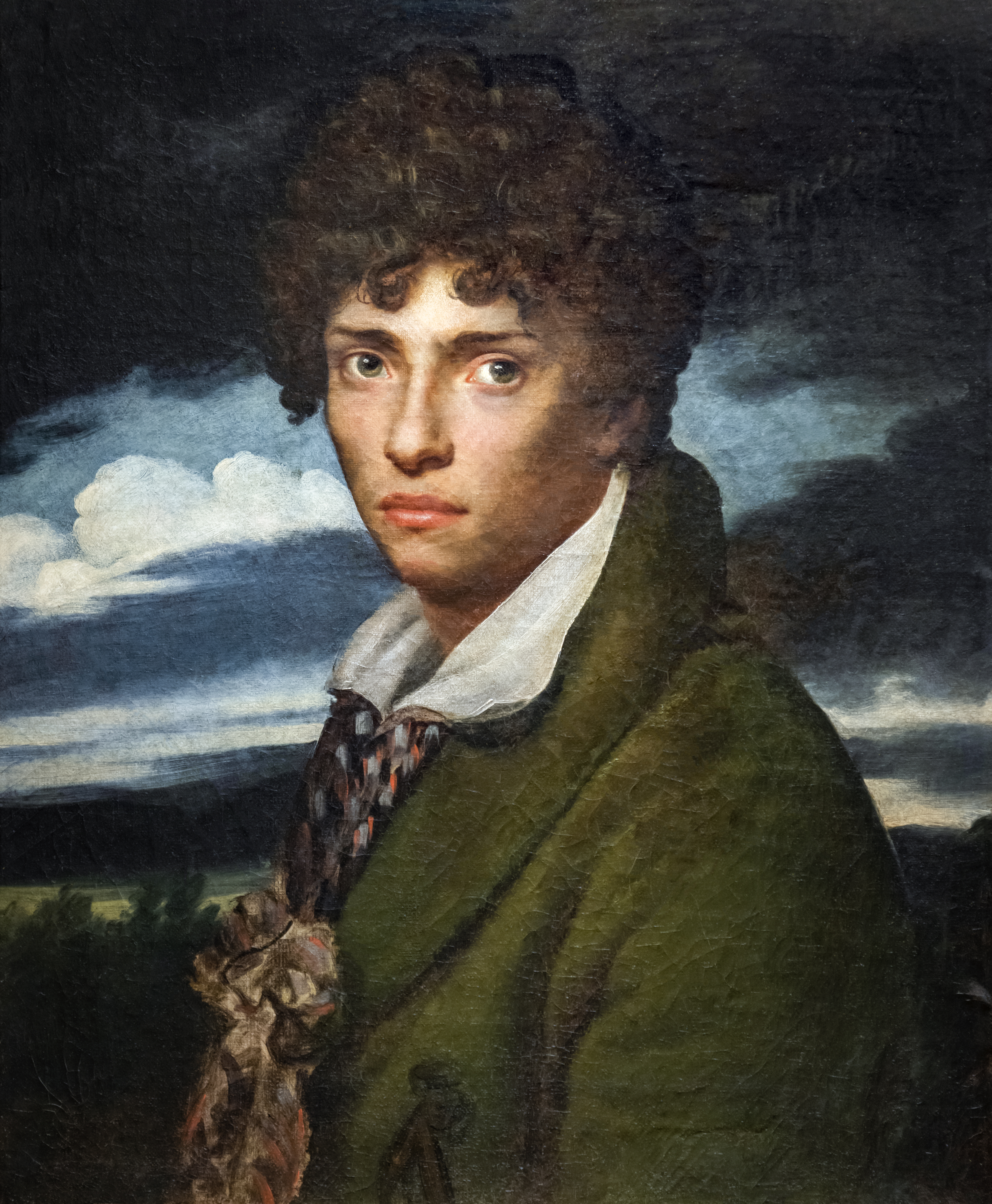
Portrait d'un jeune homme par Jacques-Louis David
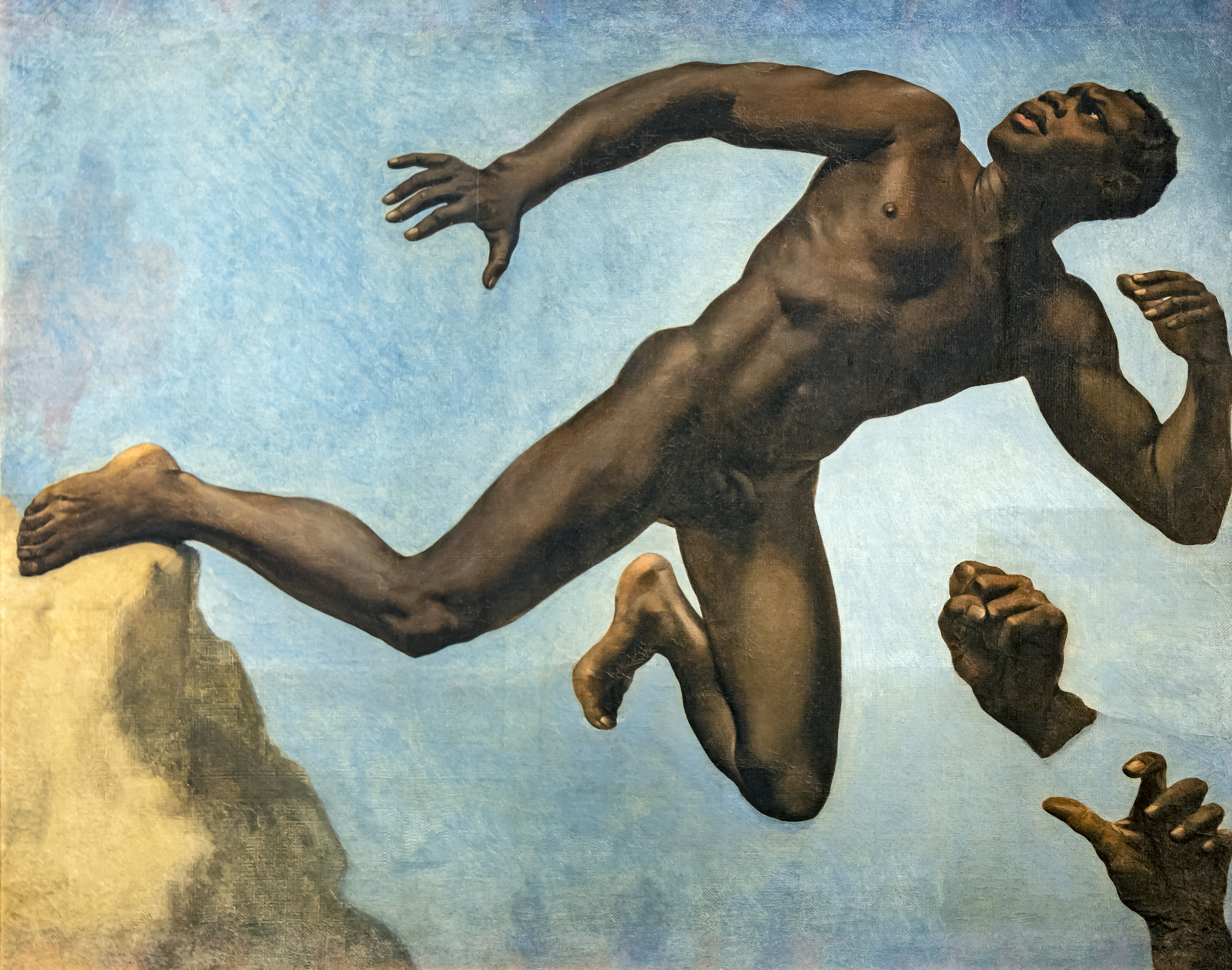
Deux études autour du modèle Joseph : l'une de Théodore Chassériau commandée par Ingres pour un tableau qu'il ne fera pas et l'autre de Théodore Géricault, pour le Radeau de la méduse.
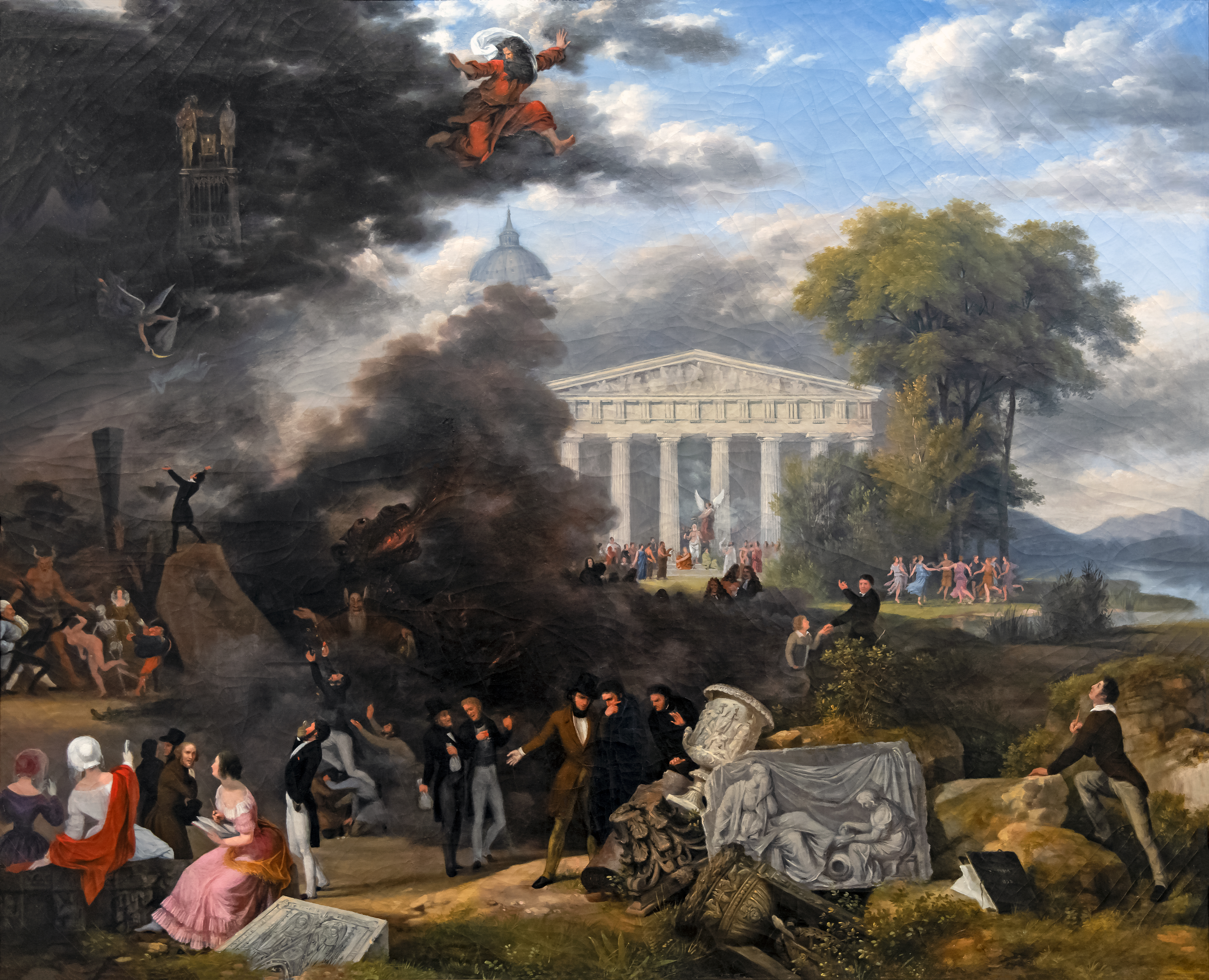
Plusieurs toiles du peintre Bernard Prosper Debia:Bélisaire chez les paysans ; Homère et son guide ;Classiques et romantiques (Dans ce tableau Debia à représenter son maître Ingres qui tiens un enfant par la main. L'auteur s'est représenté en bas à droite du tableau) ; Céphale et Procris; L'Arbre de la Liberté (à droite du tableau : Alphonse de Lamartine); Le Fleuve Inachus et les Nymphes ;Vue de Montauban ; Deux Vue des vieux fossés de Montauban ; et un autoportrait.
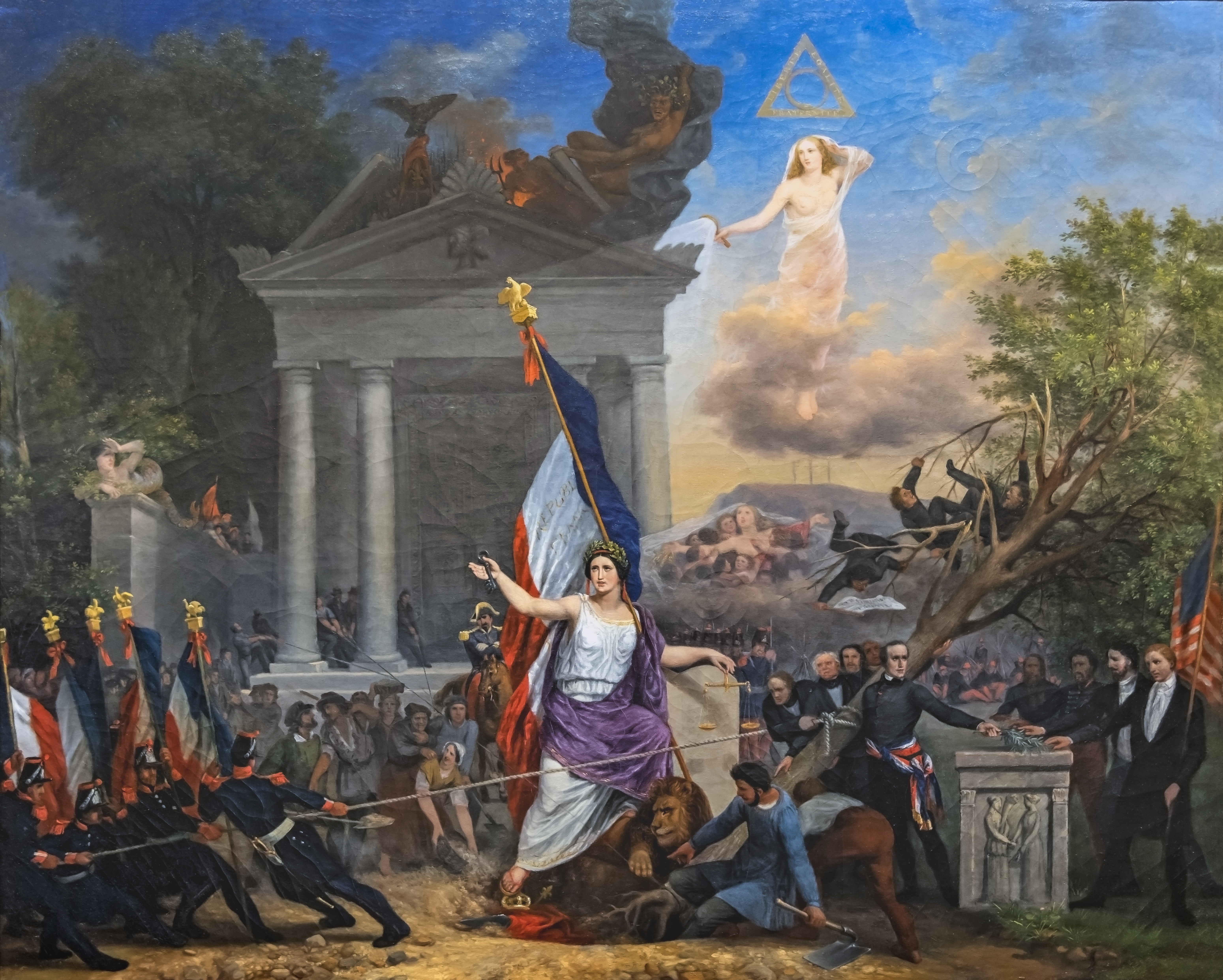
L'arbre de la Liberté, Prosper Debia
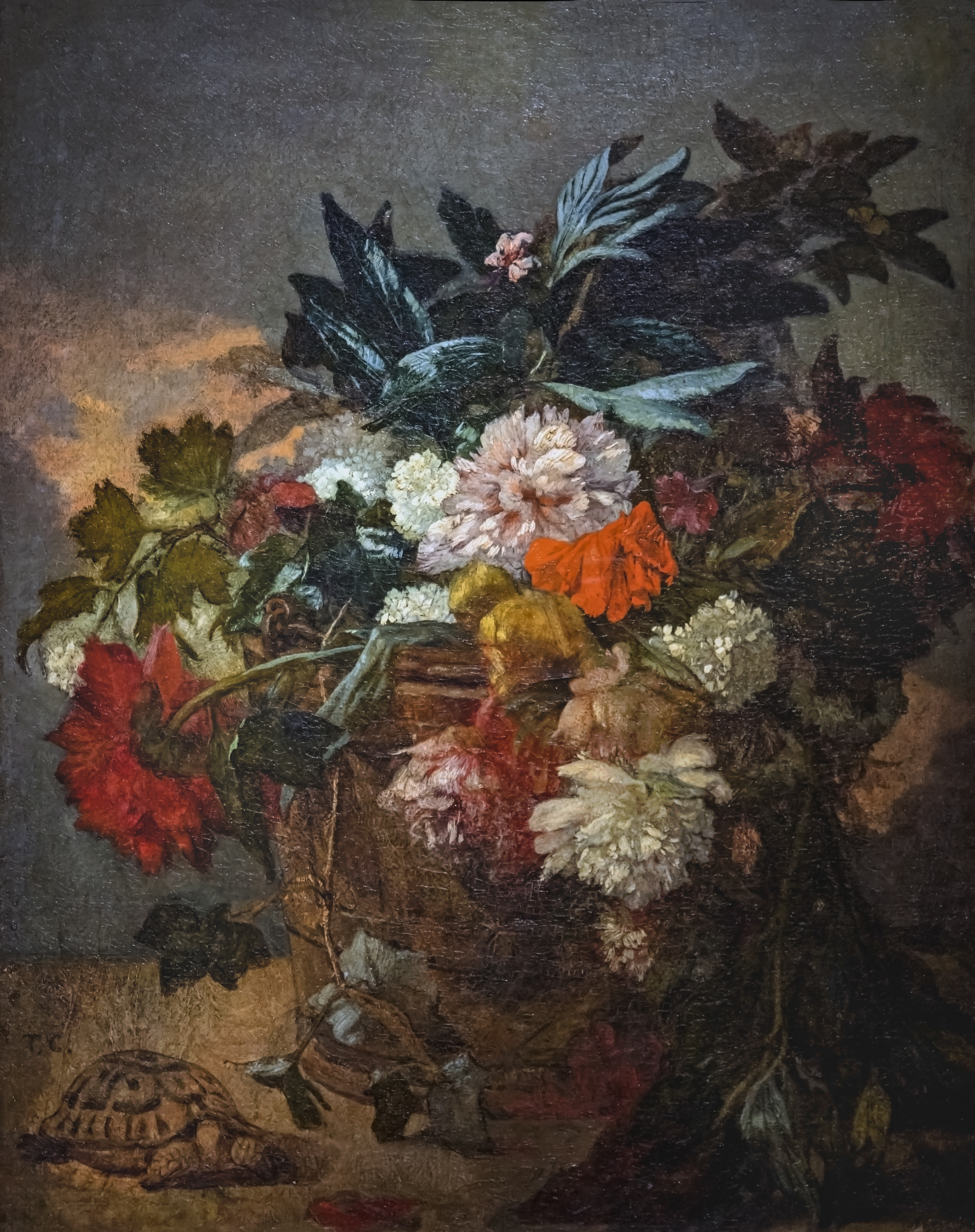
Vase de Pivoine par Thomas Couture et Vase de fleurs à la console d’Eugène Delacroix ; deux œuvres MNR Rose Valland.
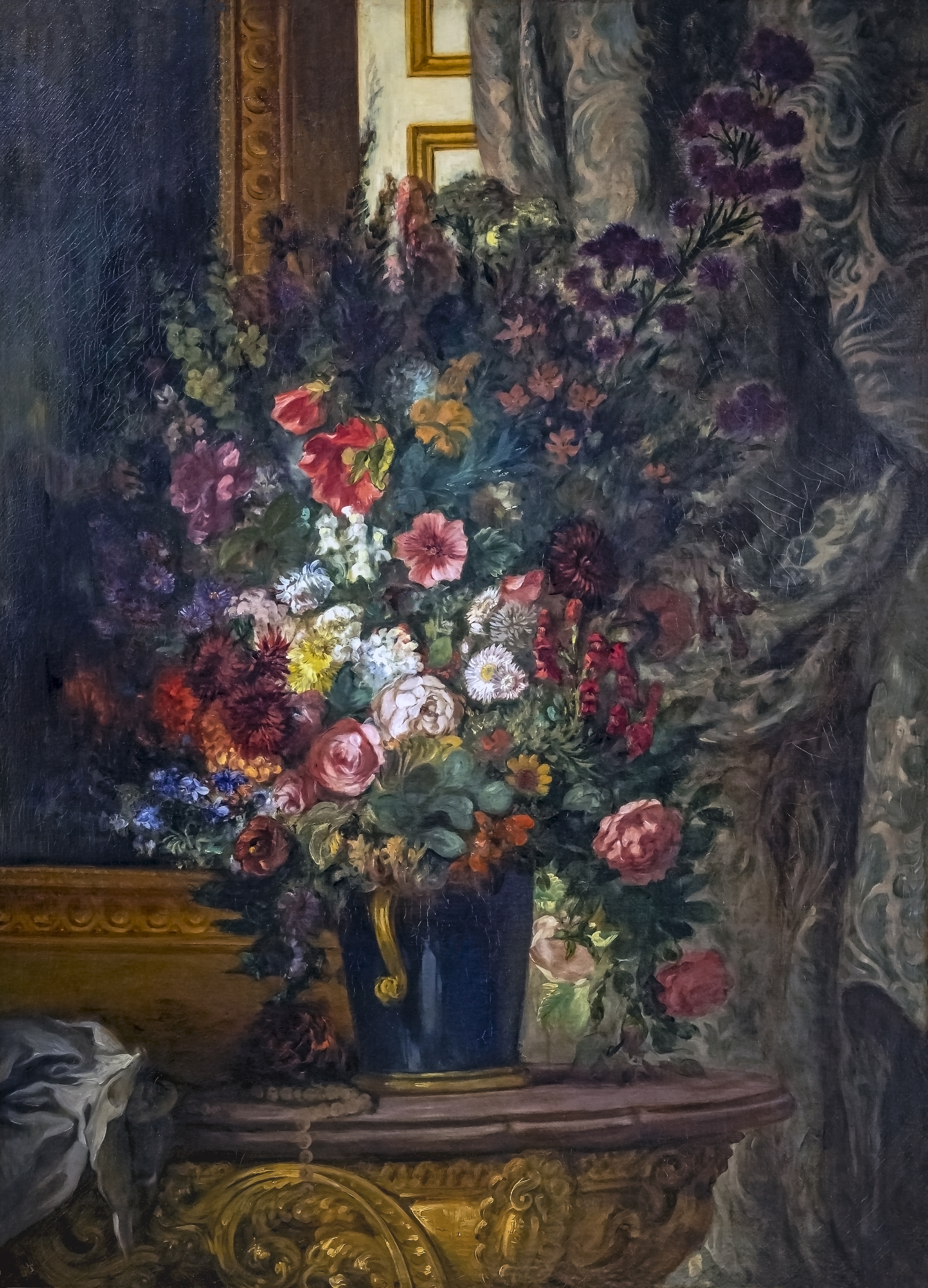
Vase de fleurs à la console, Eugène Delacroix

#### La salle Cambon
D'Armand Cambon peintre français, né et mort à Montauban. Exécuteur testamentaire d'Ingres.

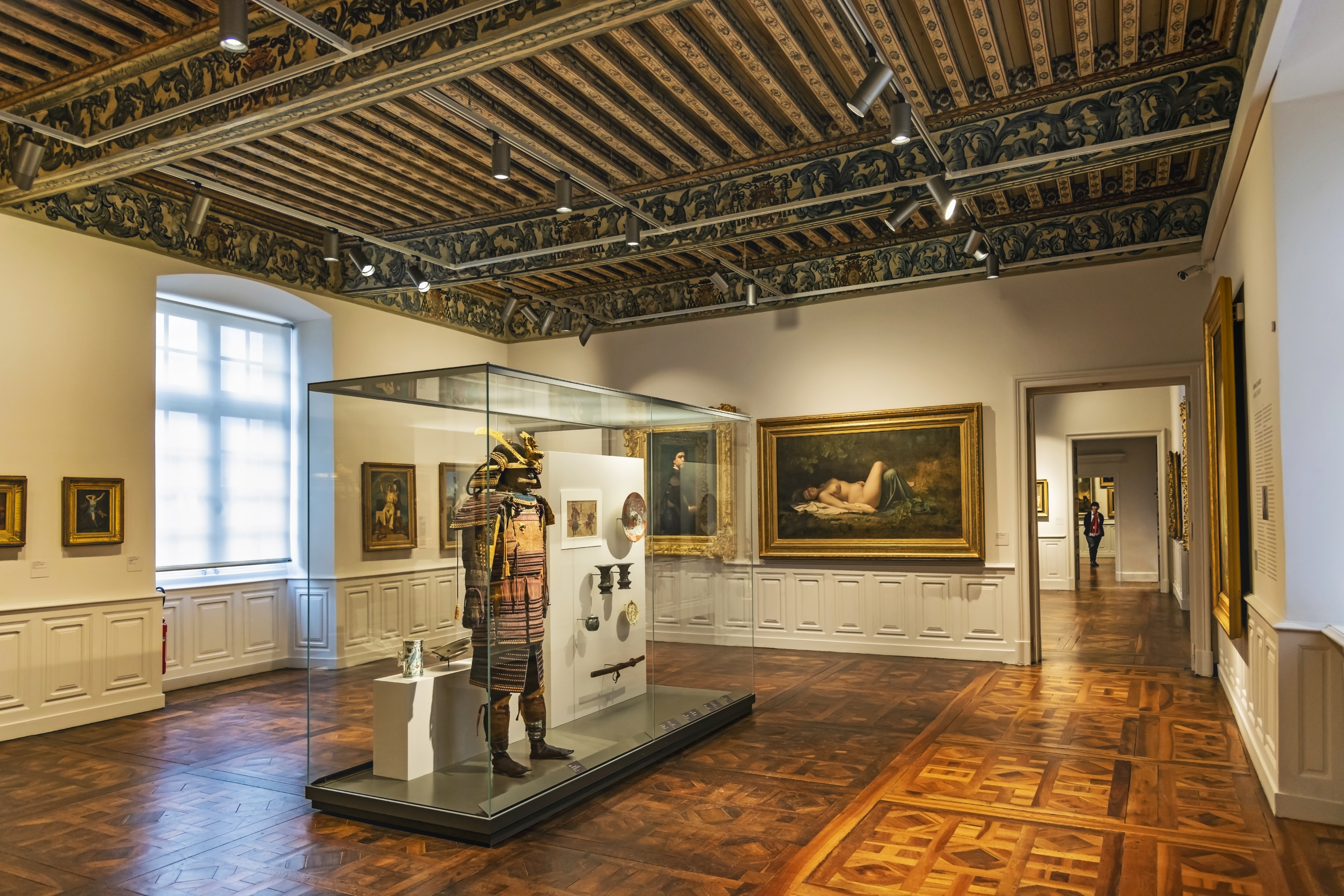
Poésie de gloire et poésie d'amour ou  Les deux muses 1846, huile sur toile, Salon de 1849 ;
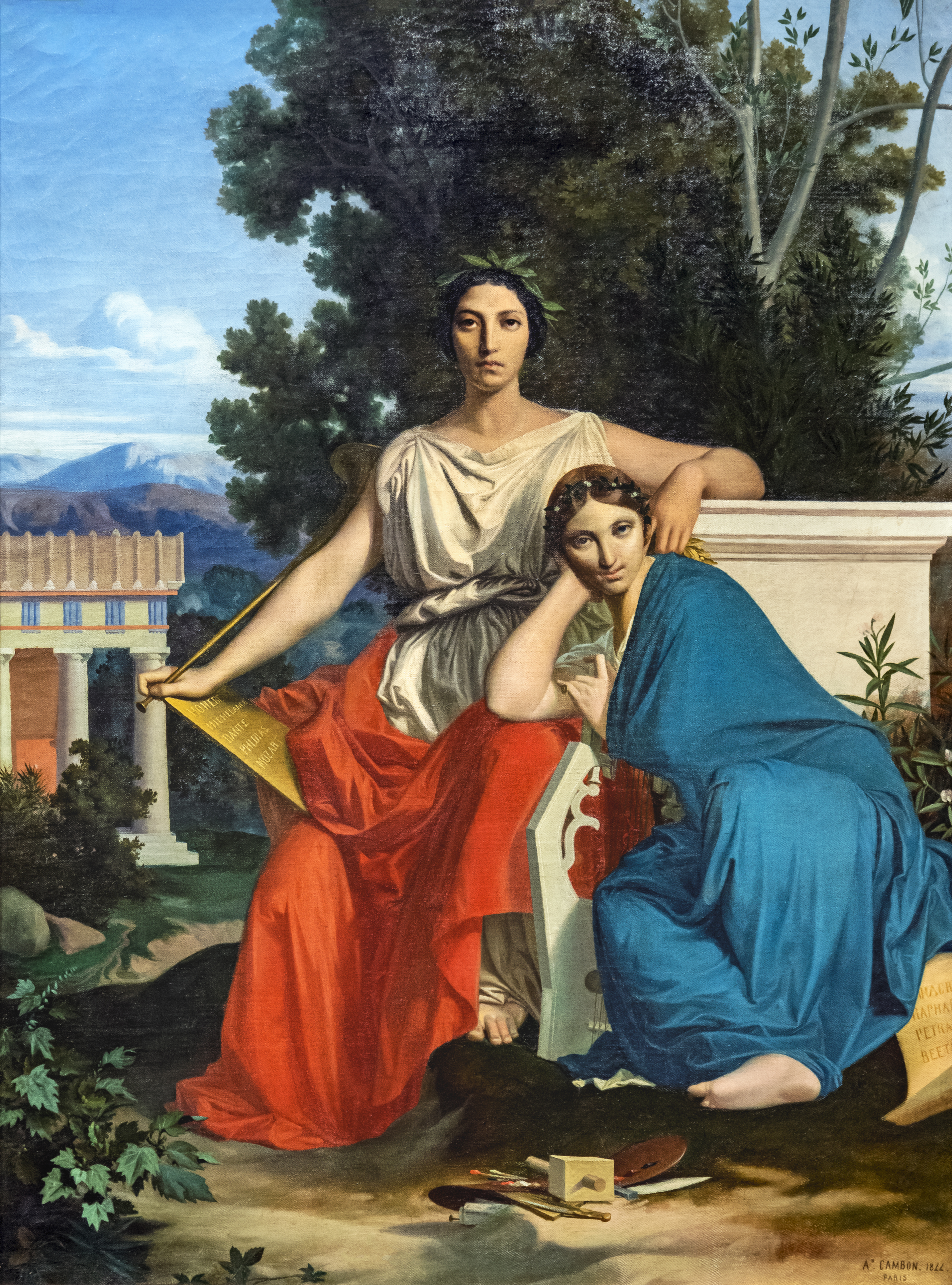
La République, 1848, esquisse, huile sur toile. Un concours est lancé en mars 1848 pour représenter une allégorie de la République afin d'être « reproduite et placée dans les salles des assemblées publiques et municipalités […] ». Le jury choisit une vingtaine d’esquisses, dont celle d’Armand Cambon[32]. Les journées de Juin vont entraîner l'annulation du concours ;
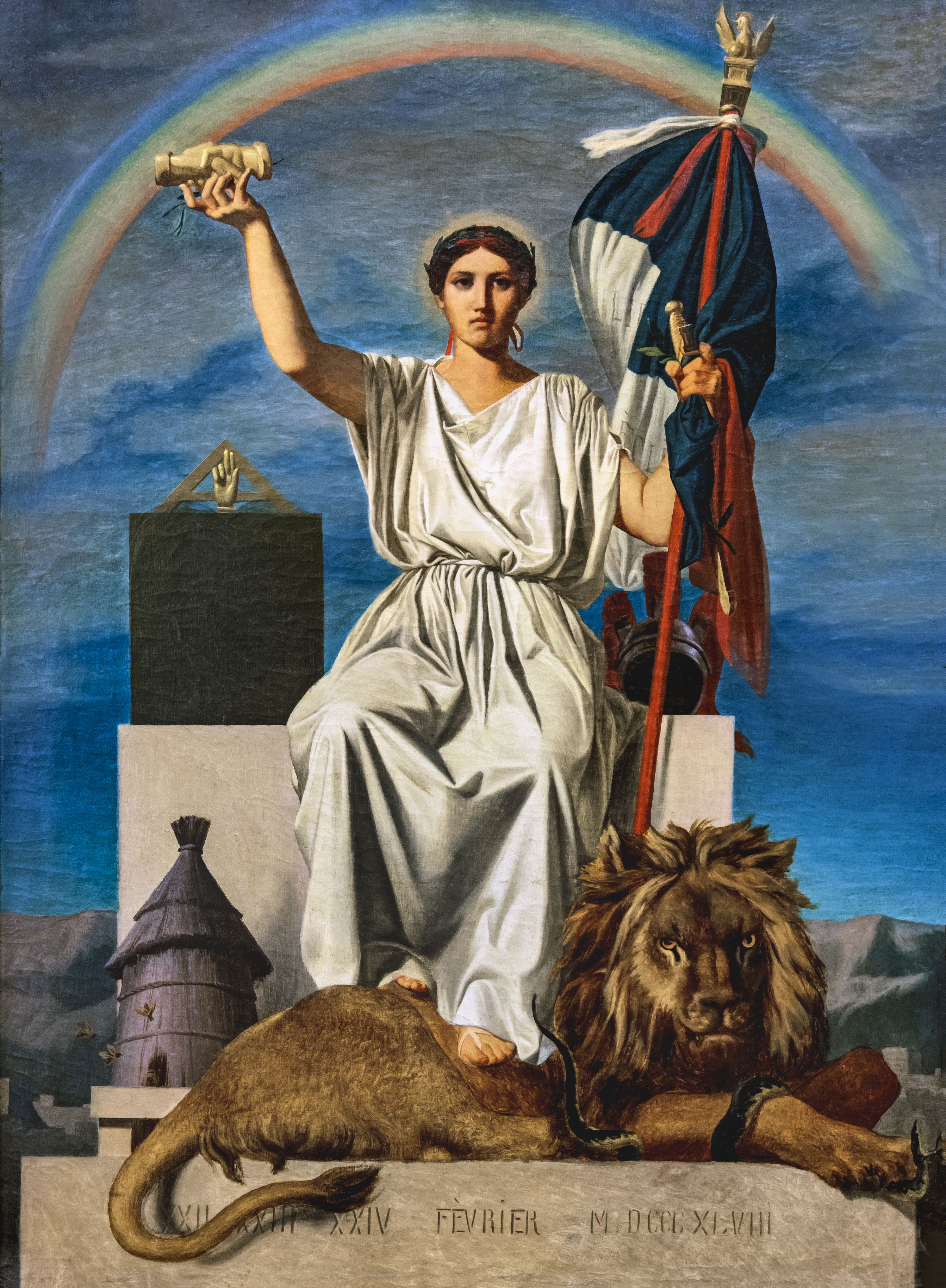
La République, 1848, huile sur toile (MID.849.1). Œuvre finale refusée au concours pour la figure de la République.
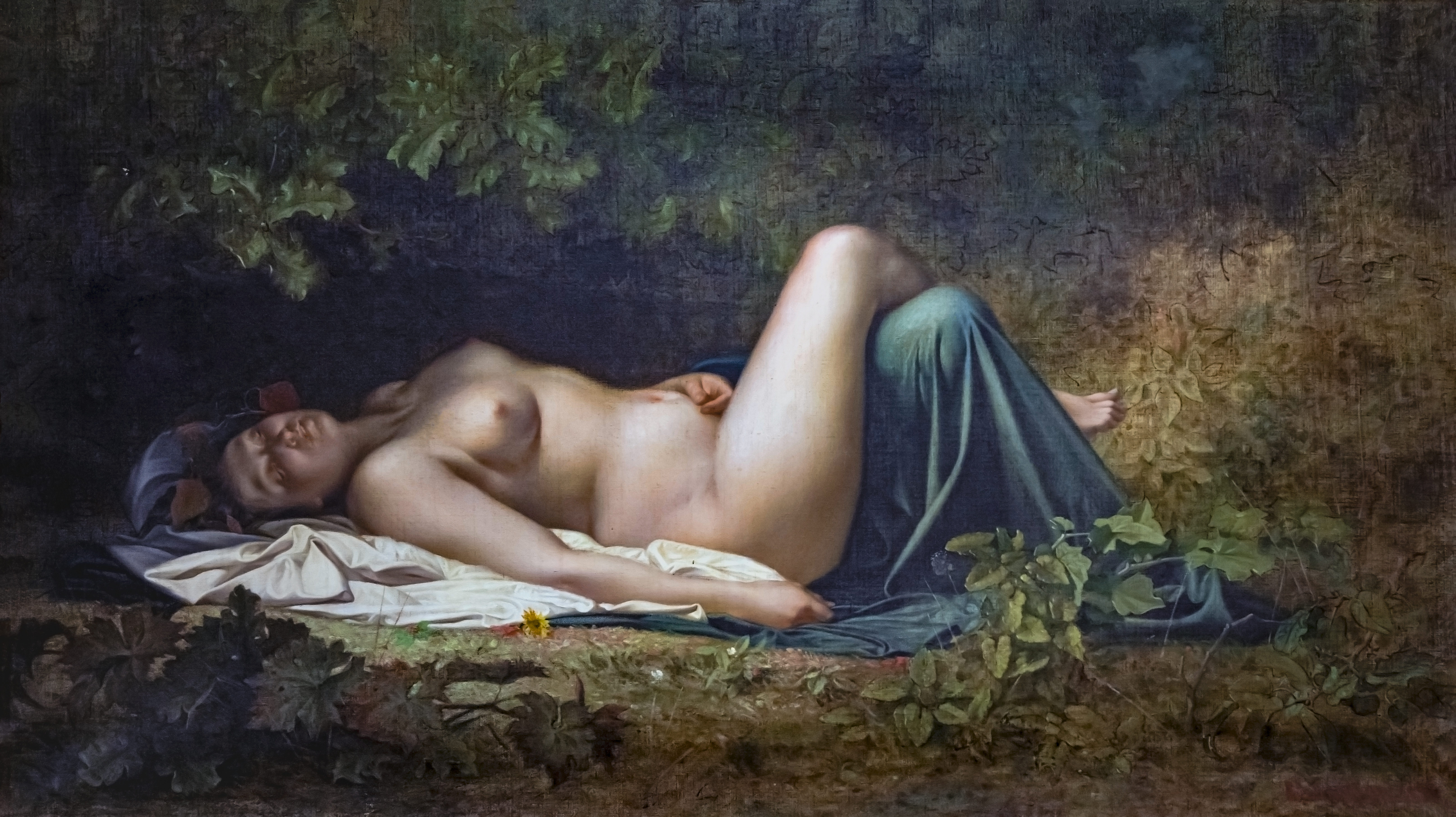
Nymphe endormie (1850), huile sur toile, Salon de 1850 ;
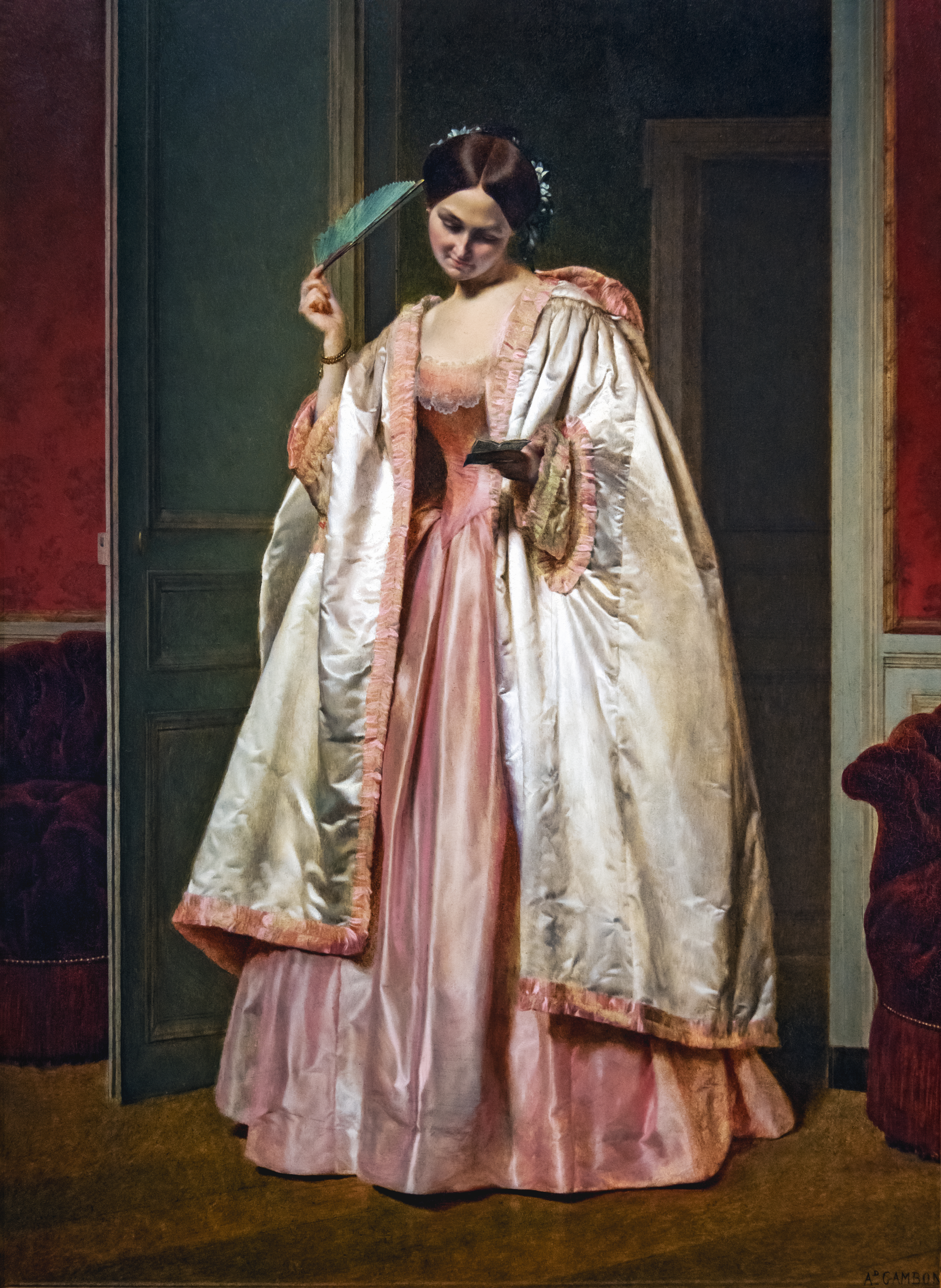
Portrait de Gustave Cambon, 1851, huile sur toile ;
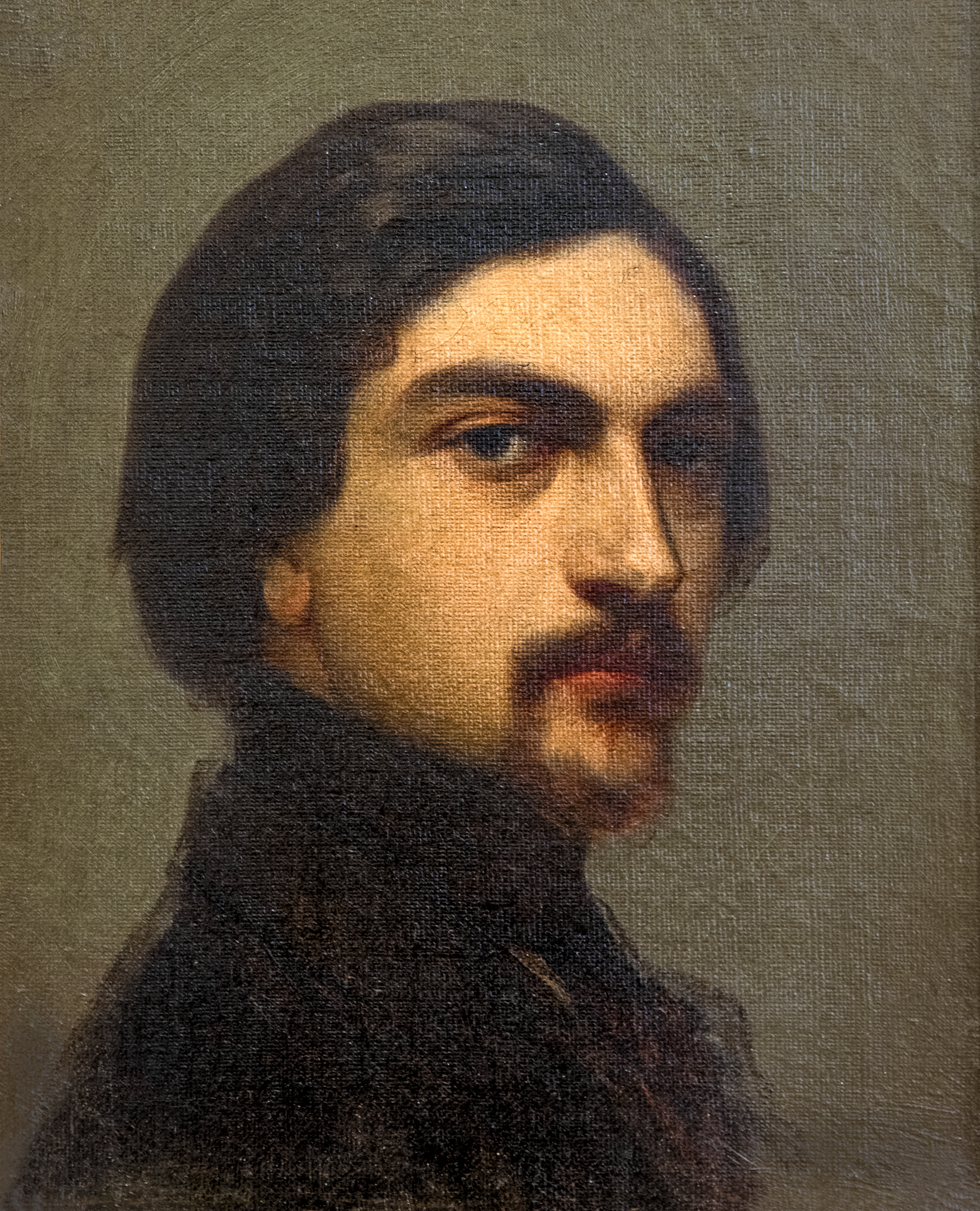
Le Billet, 1851, huile sur toile, Salon de 1859 ;
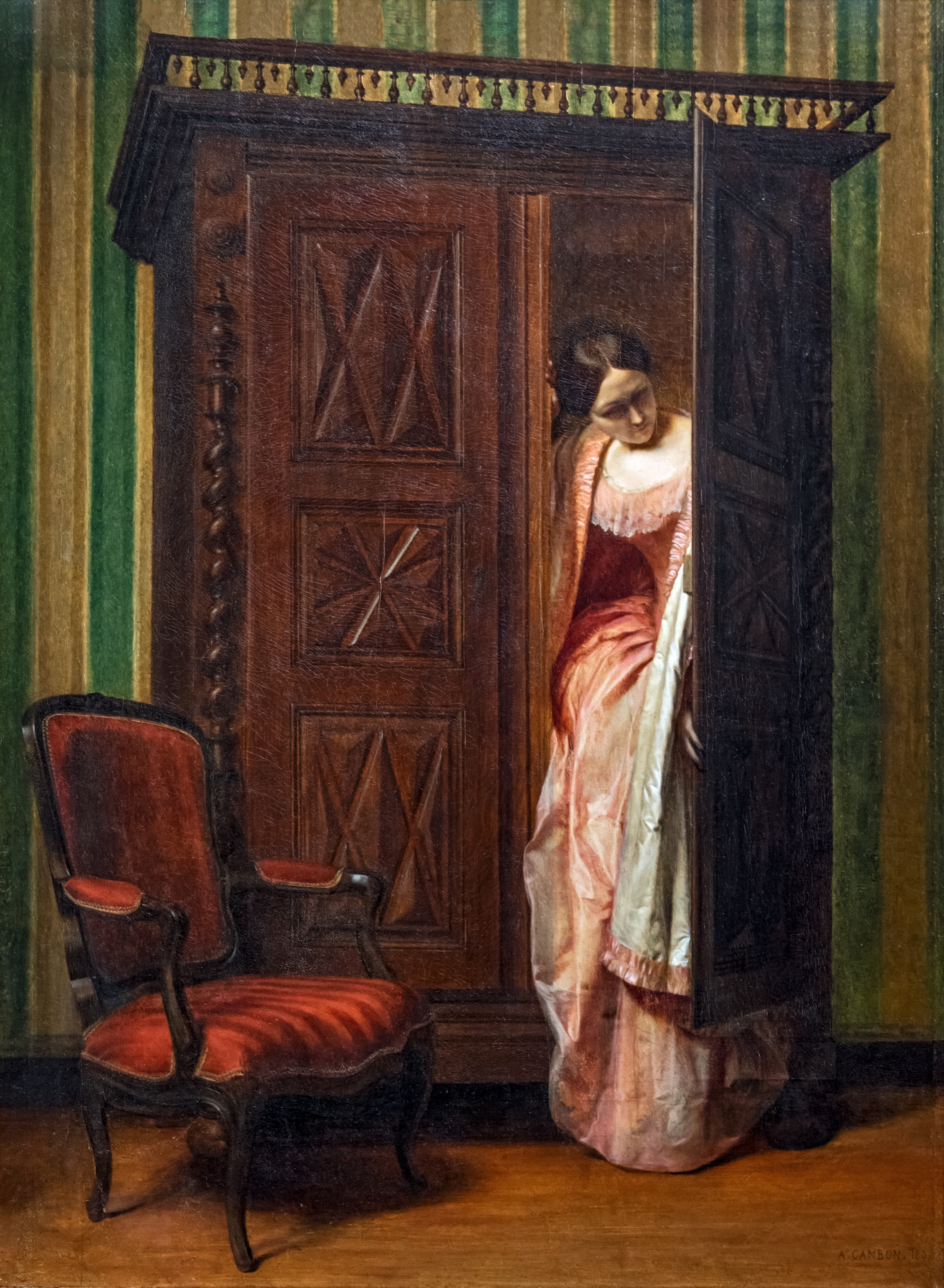
Curieuse ou L'Armoire, 1859, huile sur toile, Salon de 1859 ;
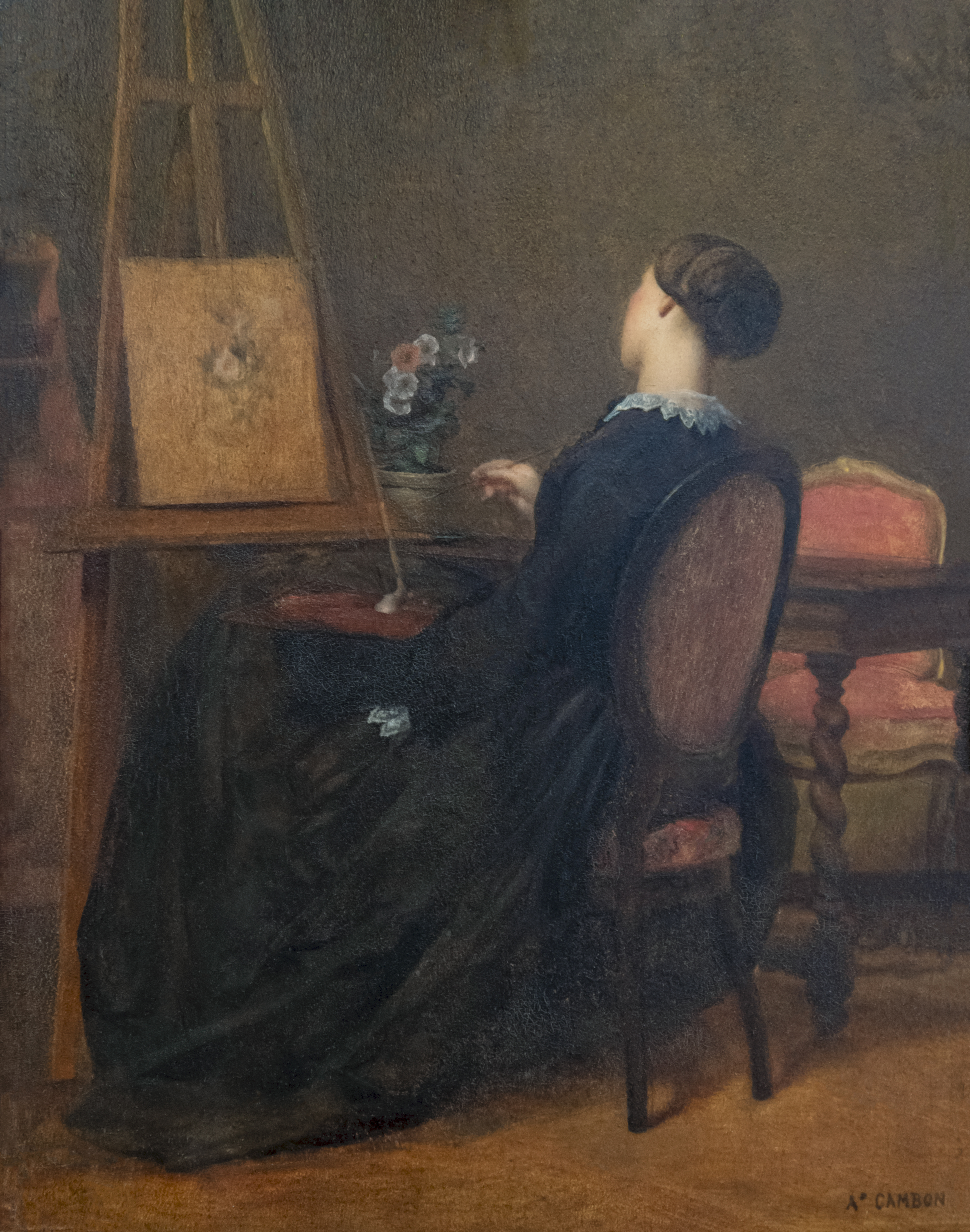
Étude de fleurs, vers 1859, huile sur toile, Salon de 1859 ;
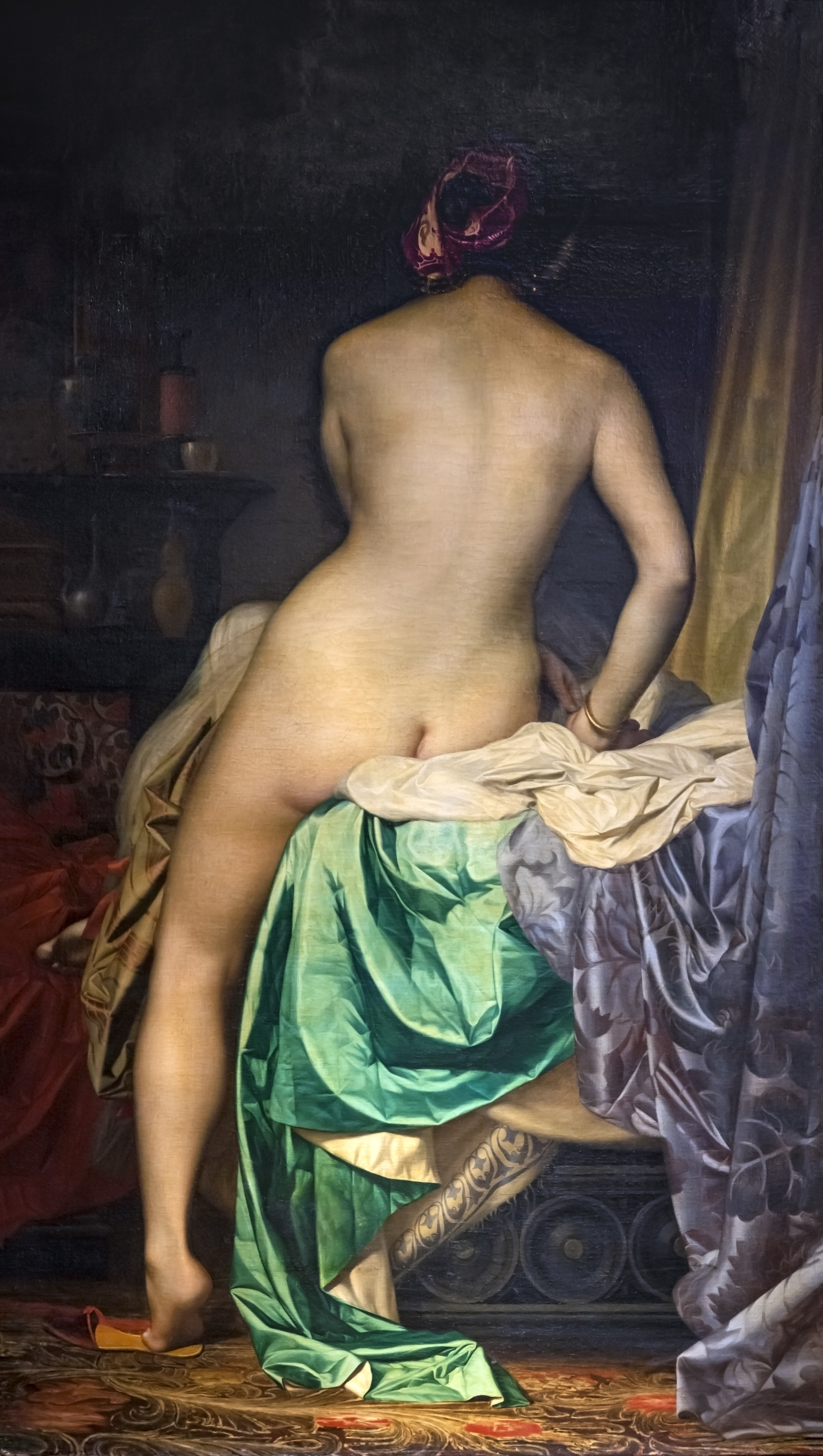
Galel 1864, huile sur toile, Salon de 1864 ;
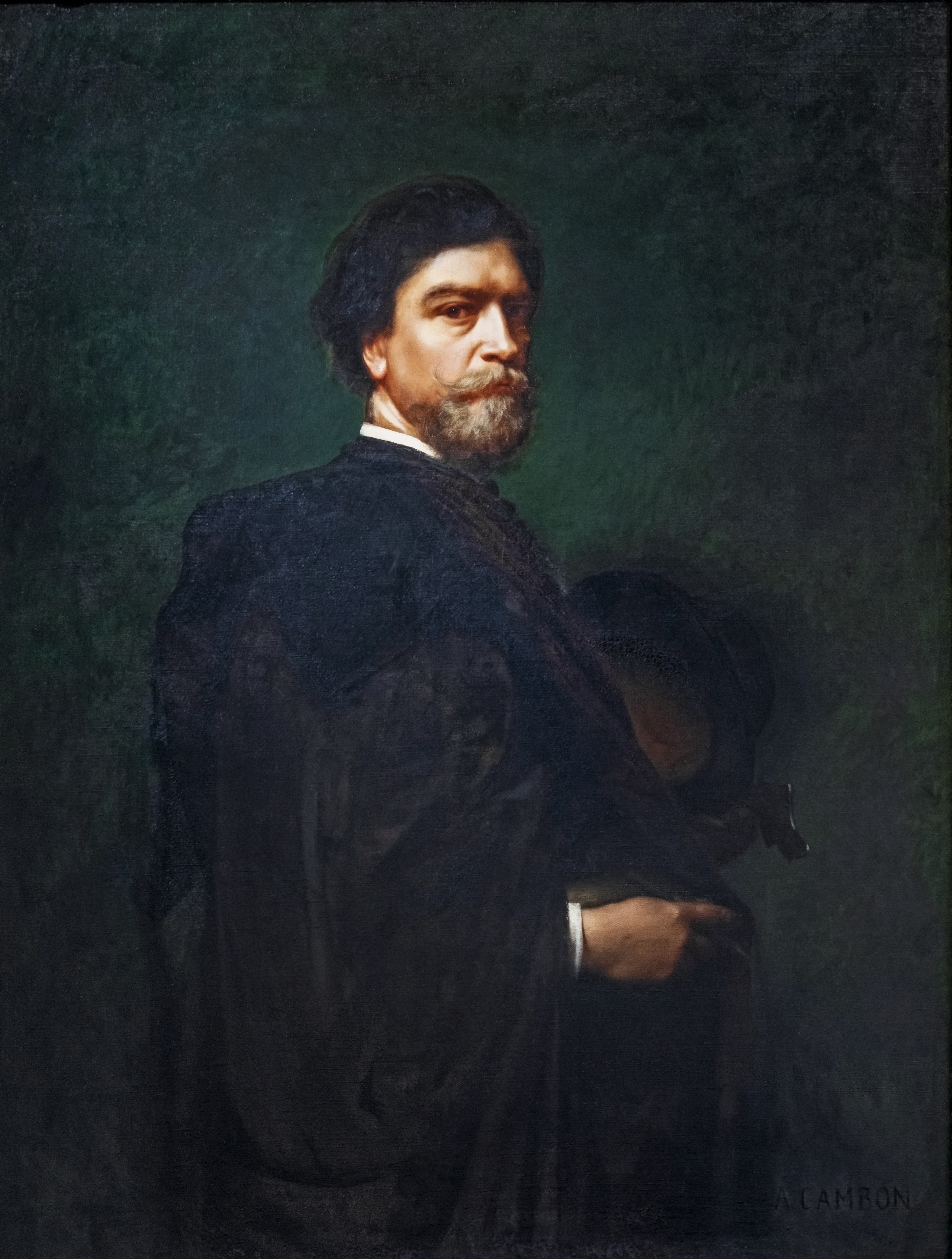
Portrait de l'artiste, 1867, huile sur toile ;
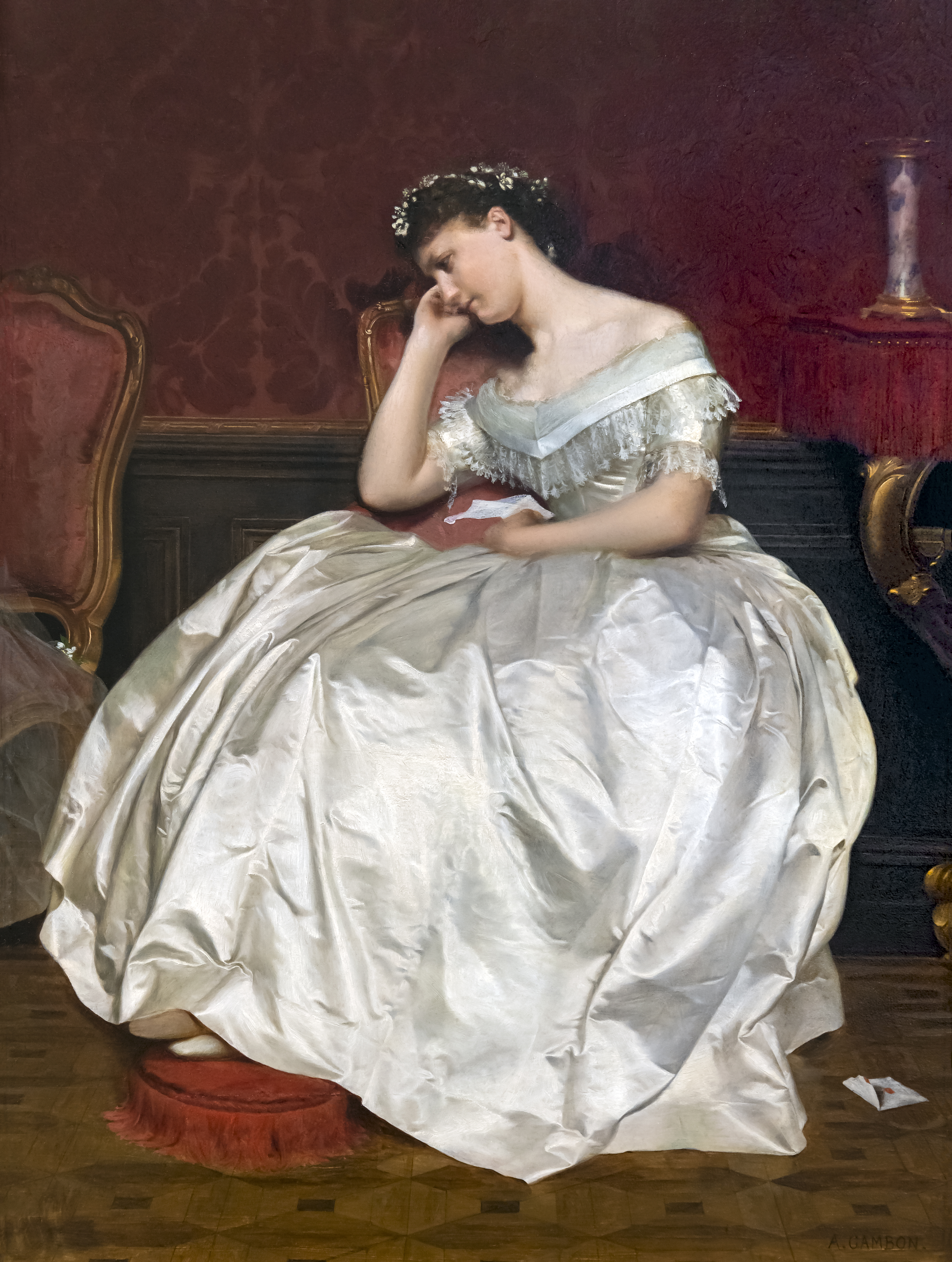
Trop tard ou La Lettre, huile sur toile ;
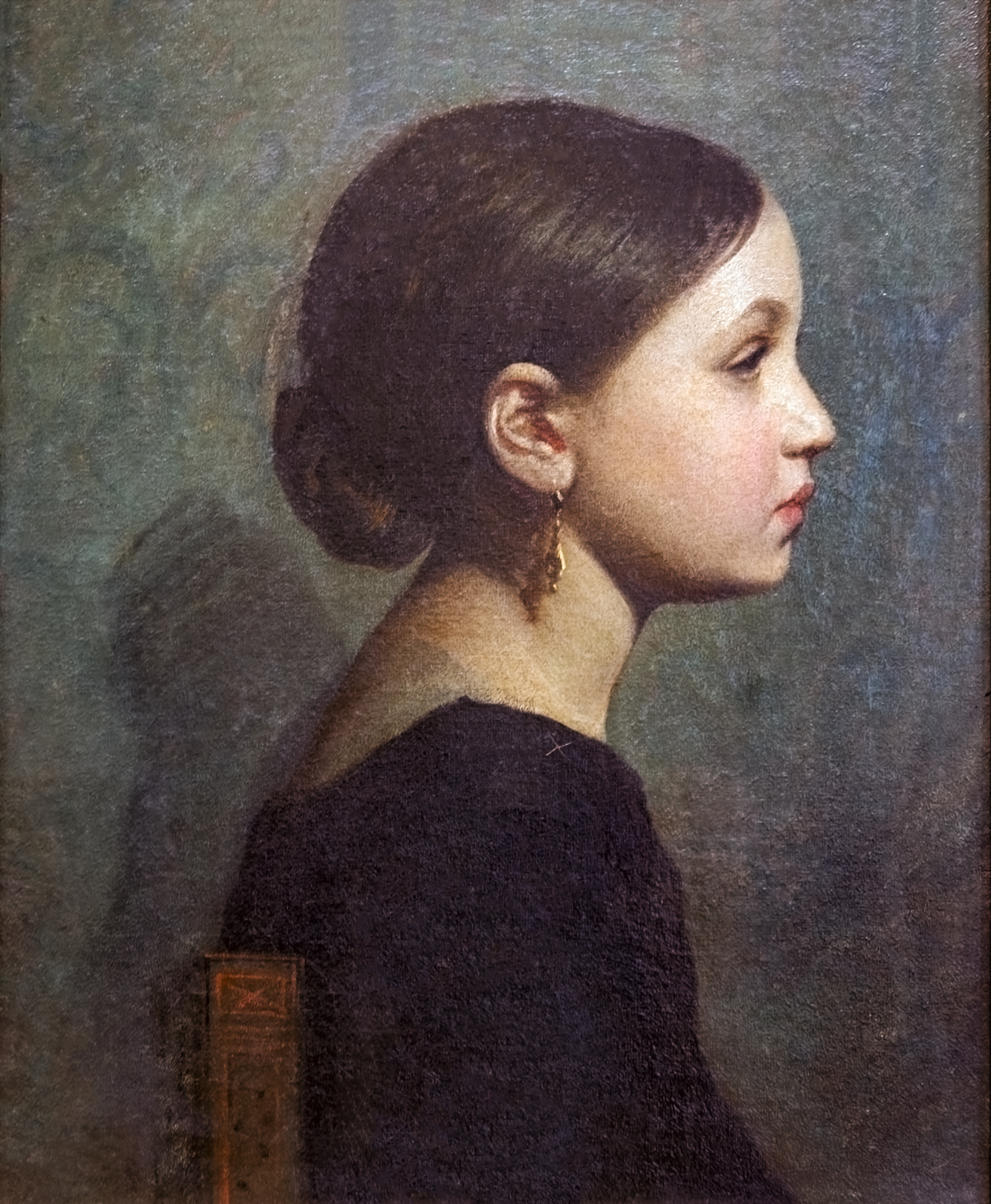
Portrait de jeune fille ou Après le bal;
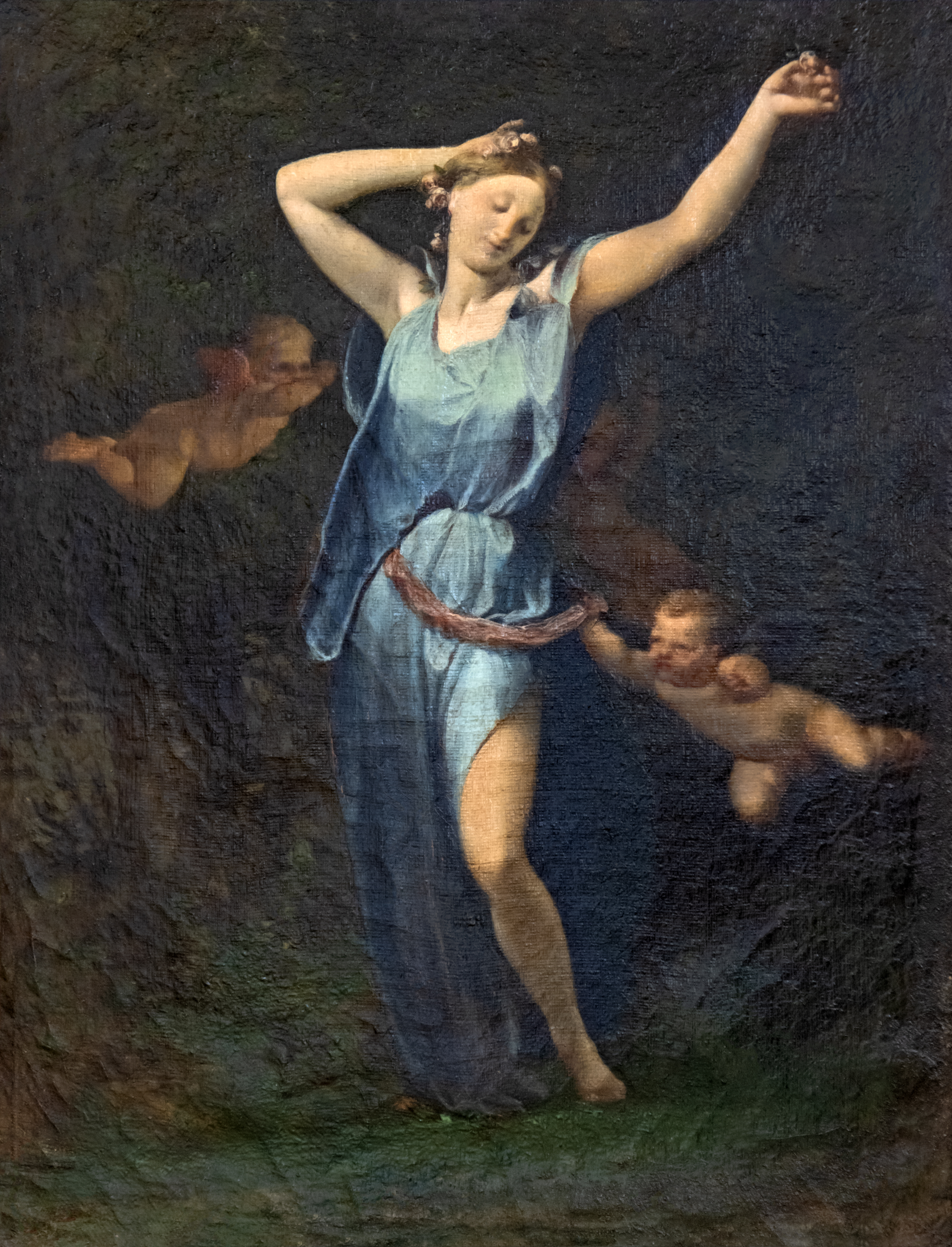
La Jeune Fille aux amours, huile sur toile.

#### La Salle des élèves d'Ingres
Ornant le dessus de cheminée un tableau d'Armand Cambon, Portrait d'Ingres à l'âge de soixante-dix-neuf ans d'après l'autoportrait de conservé au Fogg Art Museum de Cambridge.
Eugène Amaury-Duval né à Montrouge le 16 avril 1808, mort à Paris le 25 décembre 1885, est un peintre français; Amaury-Duval est l'un des premiers élèves à être admis dans l'atelier de Jean-Auguste-Dominique Ingres.
- Tête de femme de 1848 (Probablement Emma la sœur de l'artiste); Tête d'ange, et une tête de Vierge deux Huiles sur toile de 1865.

Hippolyte Flandrin peintre français représentatif du mouvement néo-classique. Après avoir obtenu le premier grand prix de Rome de peinture en 1832, élève de Jean-Auguste-Dominique Ingres.
- Tête de femme, Huile sur toile
- Portrait de la comtesse de Goyon, 1853, Huile sur toile

Paul Flandrin né à Lyon le 28 mai 1811 et mort à Paris 6e le 8 mars 1902.Il est le frère d'Auguste Flandrin et d'Hippolyte Flandrin tous trois peintres. il est l'époux d'Aline Desgoffe (°v.1835), en 1852, fille du peintre Alexandre Desgoffe.
- Les Bords du gardon, le tableau a été exposé au Salon parisien de 1859 et en 1866.

Jean-Léon Gérôme né à Vesoul le 11 mai 1824 et mort à Paris le 10 janvier 1904, est un peintre et sculpteur français, membre de l'Académie des beaux-arts. Il composa des scènes orientalistes, mythologiques, historiques et religieuses.
- Portrait de femme, Huile sur toile

Raymond Balze peintre et pastelliste français, né à Rome le 4 mai 1818, mort à Paris, le 26 février 1909. Il prit part à la décoration de l'hôtel de ville de Paris commandée à son maître Ingres.
- L'enfance de Bacchus, Huile sur toile de 1840

Paul Balze né le 29 avril 1815 à Rome et mort à Paris le 24 mars 1884, peintre et copiste d'art français.Paul Balze a rencontré Ingres pendant son séjour romain.
- Les funérailles de Lope de Vega, Huile sur toile de 1853

Alexandre Desgoffe né à Paris le 2 mars 1805, mort dans la même ville le 27 juillet 1882, est un peintre entré en 1828, dans l'atelier d'Ingres. Peintre paysagiste, il est l'un des premiers à aller peindre le site de Barbizon, avant 1830.

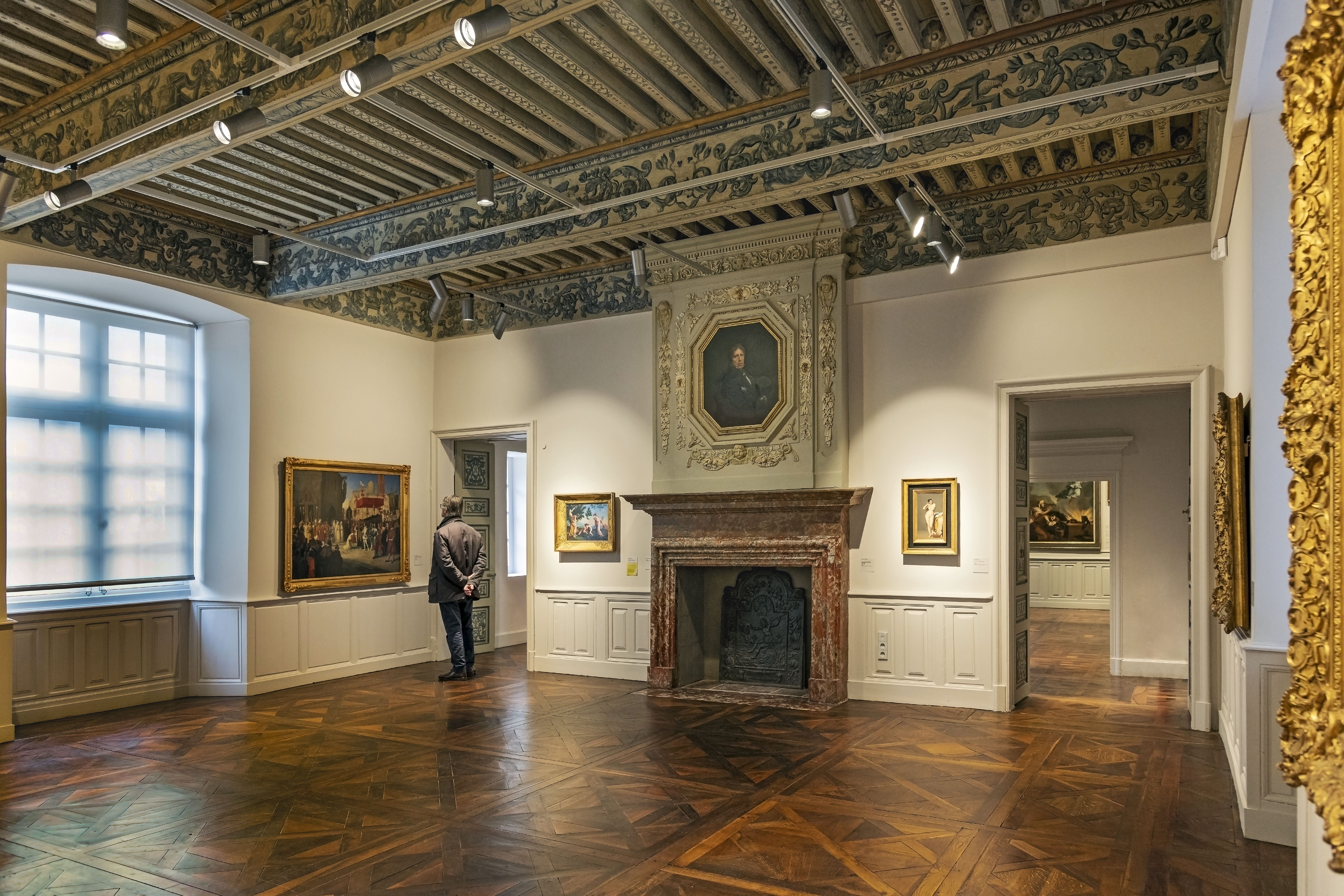
Salle : Les élèves d'Ingres
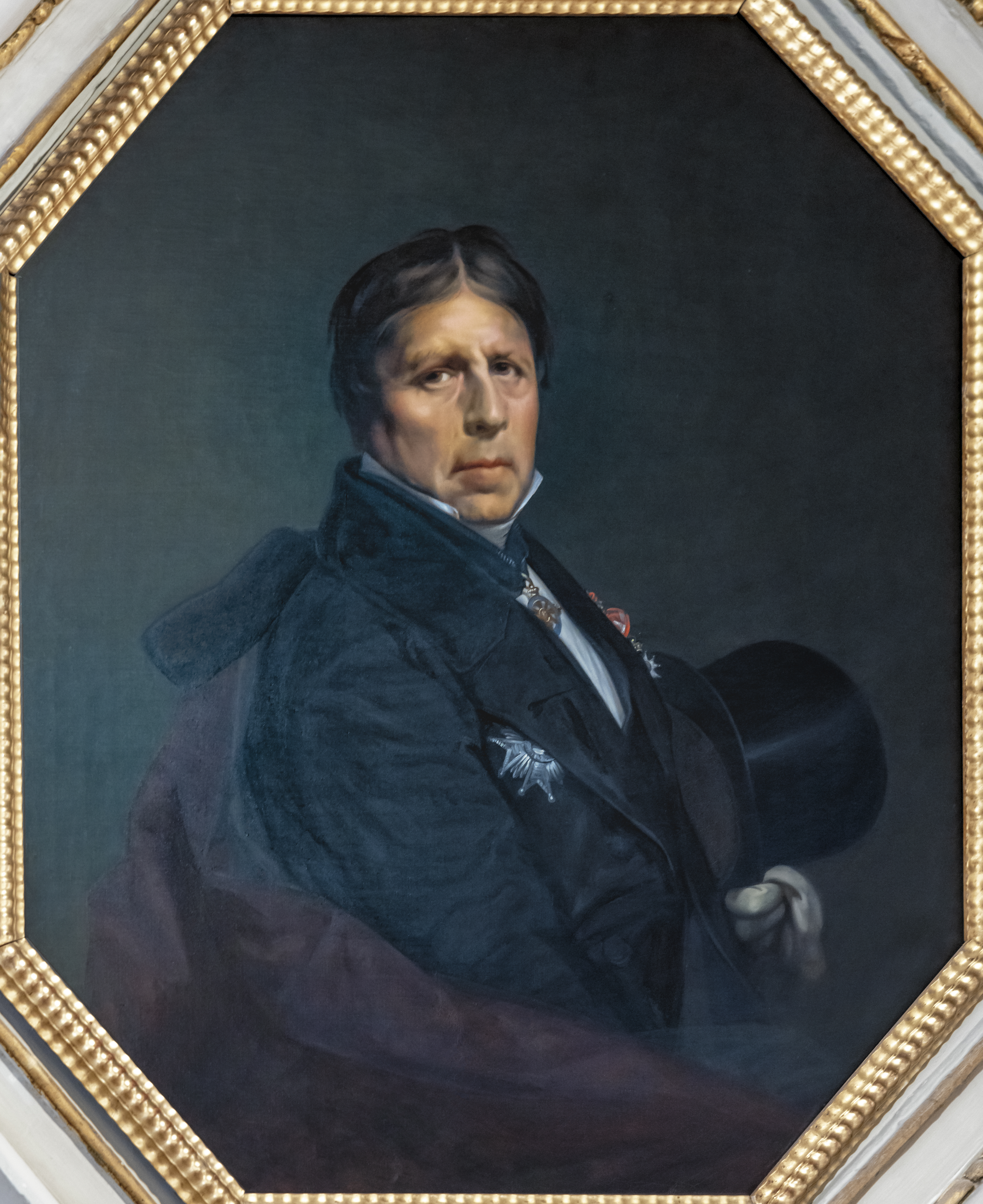
Portrait d'Ingres à l'âge de soixante-dix-neuf ans - Armand Cambon
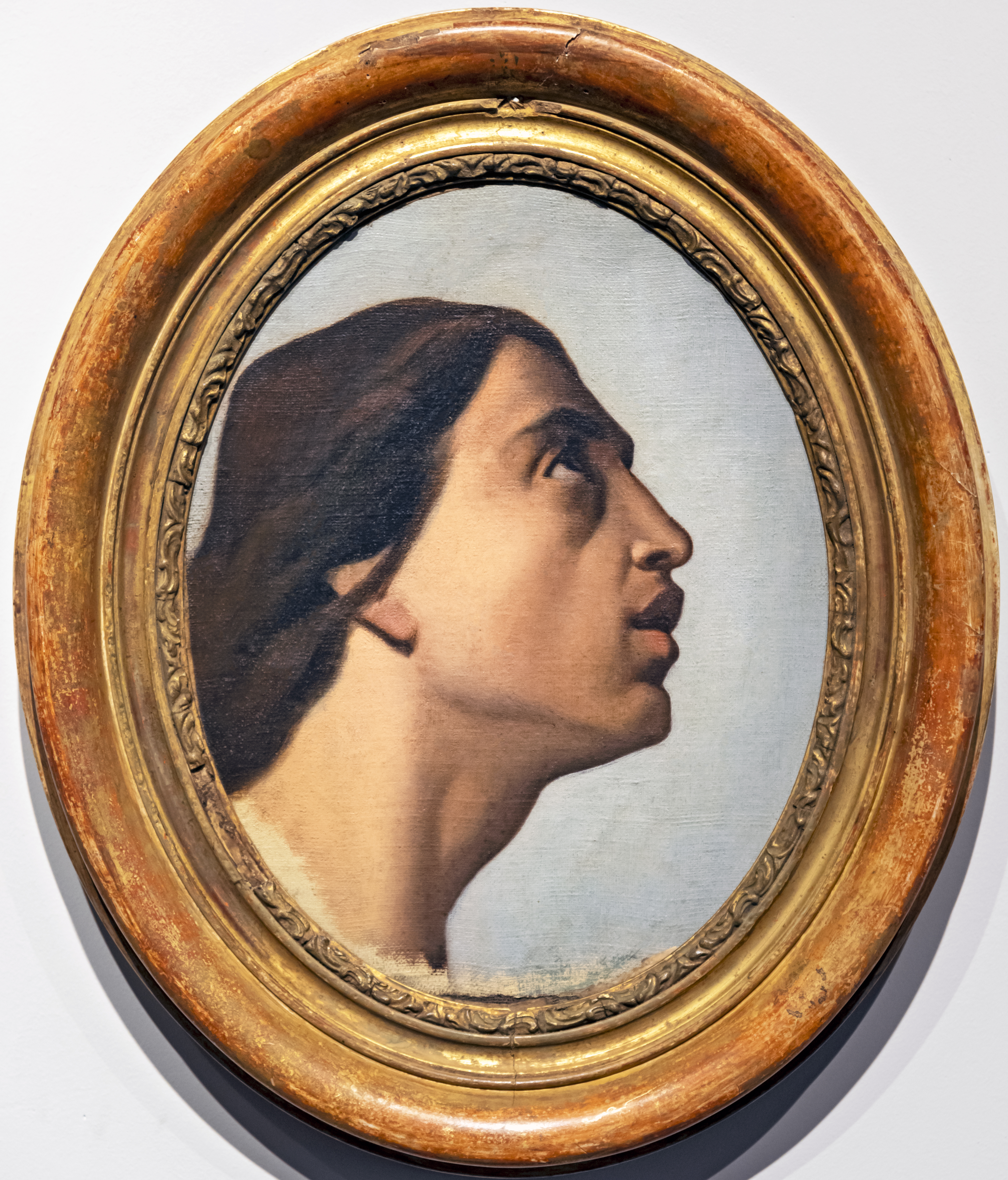
Tête de femme, 1848, Eugène Amaury-Duval
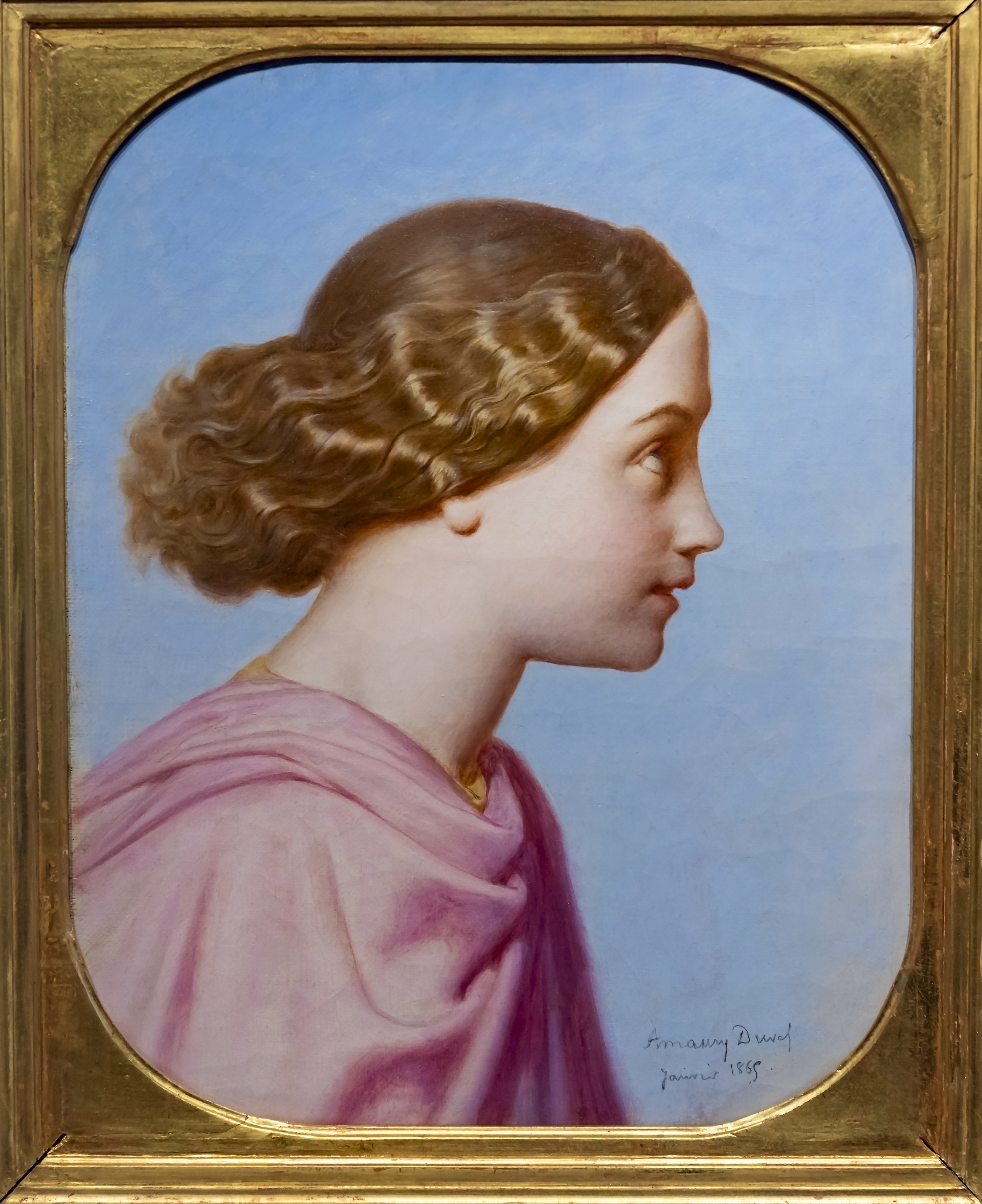
Tête d'ange, 1865, Eugène Amaury-Duval
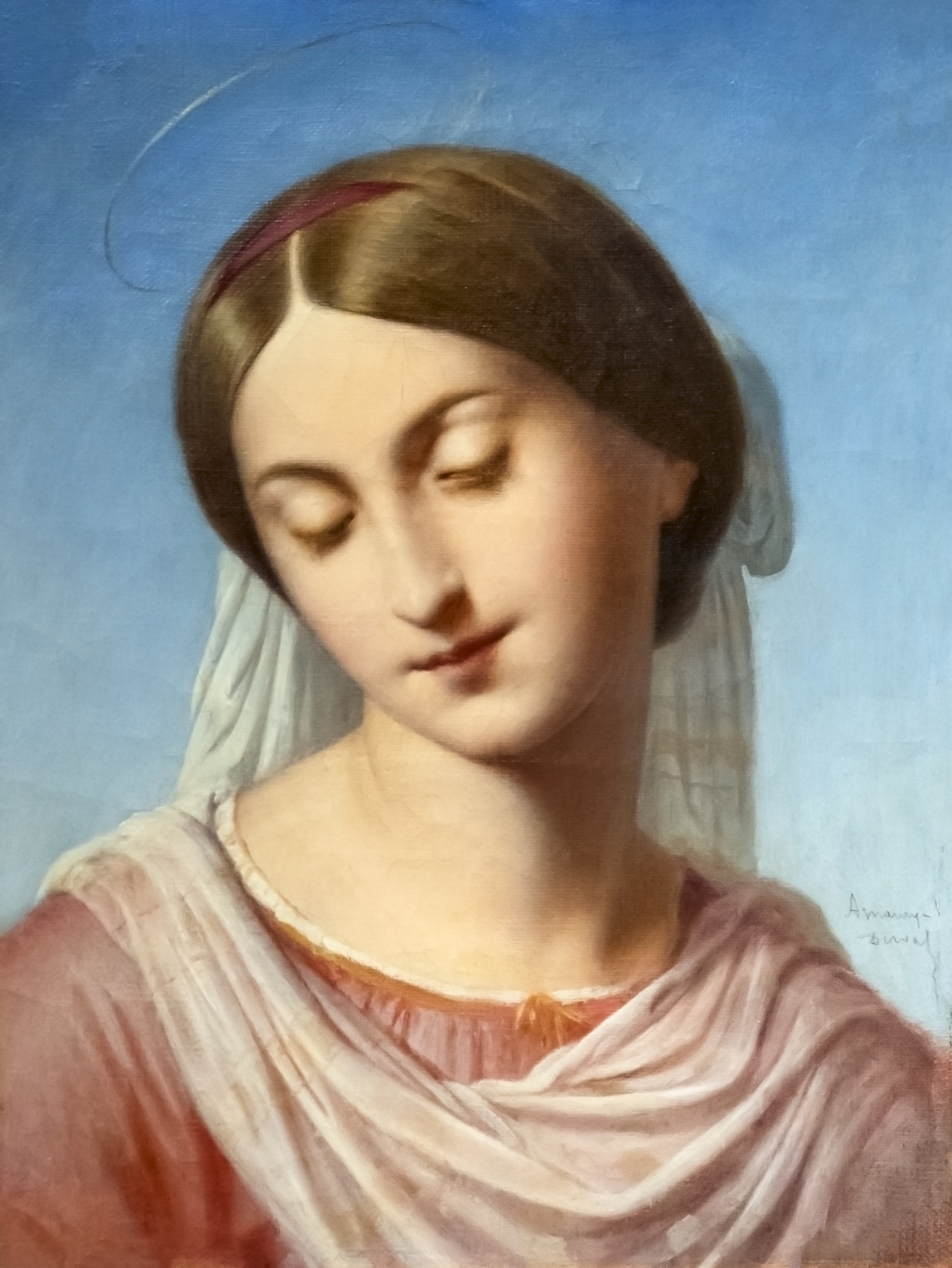
Tête de Vierge, 1865, Eugène Amaury-Duval
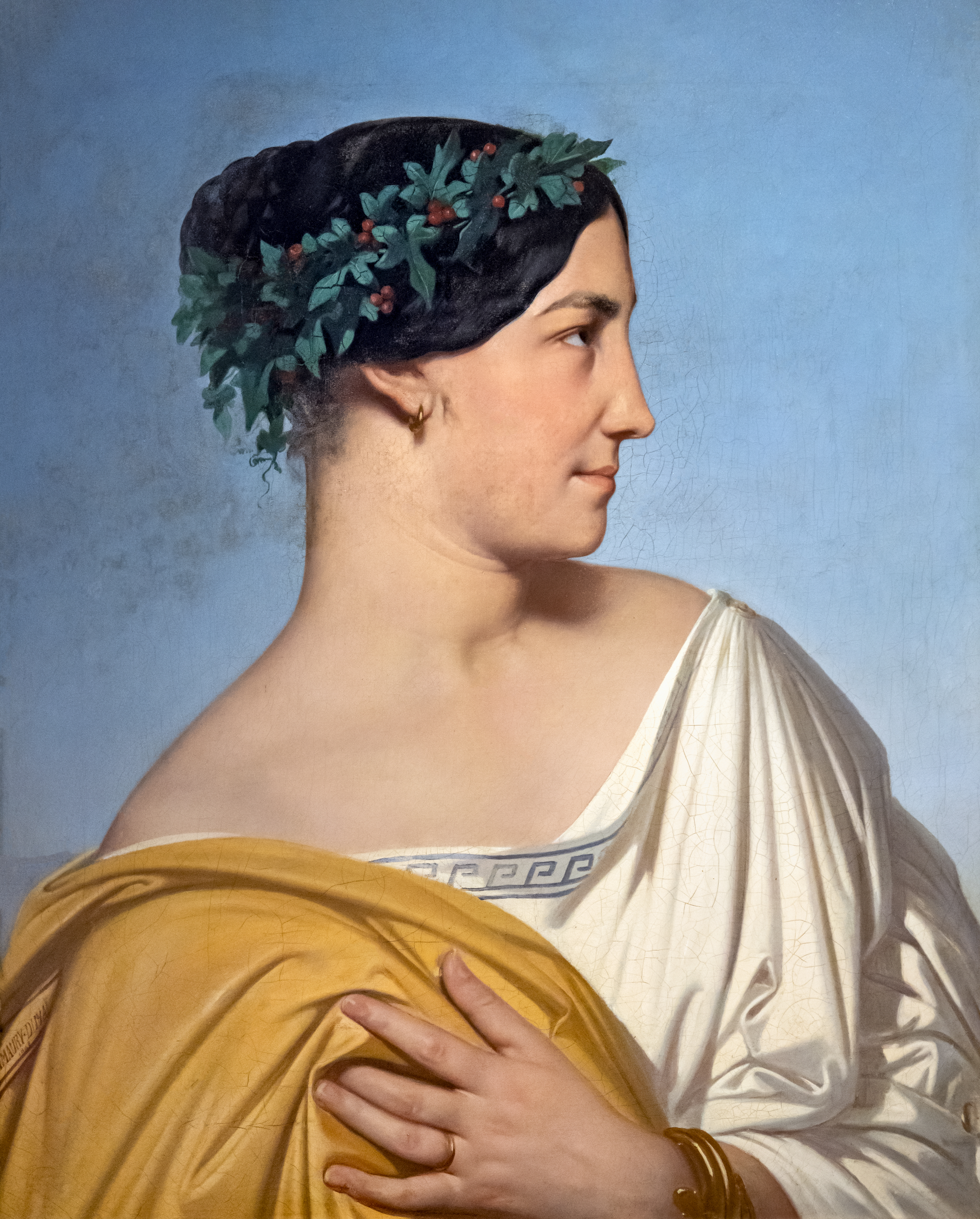
Tête de femme, Hippolyte Flandrin
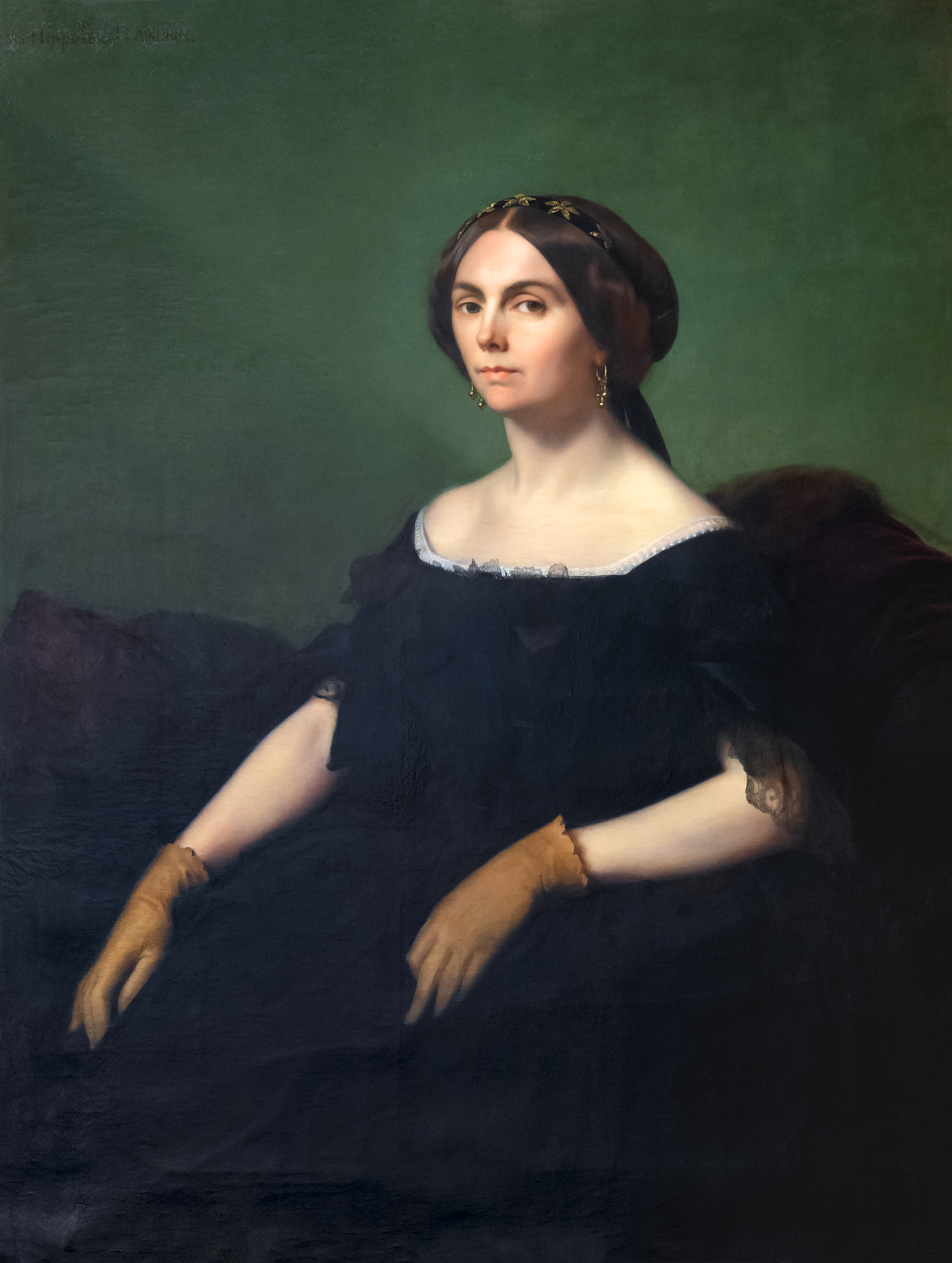
Portrait de la comtesse de Goyon, Hippolyte Flandrin
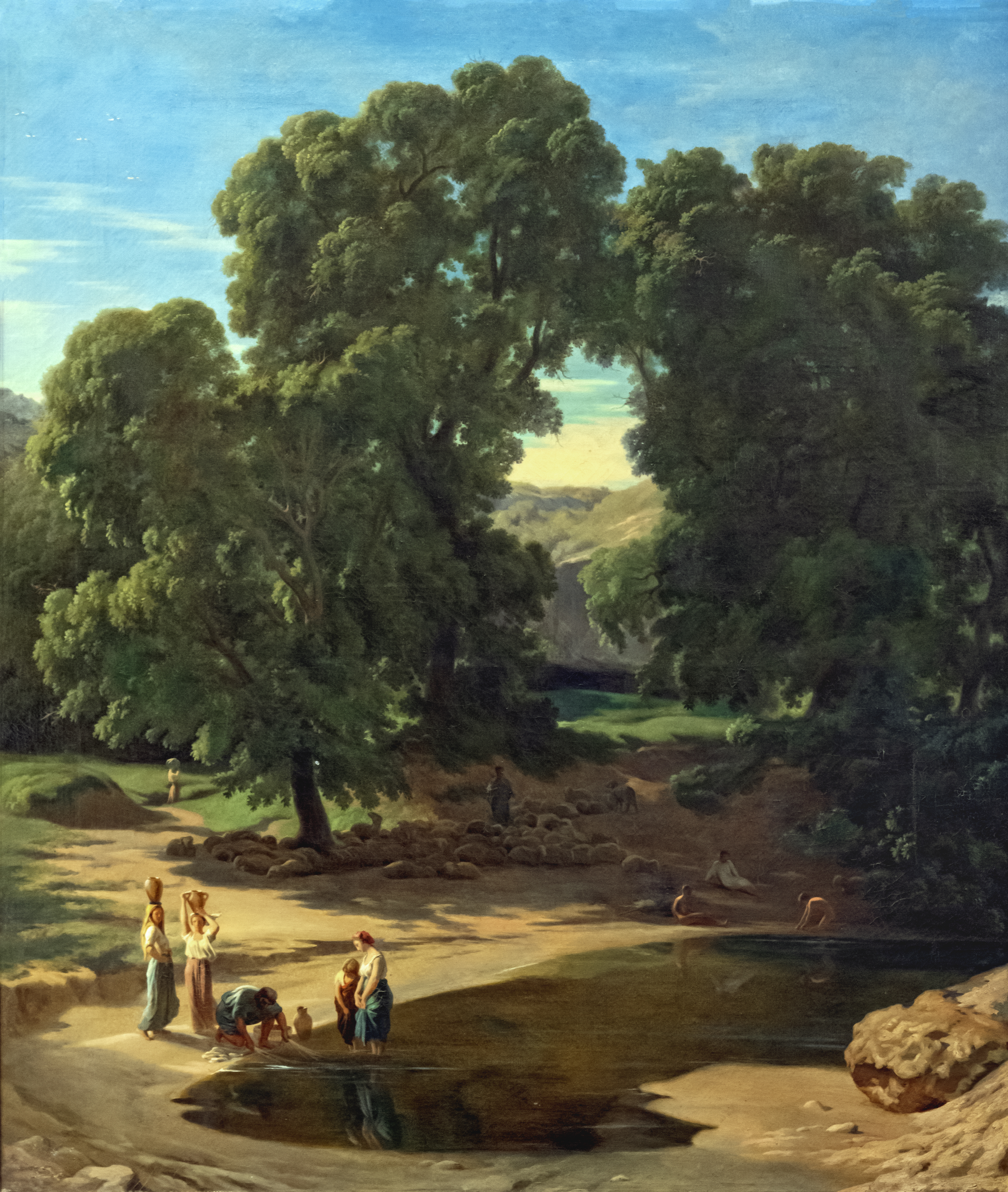
Les Bords du gardon, Paul Flandrin
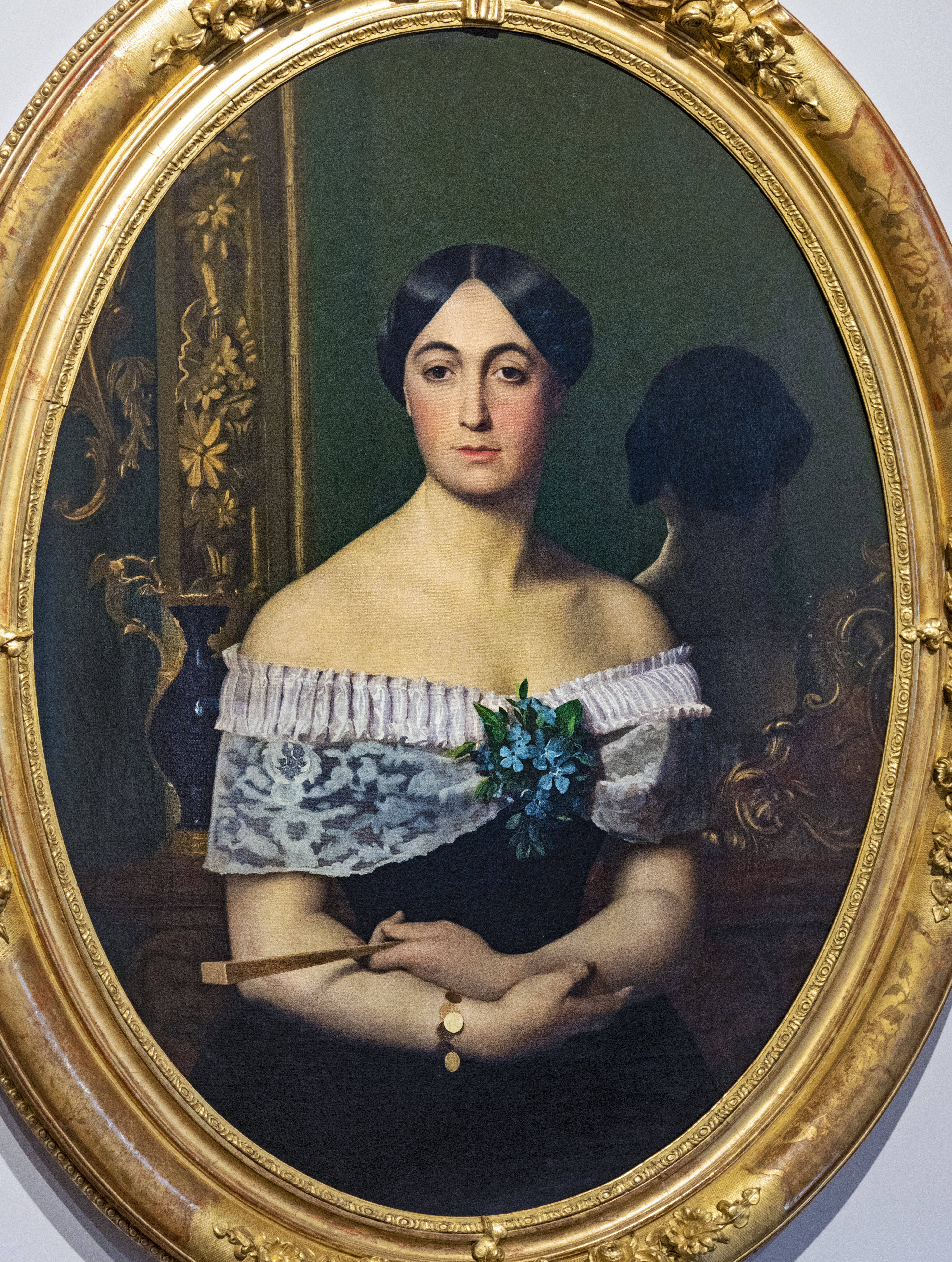
Portrait de femme, Jean-Léon Gérôme
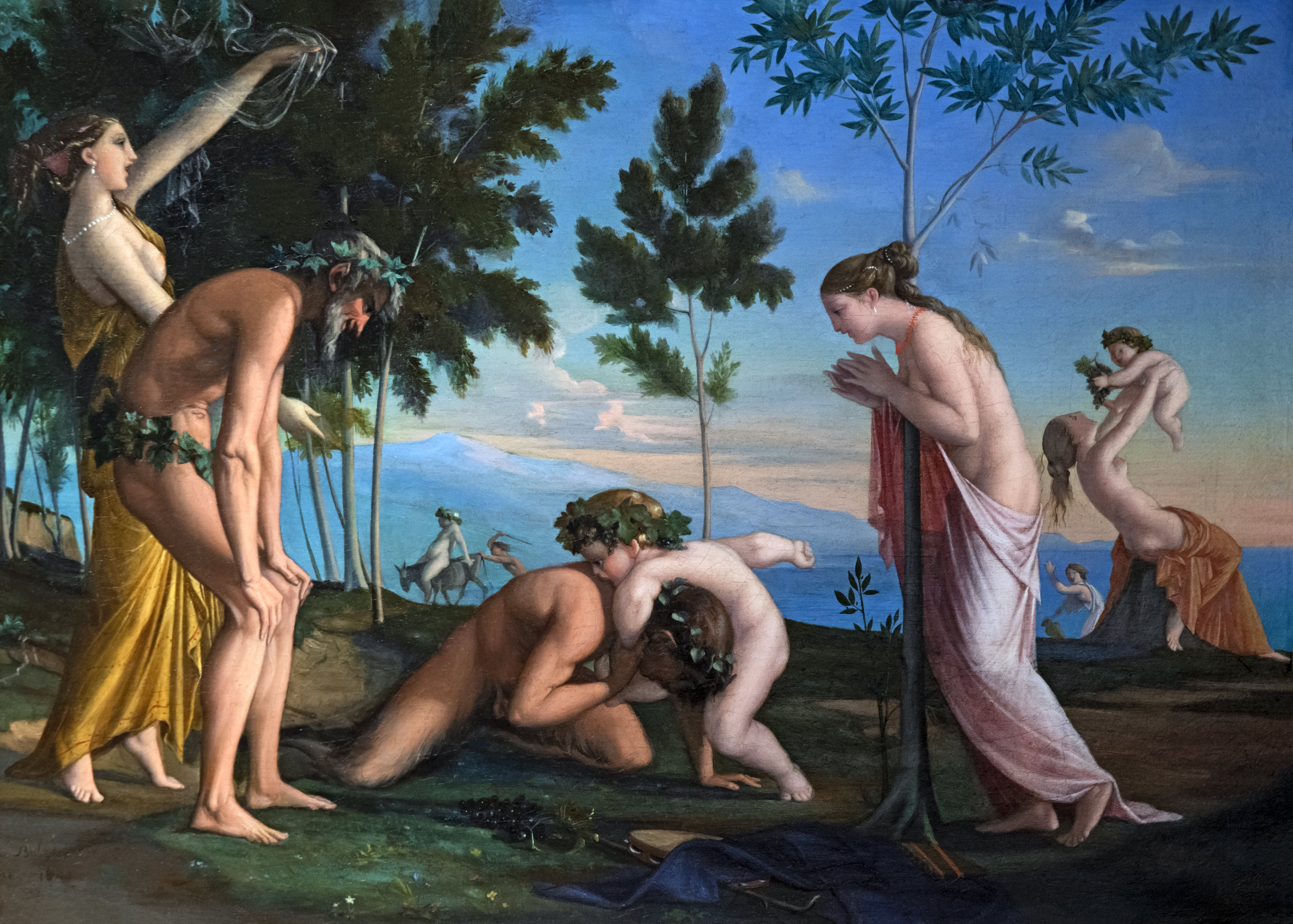
L'enfance de Bacchus, Raymond Balze
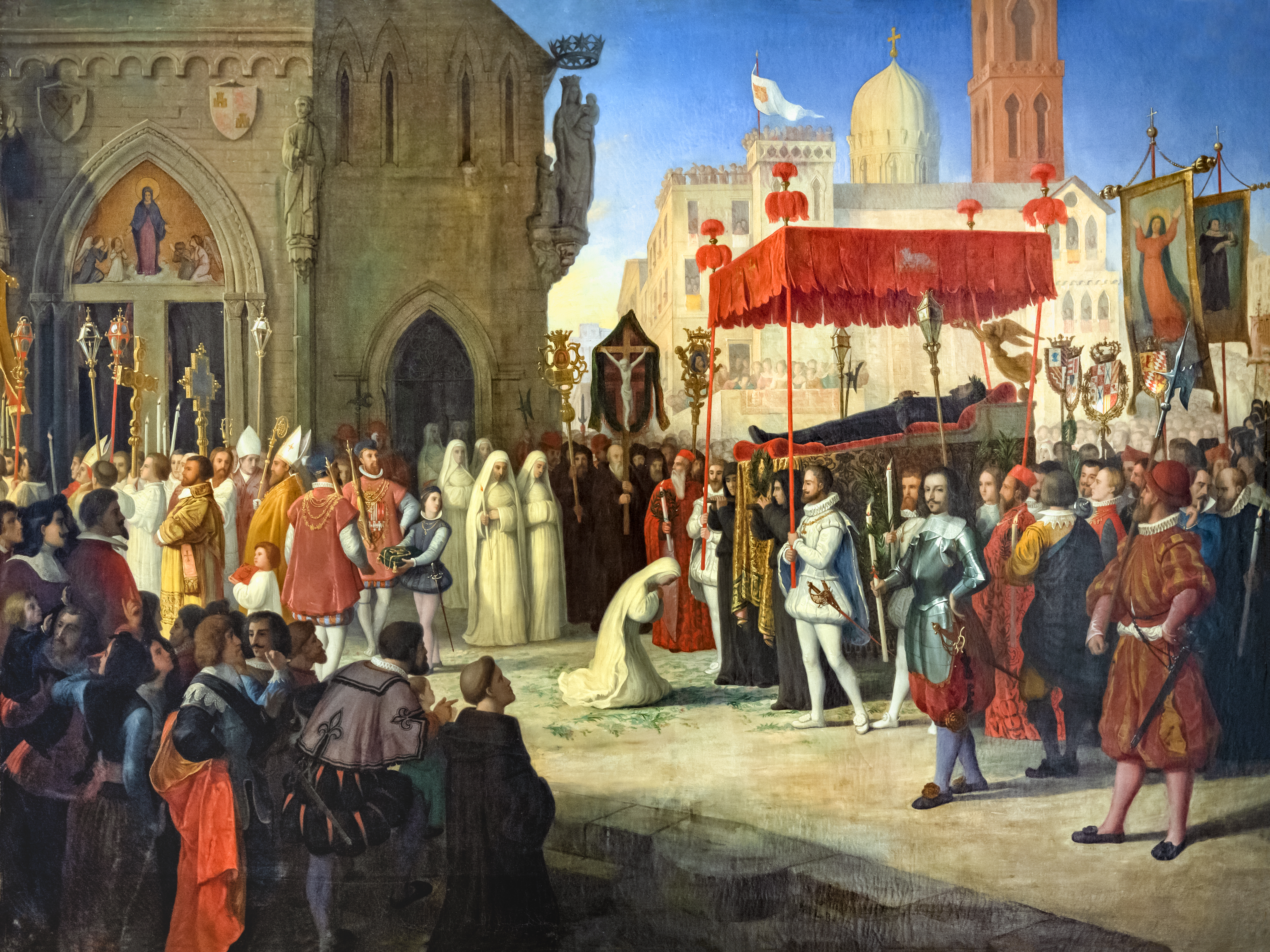
Les Funérailles de Lope de Vega, 1853 - Paul Balze
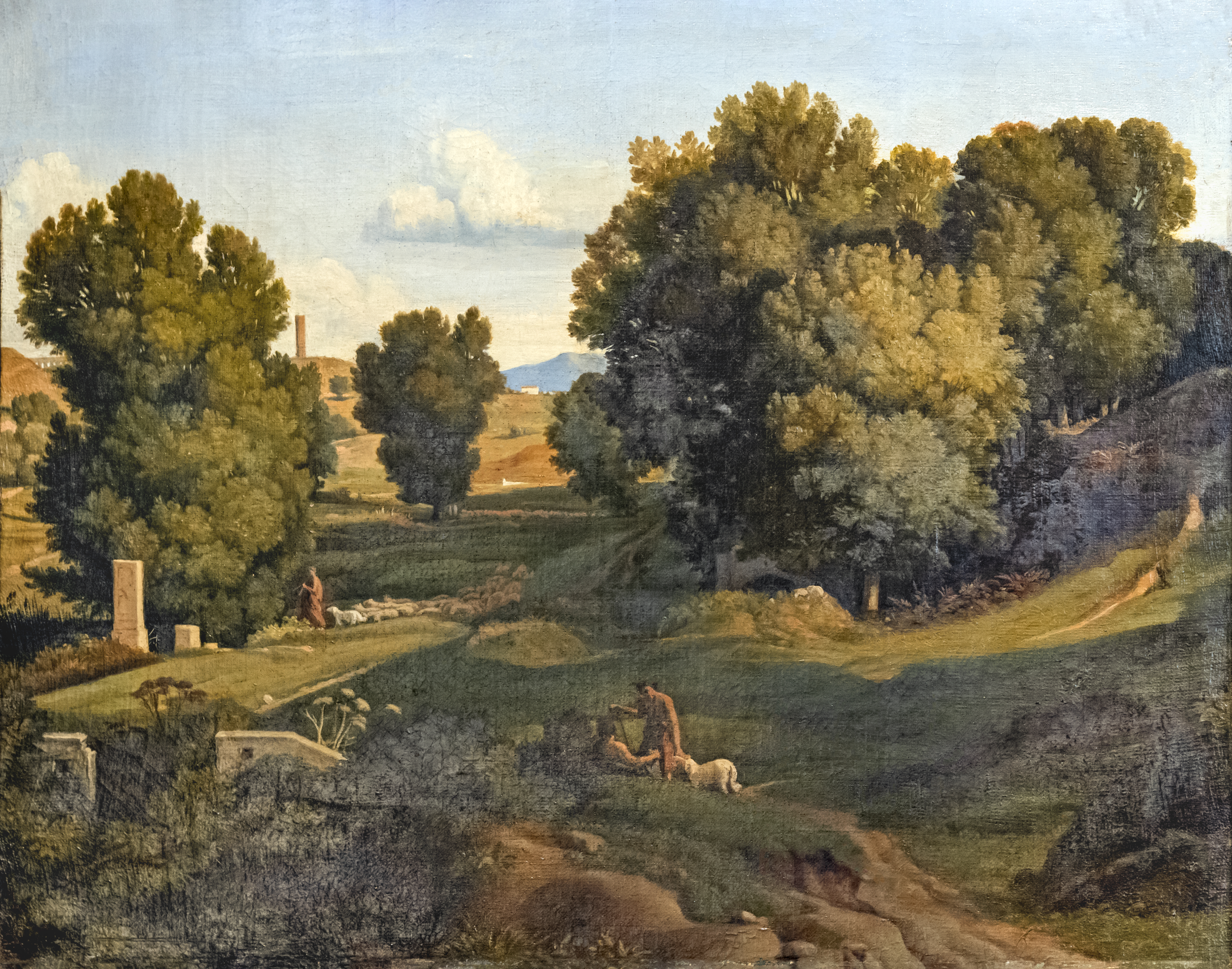
La Vallée de la nymphe Egérie, Huile sur toile de 1840 exposée la même année au salon de paris.
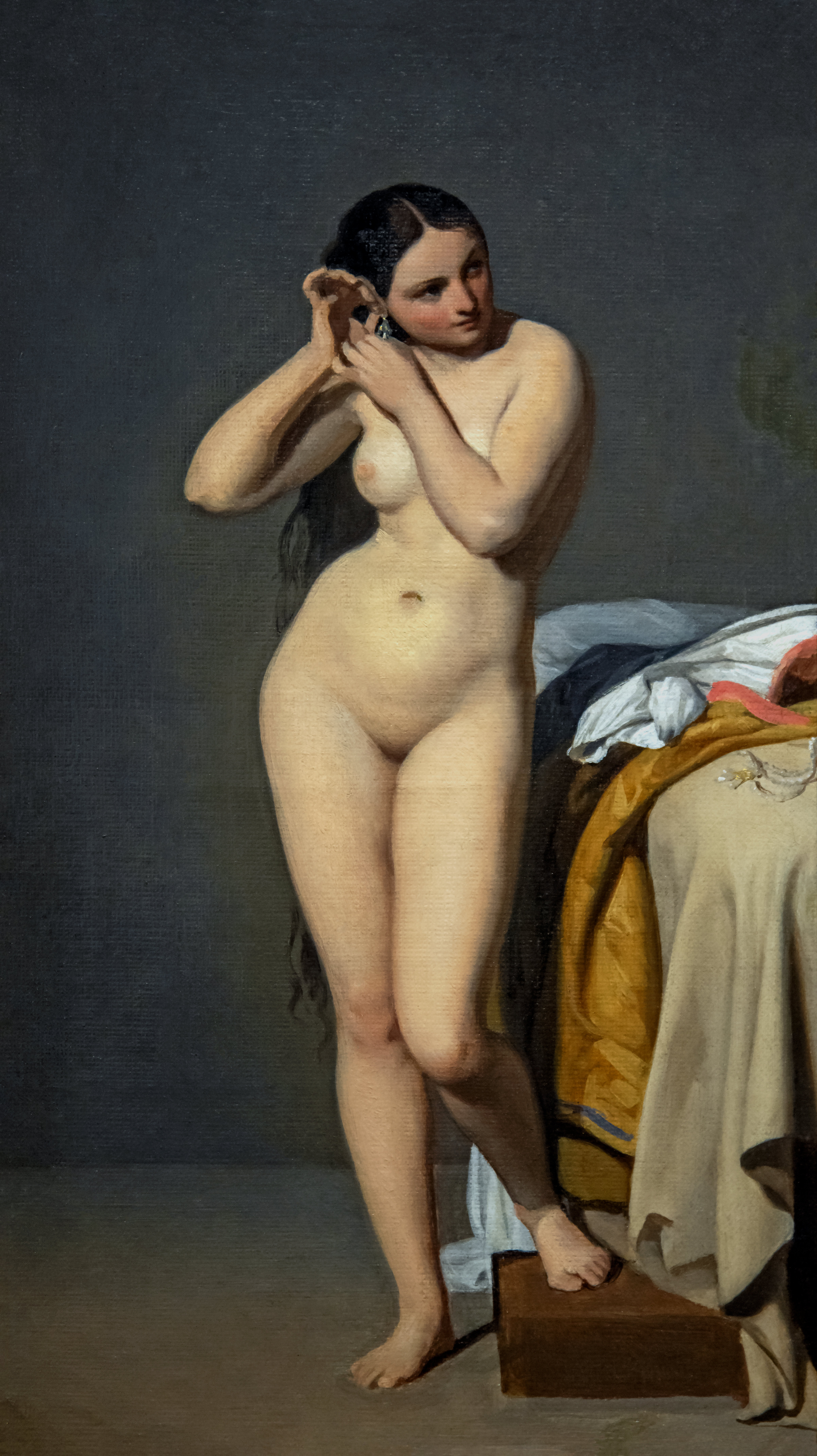
Nu à la console - Paul Jourdy

Paul Jourdy né le 17 décembre 1805 à Dijon et mort le 28 octobre 1856 à Paris est un peintre français, élève de Guillaume Guillon Lethière et de Jean-Auguste-Dominique Ingres. Paul Jourdy obtient le 2e prix de Rome en 1828 et le prix de Rome en 18341. Il expose des portraits et des peintures d'histoire au Salon de 1831 à 1853.
- Nu à la console, Huile sur toile.

#### La chambre de l'évêque
Cette salle précédée d'une antichambre est exclusivement réservée à Ingres et particulièrement à ses collections personnelles. La plupart des œuvres proviennent de son legs de 1867.
Pieter Pourbus né à Gouda en 1523 et mort à Bruges le 30 janvier 1584, était un peintre, dessinateur, ingénieur et cartographe flamand de la Renaissance flamande, actif à Bruges au XVIe siècle ; très connu pour ses portraits.
- Portrait d'homme huile sur toile daté de 1567.

Vittore Carpaccio né vers 1465 à Venise (Italie) et mort en 1525 ou 1526 à Capo d'Istria, de son vrai nom Scarpazza ou Scarpaccia, est un peintre italien narratif de l'école vénitienne, émule de Gentile Bellini et de Lazzaro Bastiani.
- Adoration des bergers, huile sur toile avant 1526.

Roelandt Savery né à Courtrai en 1576 et enterré le 25 février 1639 à Utrecht, est un peintre flamand de la Renaissance. Il est l'un des premiers artistes à avoir figuré le « portrait » d'un animal isolé et semble bien être le créateur des bouquets comme genre de peinture en 1603.
- Orphée charmant les animaux

Jean Ranc né à Montpellier le 28 janvier 1674 et mort à Madrid le 1er juillet 1735, est un peintre français, principalement portraitiste de la cour d'Espagne; il laisse aussi quelques tableaux animaliers.
- Un chien de grand seigneur. Les portraits d'animaux de compagnie ont eu un grand succès aux XVIIIe siècle, certains peintres en ont fait une spécialité.

Auteurs anonymes
- La famille de Ferdinand II, grand-duc de Toscane (1622-1623), huile sur toile où l'on reconnait les membres de la famille Médicis; De gauche à droite : Mattias, Gian Carlo, Francesco et le grand-duc Ferdinand II avec la croix de saint Étienne; la duchesse-mère Marie-Antoinette d'Autriche, Marie-Christine, Marguerite, Anne et le jeune Léopold.
- Anciennement attribué à Nicolas Poussin: il semble que ce tableau soit une copie de La Solitude datant de 1650, probablement de Dughet ou de Millet[33].

Claude Lefèbvre  baptisé le 12 septembre 1632 à Fontainebleau et mort le 25 avril 1675 à Paris, est un peintre et graveur français, connu pour ses portraits.
- Portrait d'homme, le sujet a longtemps été considéré comme un portait de Molière sur l'argument d'une note manuscrite au dos du tableau. Il a été exposé à l'Exposition universelle 1878 Paris : Des Portraits nationaux, Palais du Trocadéro (no 42) [34].

Jean Lemaire (Dammartin-en-Goële, 1598 - Gaillon, 1659) est un peintre français du XVIIe siècle, spécialiste du paysage archéologique.
- Paysage avec ruines antiques.

Eustache Le Sueur né à Paris le 19 novembre 1616 et mort à Paris le 30 avril 1655, est un peintre et dessinateur français de style baroque, considéré comme l'un des fondateurs de la peinture française classique.

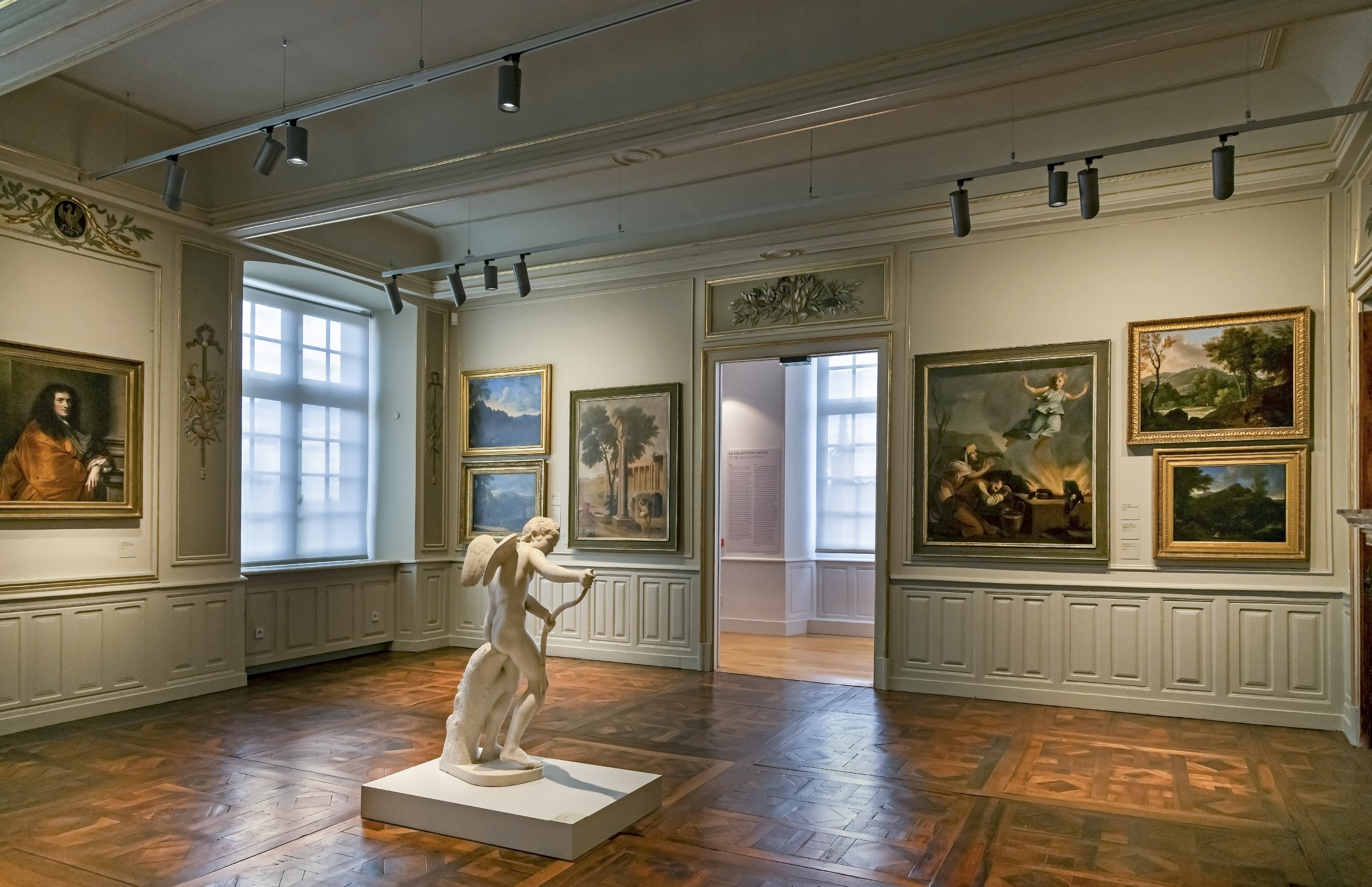
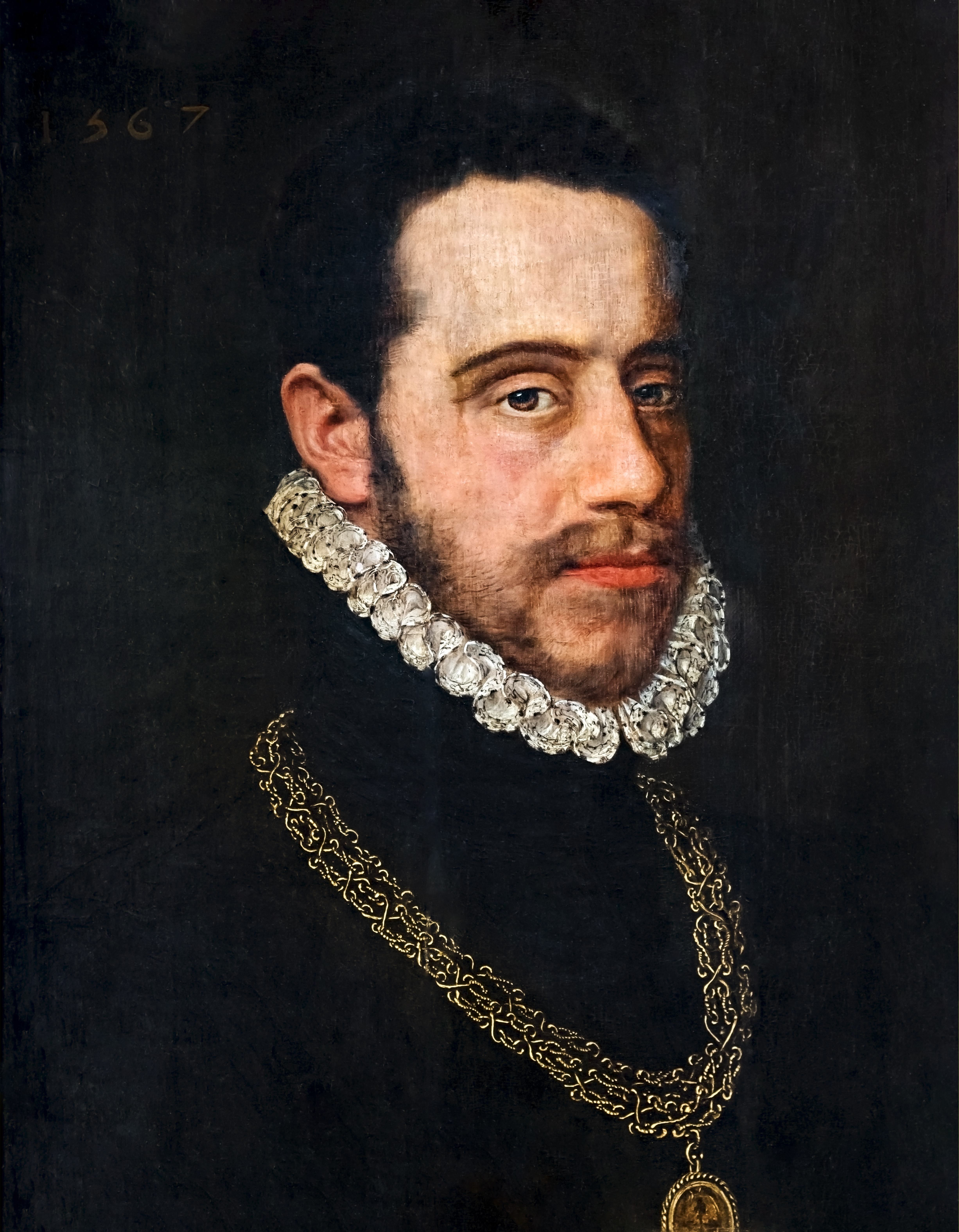
Portrait d'homme, 1567 Pieter Pourbus
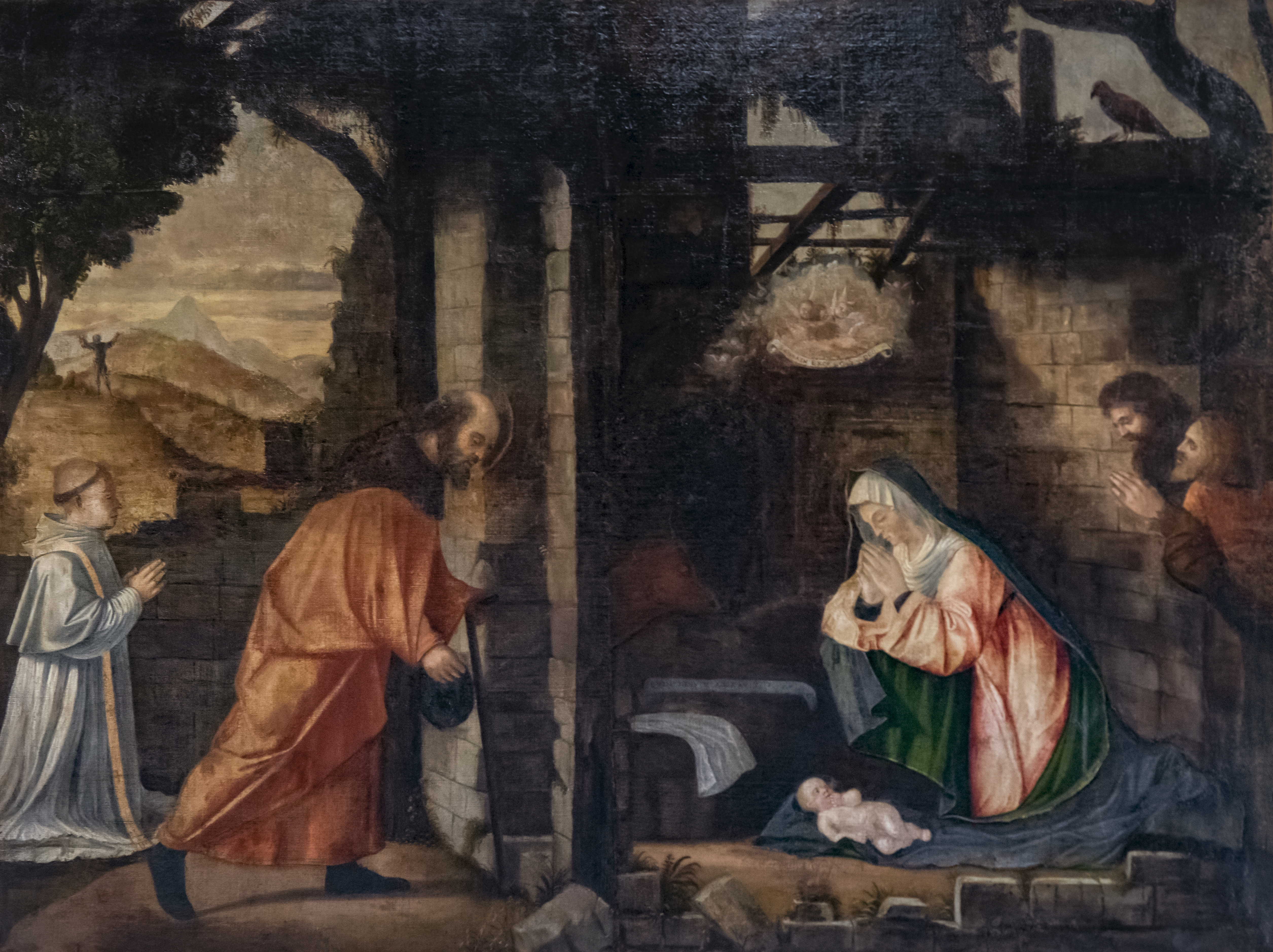
Adoration des bergers, Vittore Carpaccio
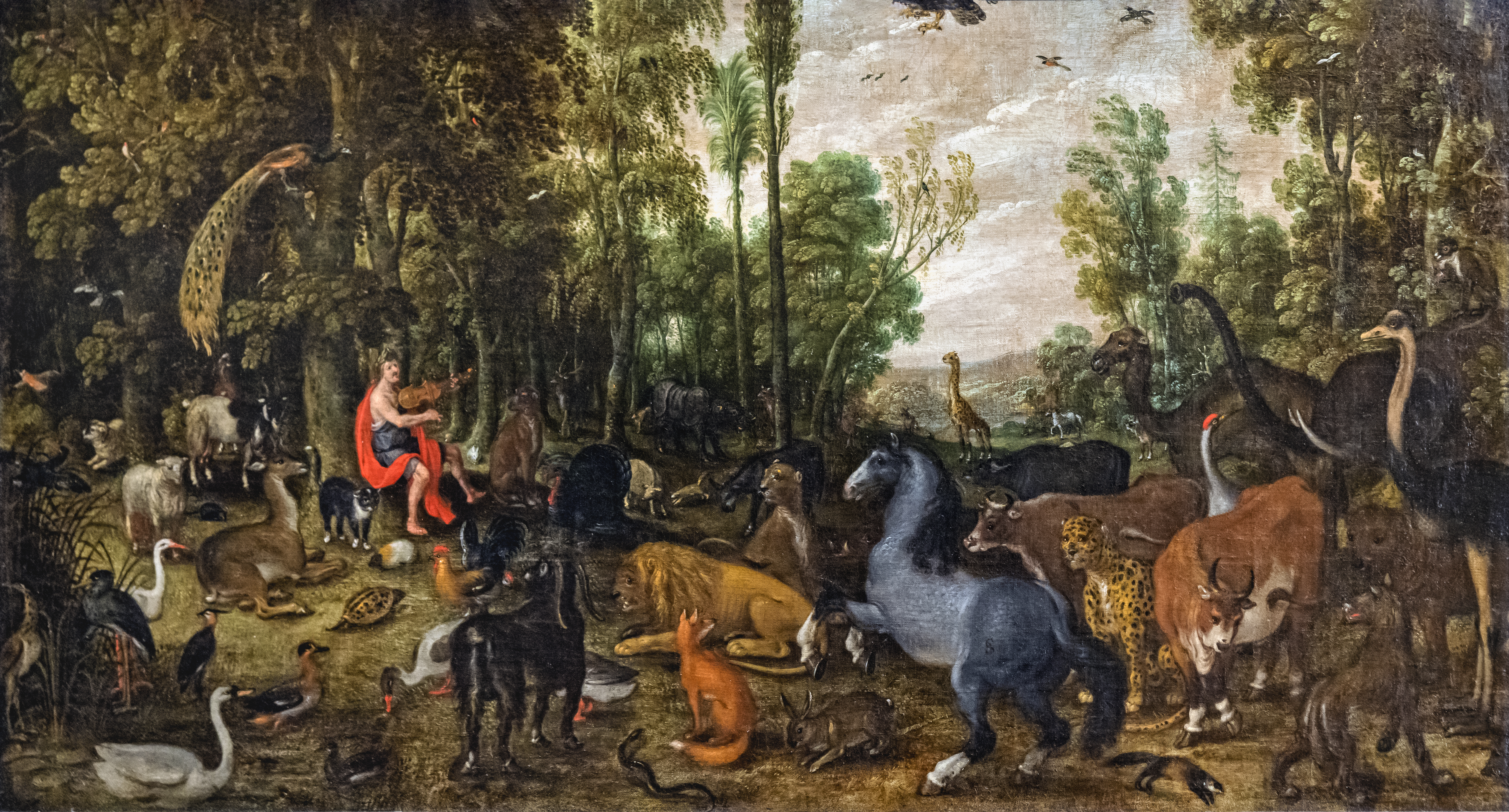
Orphée charmant les animaux, Roelandt Savery
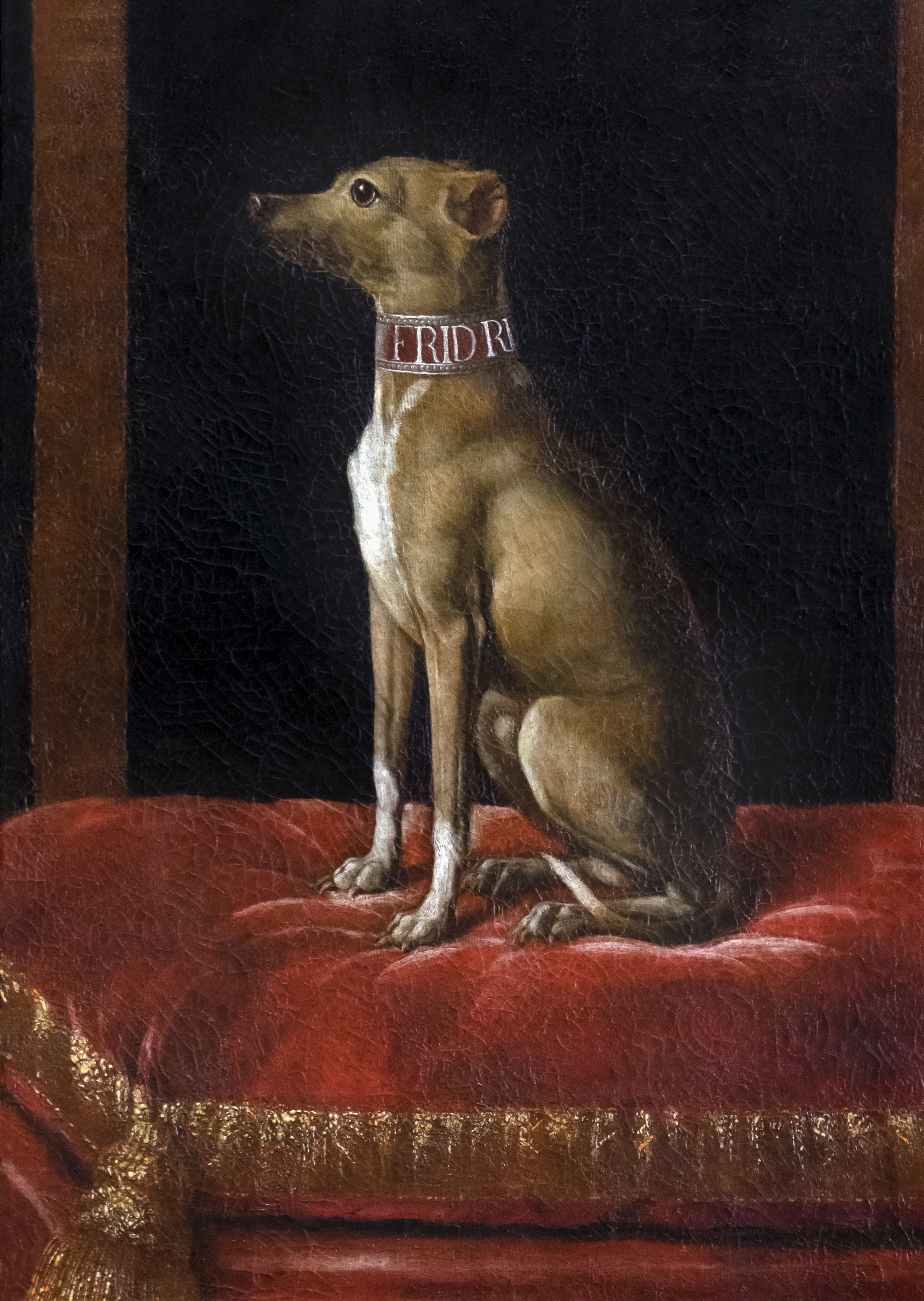
Un chien de grand seigneur - Jean Ranc
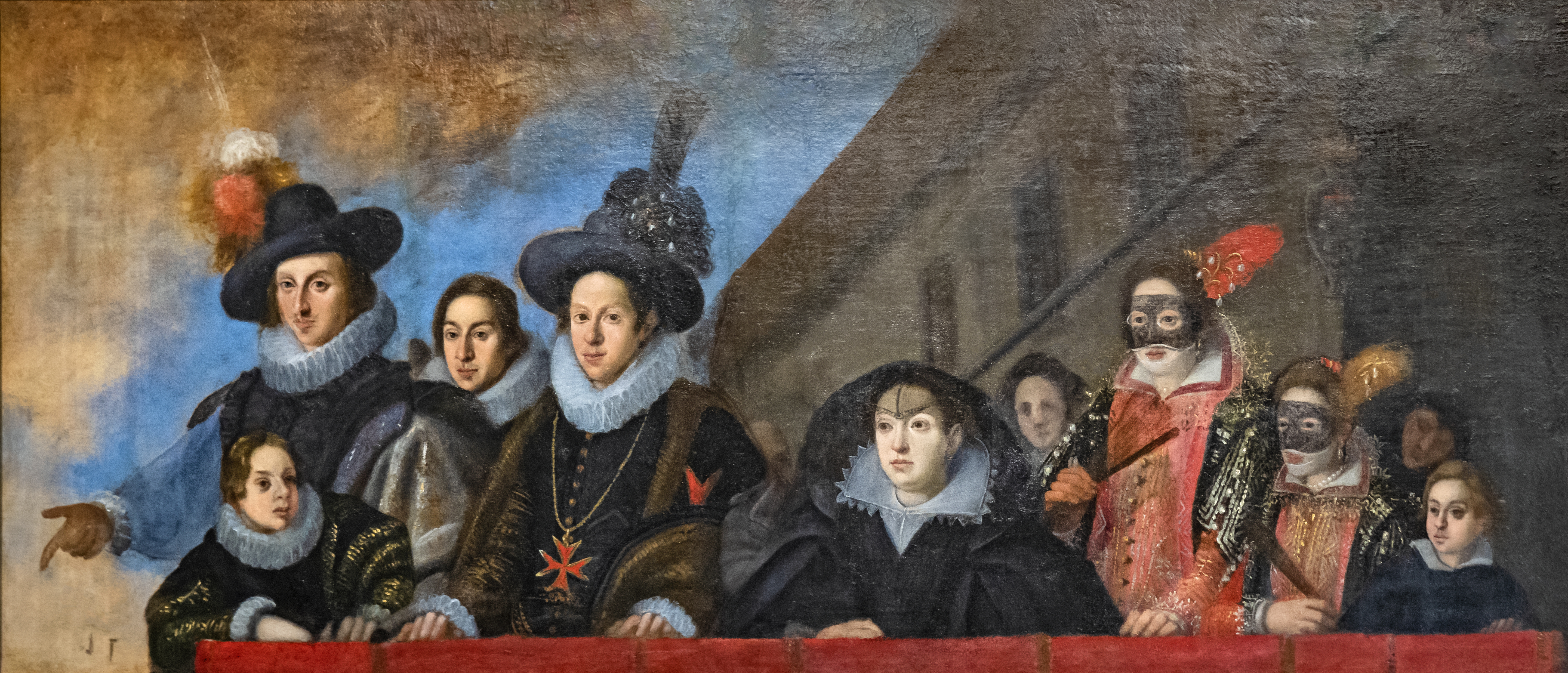
La famille de Ferdinand II, grand-duc de Toscane (1622-1623)
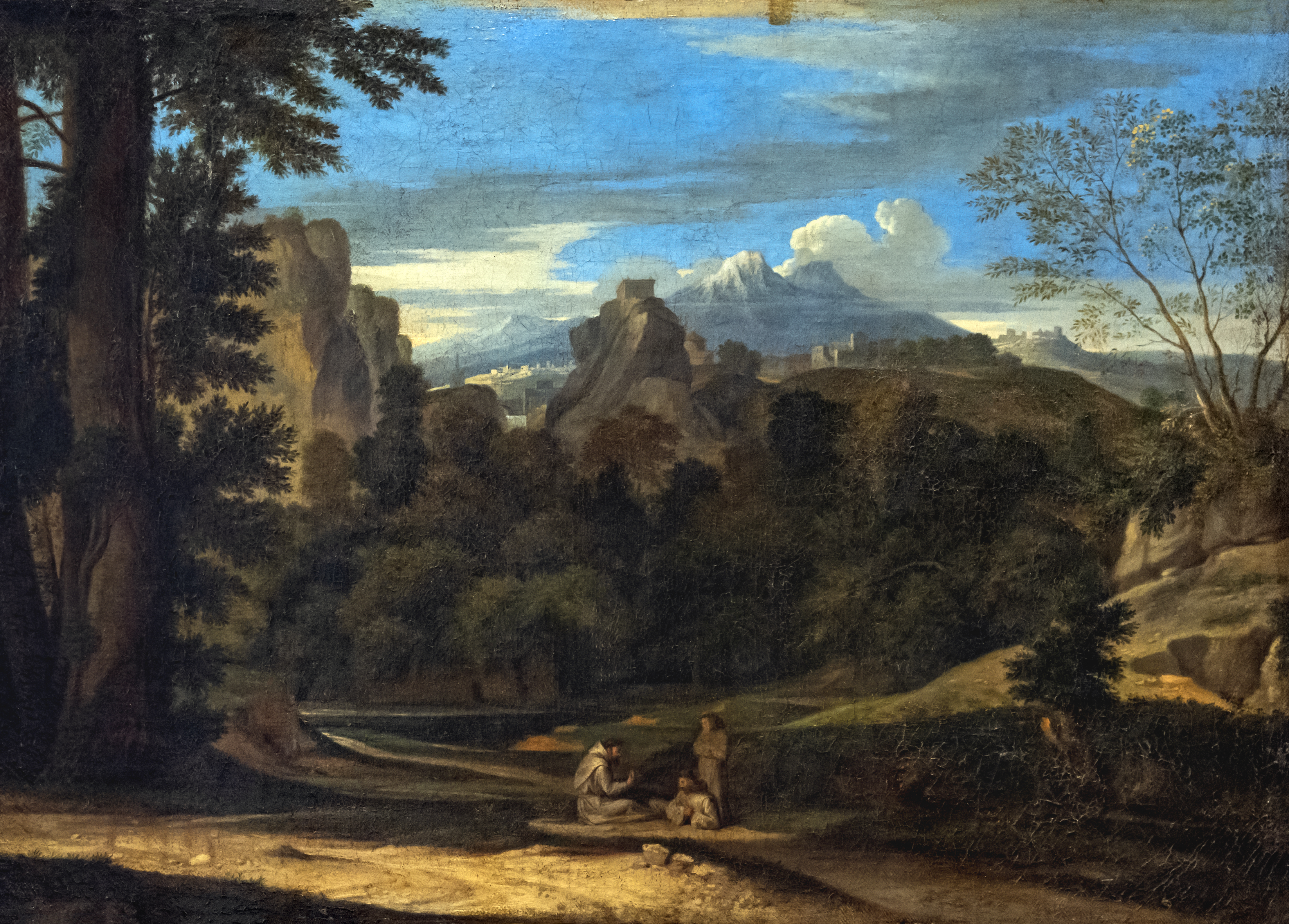
Paysage aux trois moines
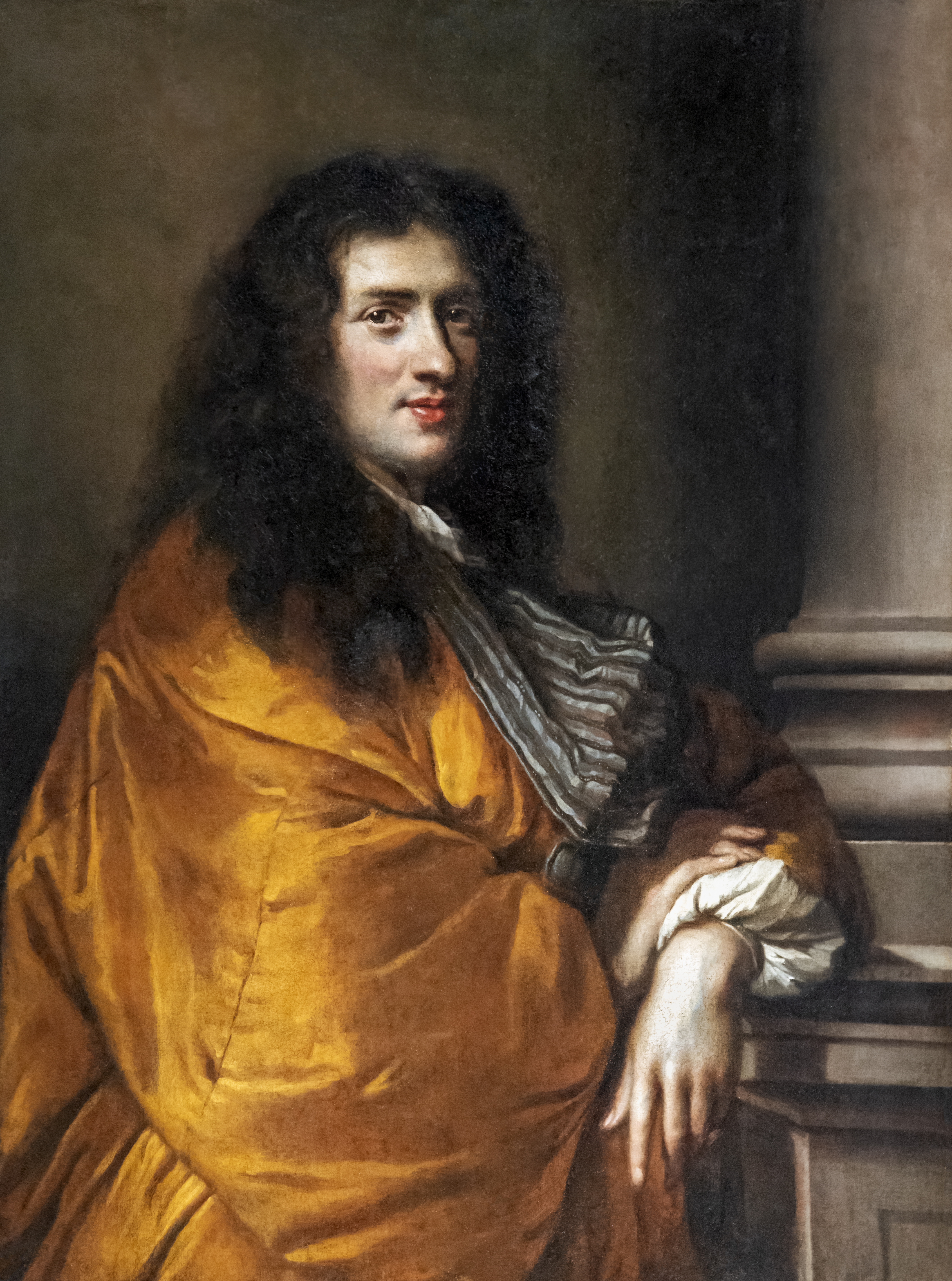
Portrait d'homme, Claude Lefèbvre
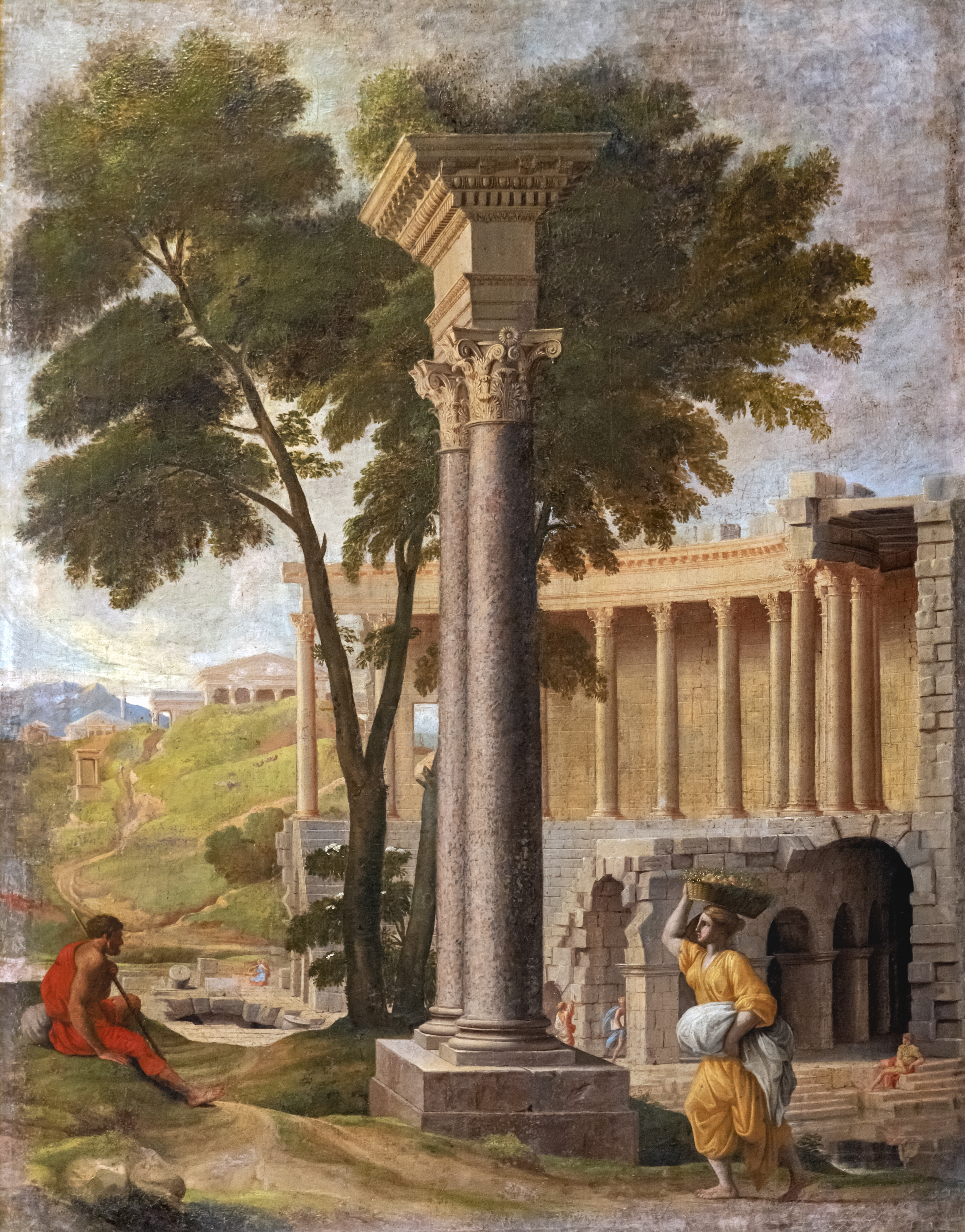
Paysage avec ruines antiques - Jean Lemaire
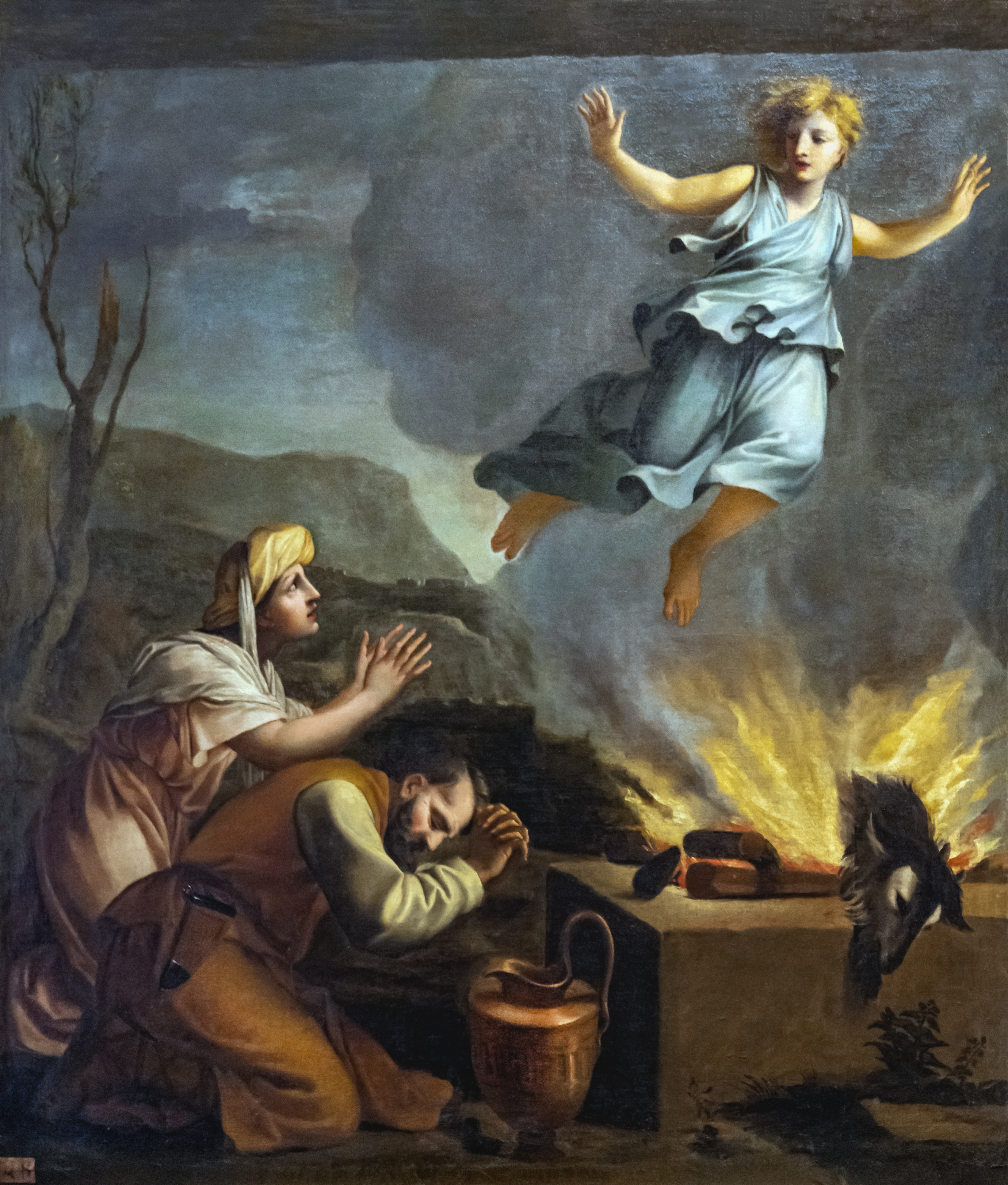
Le Sacrifice de Manué. Il existe trois versions de cette œuvre par Le Sueur, la plus connue étant celle du Musée des Augustins de Toulouse.
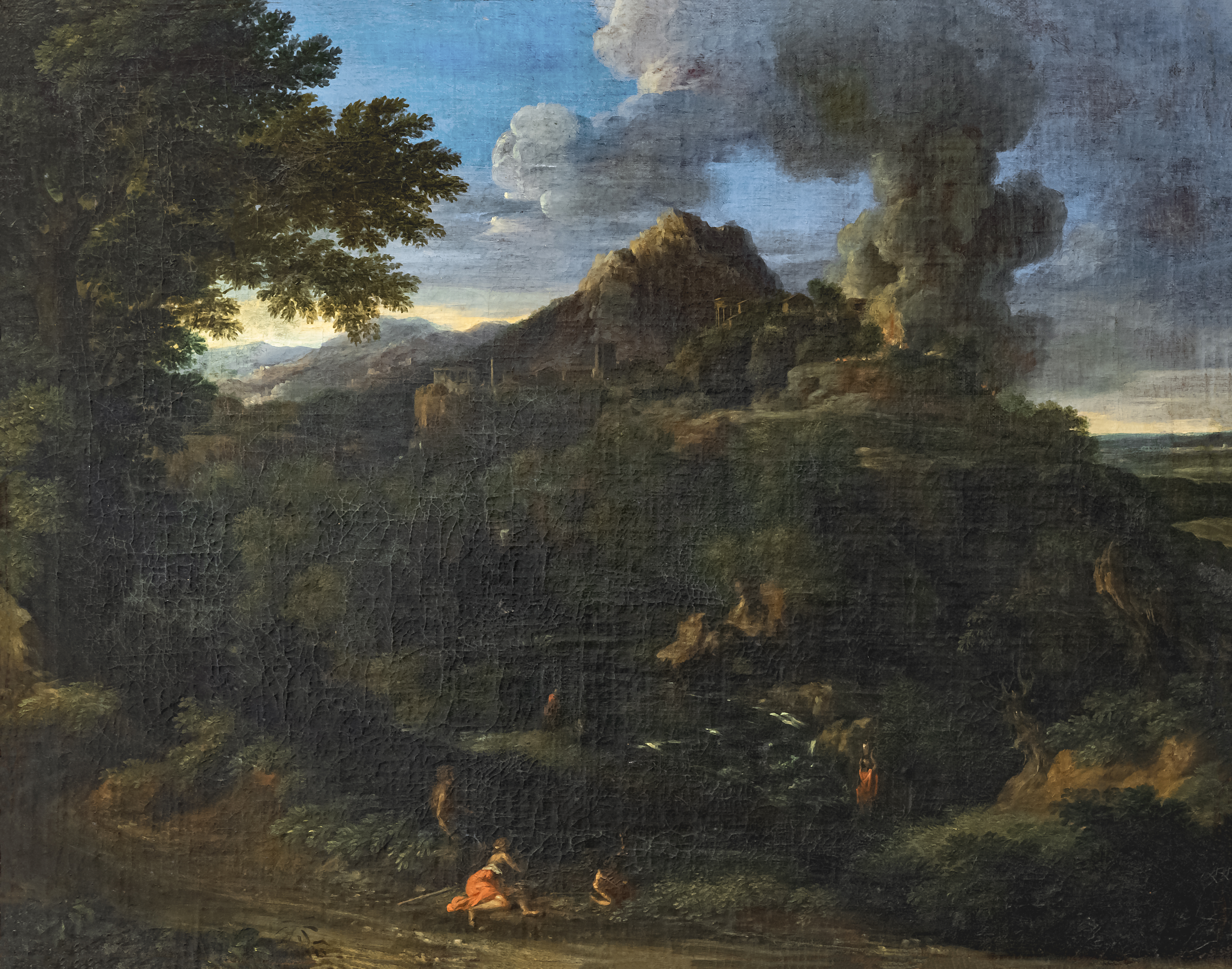
Incendie de Tivoli - Gaspard Dughet
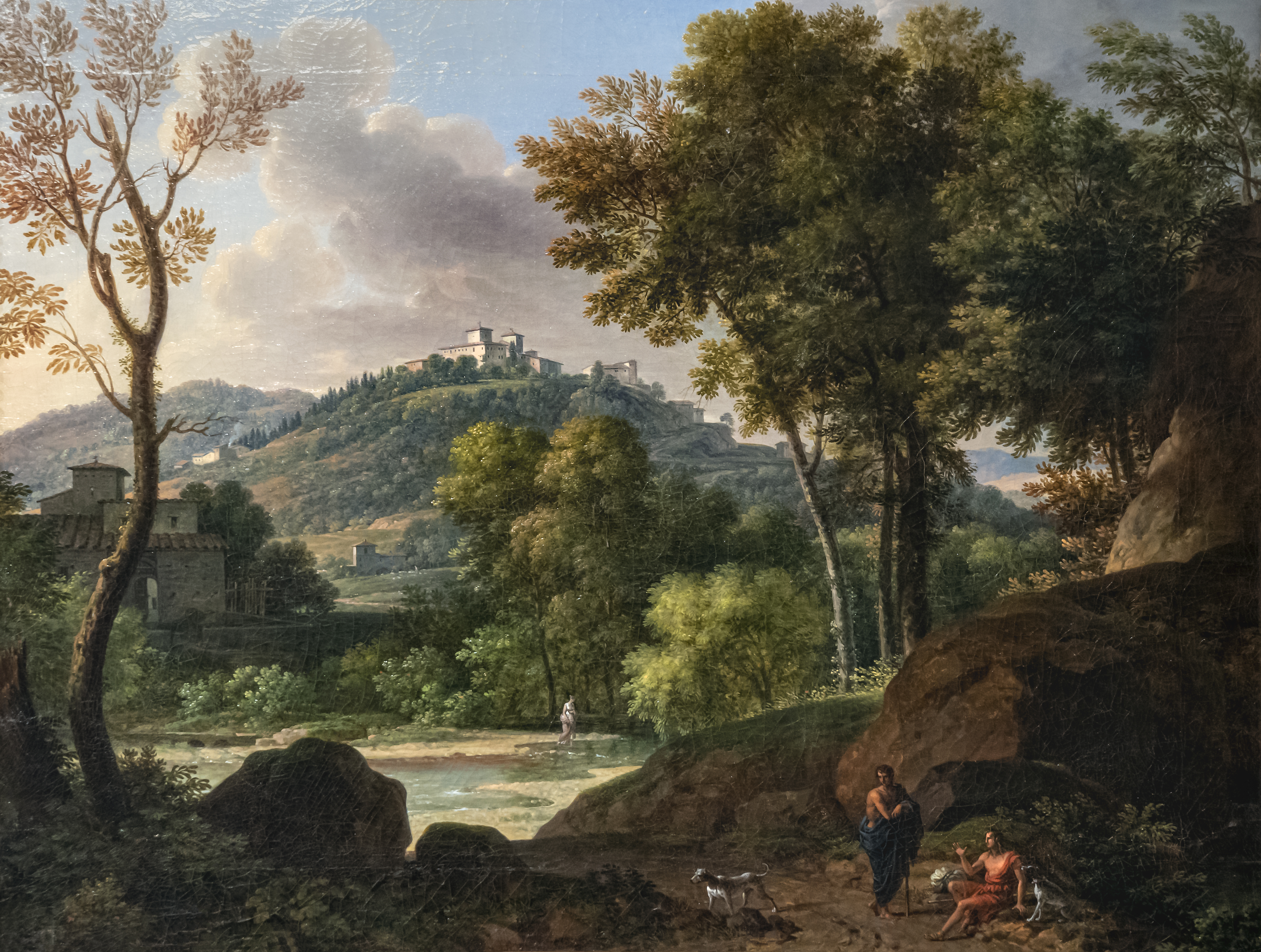
Vue des environs de Florence - François-Xavier Fabre
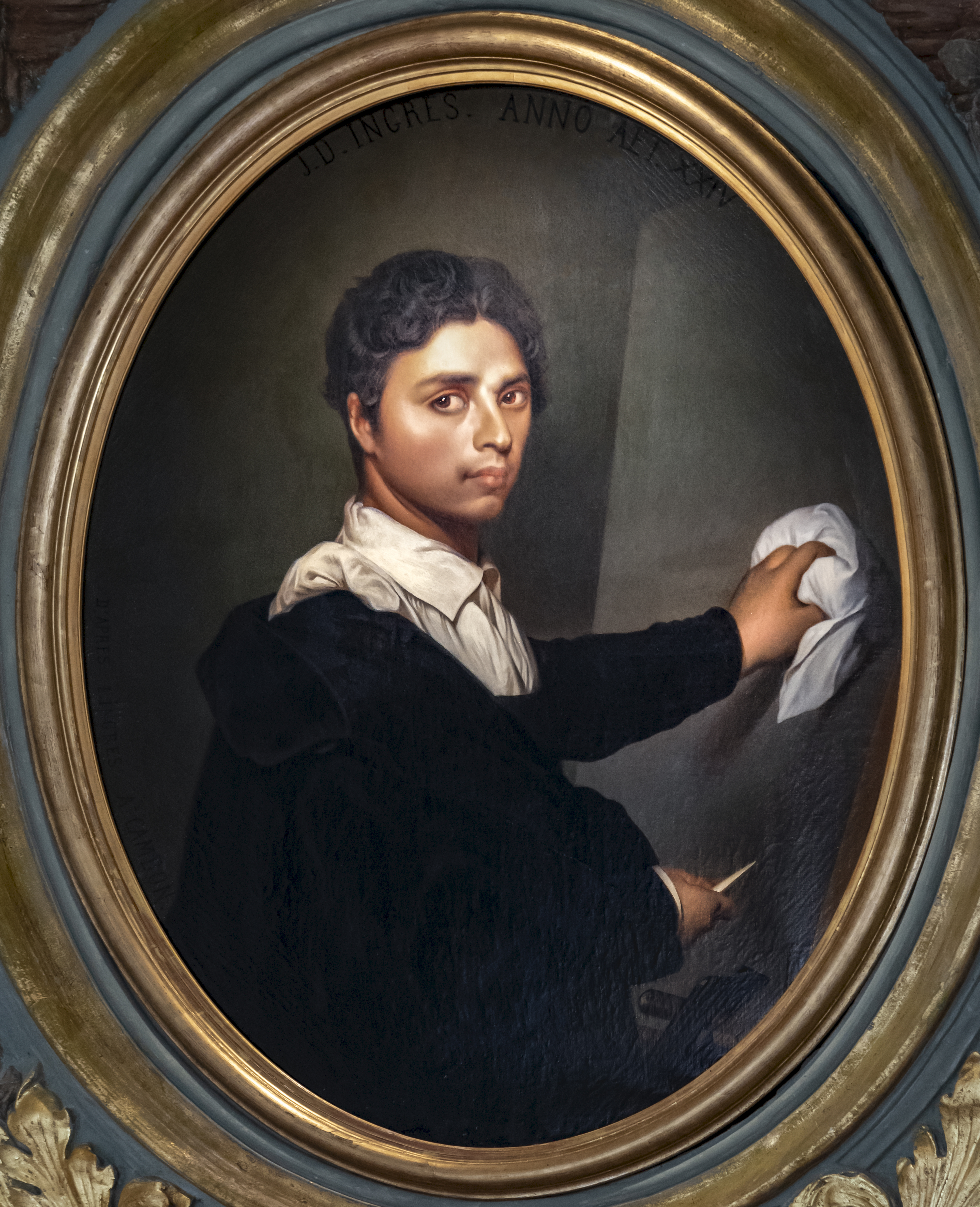
Portrait d'Ingres à l'âge de vingt-quatre ans - Armand Cambon
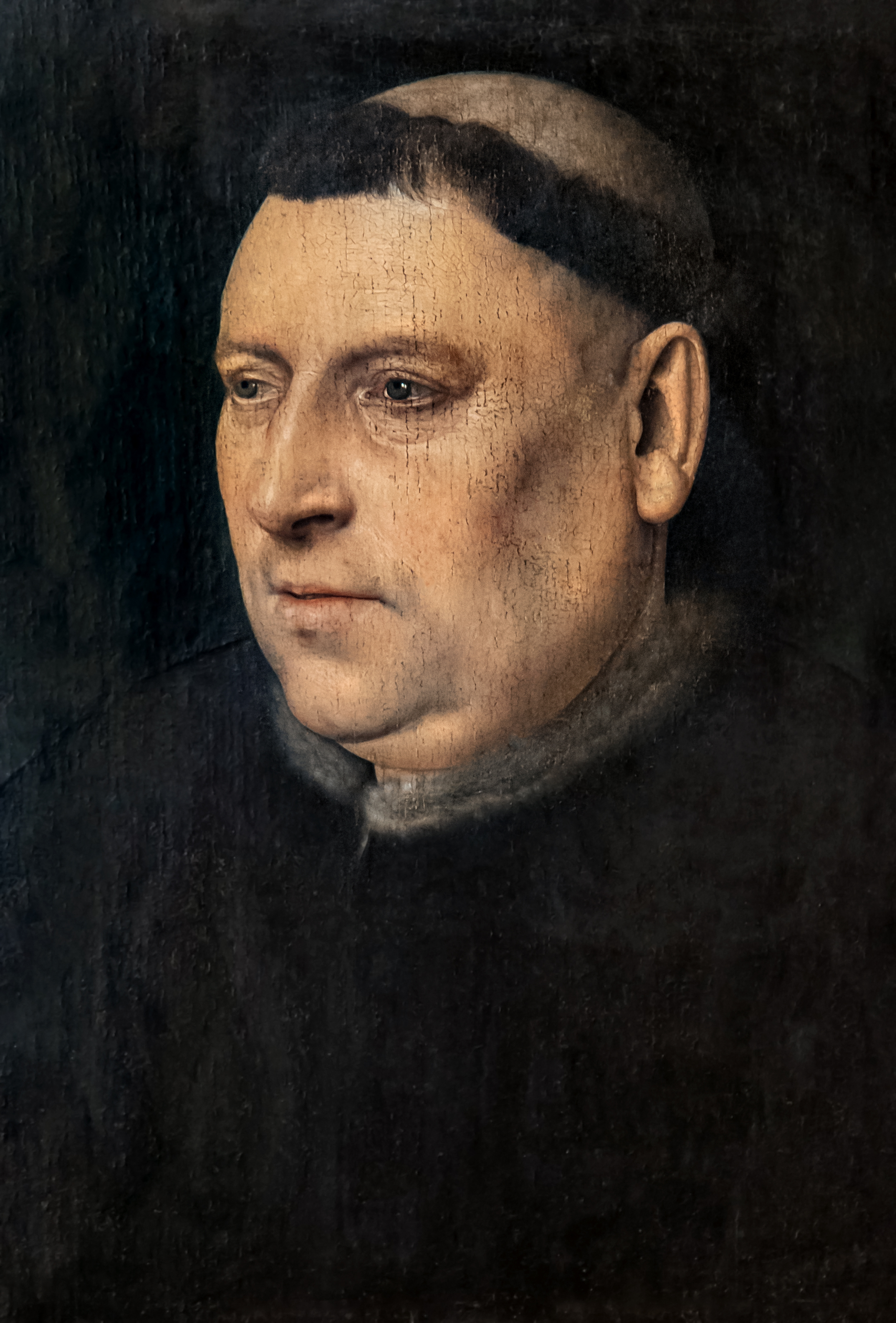
Portrait d'un moine - Jan Van Eyck

Gaspard Dughet né à Rome le 15 juin 1615 et mort le 27 mai 1675 dans la même ville, est un peintre français de l'époque baroque actif à Rome, spécialisé dans les paysages de la tendance classique.
- Incendie de Tivoli

François-Xavier Fabre né à Montpellier le 1er avril 1766 et mort dans la même ville le 16 mars 1837, baron en 18281, est un peintre français du mouvement néo-classique.
- Vue des environs de Florence [35]

Jan Van Eyck né vers 1390 peut-être à Maaseik et mort à Bruges le 9 juillet 1441, est un peintre né dans les territoires soumis à l'autorité du prince-évêque de Liège Jean de Bavière (1390-1417), qui devient son protecteur. Il est célèbre pour ses portraits d’un naturalisme minutieux.
- Portrait d'un moine

#### Salle Ingres
- Le Duc d'Albe à Sainte-Gudule à Bruxelles. Le tableau est commandé par le duc d'Albe. Il est exécuté à Rome en 1815 mais non terminé et non livré, et reste dans l'atelier d'Ingres (il s'y trouvait encore en 1851, cf. Magimel) [37].

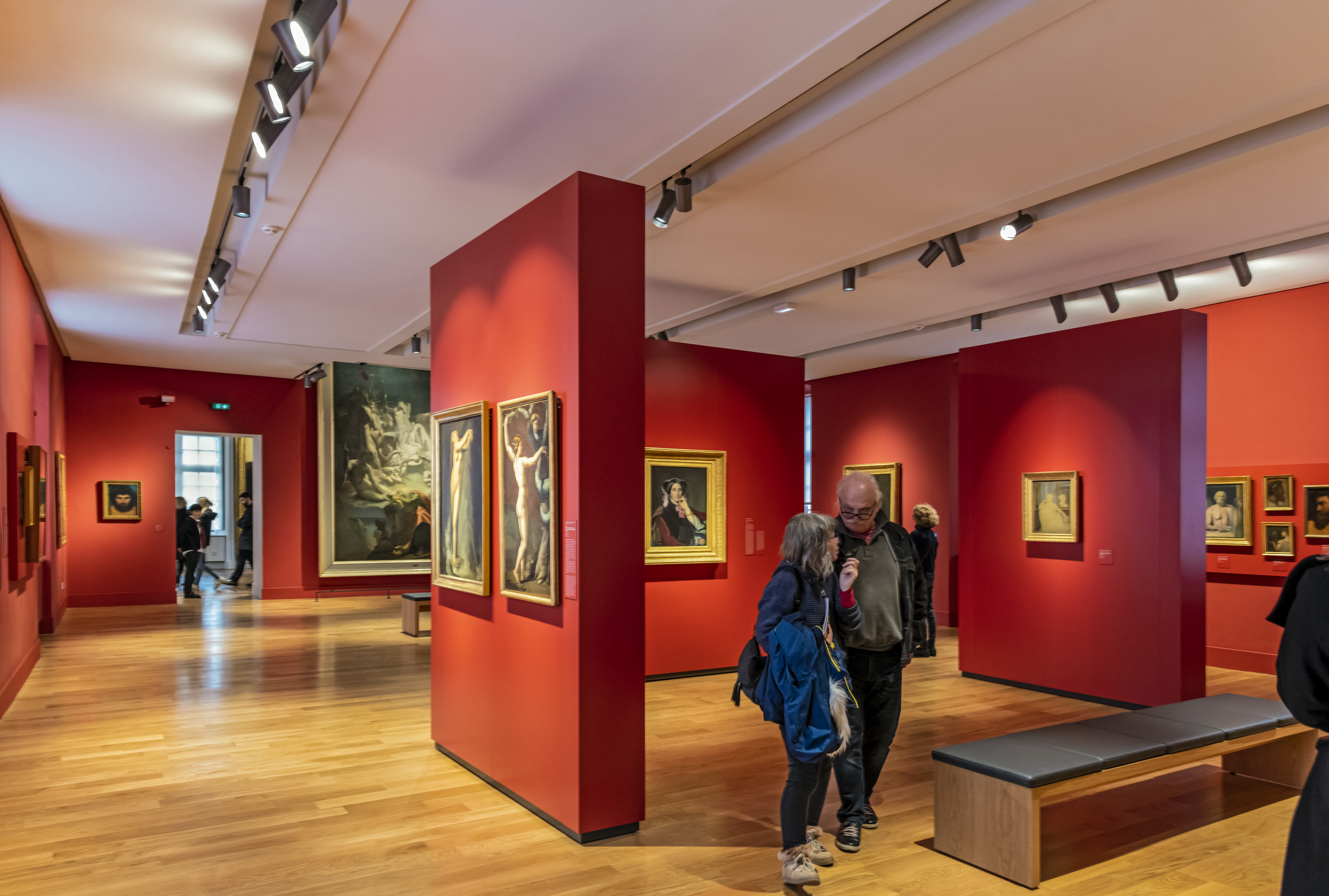
Étude pour Jésus parmi les docteurs, Huile, Crayon sanguine et blanc, fragments marouflés sur toile et collé sur bois, 1866. Jésus parmi les docteurs (1842-1852), est réalisé à la fin de sa vie. Ce dernier manifeste l'admiration qu'Ingres a toujours eu pour Raphaël. Près de 200 études préparatoires ont été nécessaires.
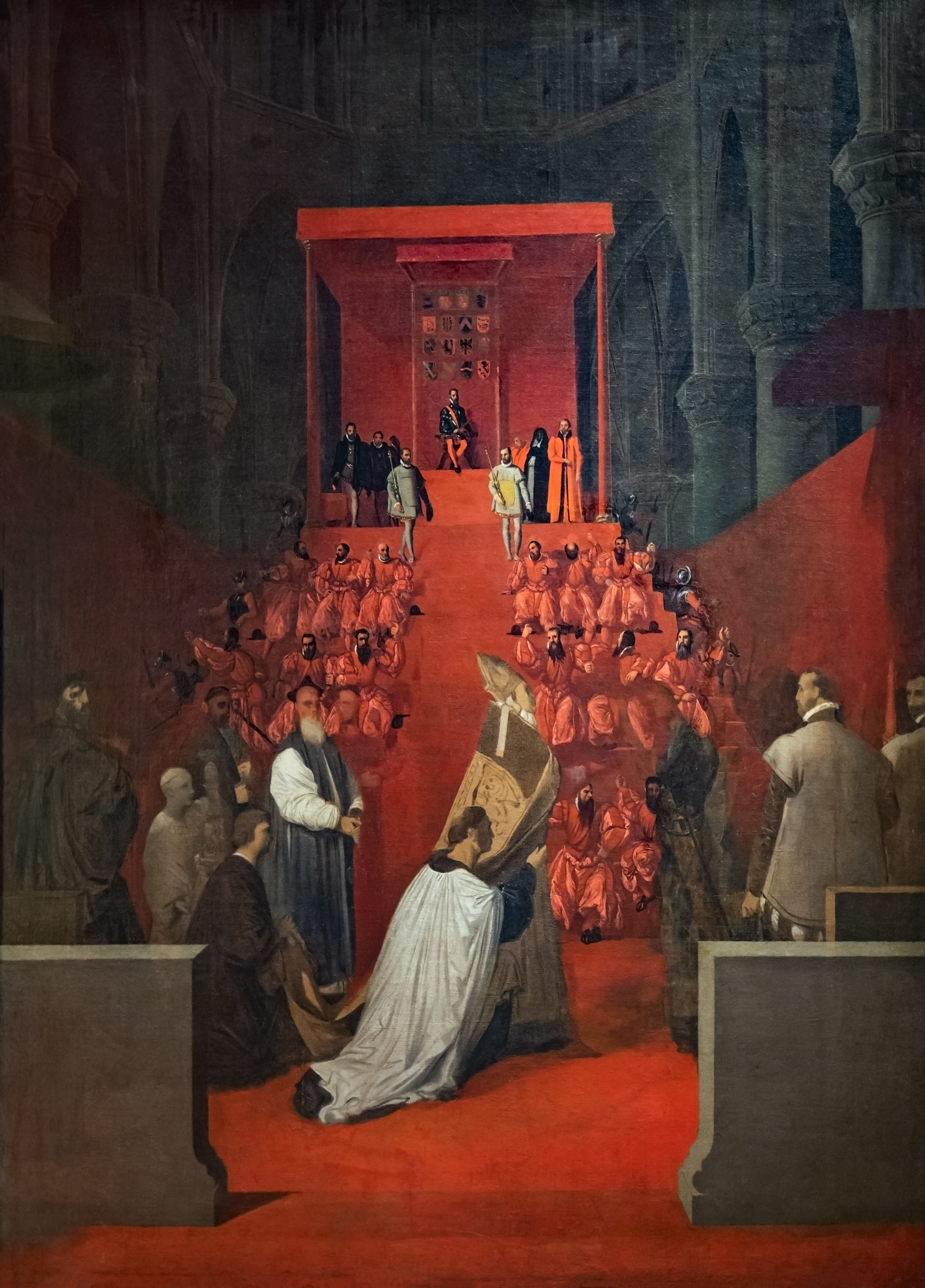
Le Duc d'Albe à Sainte-Gudule à Bruxelles

- Roger délivrant Angélique, version ovale de 1841
- Étude pour Roger délivrant Angélique - Angélique, 1819. Attribué au musée du Louvre par l'Office des Biens et Intérêts Privés en 1950; déposé au Musée Ingres de Montauban en 1954.
- Ève (d'après une peinture des Loges du Vatican par Raphael), vers 1809.
- Première Pensée du Vœu de Louis XIII, Modello pour Le Vœu de Louis XIII peint à Florence en 1821 et exposée au Salon de Paris de 1824.
- Portrait de Jean-François Gilibert, 1805,
- Portrait de Lorenzo Bartolini, 1805,
- Portrait d'homme à la boucle d'oreille, 1804
- Étude pour l'Apothéose d'Homère : tête de Boileau, 1827,
- Étude pour l'Apothéose d'Homère : Madame de Lauréal et son fils, vers 1815. Madame de Lauréal était la cousine de Madeleine Chapelle, première femme d'Ingres.
- Buste d'Erasistrate, vers 1860. Étude pour La maladie d'Antiochus ou Antiochus et Stratonice.
- Portrait d'Ingres, par Hippolyte Flandrin. Portait réalisé alors qu'il venait obtenir le prix de Rome, et avant son départ pour cette ville en 1833.
- Le Songe d'Ossian (1812-1815, puis 1835).
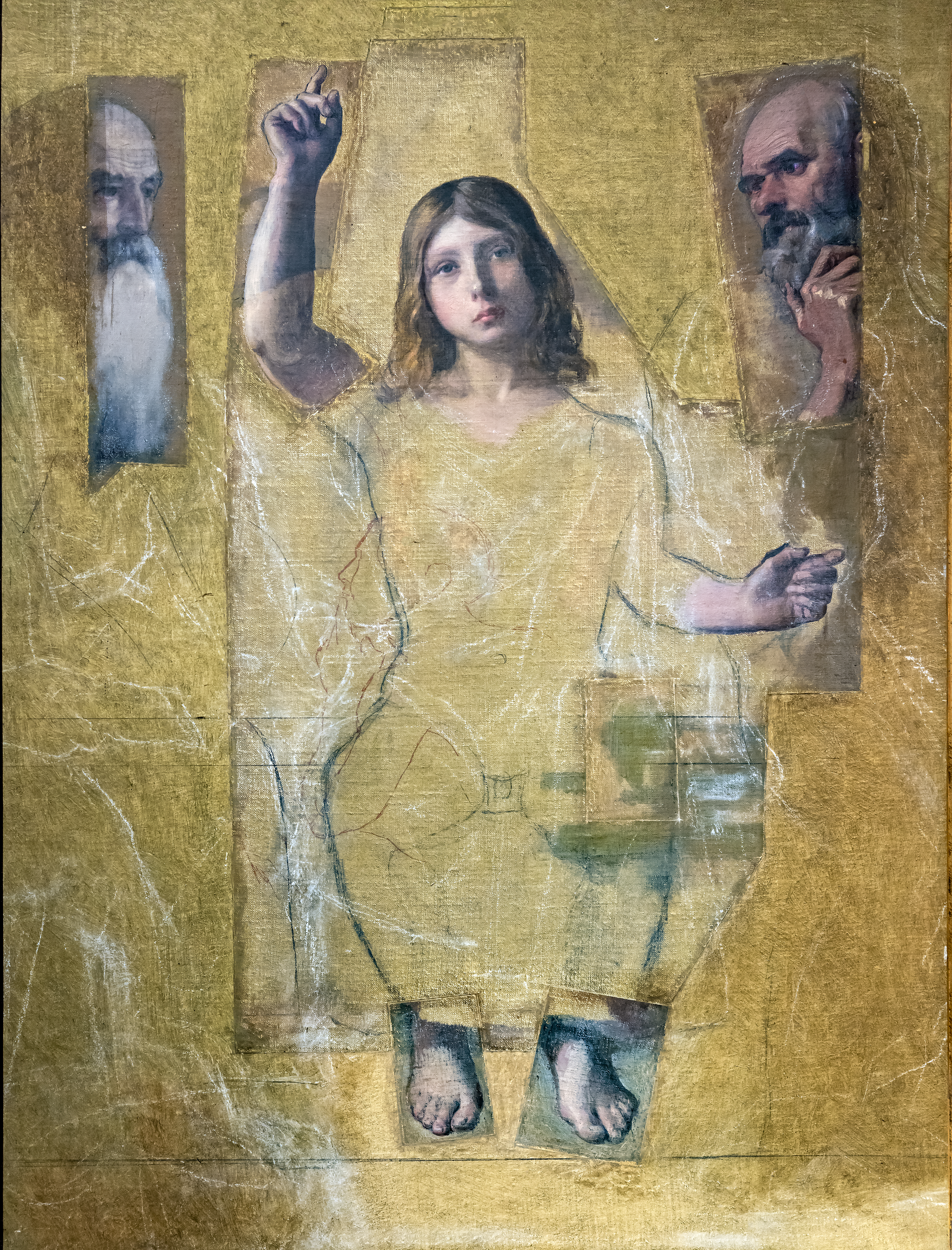
Jésus parmi les docteurs. Commandé en 1842 par Louis-Philippe et la reine Marie-Amélie pour la chapelle du château de Bizy ; abandonné ; achevé à Meung-sur-Loire après qu'Ingres eût obtenu le droit d'en disposer.
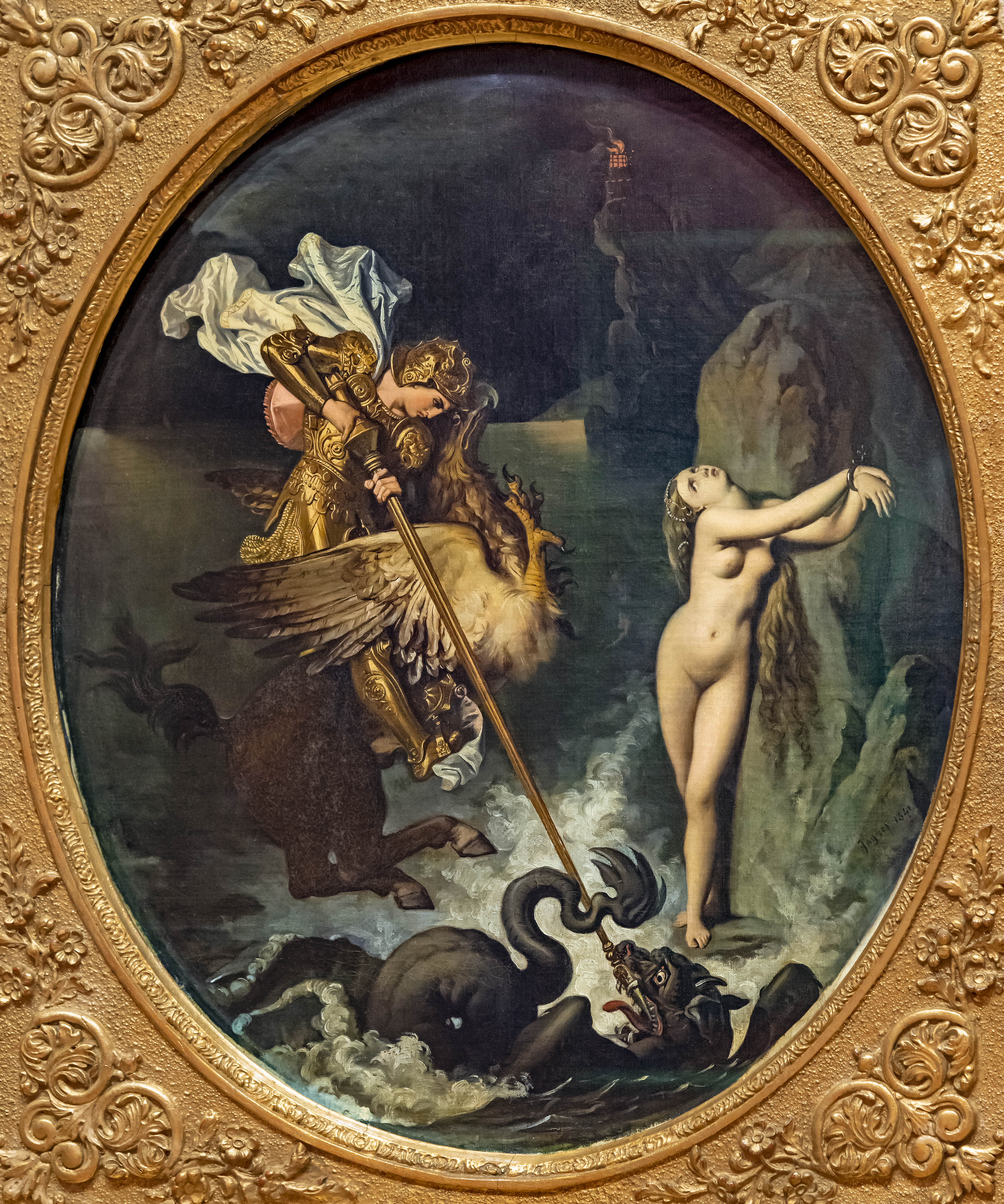
Roger délivrant Angélique, 1841
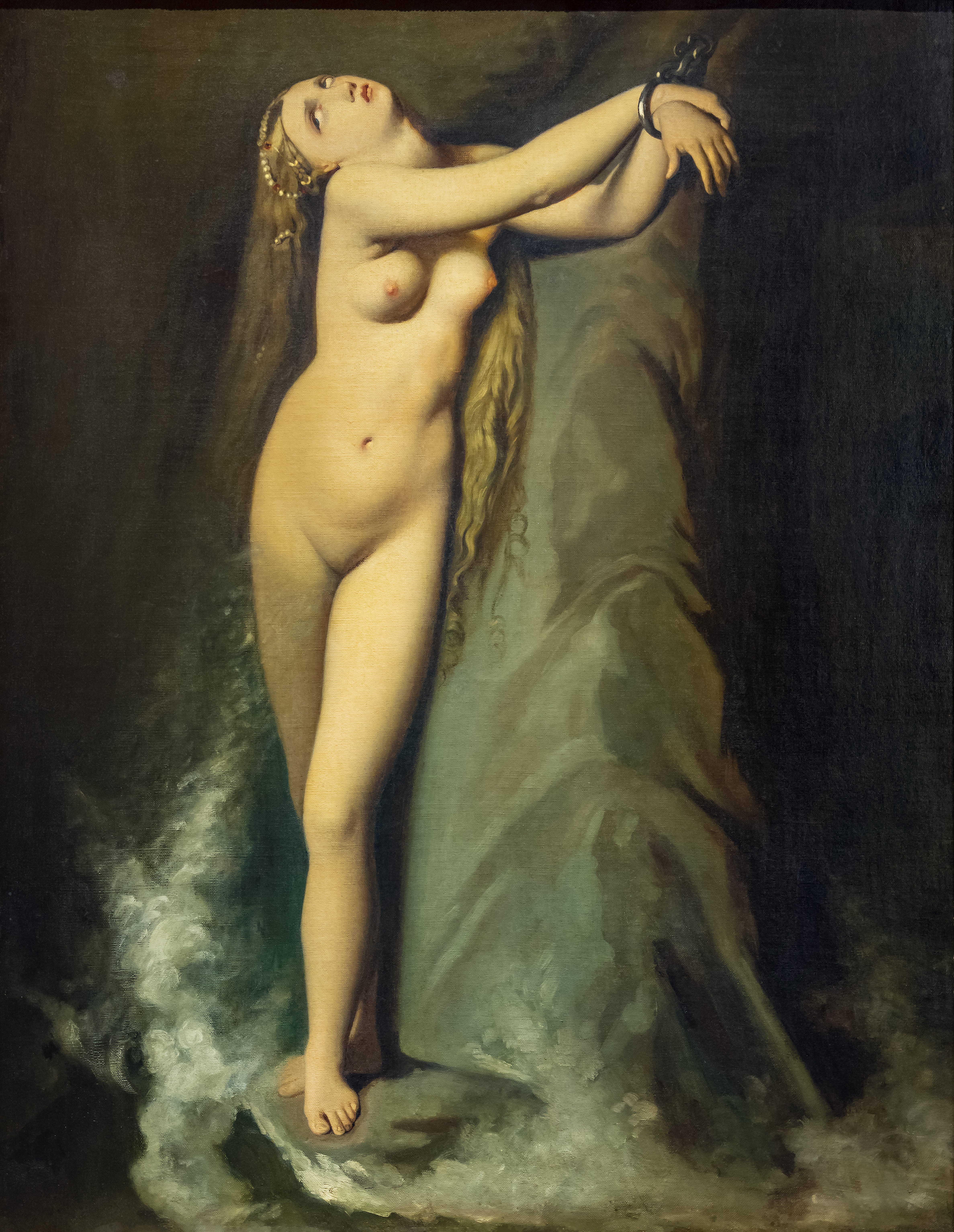
Etude pour Roger délivrant Angélique - Angélique, 1819
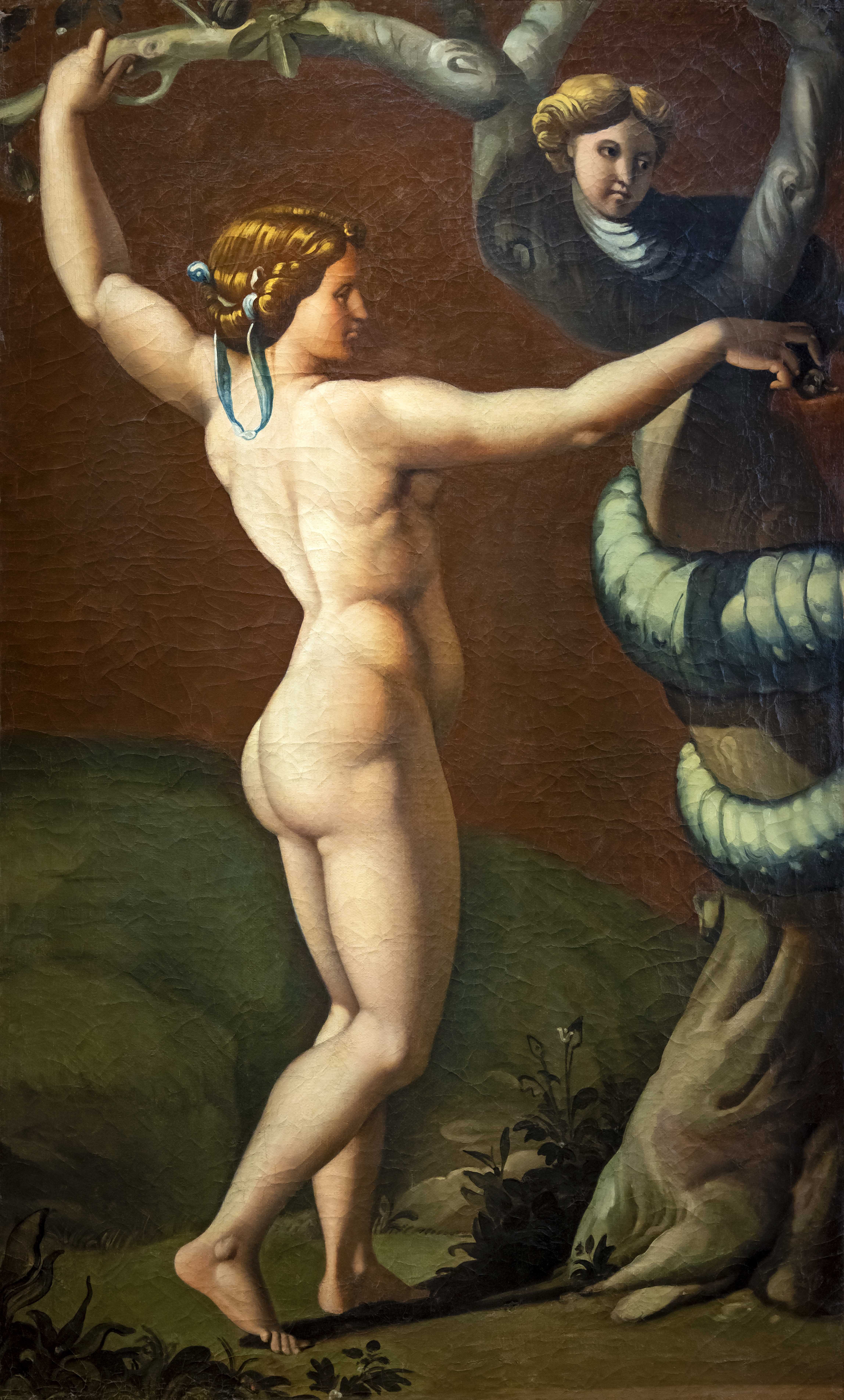
Ève (d'après une peinture des Loges du Vatican par Raphael), (vers 1809)
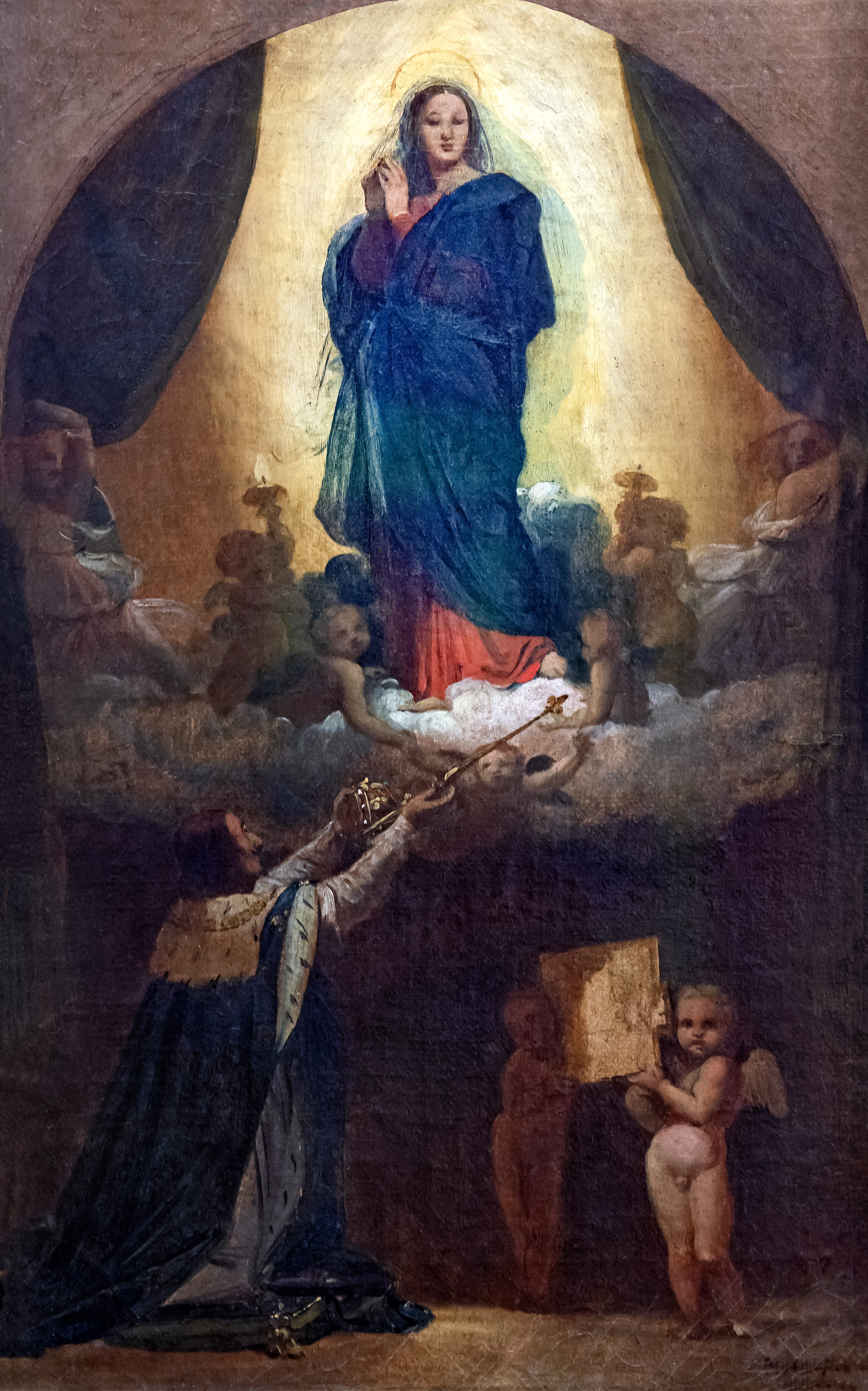
Première Pensée du Vœu de Louis XIII, 1821
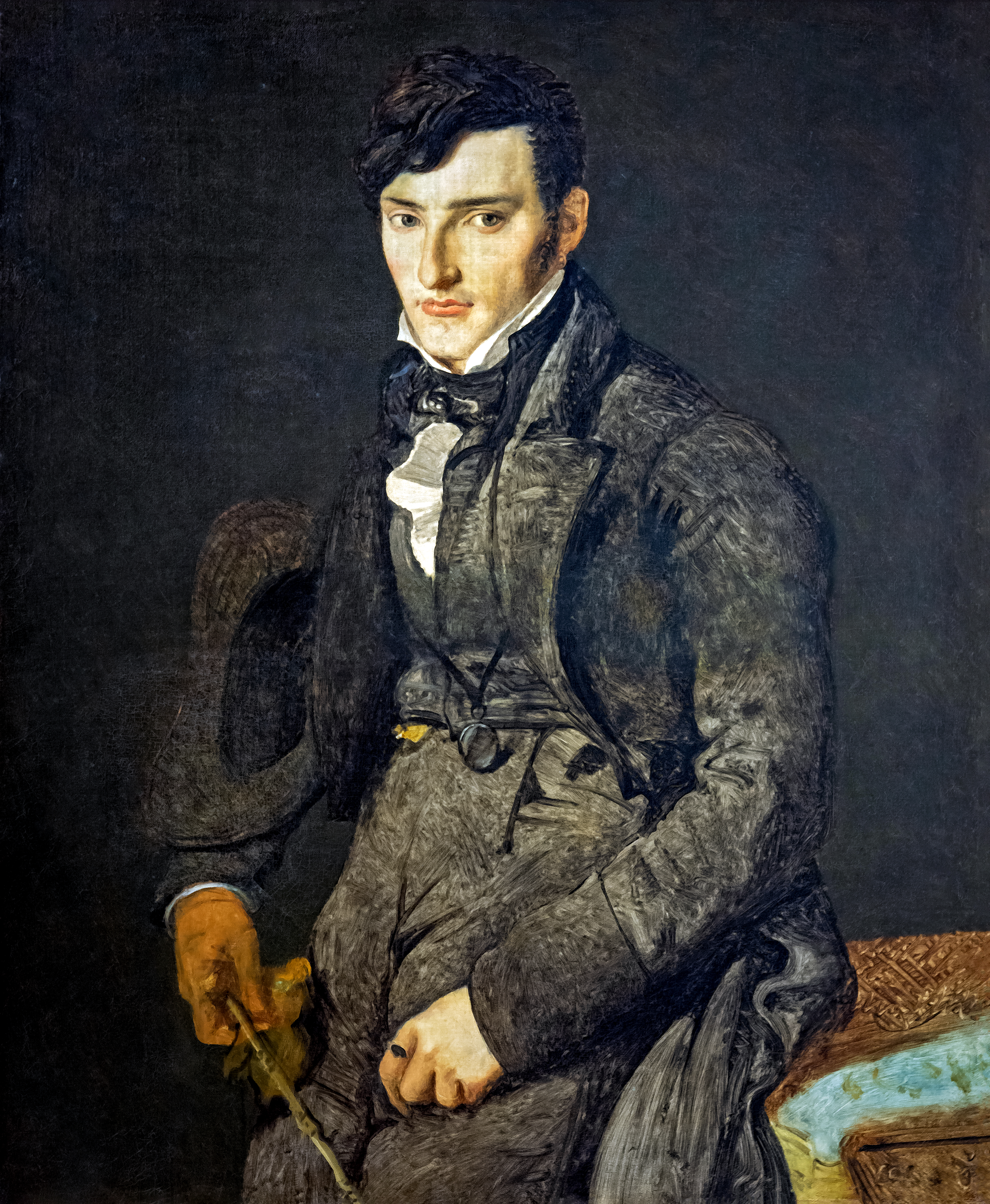
Portrait de Jean-Pierre-François Gilibert, 1805
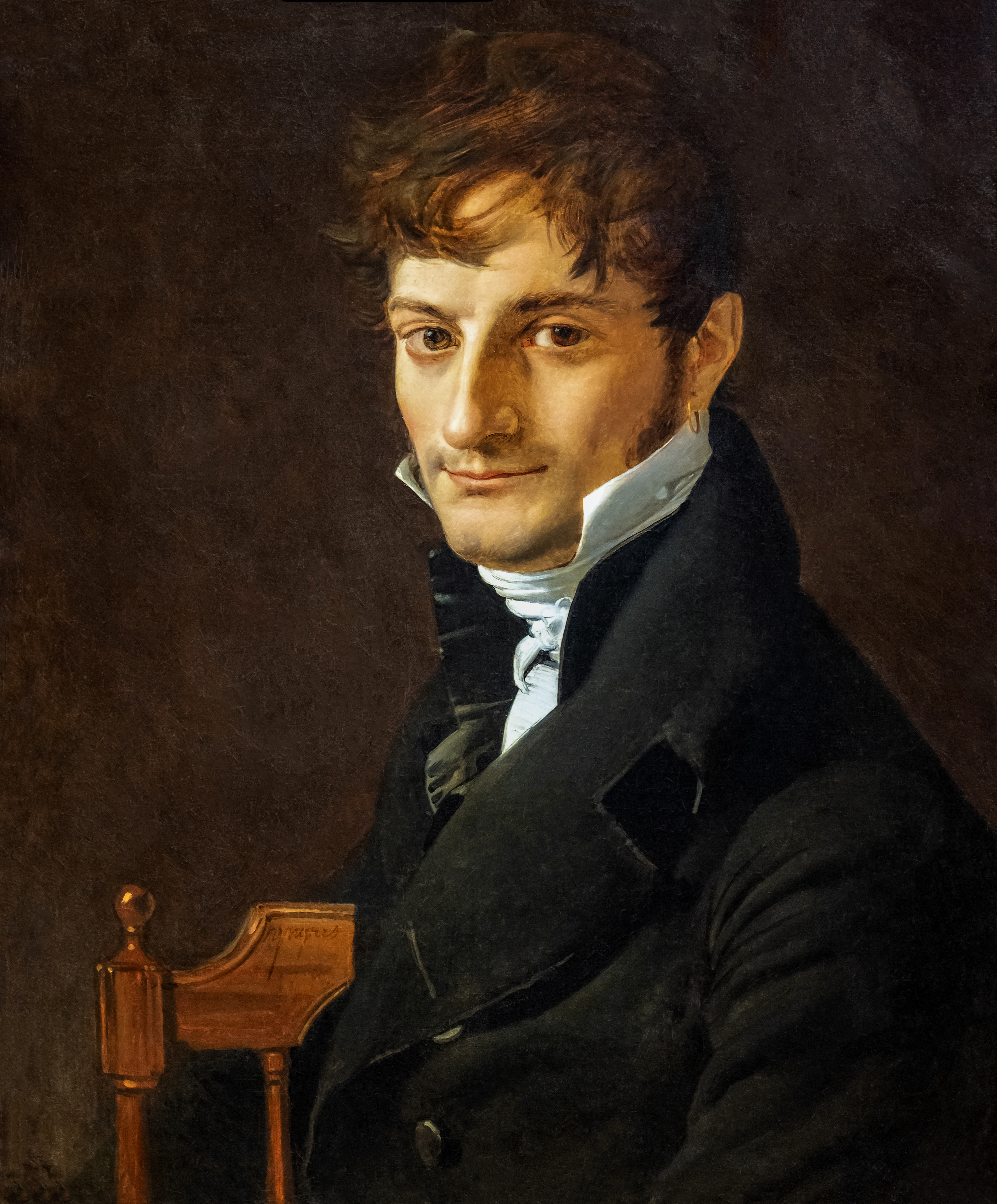
Portrait de Belvèze-Foulon, 1805
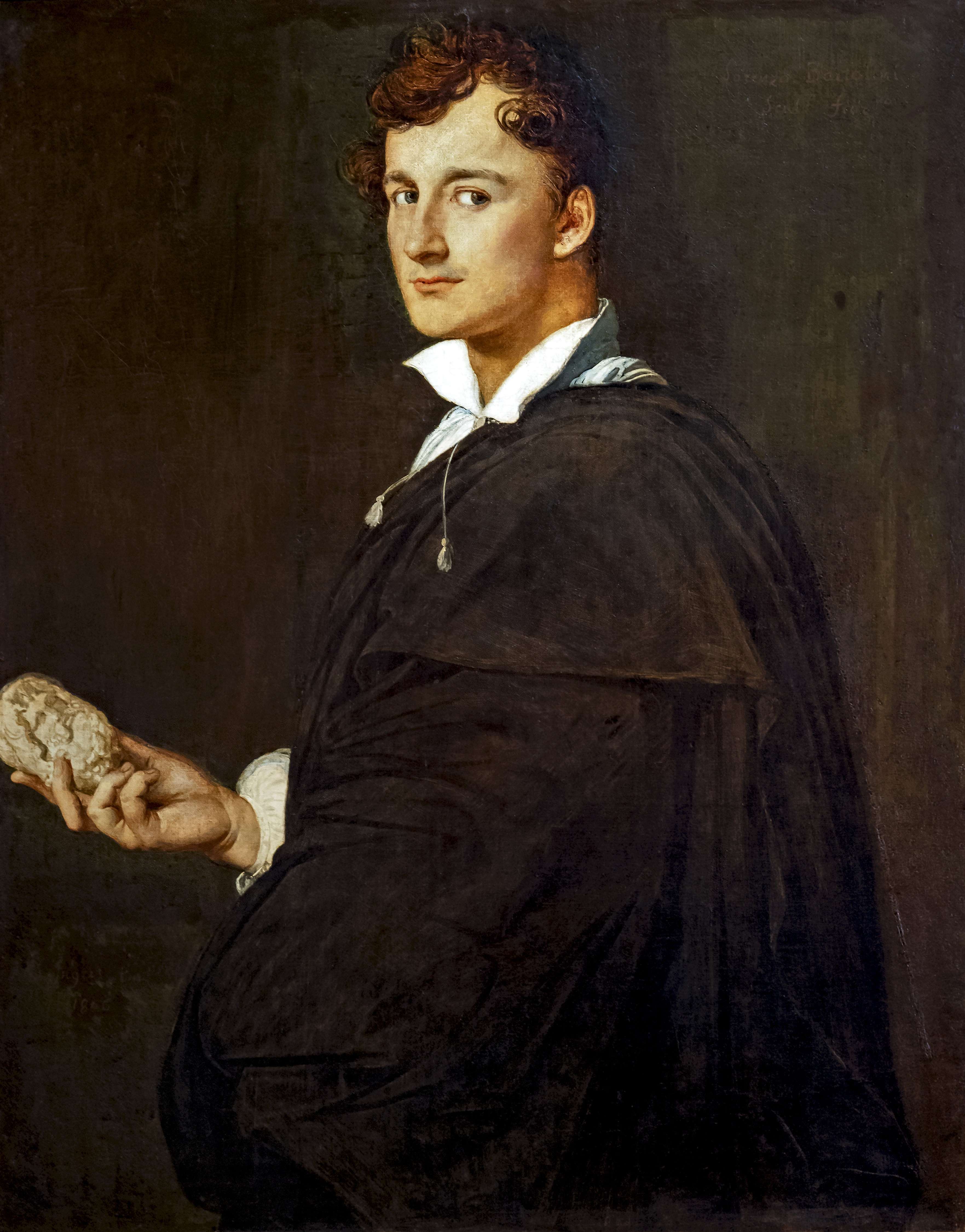
Portrait de Lorenzo Bartolini, 1805
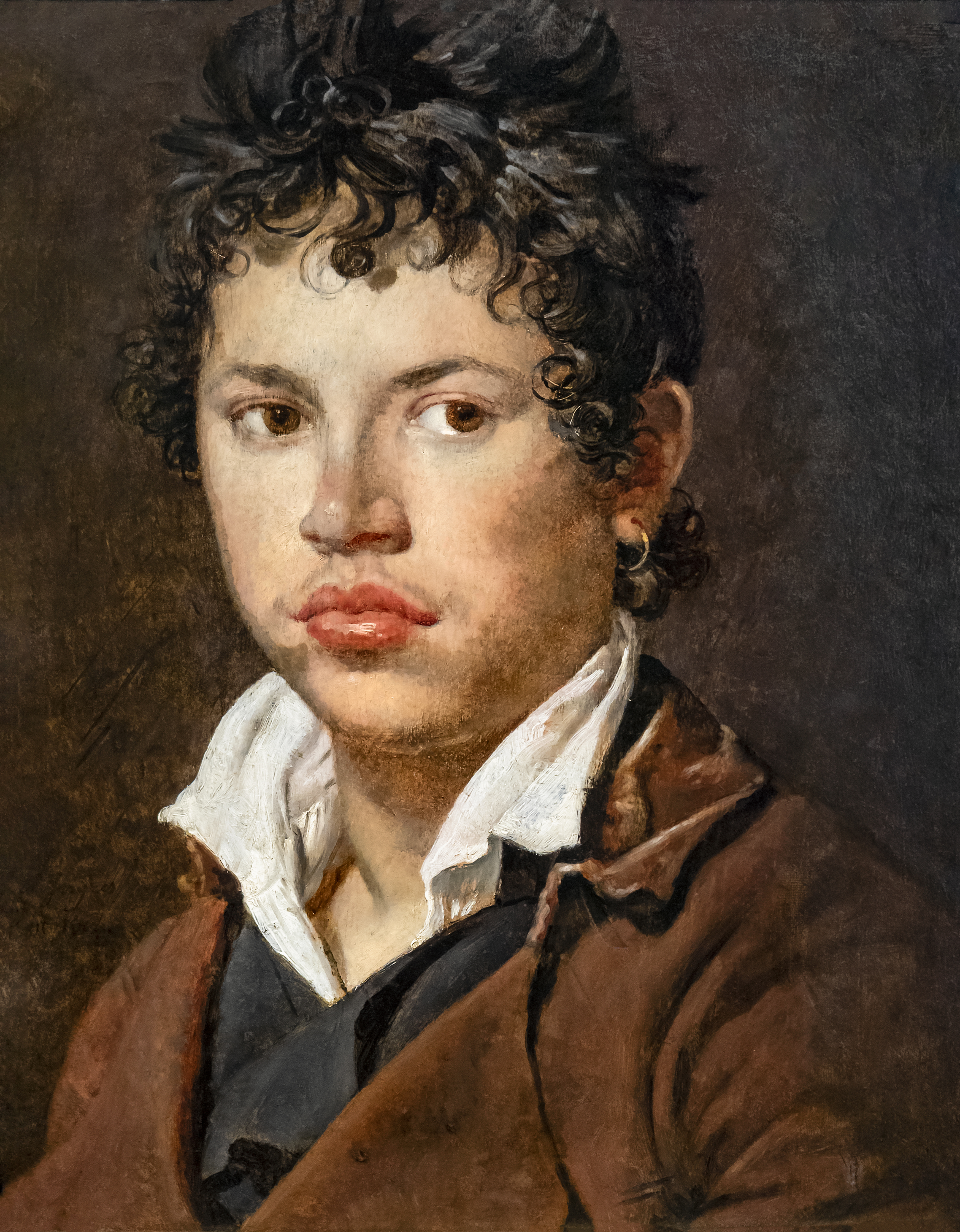
Portrait de jeune homme à la boucle d'oreille, 1804
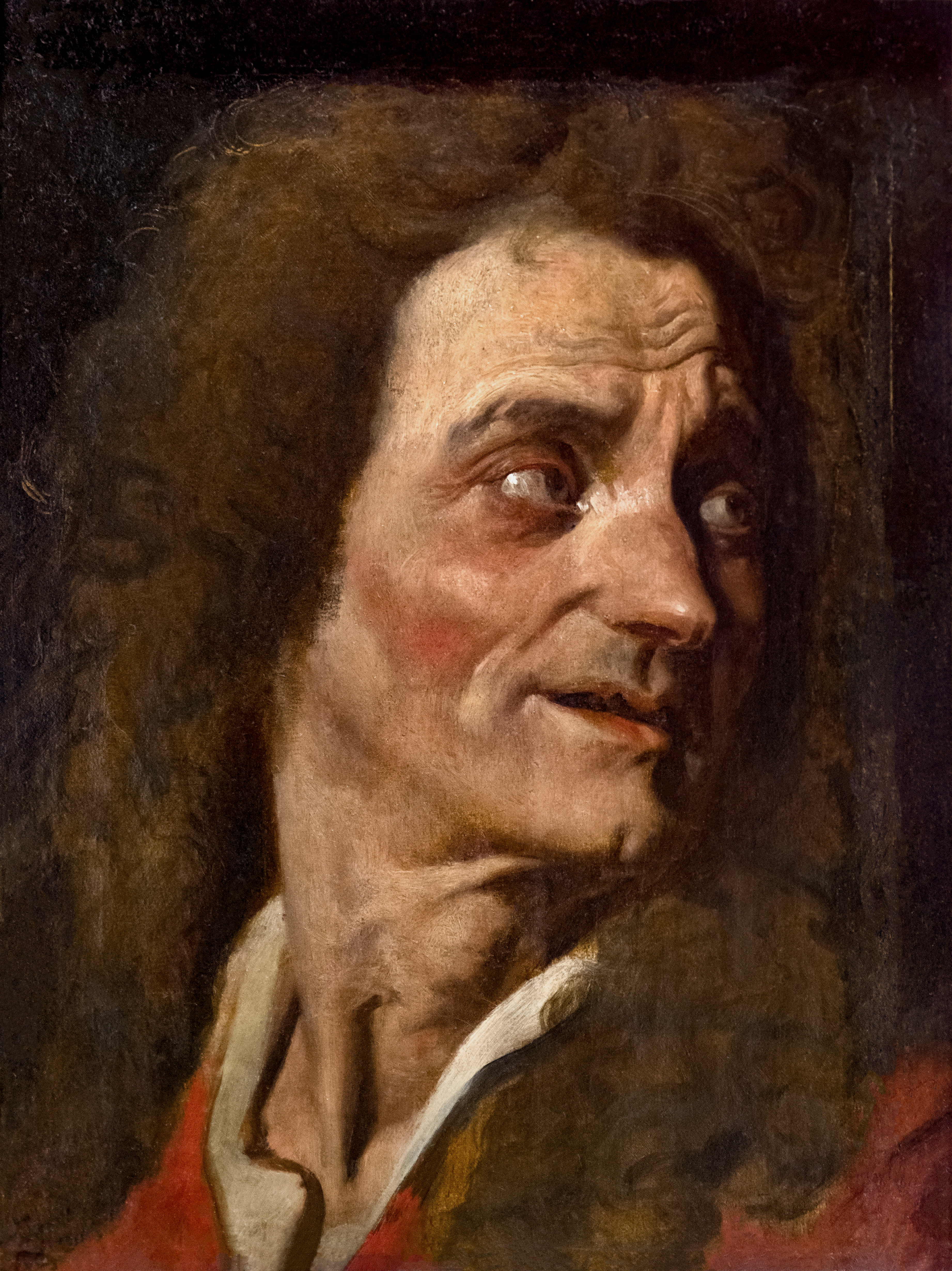
Tête de Boileau; 1827
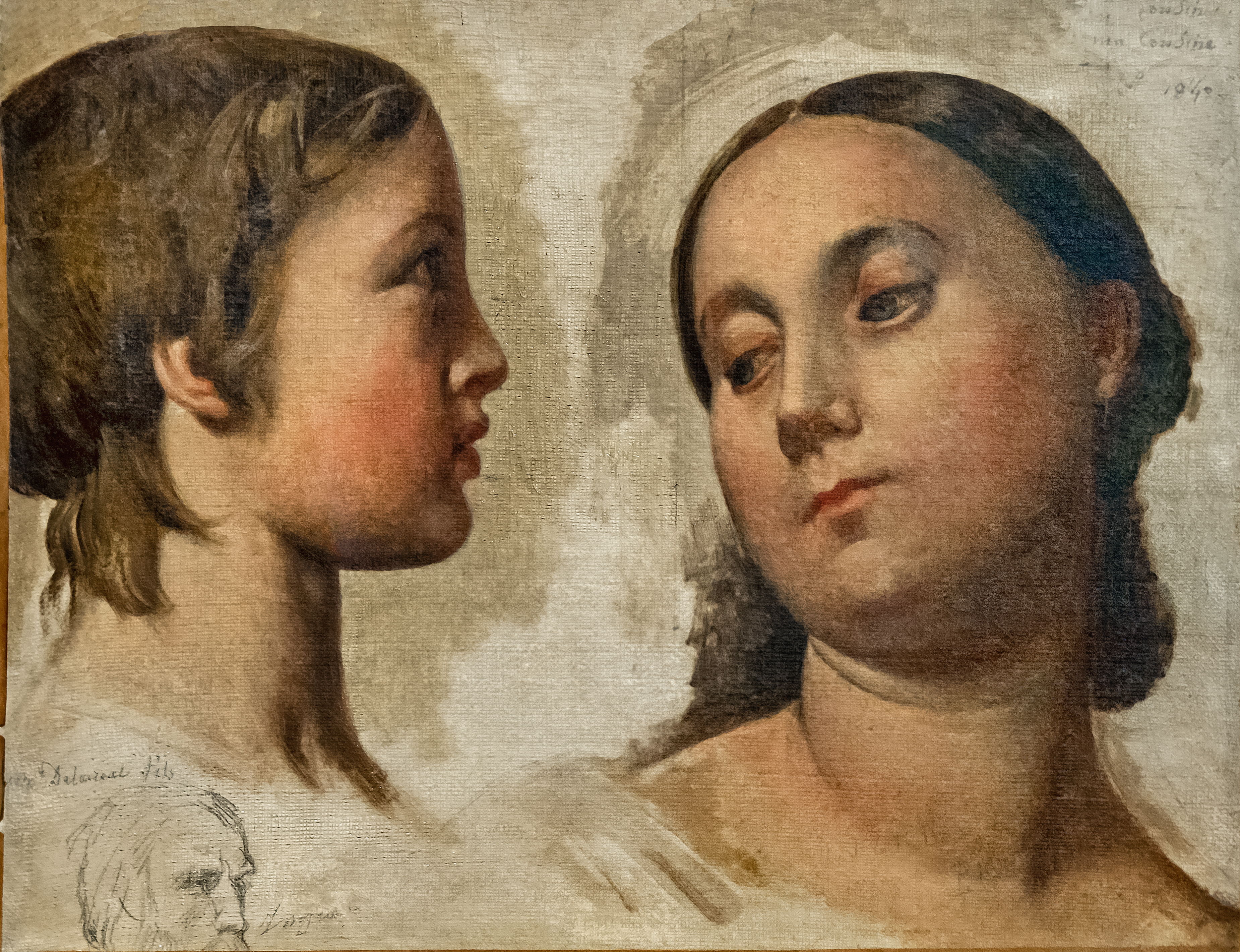
Portrait de Madame Gonse, (1852) Mme Gonse était la fille de M. Maille, un vieil ami d'Ingres. Elle fut une des meilleures amies d'Ingres dont elle avait été élève (extrait cat. Ingres et son temps, 1965).
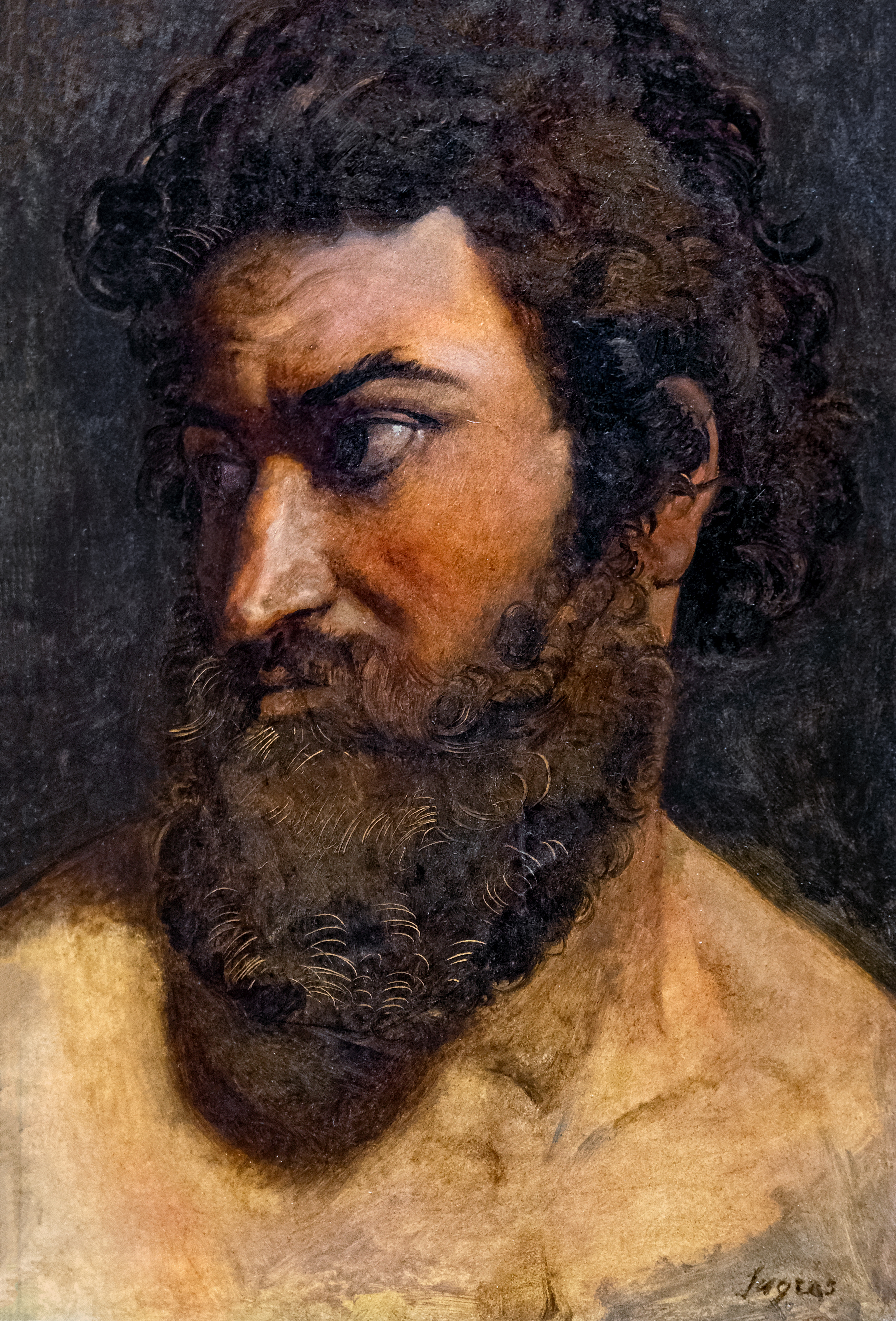
Buste d'Erasistrate, vers 1860
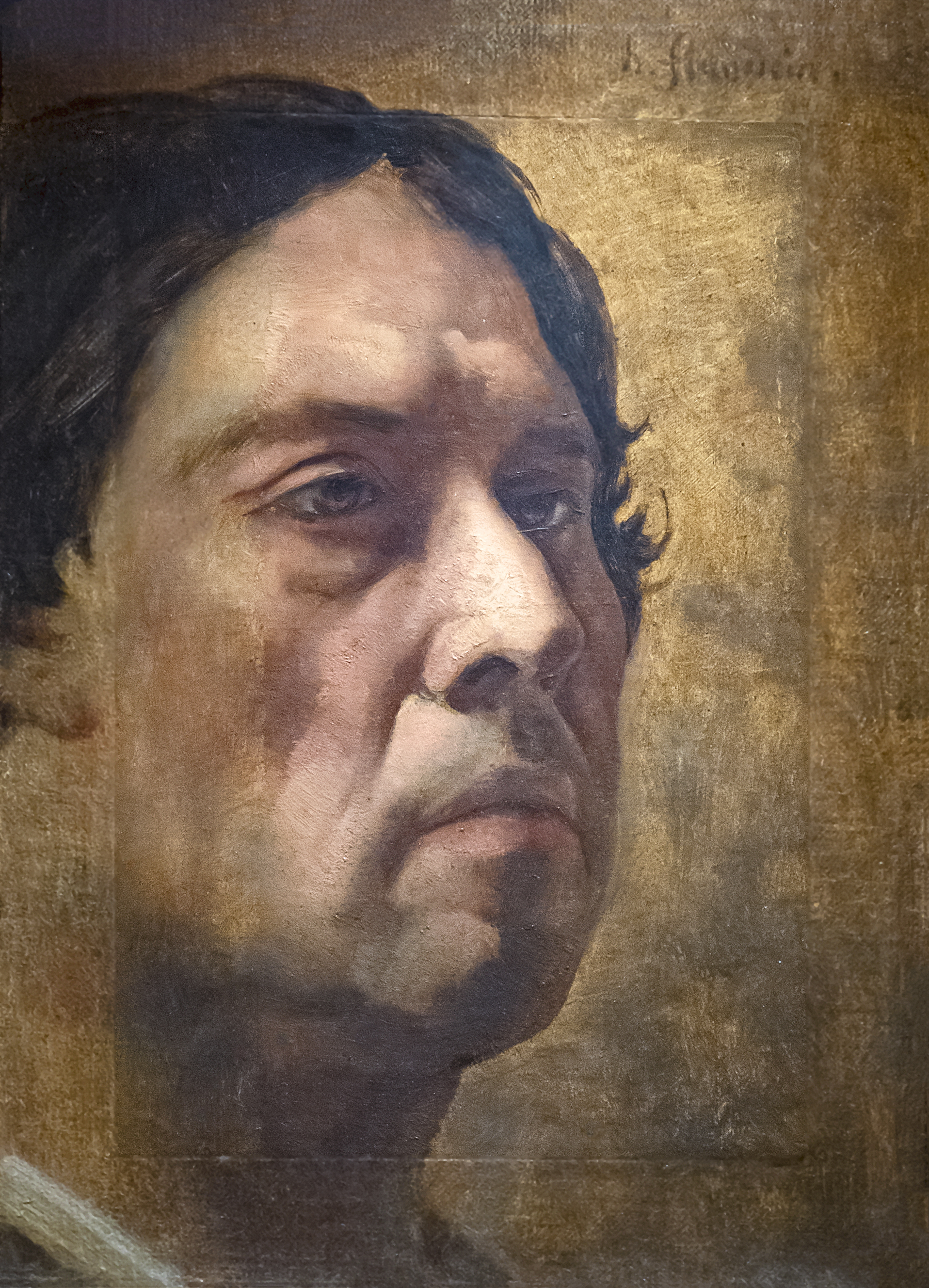
Portrait d'Ingres, avant 1833 - Hippolyte Flandrin
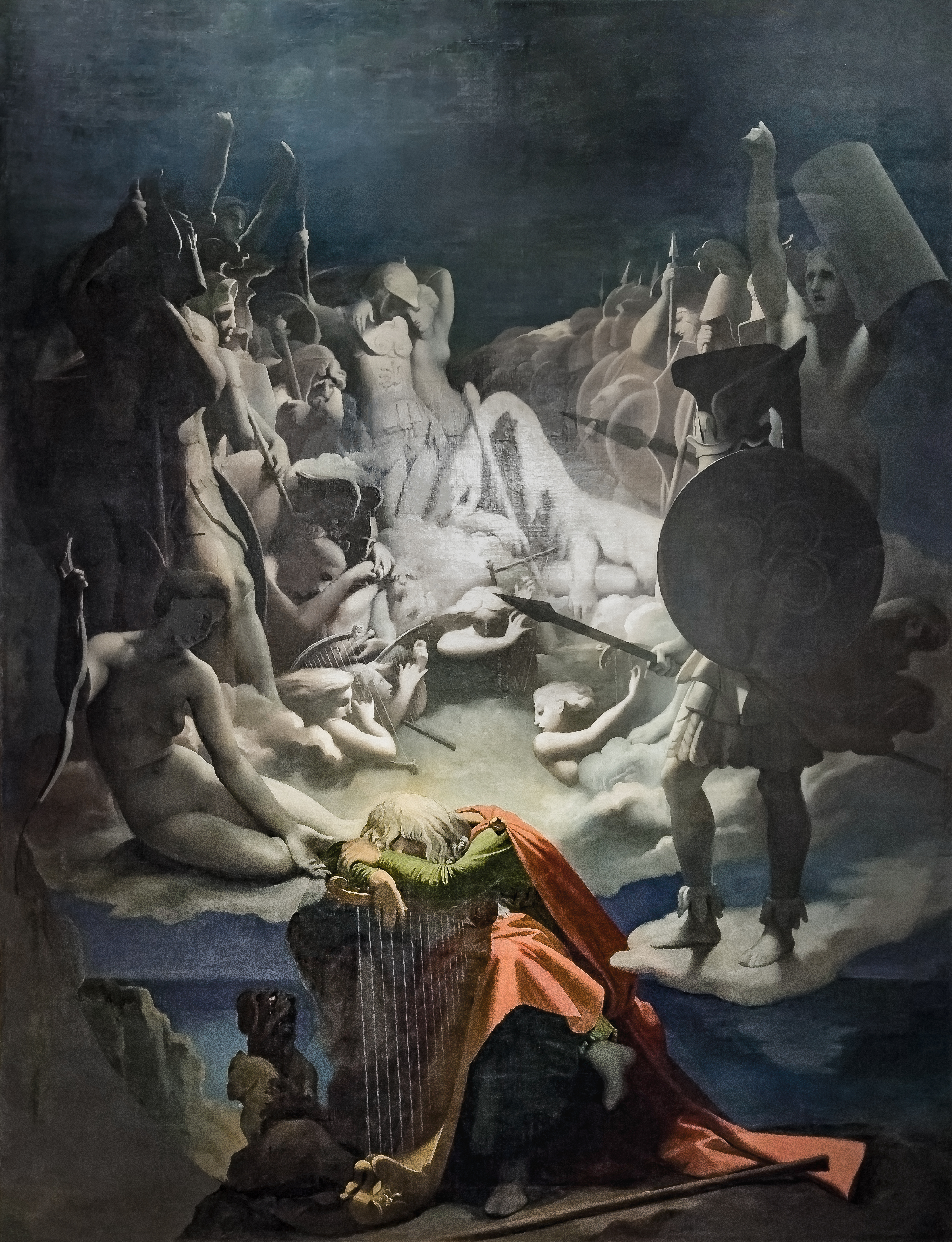
Le Songe d'Ossian; (1813)
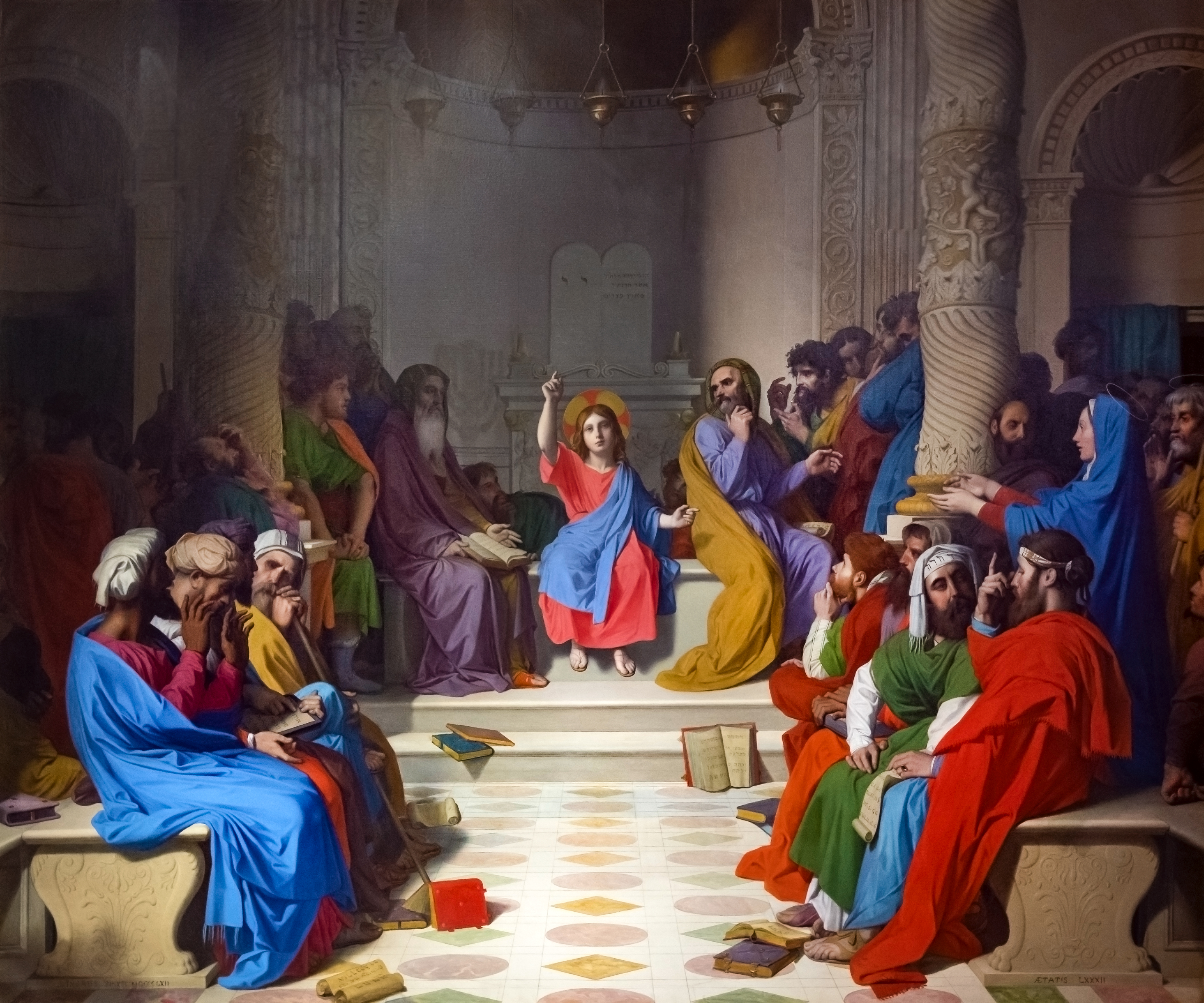
Jésus parmi les docteurs
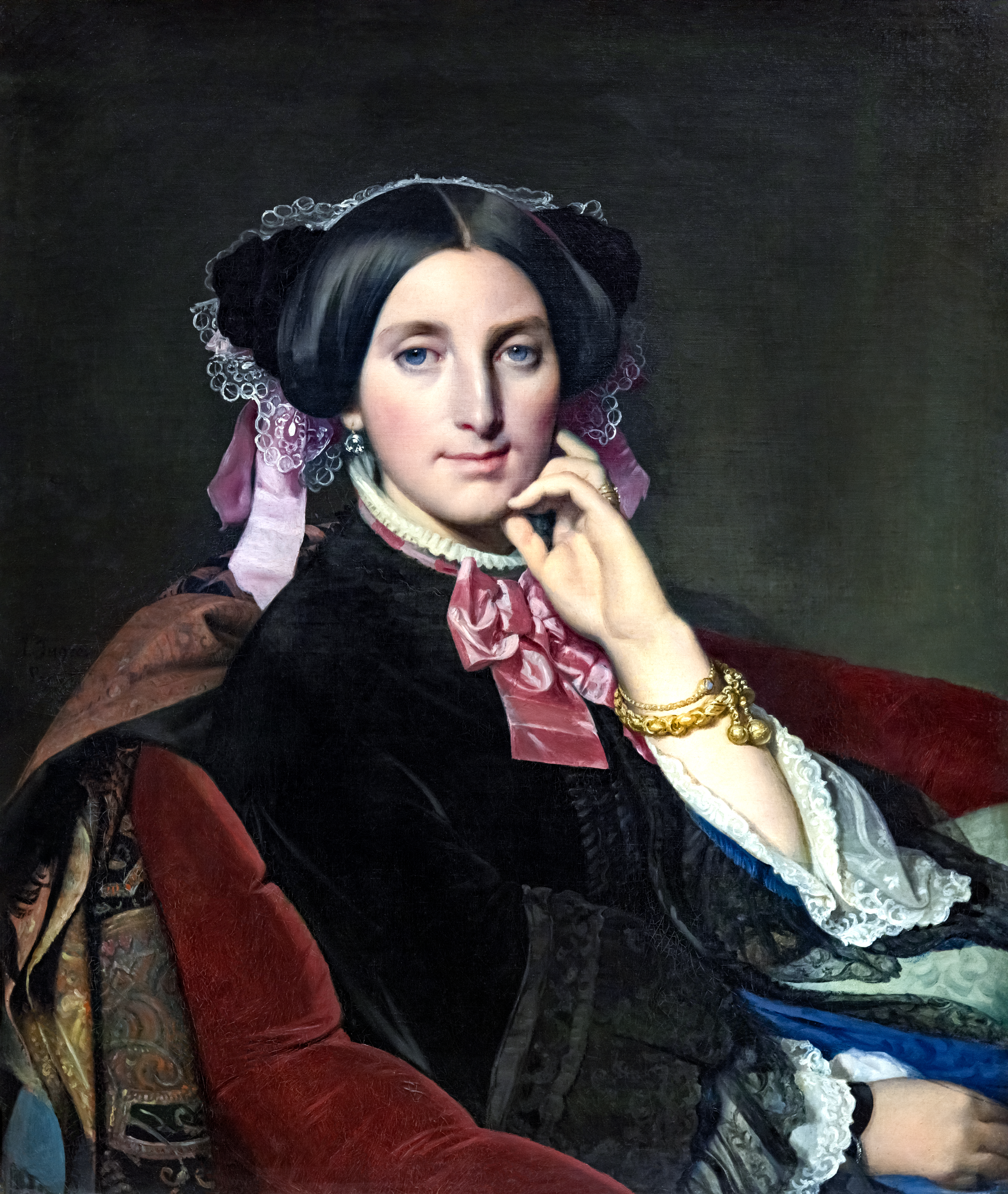
Portrait de Madame Gonse, (1852)

#### Salle Ingres intime

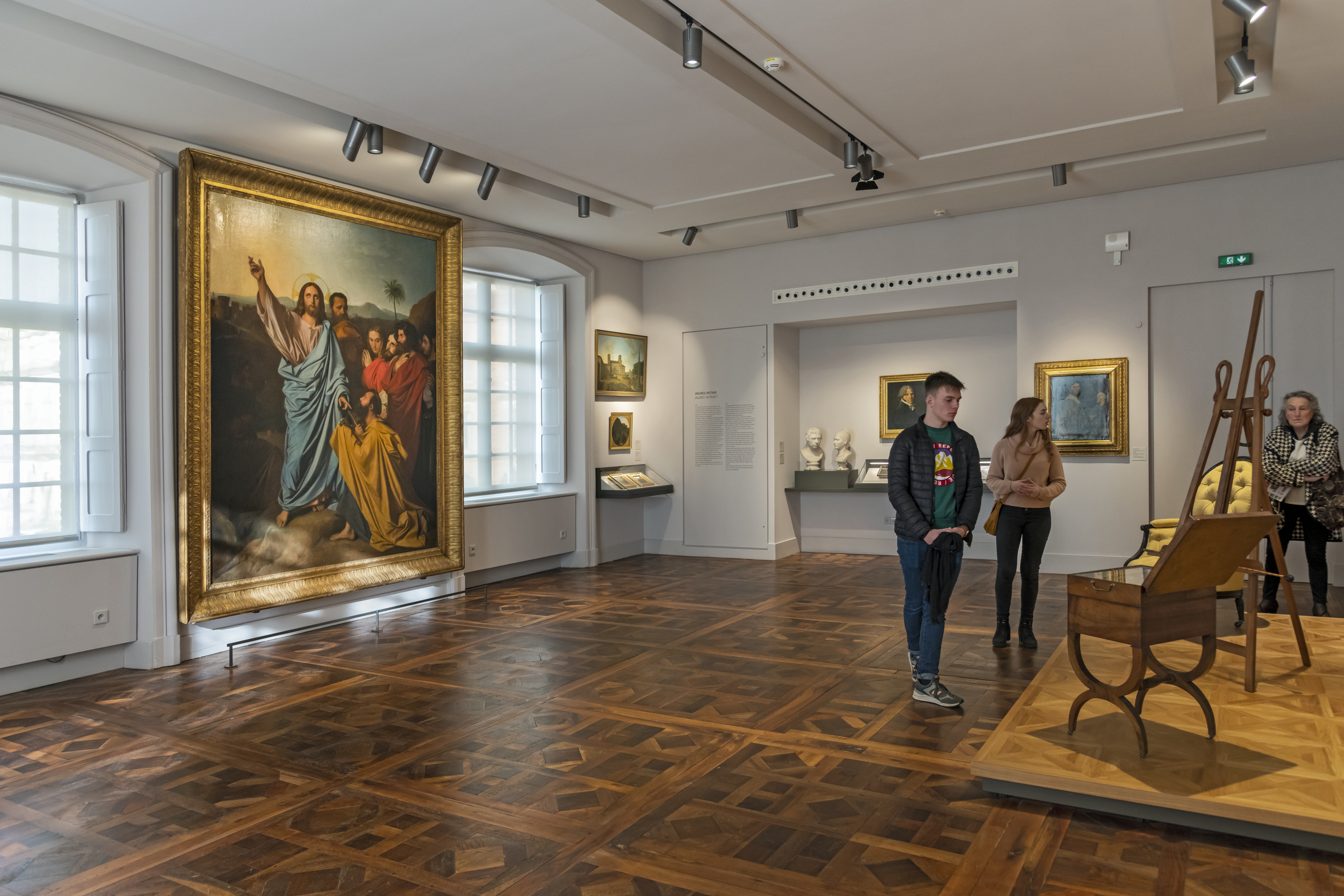
Salle Ingres intime
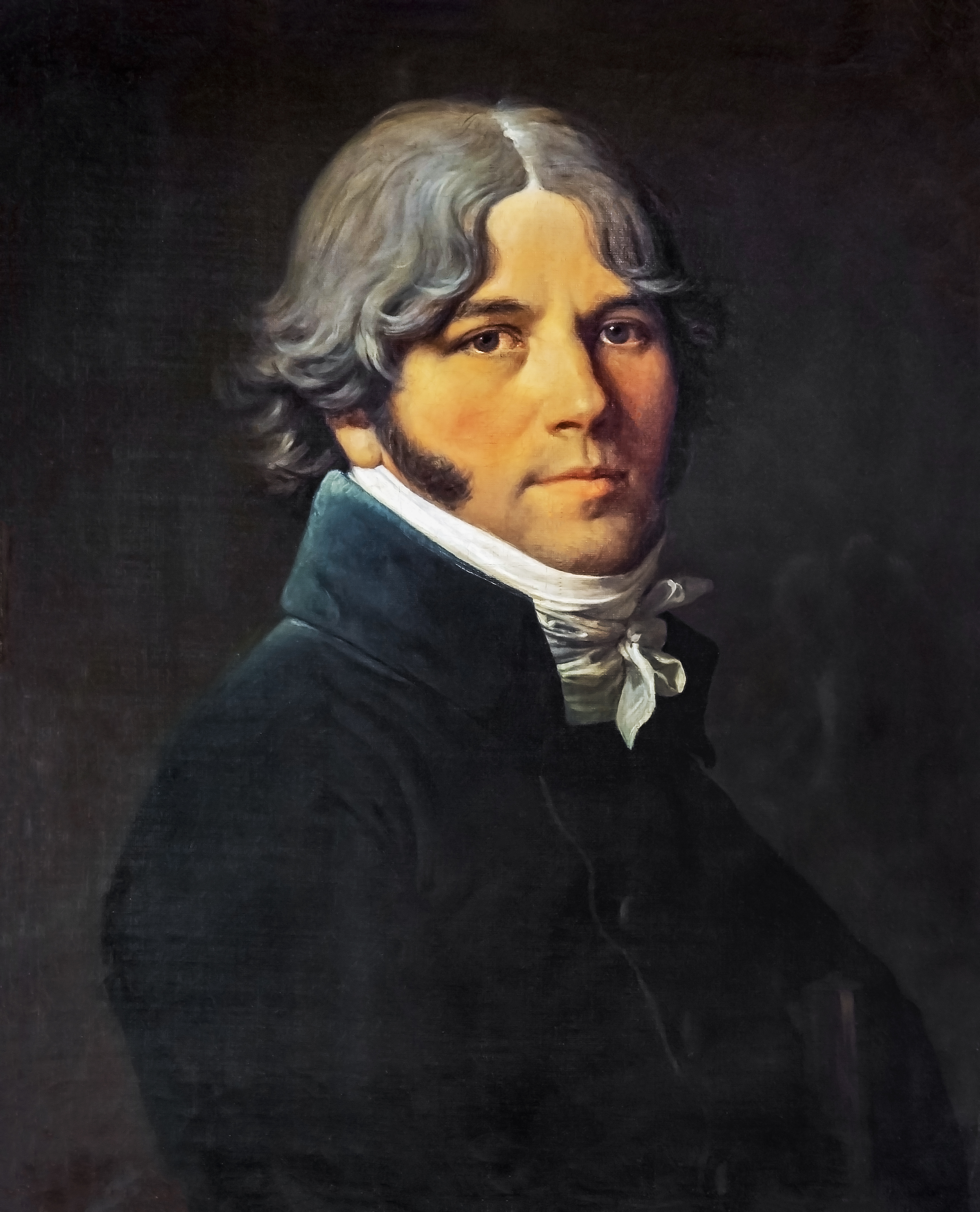
Portrait de Joseph Ingres, père de l'artiste, 1804
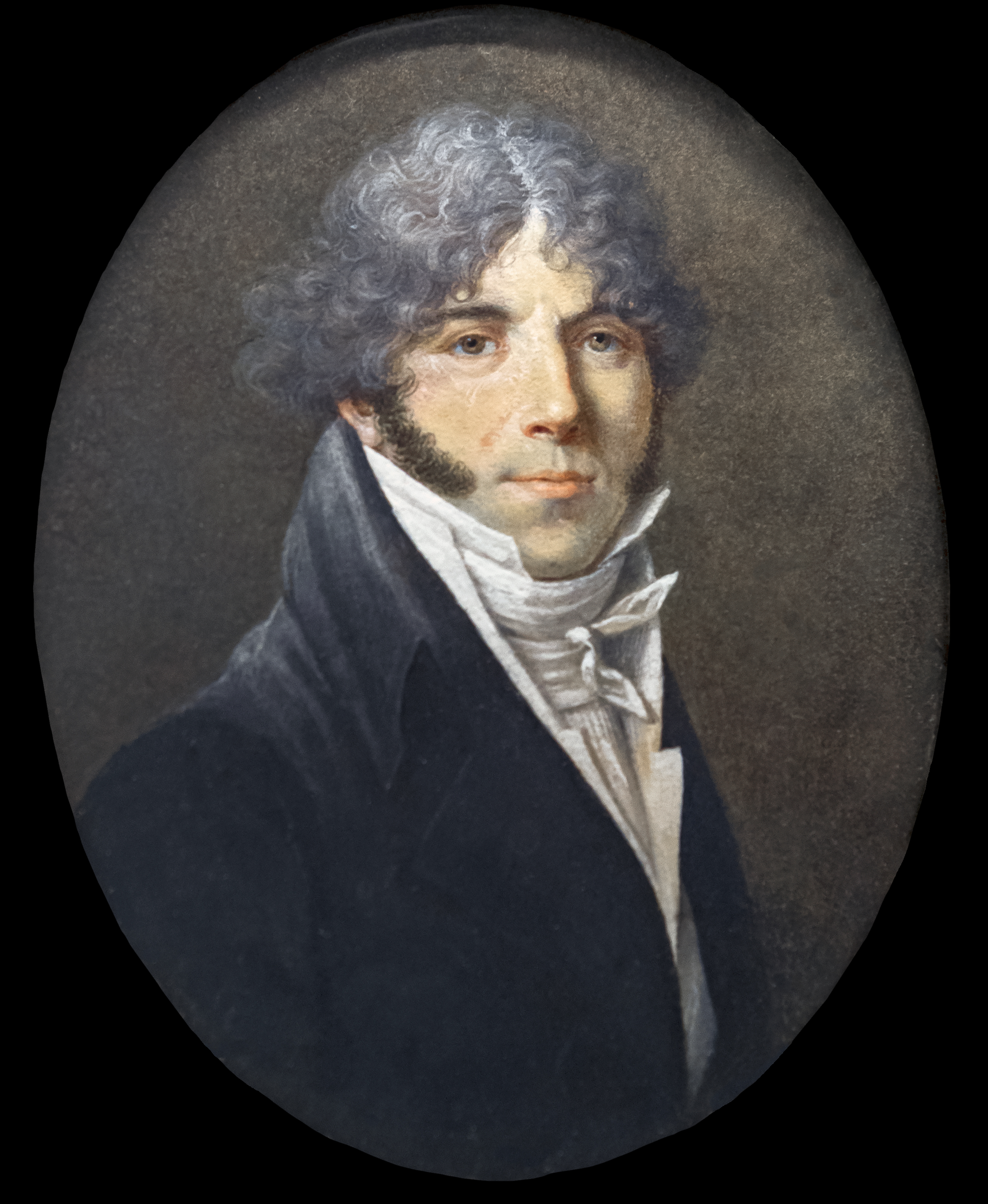
Autoportrait par Jean-Marie-Joseph Ingres, inspiré par le portrait précédent de 1804 peint par son fils
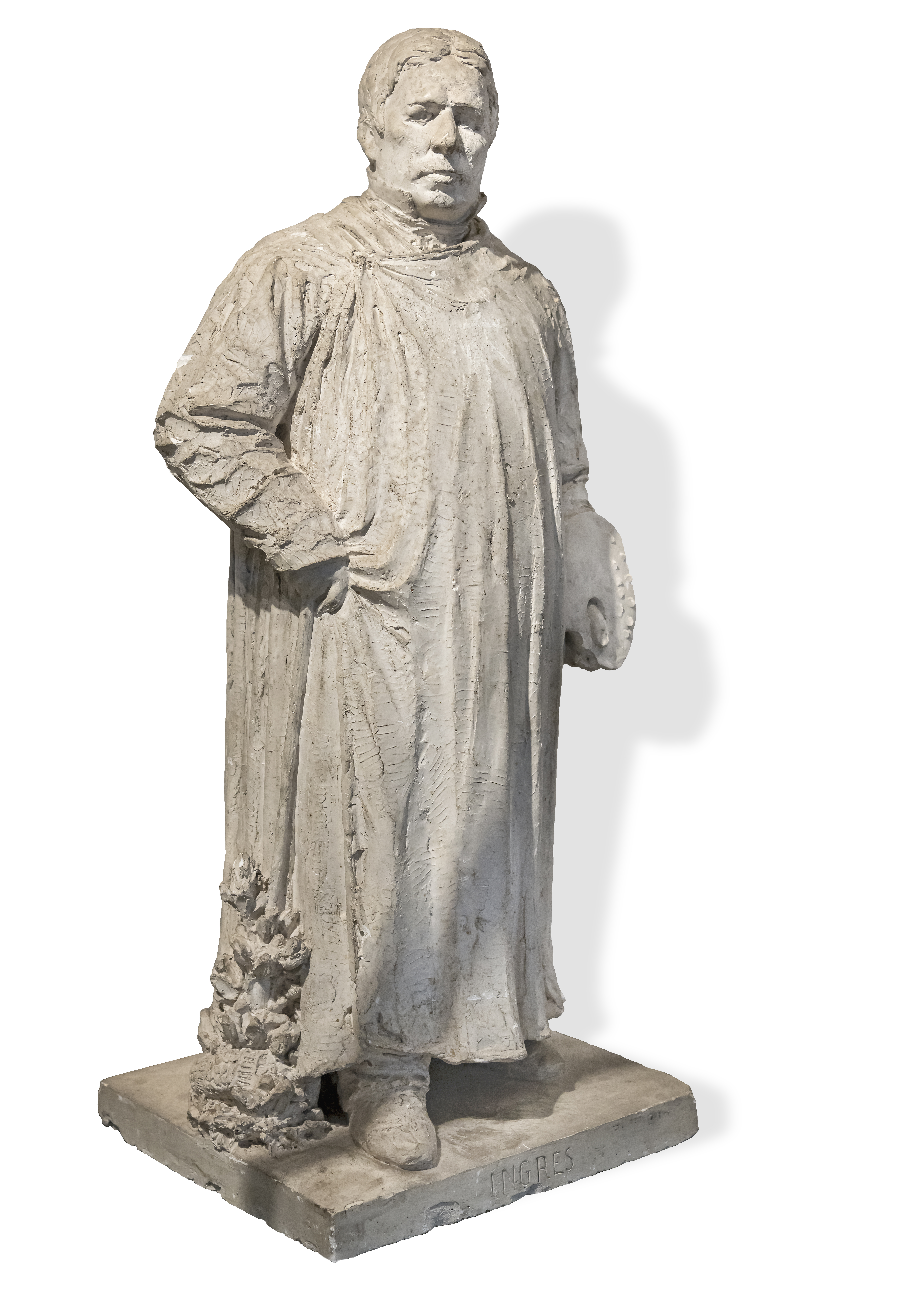
Ingres debout, 1868  par Antoine Etex. Premier projet pour le concours du Monument à Ingres envoyé en juin 1868 à l'Institut pour qu'il soit jugé. Non retenu, il est rendu à Etex qui l'offre à la ville de Montauban entre 1868 et 1871[39].
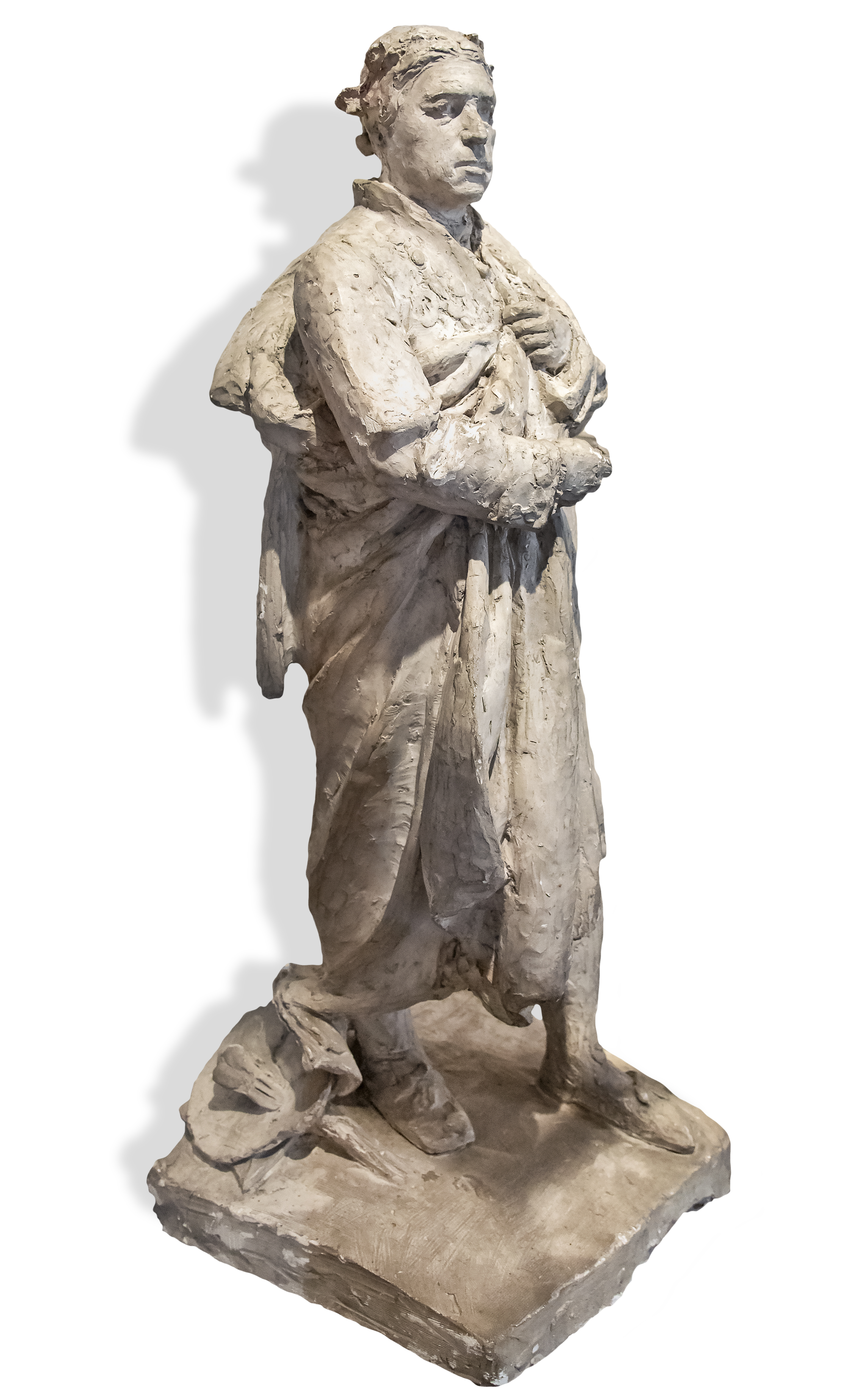
Monument à Ingres, 1868 - Alexandre Falguière. Projet pour le concours du Monument à Ingres présenté à l'Institut en juin 1866 pour qu'il soit jugé. Classé 3e, il est envoyé à Montauban pour que la Commission du monument émette son avis[40].
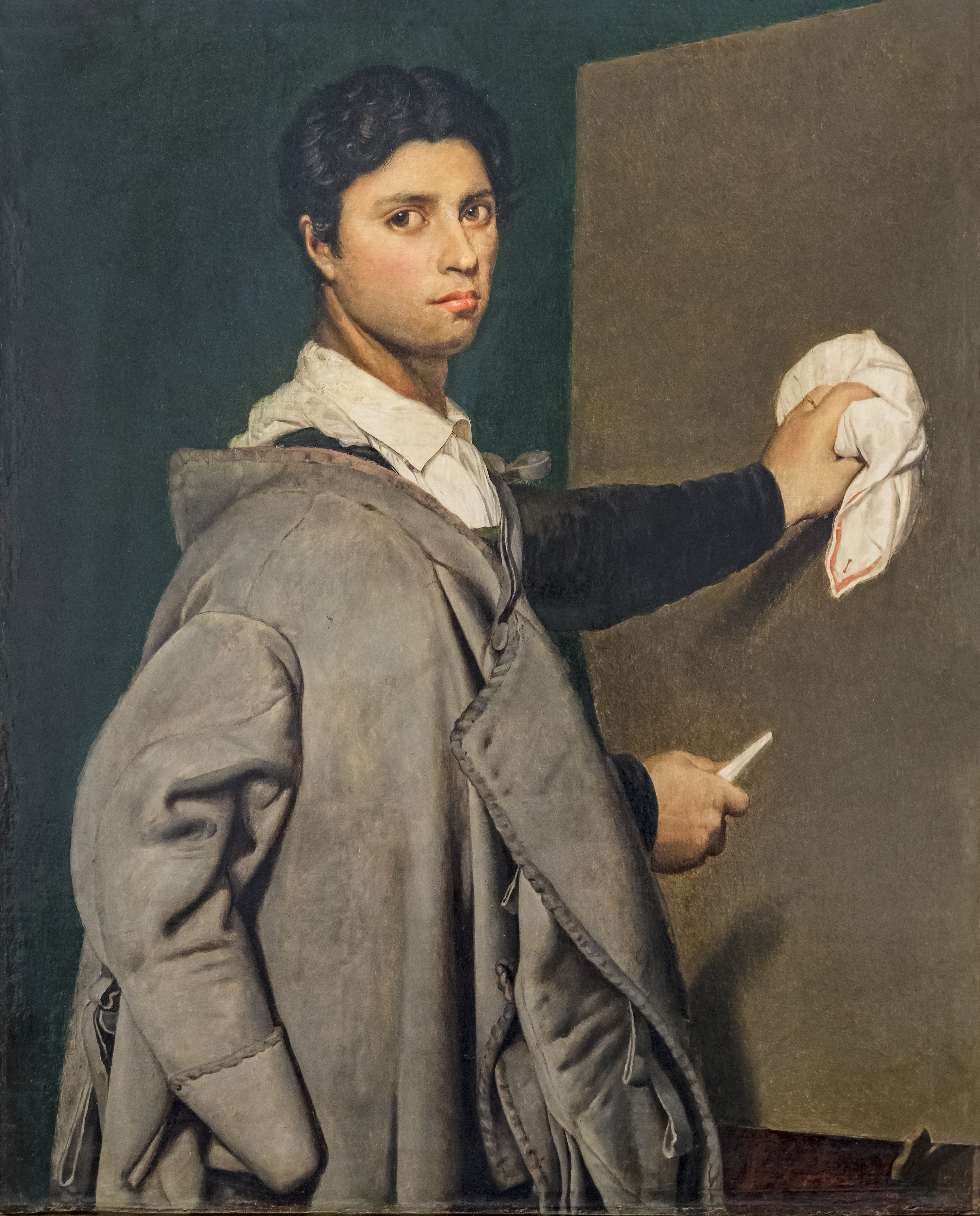
Copie du Portrait d'Ingres, 1807 par Marie-Anne-Julie Forestier[41].
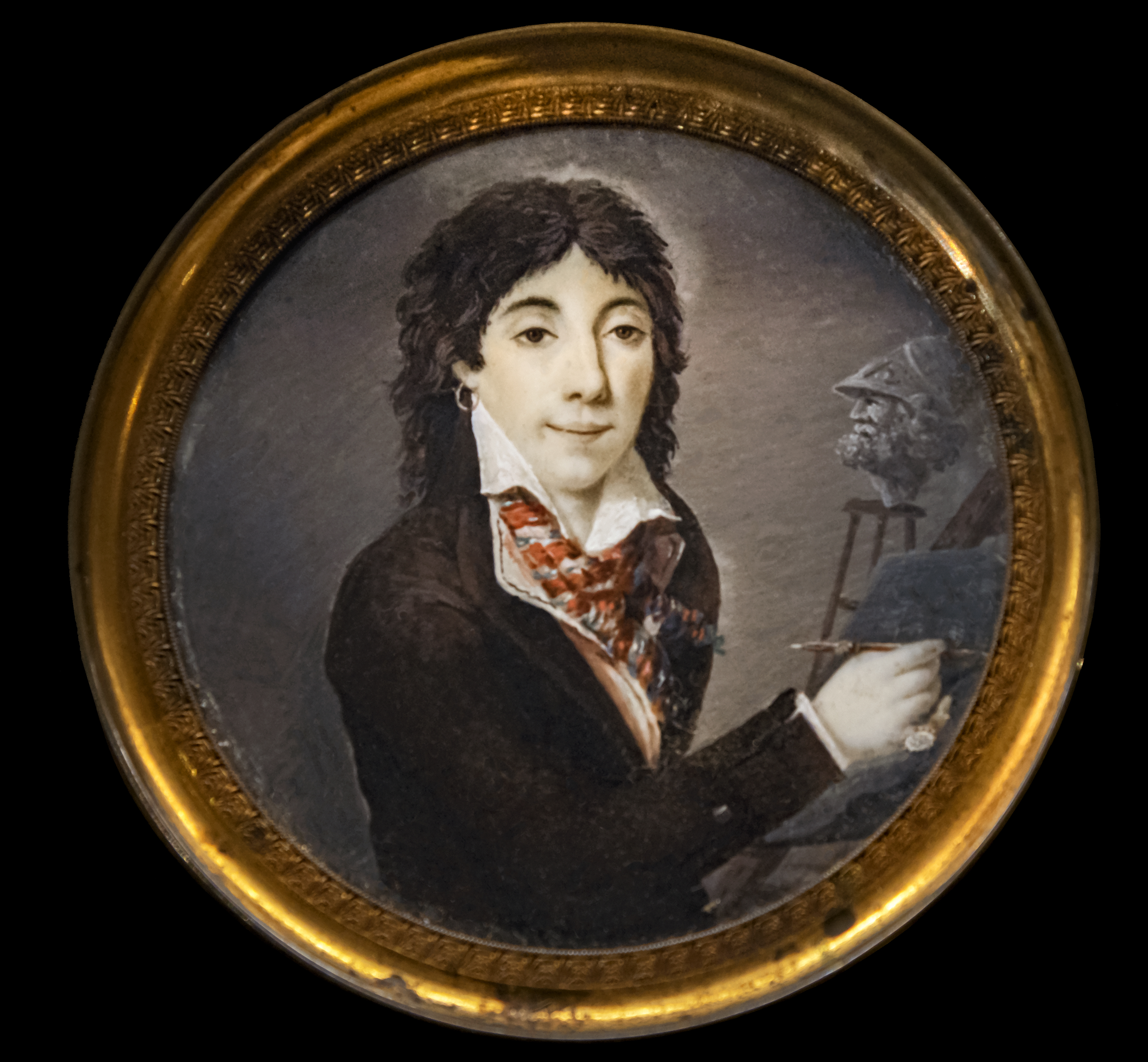
Portrait de Jean-Frédéric Delon par Jean-Marie-Joseph Ingres. Delon est un peintre de paysage de la premier moitie du XIXe siècle.
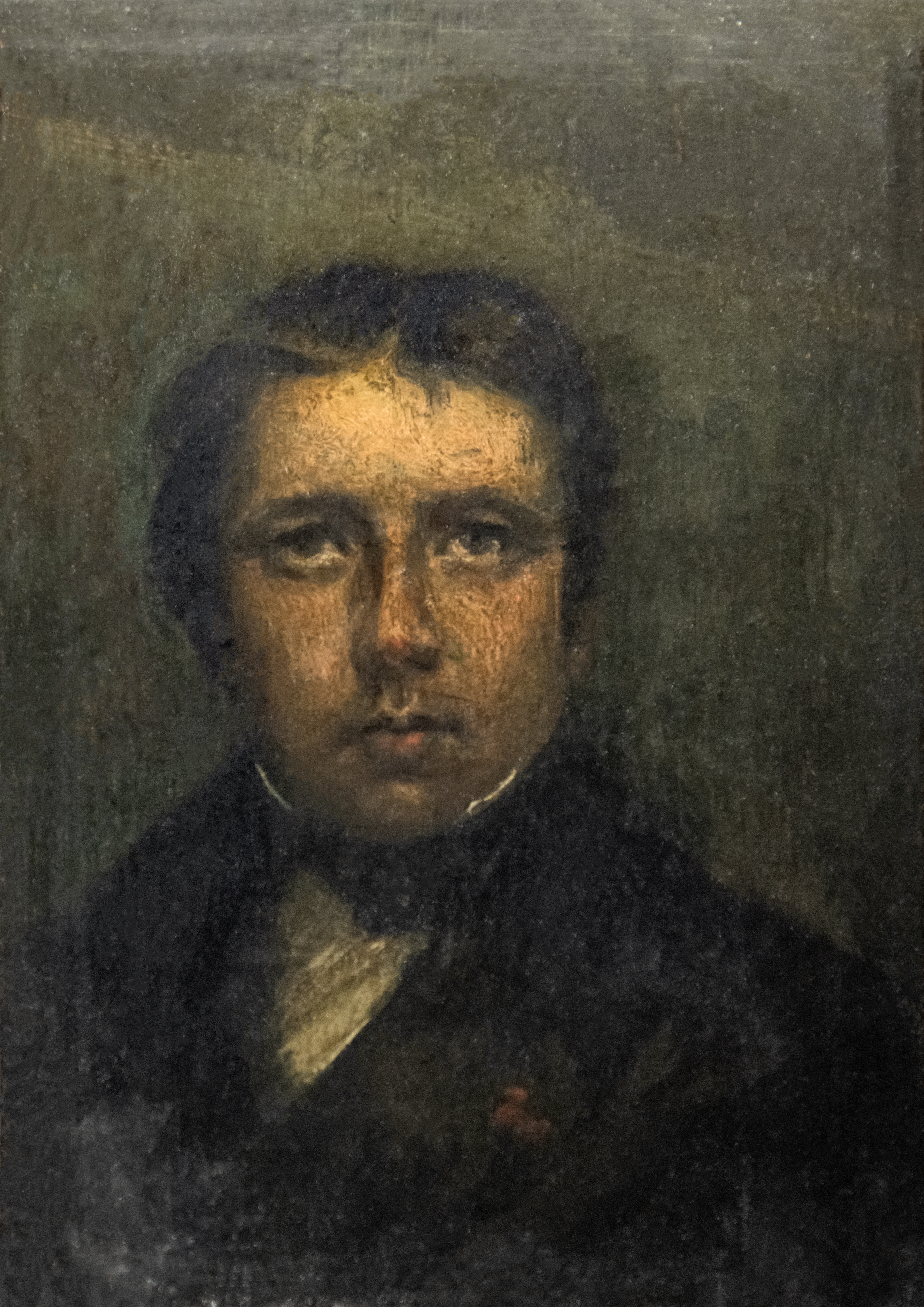
Autoportrait de Jean-Auguste-Dominique Ingres, gouache sur papier; très peu documenté.
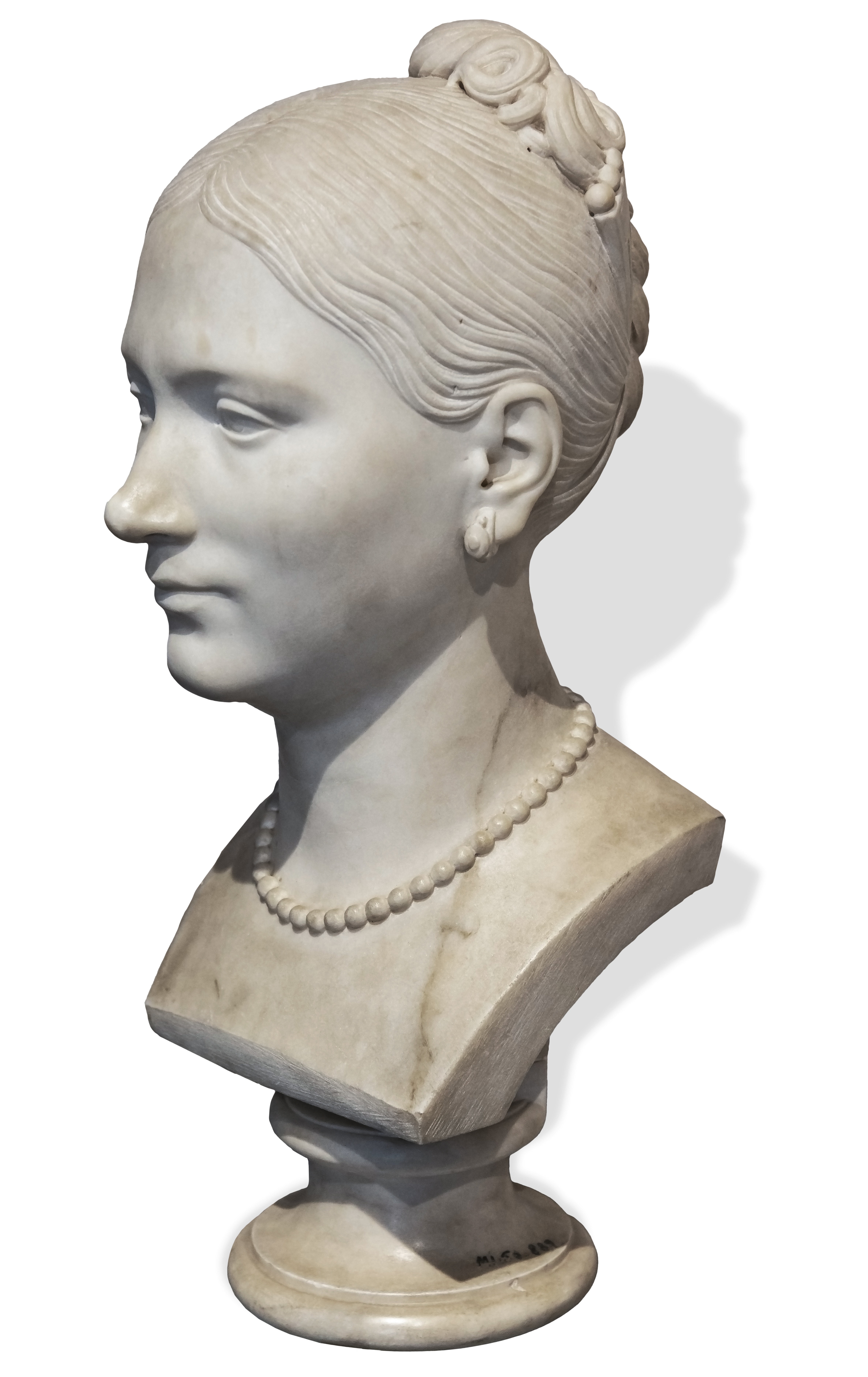
Madame Ingres, 1815 buste en marbre par Jean-Pierre Cortot[42].
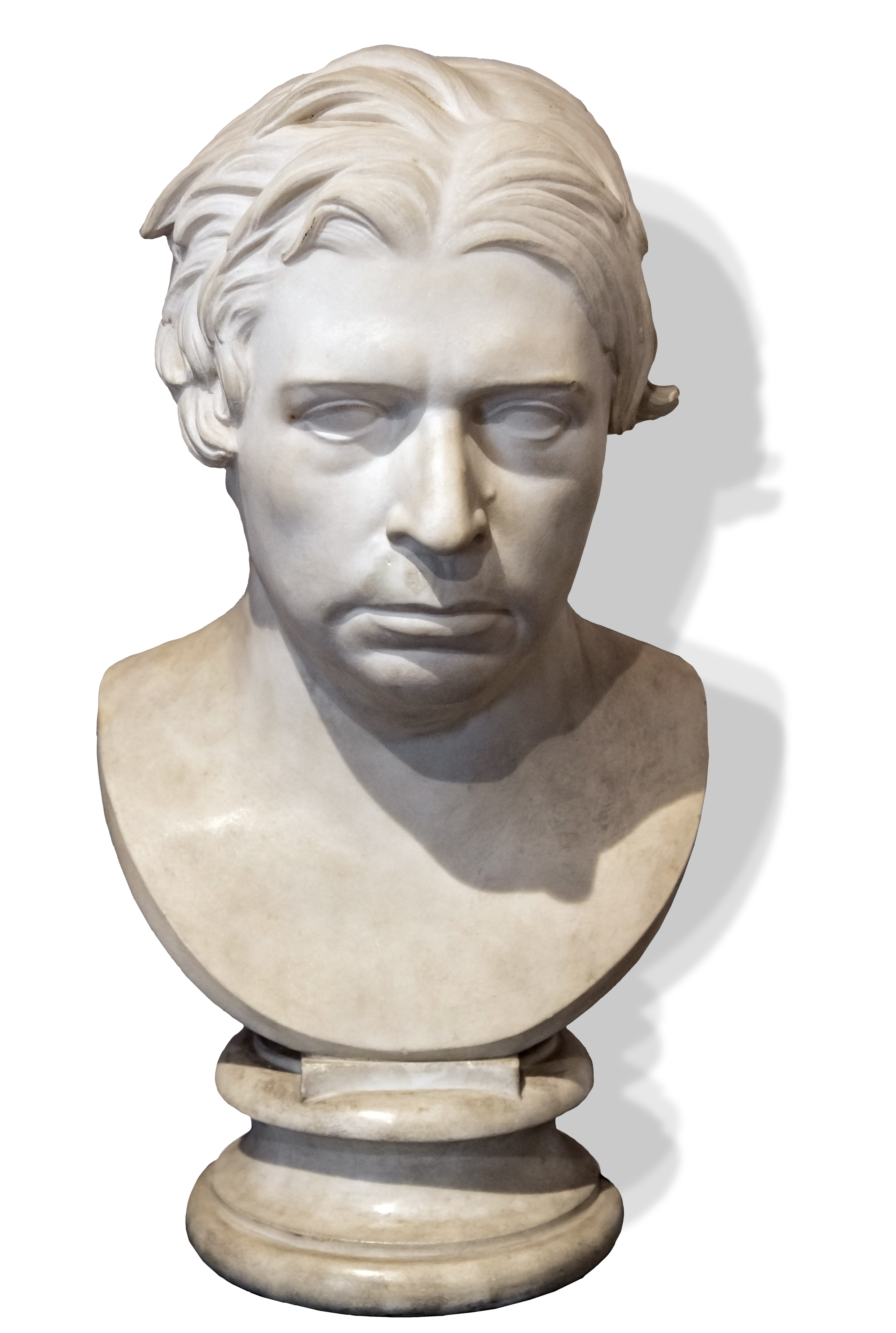
Buste d'Ingres, 1840 marbre par Auguste Ottin
- Ingres visitant la nouvelle école de dessin, 1826 par Jean-François Gilibert avocat, peintre et musicien ami d'Ingres qui a fait de lui un célèbre portrait[43].
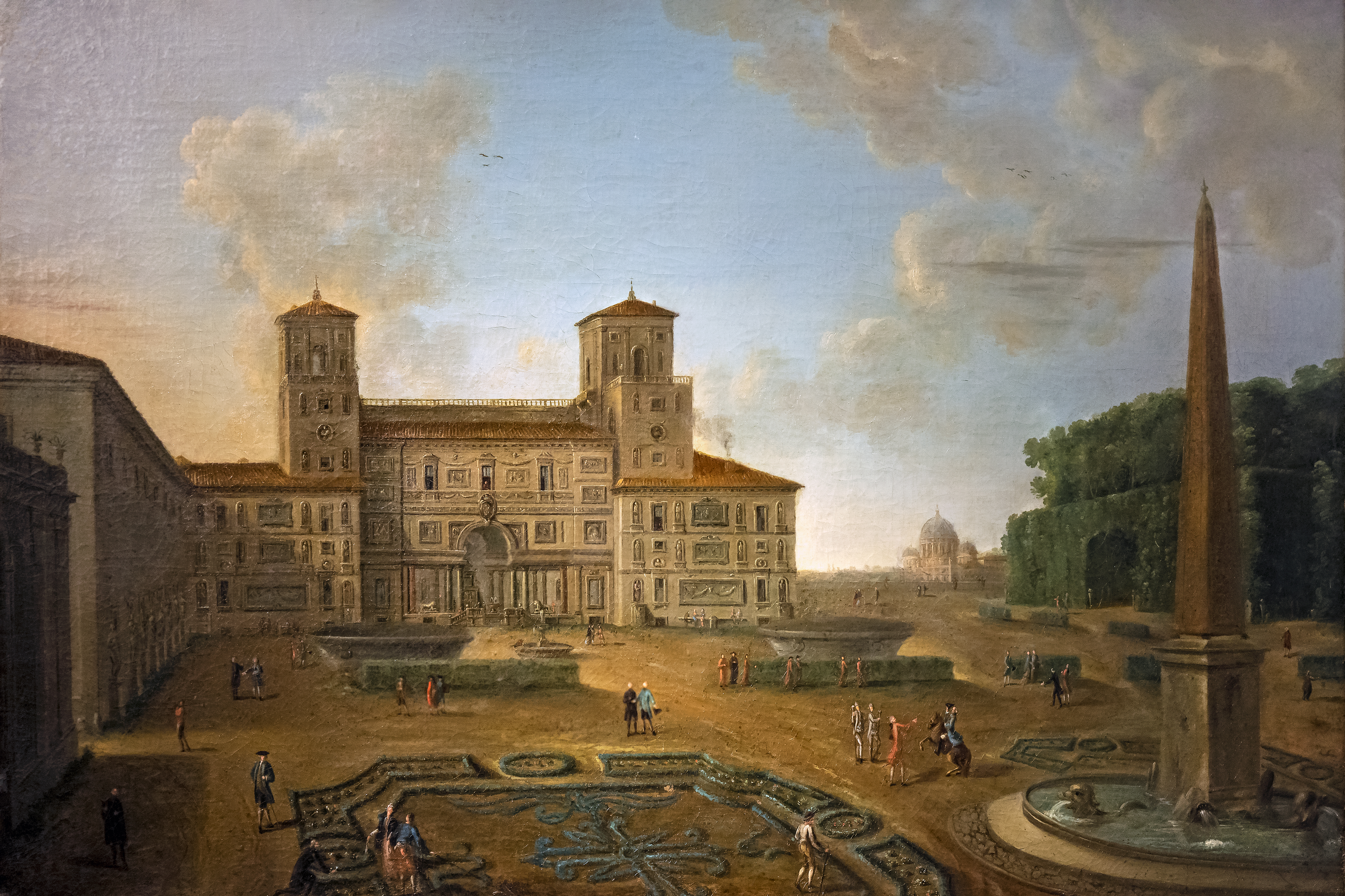
Trois tableaux de la collection personnelle d'Ingres.
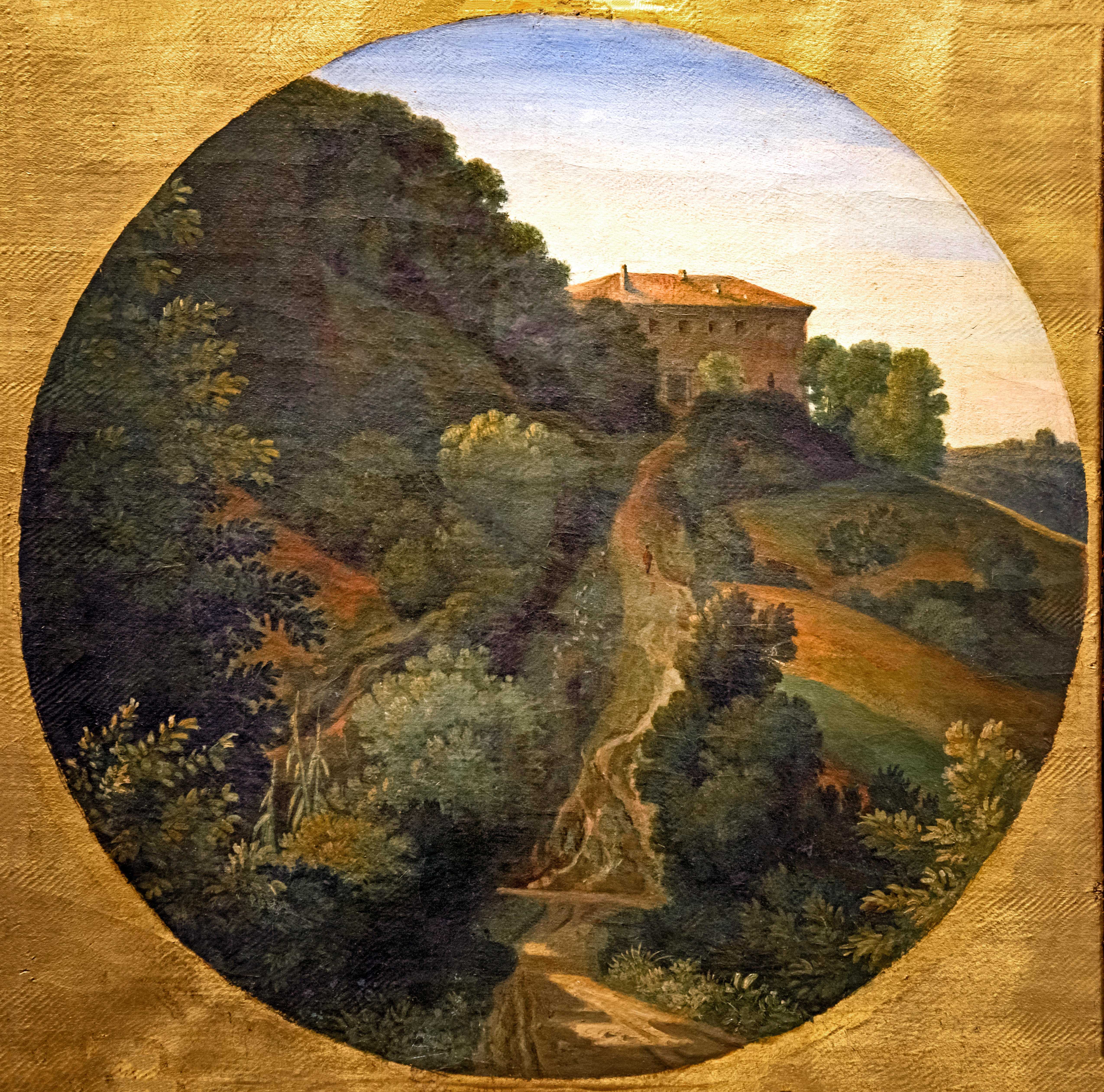
La Villa Madame à Rome, par Alexandre Desgoffe
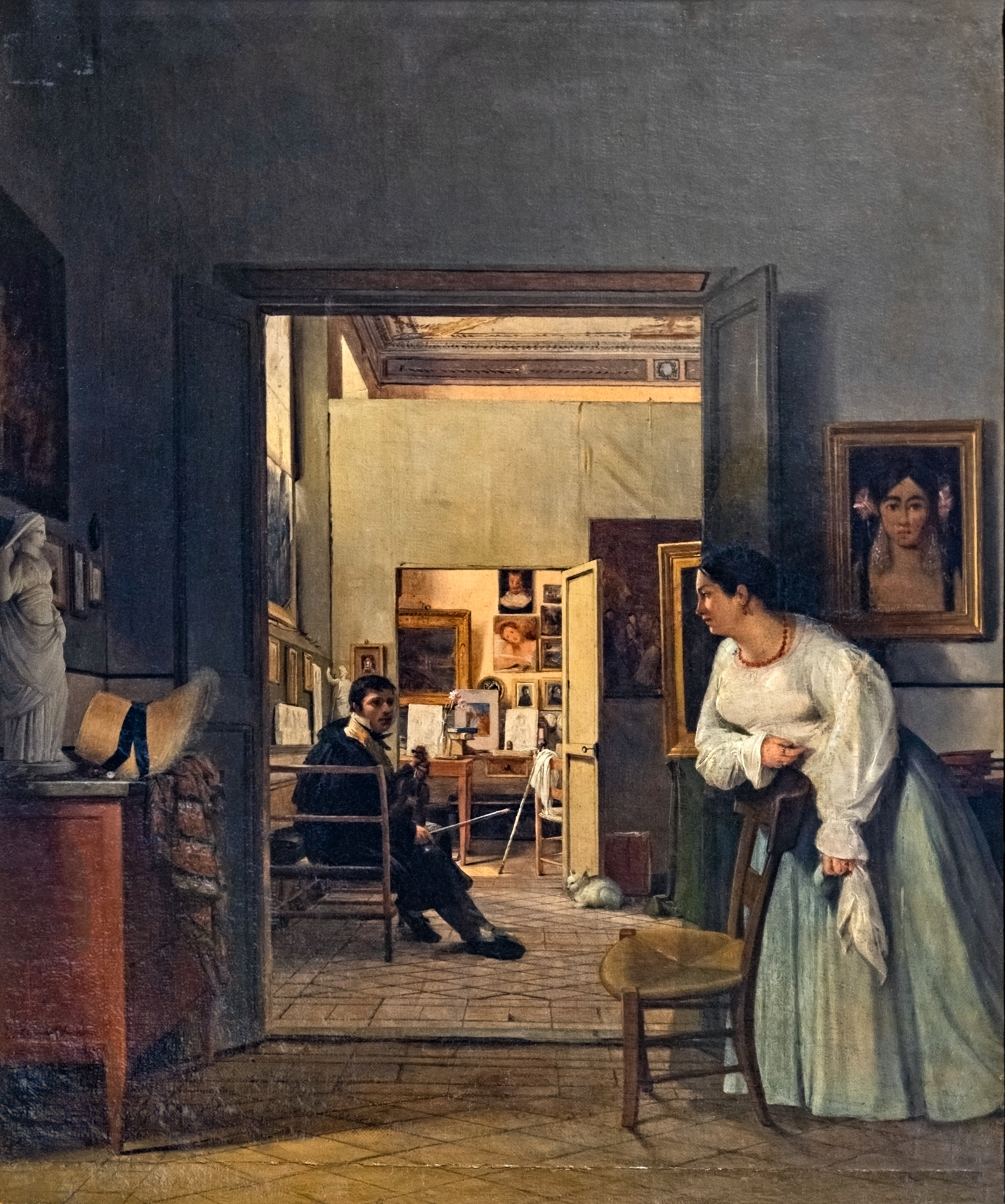
L'atelier d'Ingres à Rome, 1818 par Jean Alaux
  - La Villa Médicis, huile sur toile du XVIIIe siècle d'un auteur inconnu.
  - La Villa Madame à Rome par Alexandre Desgoffe [44]
  - L'atelier d'Ingres à Rome en  1818 par Jean Alaux. Don de Madame Delphine Ingres en 1886. L'atelier est celui de la Via Gregoriana, à Rome, occupé par Ingres à sa sortie de l'Académie de France, en 1810. Au premier plan, Madeleine Chapelle, première femme d'Ingres ; au second plan, Ingres tenant son violon. On reconnait plusieurs tableaux de sa collection, notamment la tête de femme attribuée à Coello et des toiles de sa main : Jésus remettant à saint Pierre les clefs du Paradis, le duc d'Albe à Sainte-Gudule [45].
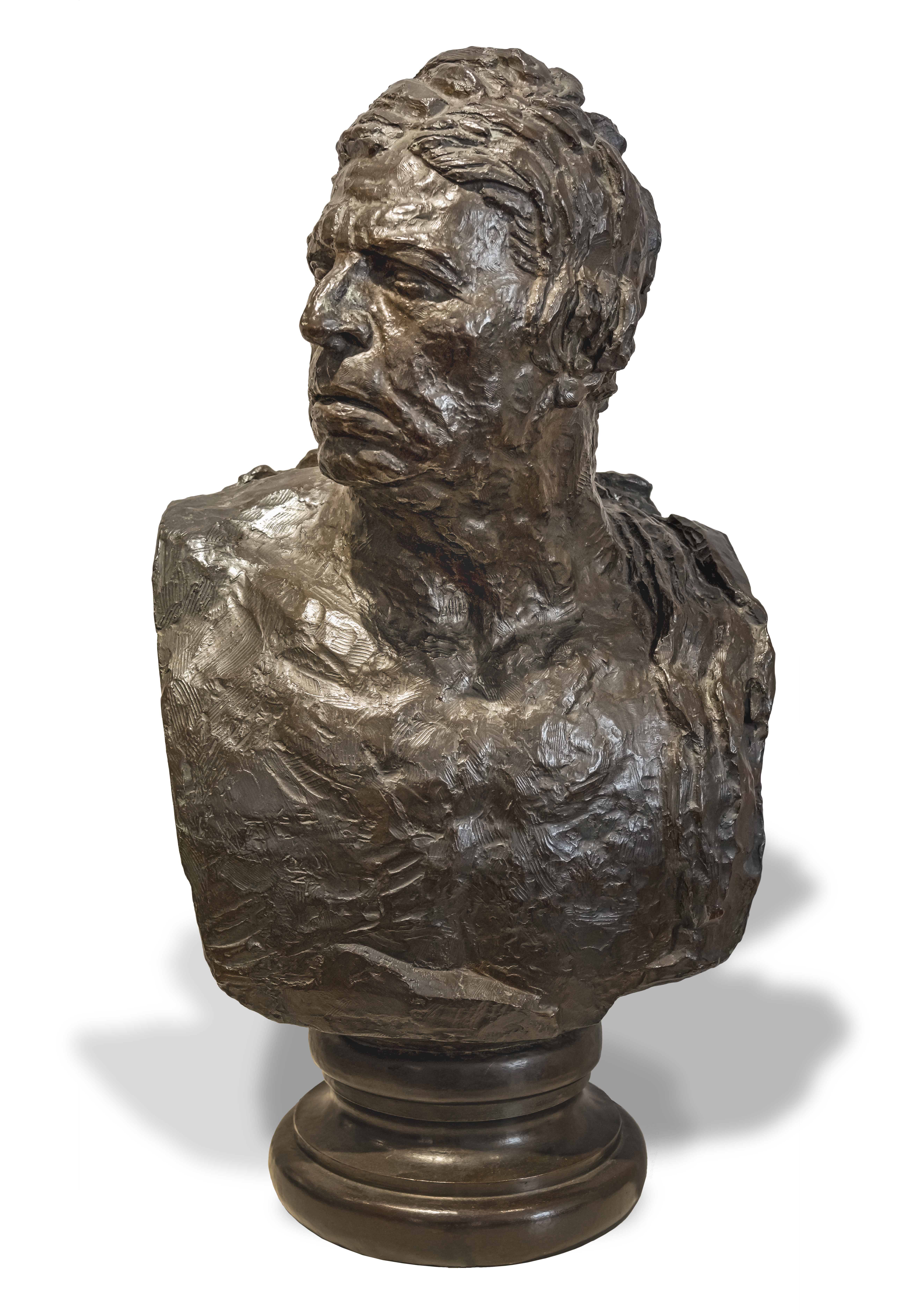
Buste d'Ingres par Bourdelle, bronze de 1098[46].
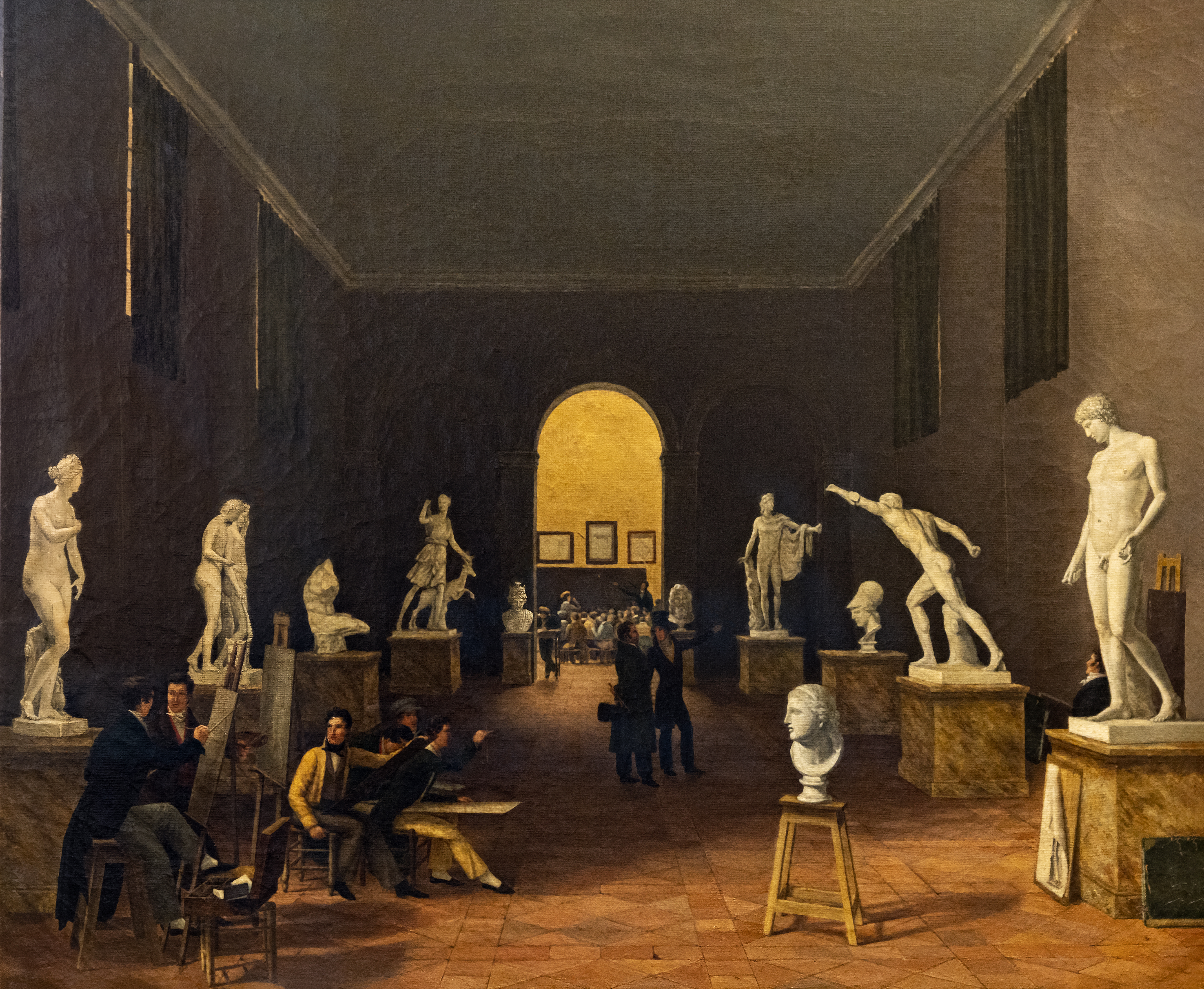
Ingres visitant la nouvelle école de dessin par Jean-François Gilibert [43].
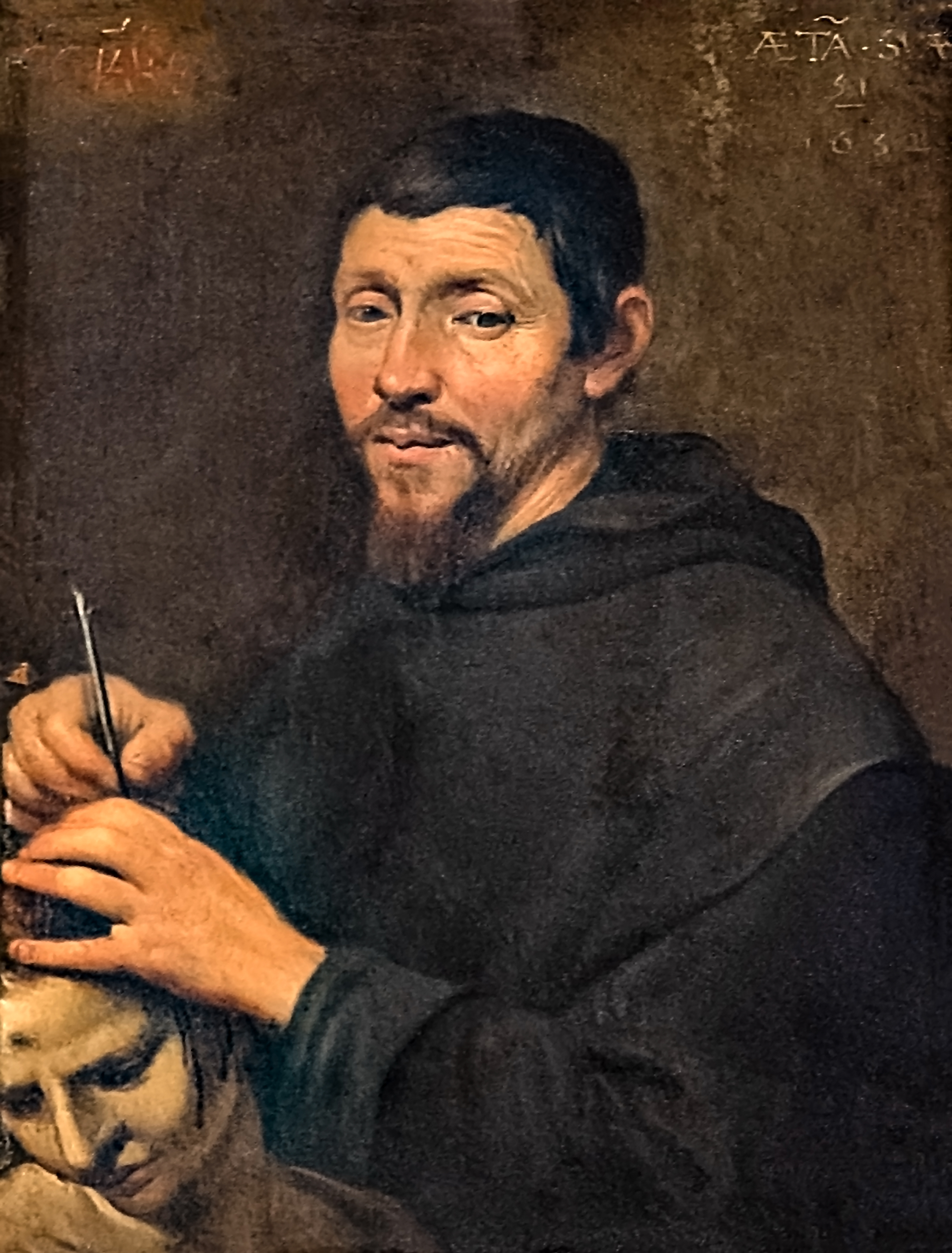
Un Religieux faisant l'opération du trépan, 1652. Huile du cuivre probablement d'origine flamande sans attribution[47].
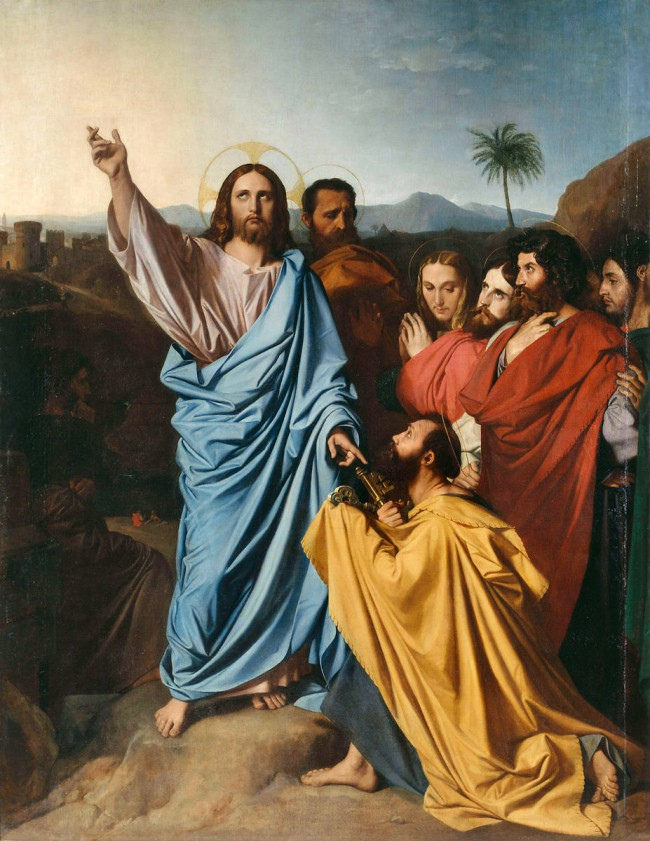
Jésus remettant à saint Pierre les clefs du Paradis, 1820

#### Collection de dessins
Les 4 507 dessins d'Ingres, exposés par roulement, constituent l'une des plus grandes richesses du musée.

#### Collections d'antiques
Cette collection a été rassemblée du vivant d'Ingres. Il cherchait à se confronter aux modèles antiques originaux, fondamentaux pour son apprentissage. Parmi ces antiques, 54 vases grecs, acquis à Rome pour la plupart, ont une place prépondérante. Le peintre conservait une série de marbres parmi lesquels se distinguent l’Éro d'après Lysippe, la Tête d'Antinoüs, la Tête d'Éros du type Centocelle.

### Second étage
Le second étage est consacré aux peintures des XIVe, XVe et XVIe siècles des écoles italiennes et du nord (Titien, Giovanni Battista Piazzetta, Tiepolo, Bartholomeus Spranger), puis des écoles françaises et étrangères du XVIIe siècle (Charles Le Brun, Pierre Mignard, Jacob Jordaens, Anton Van Dyck et Albert Cuyp). Une section présente l'art du XVIIIe siècle de François Boucher à Jacques-Louis David.
- Judith huile sur toile, d’après Hans von Aachen, un peintre maniériste allemand, élève du peintre flamand E. Jerrigh et à Venise du Tintoret [49].
- Le Christ sauveur du monde tempera sur bois par Bartholomeus Spranger [50].
- L'Allégorie du goût Gravure sur cuivre et peinture de Hieronymus Wierix, graveur flamand de la famille de graveurs Wierix et Maarten de Vos peintre flamand de sujets religieux, allégoriques, historiques et de portraits [51].
- Deux tableaux don de Pierre-Joseph Vialètes de Mortarieu en 1843.

Joueurs de tric-trac par Christoffel Jacobsz van der Laemen artiste-peintre flamand, né à Bruxelles en 1606 et mort à Anvers le 22 septembre 1651 .
Joueurs de cartes par Antonie Palamedesz est un peintre néerlandais du siècle d'or. Il est connu pour ses peintures de portraits et de scènes de genre.

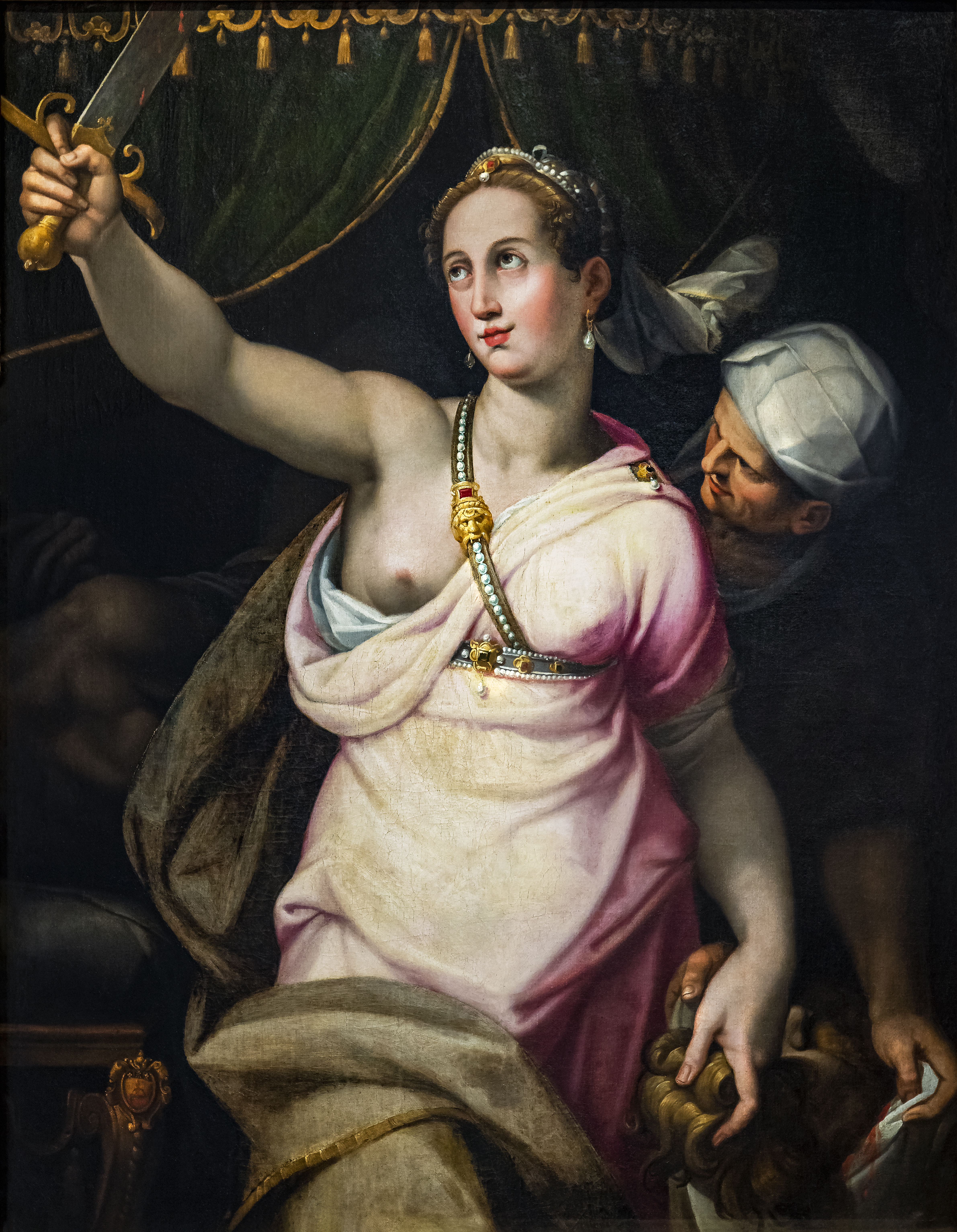
Judith d’après Hans von Aachen
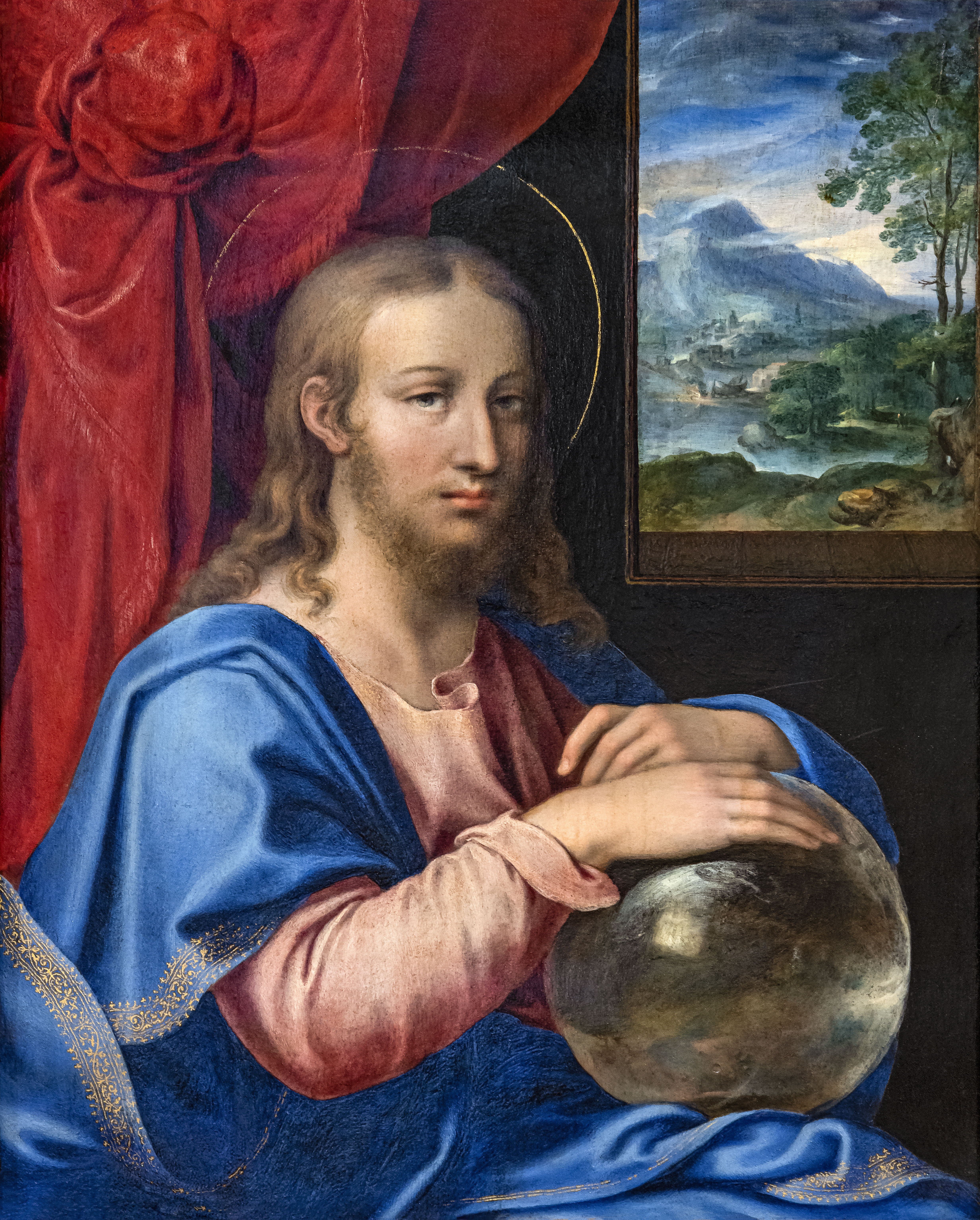
Le Christ sauveur du monde par Bartholomeus Spranger
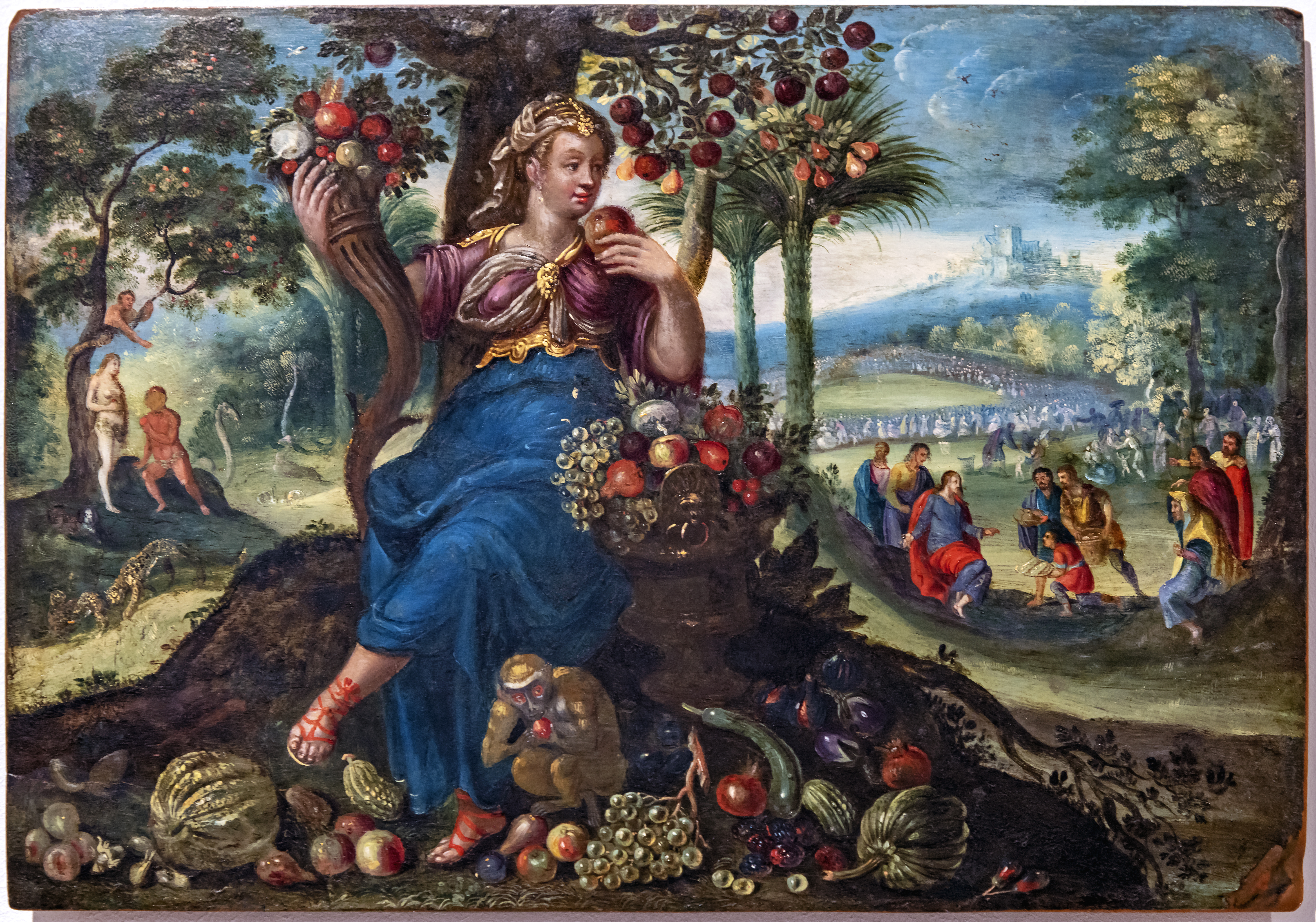
L'Allégorie du goût - WIERIX Jérôme (graveur), VOS Martin de (peintre)
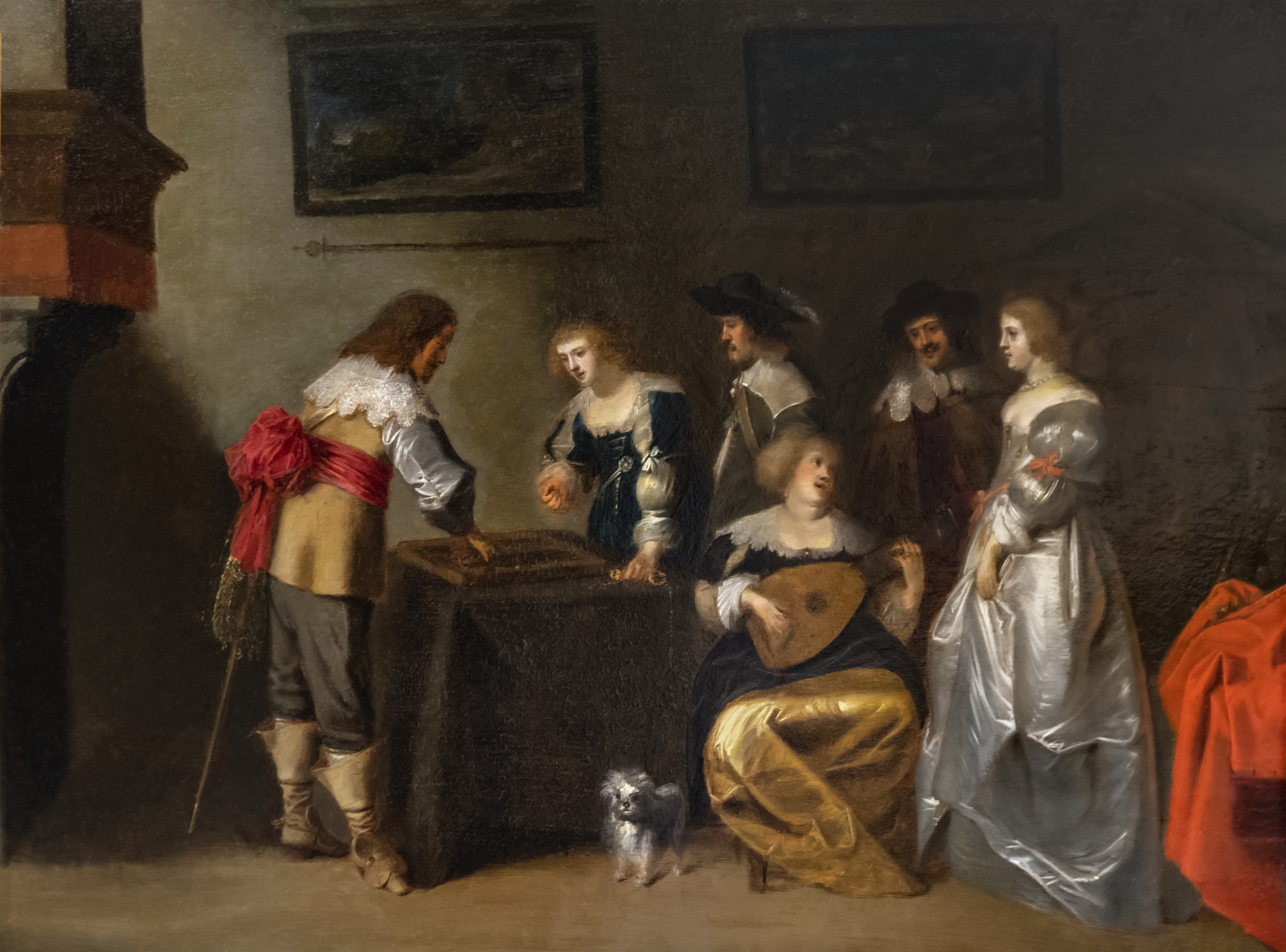
Joueurs de tric-trac par Christoffel Jacobsz van der Laemen
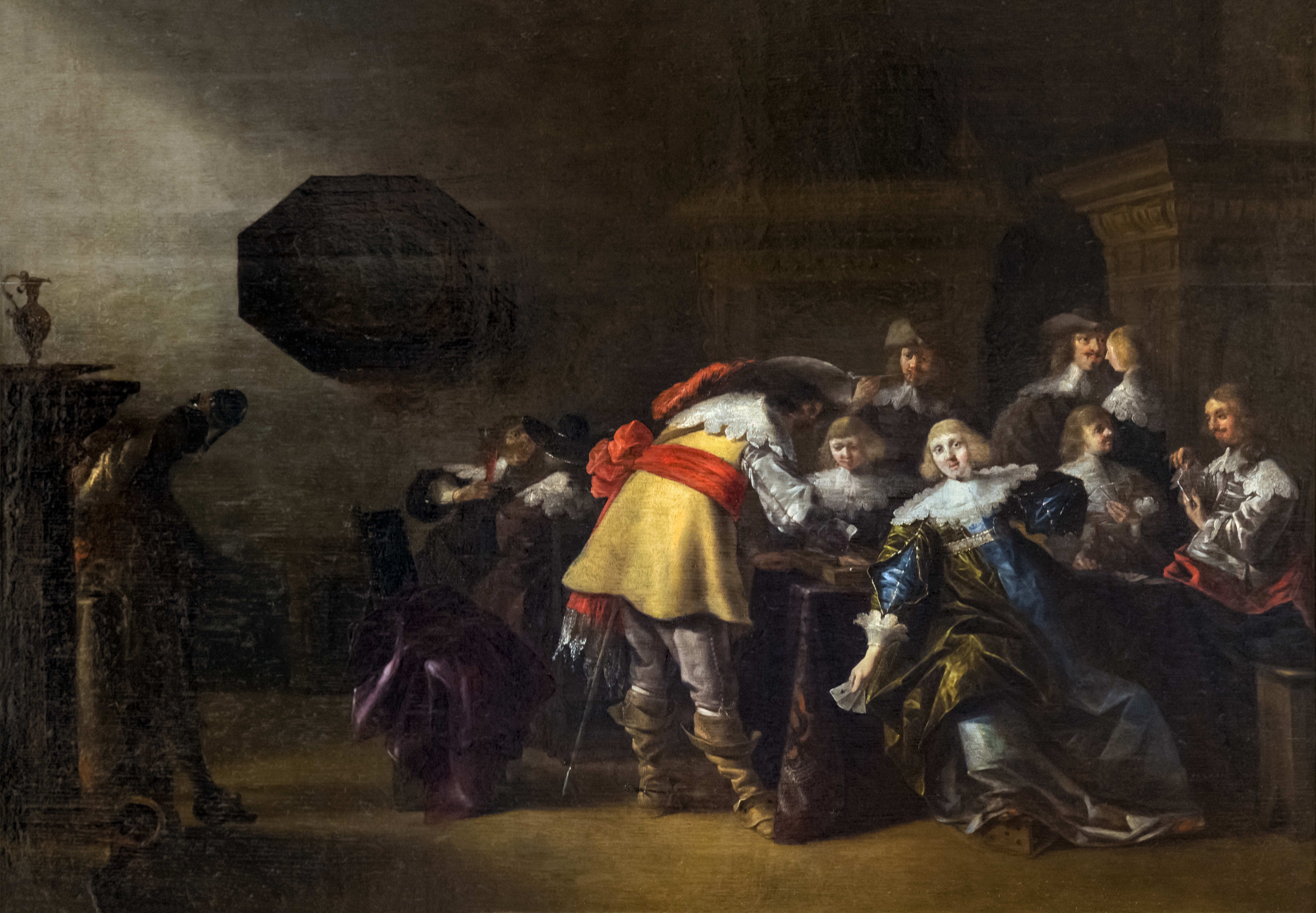
Joueurs de cartes par Antonie Palamedesz
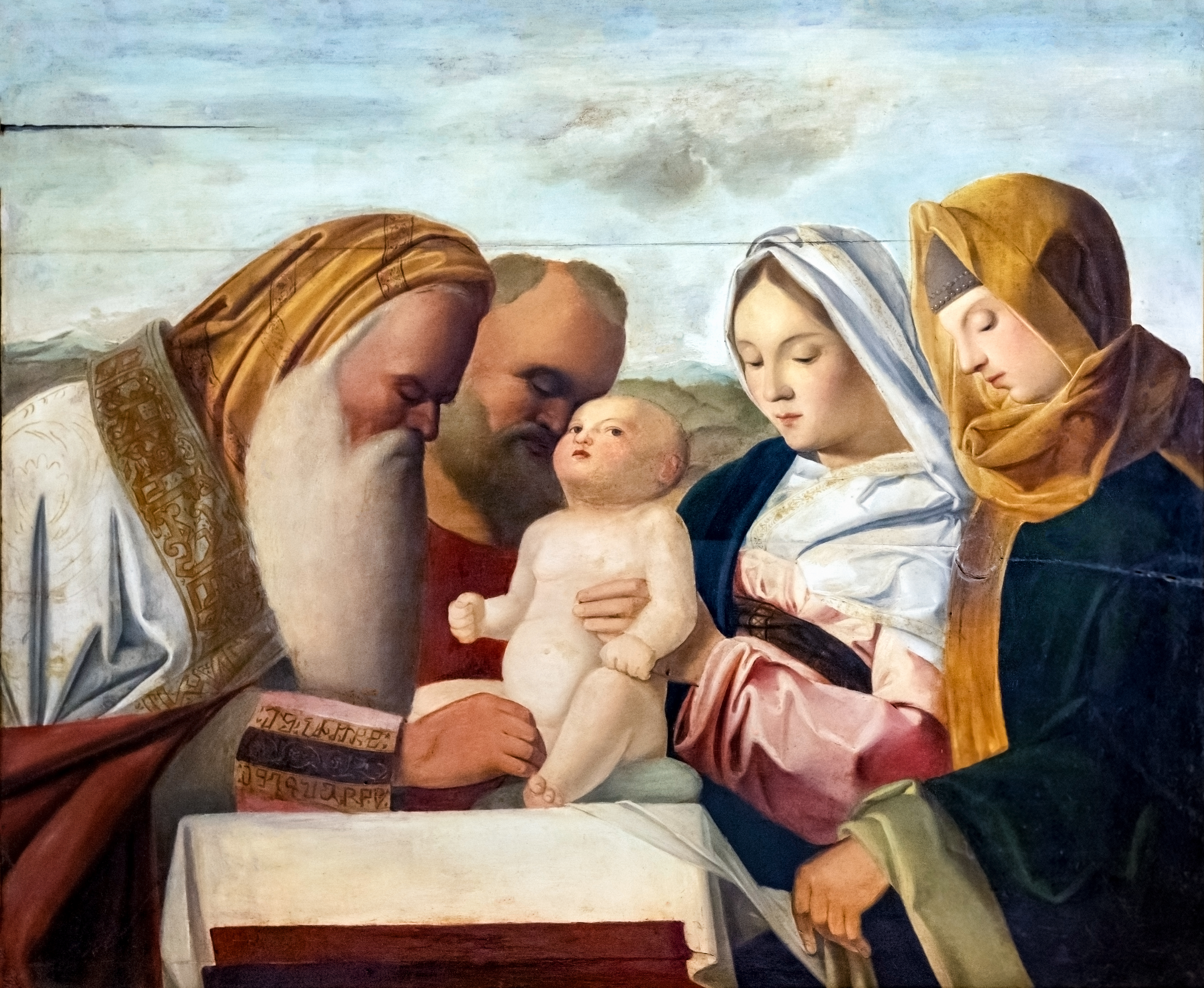
La Circoncision d'après  Giovanni Bellini; Copie d'atelier du tableau de la National Gallery de Londres[54].
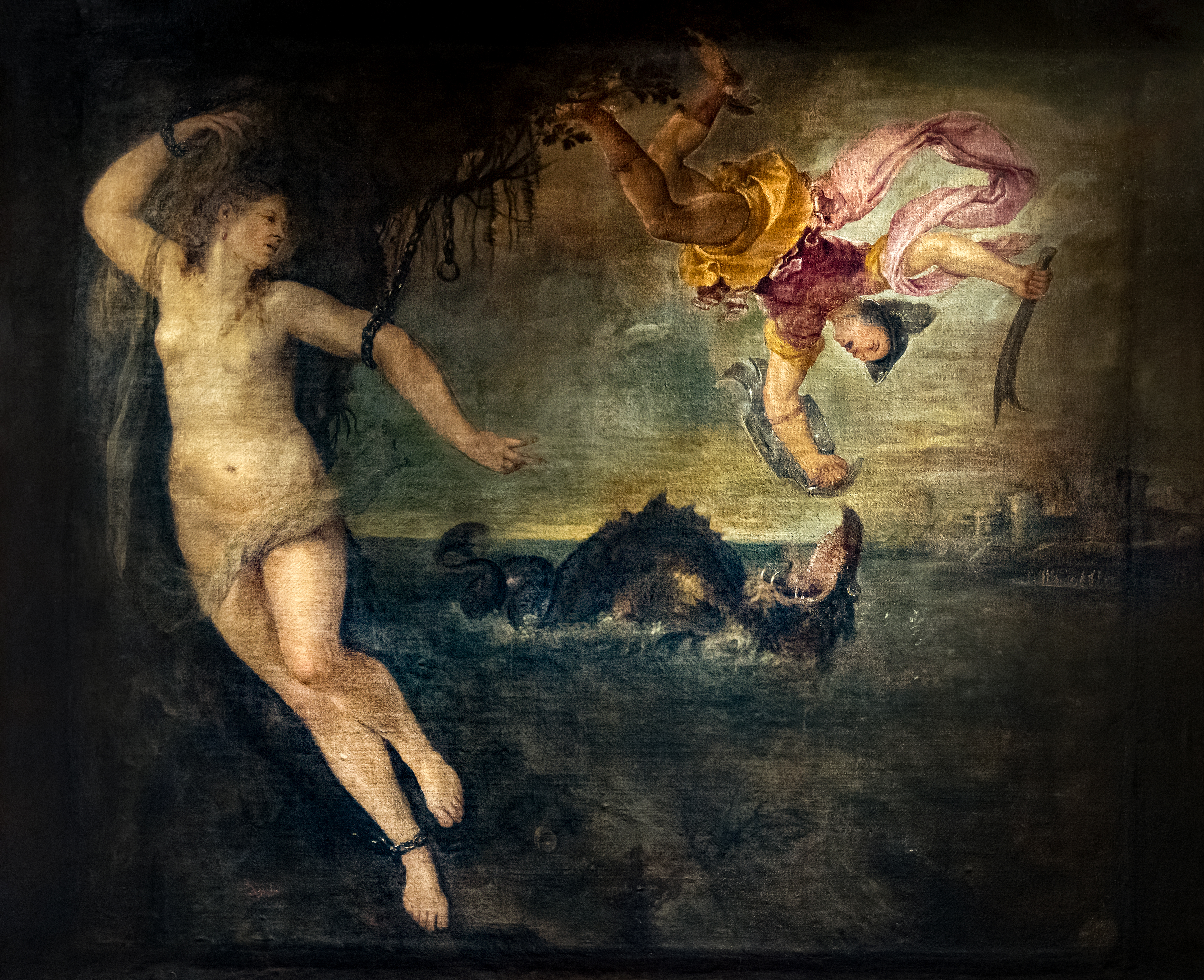
Persée délivrant Andromède d'après Le Titien; Copie d'atelier du tableau de la Wallace Collection de Londres[55].
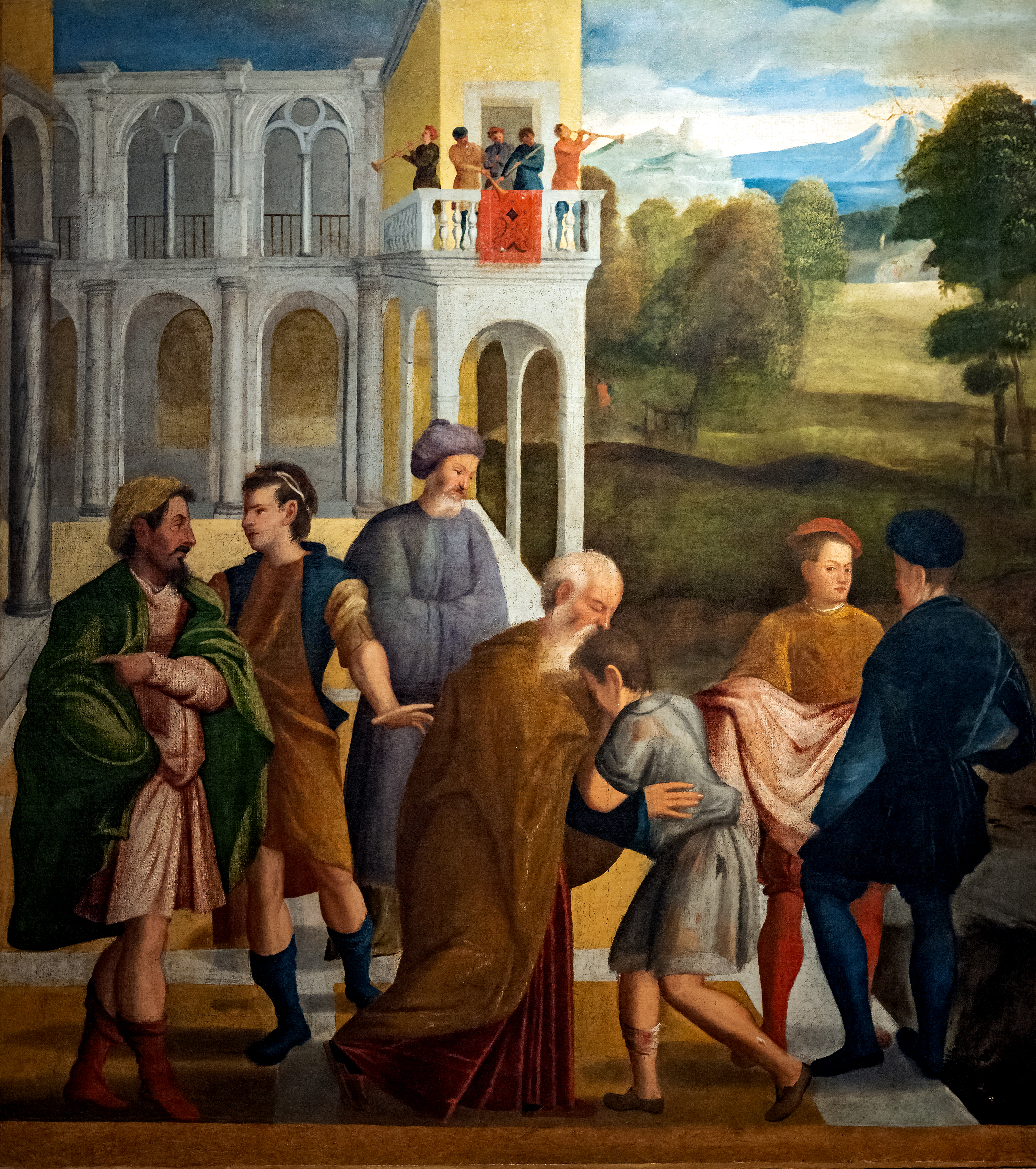
Le retour de l'enfant prodigue par Marcello Fogolino peintre vénitien de la haute Renaissance [56].
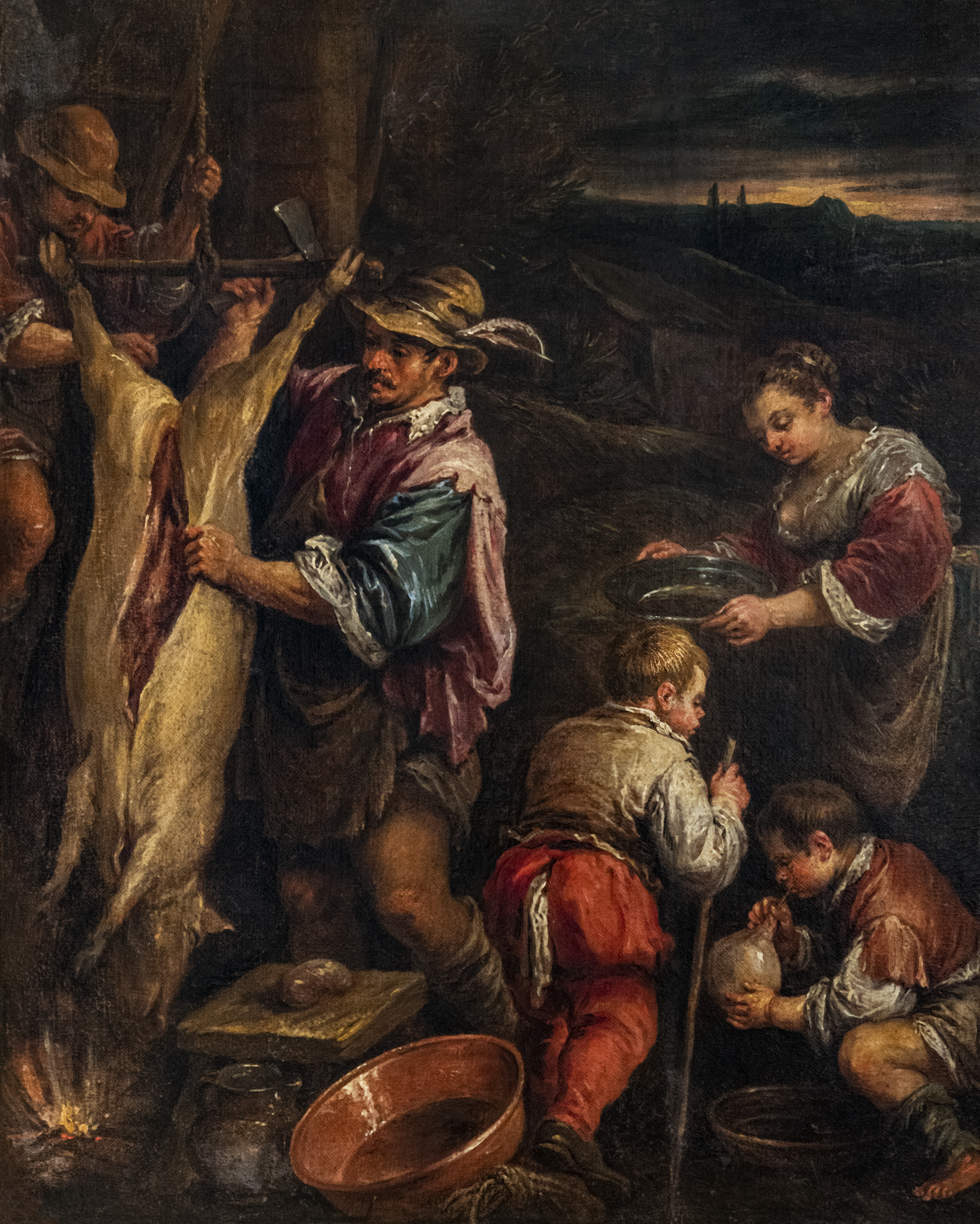
Paysan écorchant un porc par Francesco Bassano le Jeune ou Francesco Giambattista da Ponte (Bassano del Grappa, 26 janvier 1549 - Venise, 4 juillet 1592), est un peintre vénitien maniériste, qui s'est illustré dans les scènes de la vie quotidienne[57].
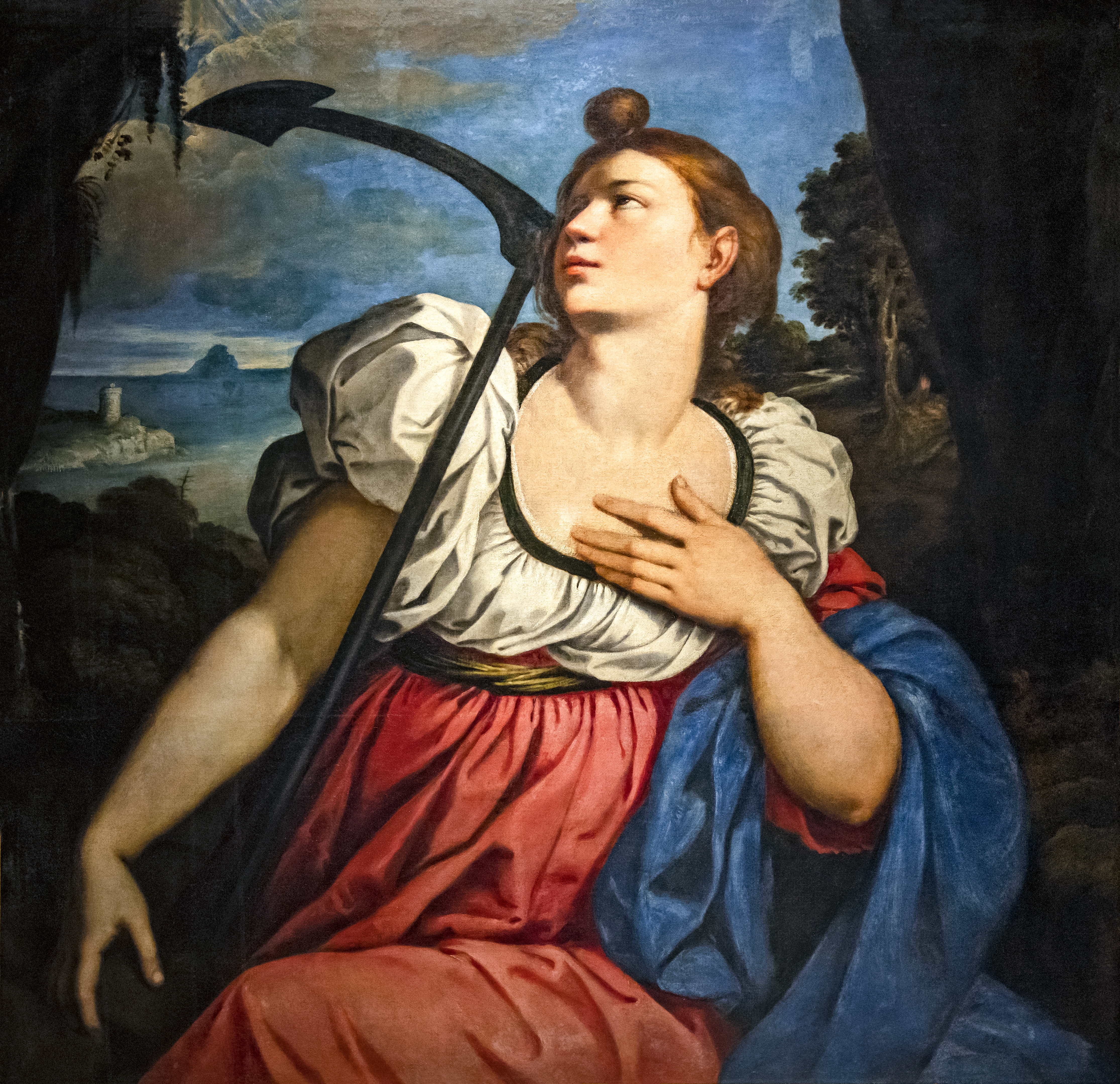
L'Espérance, vers 1610 par Bartolomeo Schedoni, peintre italien baroque de Reggio d'Émilie[58].
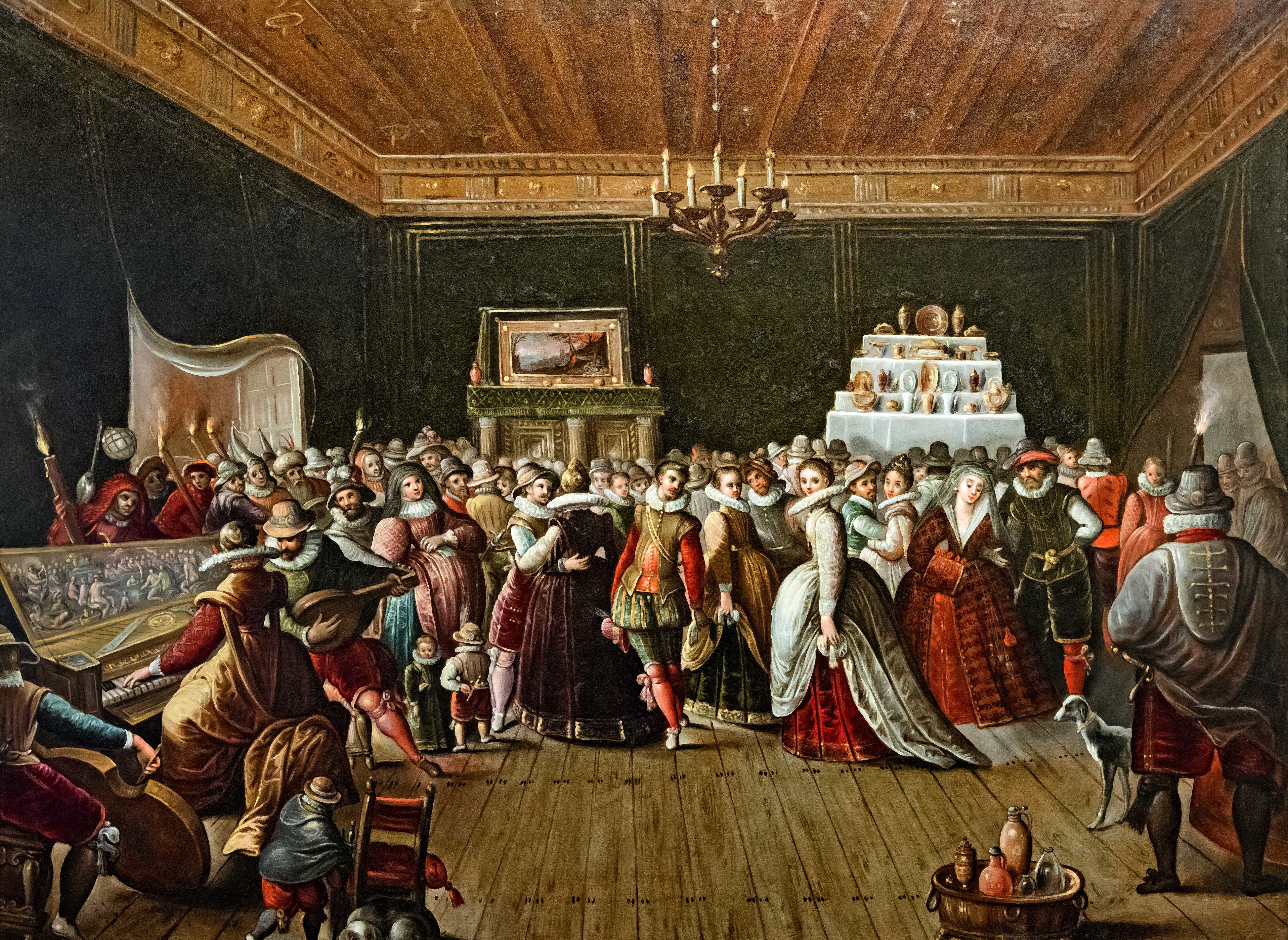
Un bal, vers 1610 par Frans Francken I, peintre flamand de l'École d'Anvers [59].
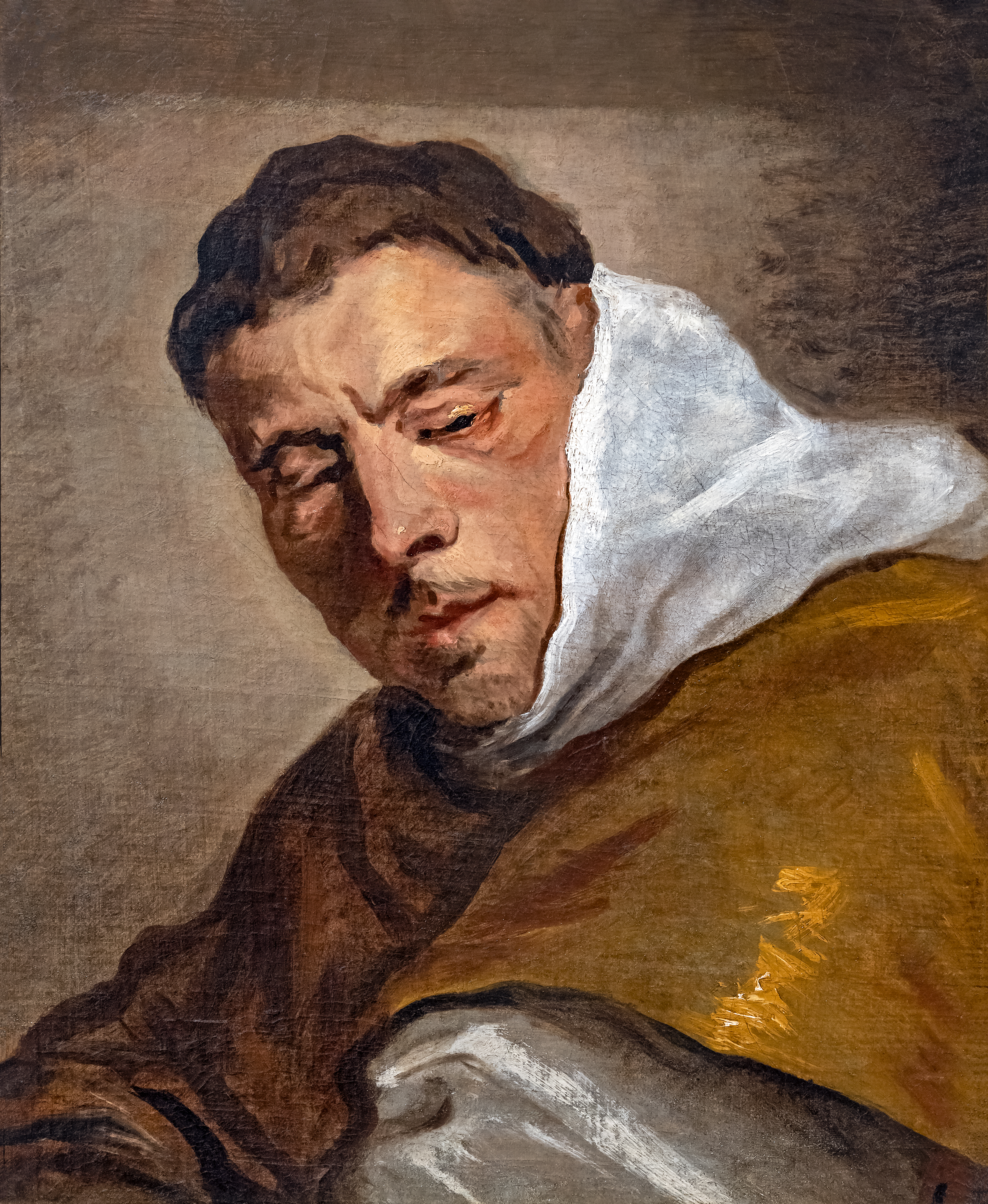
Tête de moine copie d'après Anthony van Dyck, huile sur toile en dépôt du musée du Louvre depuis 1872 [60].

- Trois tableaux de Jacob Jordaens

Silène et les quatre saisons œuvre réalisée dans l'atelier de Jacob Jordaens assez tardivement après 1640. On reconnaît la main de Jordaens dans le sonneur de trompe et la vieille femme ; les autres figures sont probablement dues à des collaborateurs .
Le penseur ou Faune en méditation .
Tête de FauneFragment d'une composition mythologique détruite : 'seul reste d'un tableau représentant Jupiter et la nymphe Antiope, détruit par Serine peintre de Toulouse à cause de la nudité des personnages. Cette tête est faite d'après un modèle familier à Jordaens qu'on retrouve dans divers tableaux du maître  .

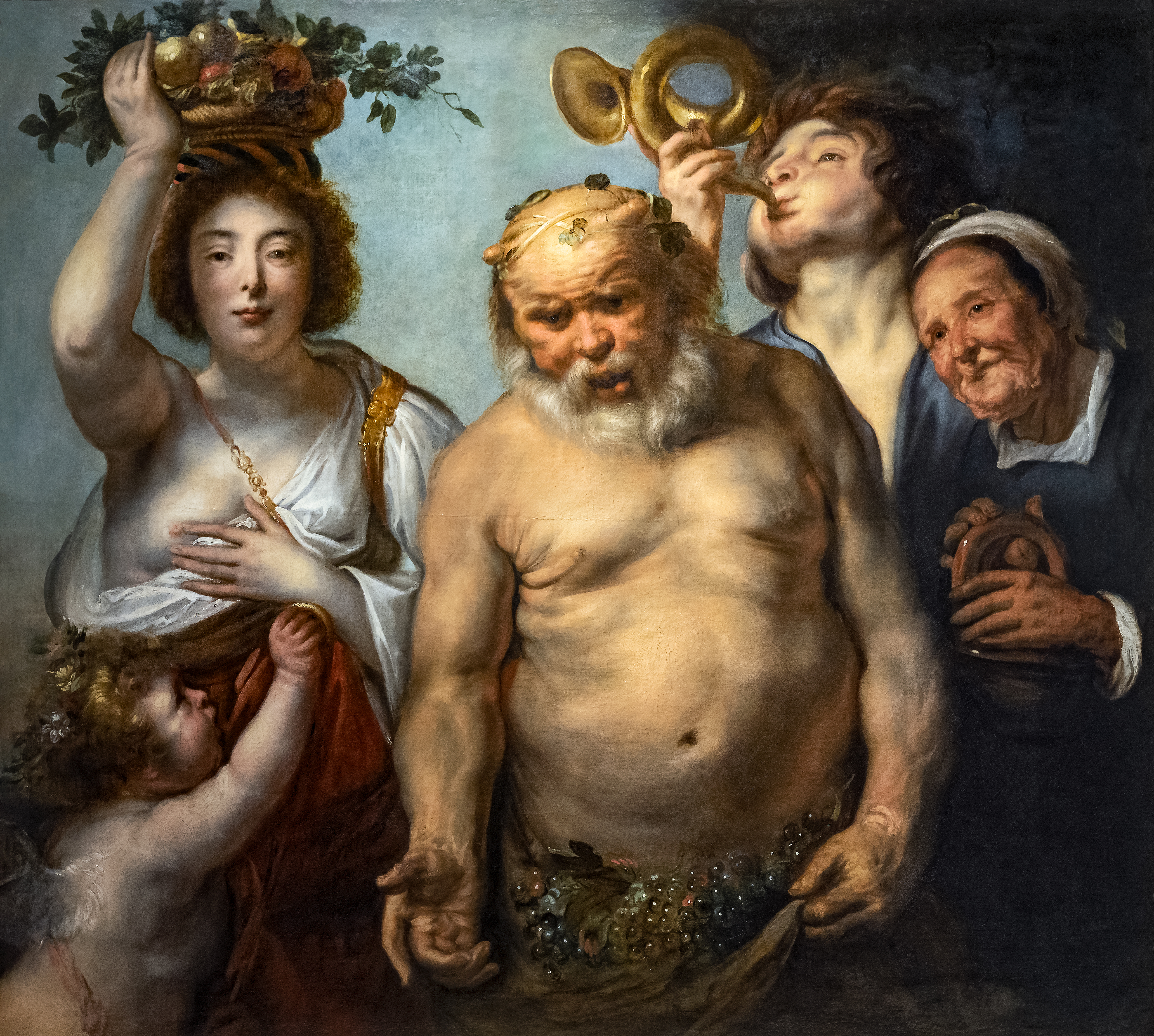
Silène et les quatre saisons - Jacob Jordaens
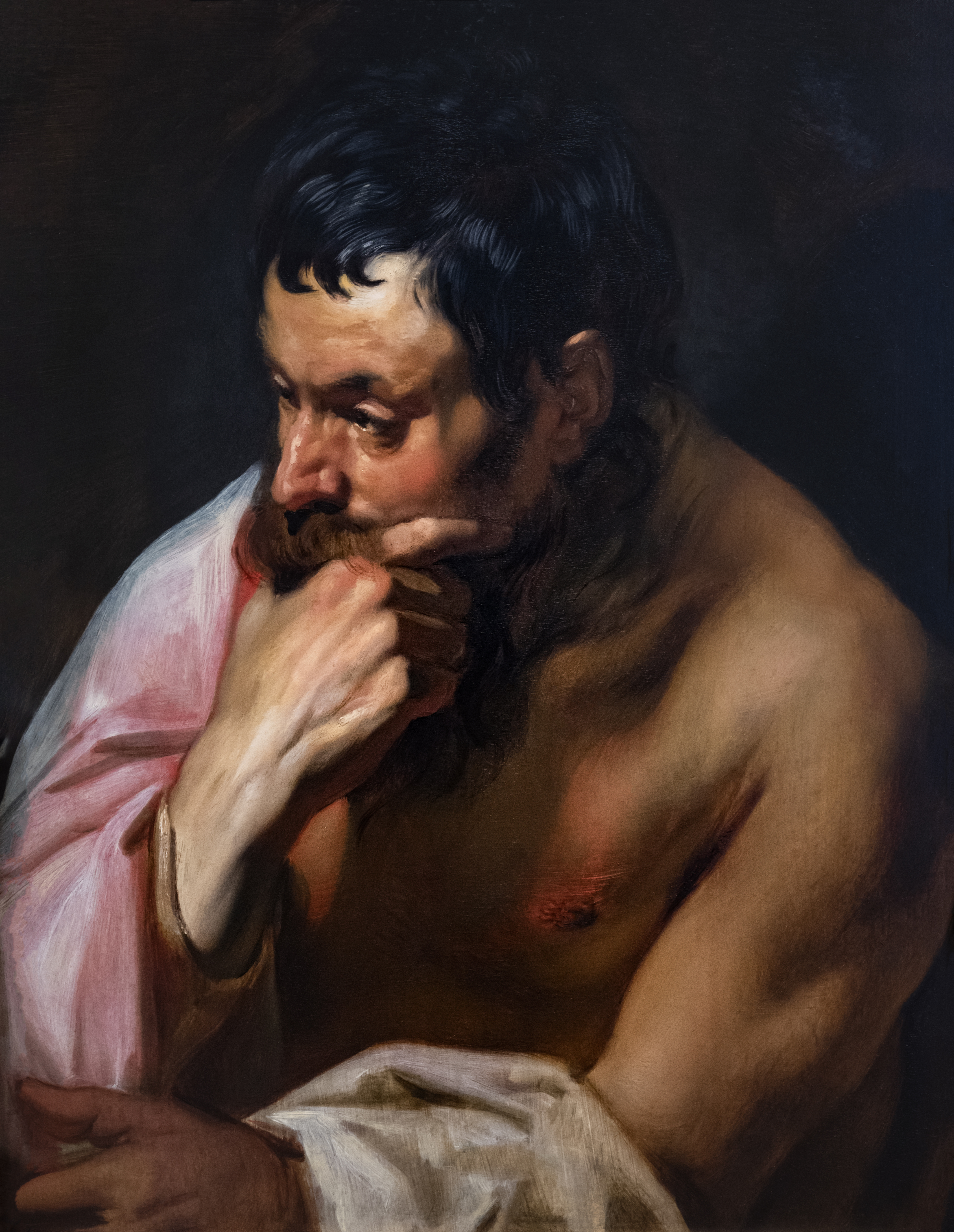
Le penseur ou Faune en méditation - Jacob Jordaens
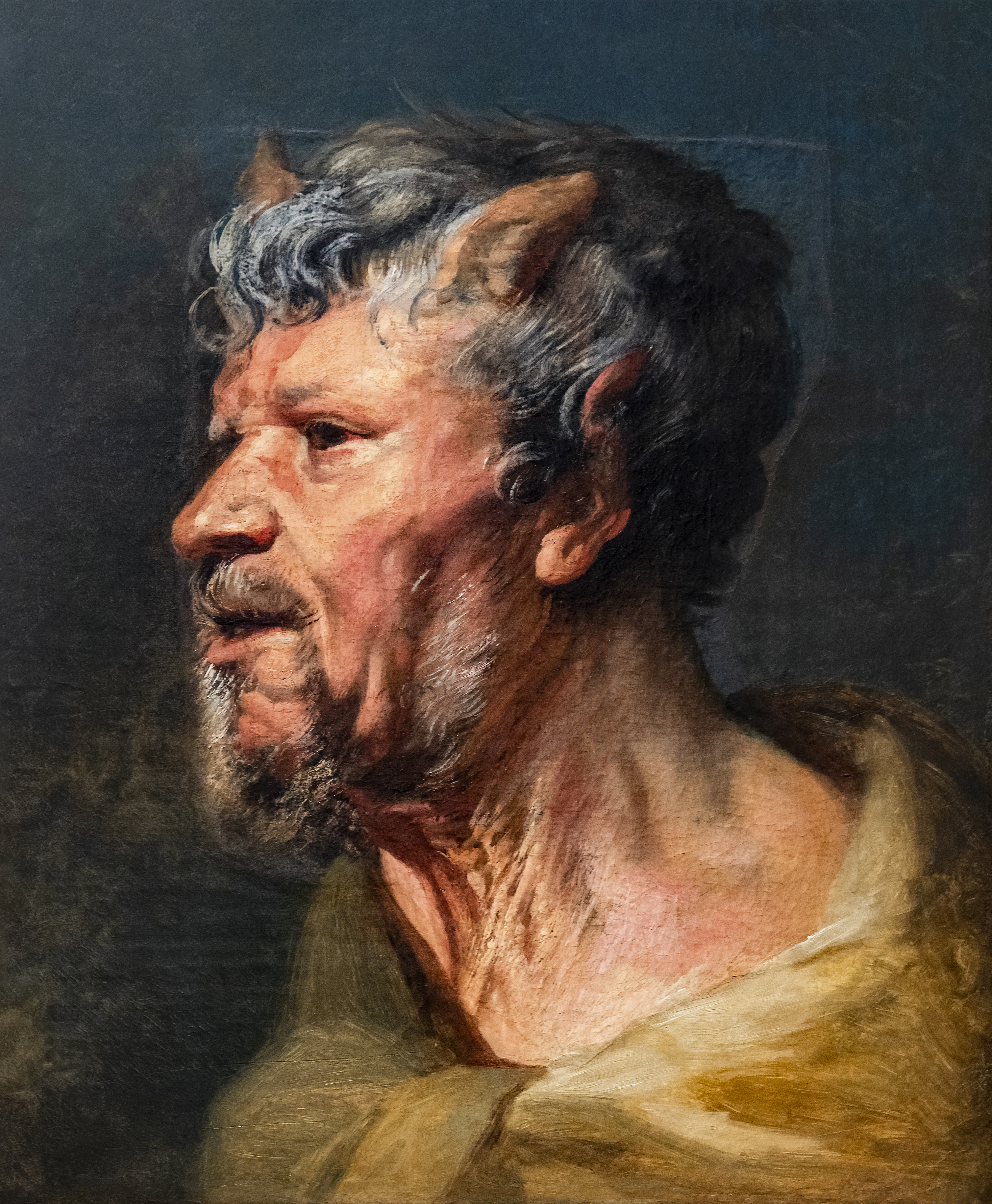
Tête de Faune - Jacob Jordaens
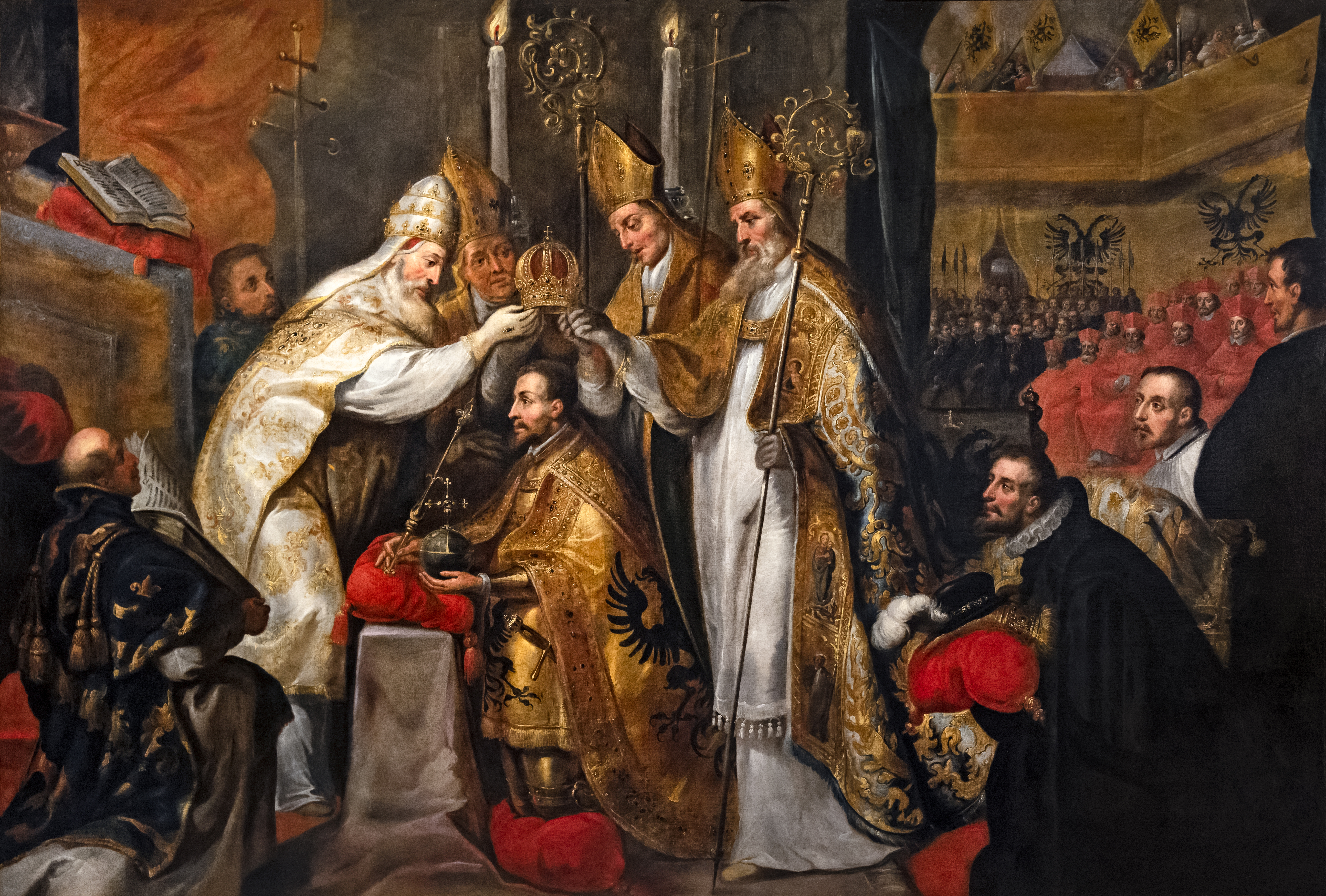
Couronnement de l'empereur Charles Quint à Bologne  auteur anonyme d'après Gaspard de Crayer. Tableau en dépôt du musée du Louvre depuis 1872[64].
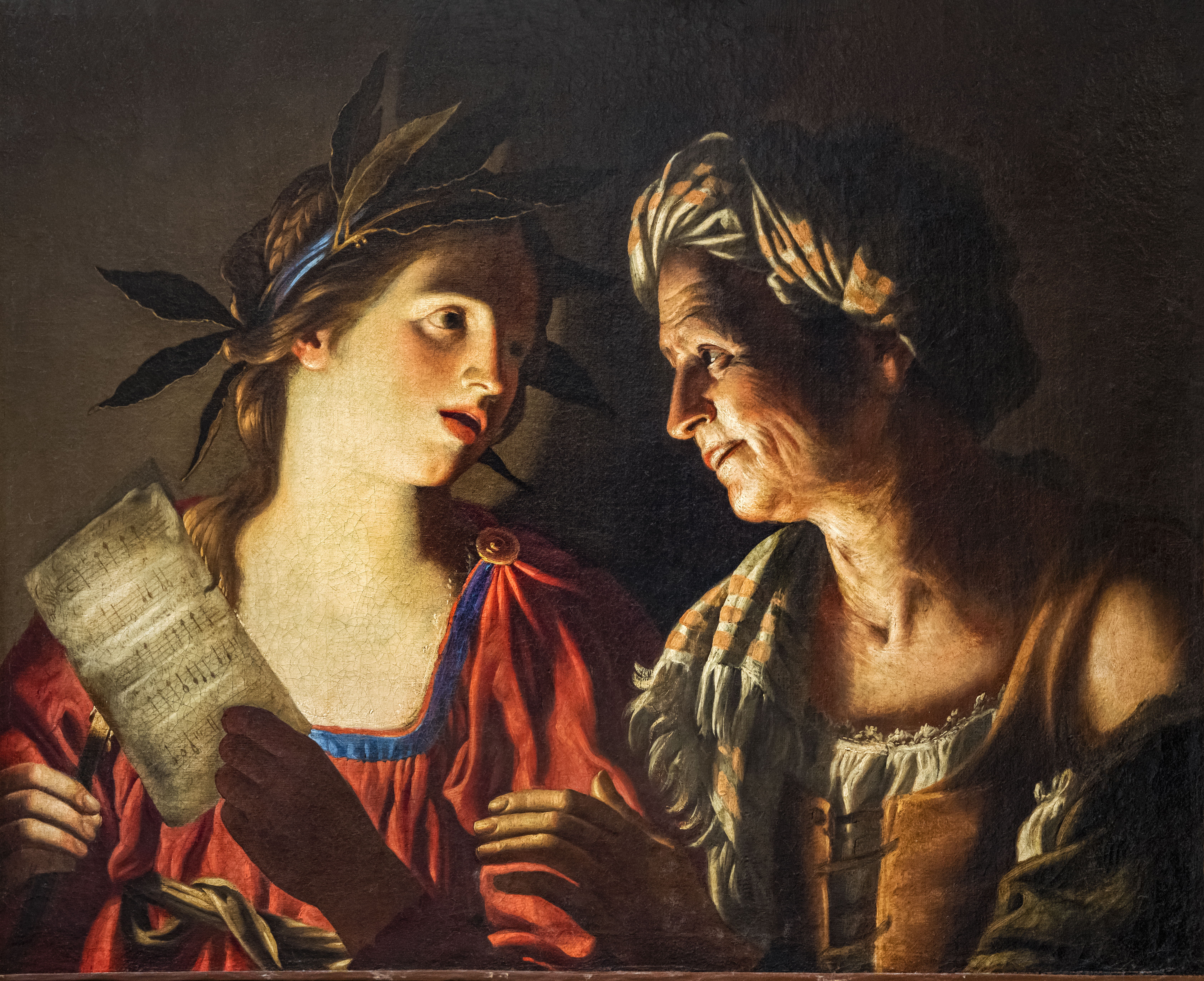
Deux chanteuses en clair-obscur par  Rutilio Manetti peintre italien de l'école siennoise [63].
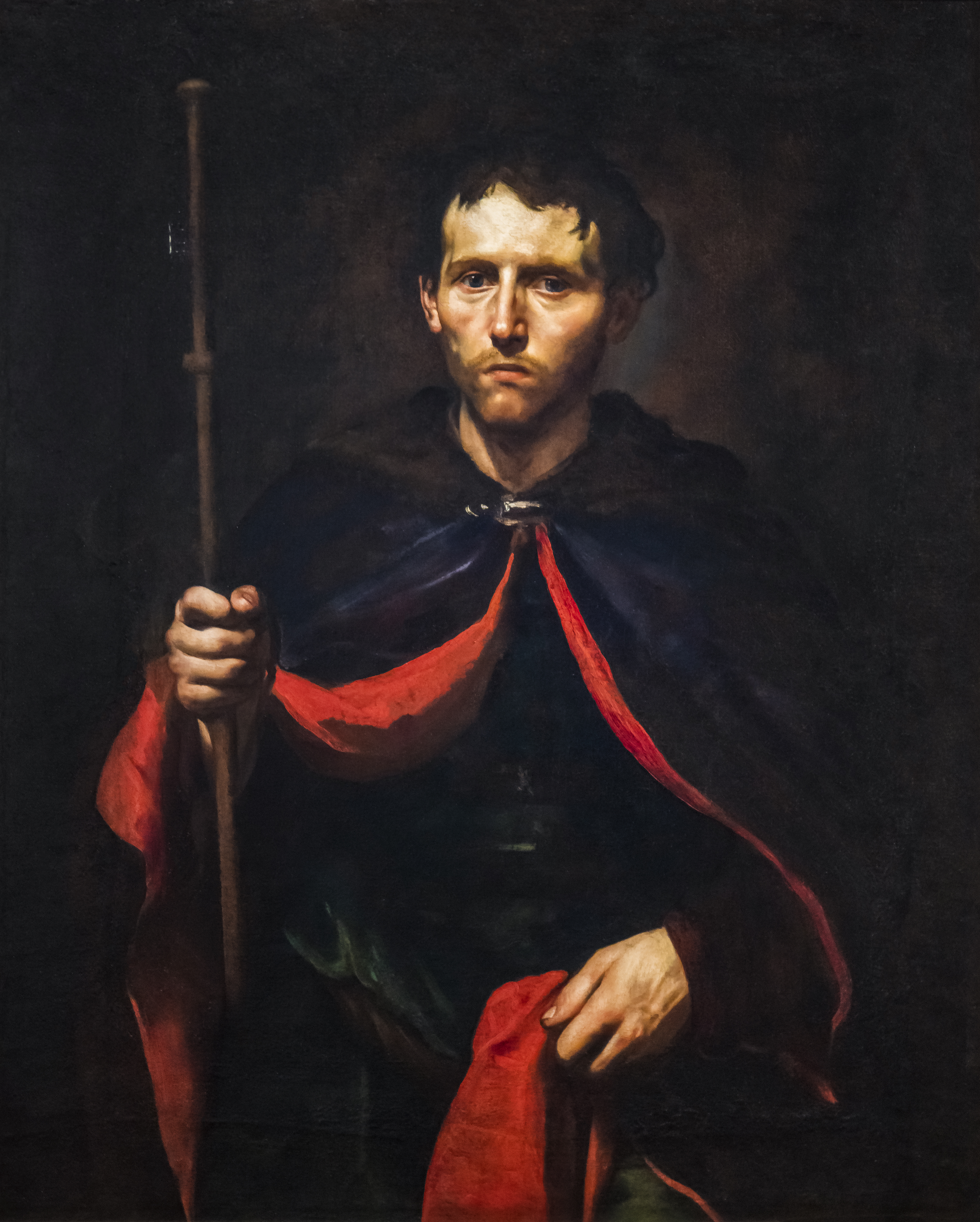
Un saint guerrier vers 1610 - récemment attribué à José de Ribera peintre et graveur espagnol de l'ère baroque. Il est l'un des représentants du ténébrisme et de l'école napolitaine de peinture.
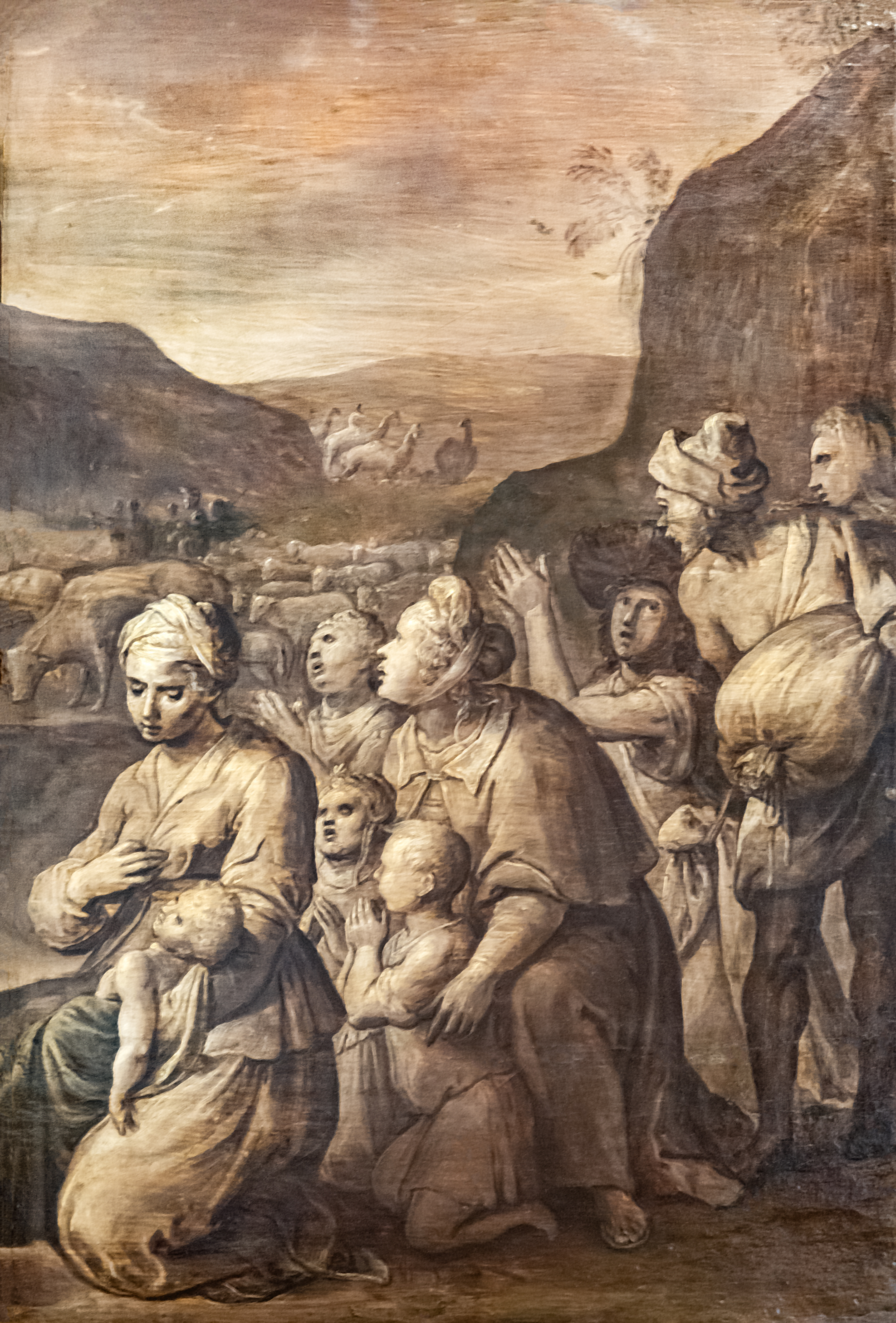
L'Exode des hébreux  par Otto van Veen peintre maniériste et un théoricien d'art flamand, né en 1557 à Leiden (Leyde) et mort le 6 mai 1629 à Bruxelles. Il est notamment connu pour avoir été, entre 1594 et 1598, le maître de Pierre-Paul Rubens [65].
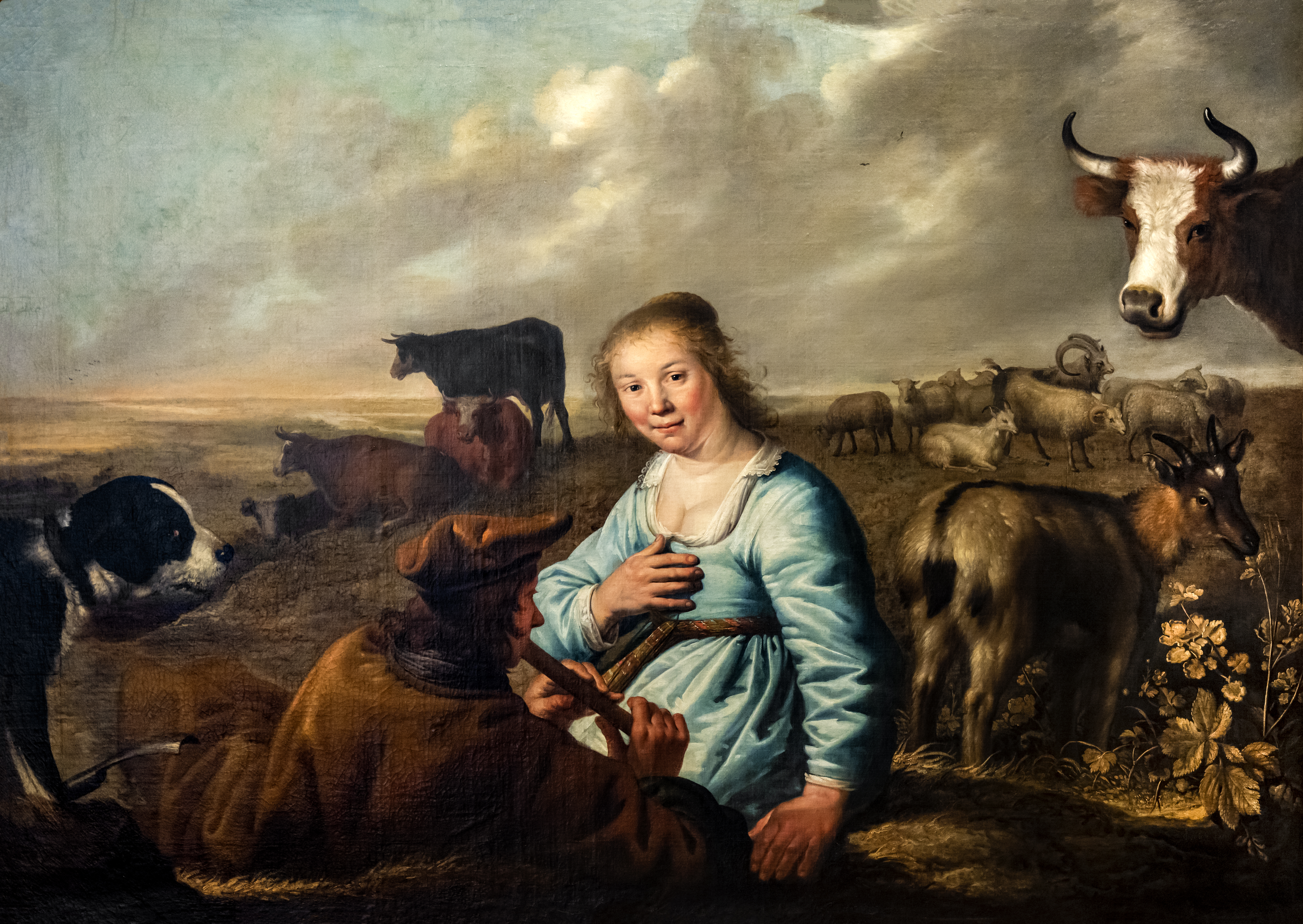
Scène pastorale par Jacob Gerritsz. Cuyp peintre et un illustrateur néerlandais (Provinces-Unies) du siècle d'or [65].
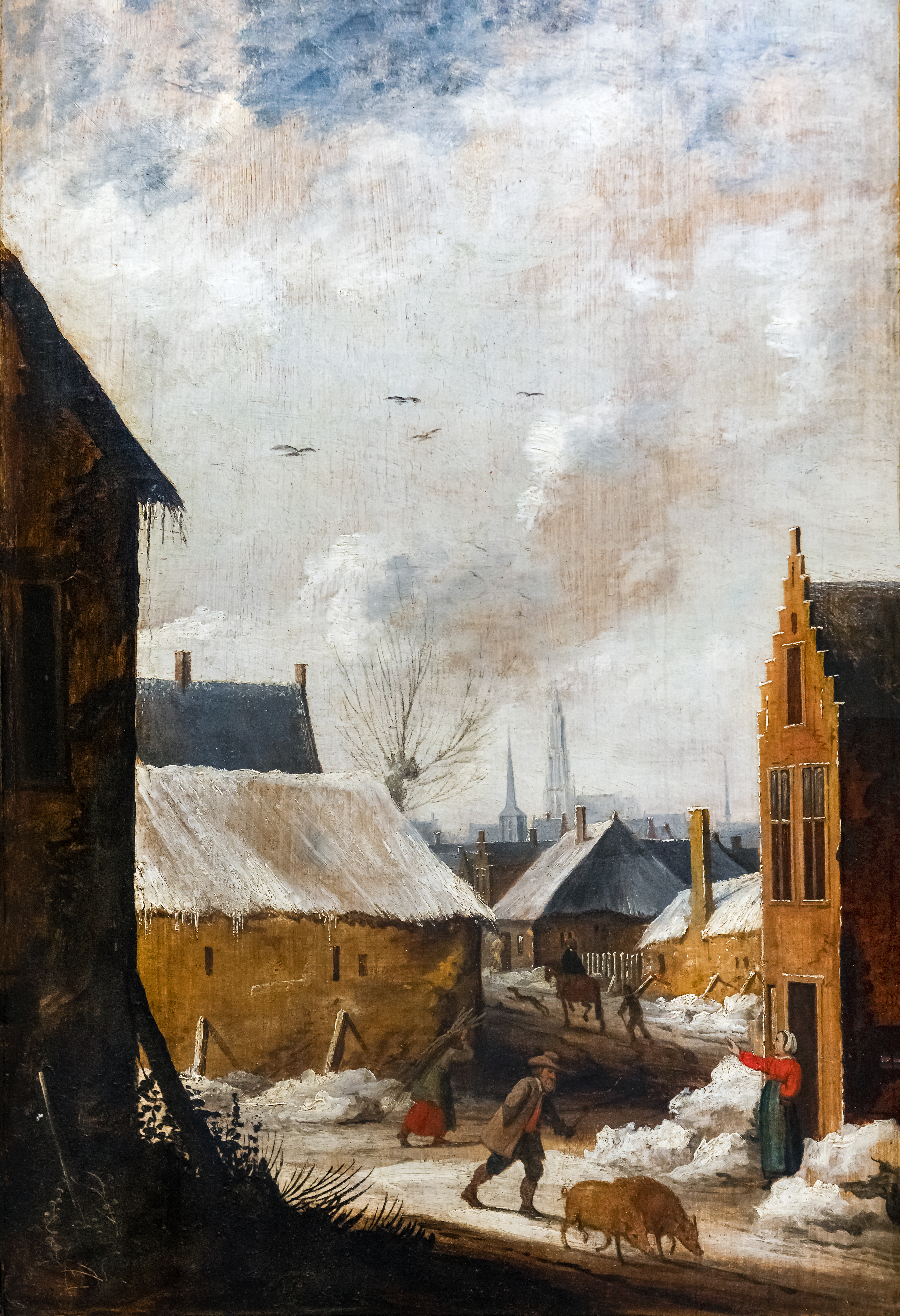
Un village sous la neige par Frans de Momper peintre et dessinateur flamand [66].
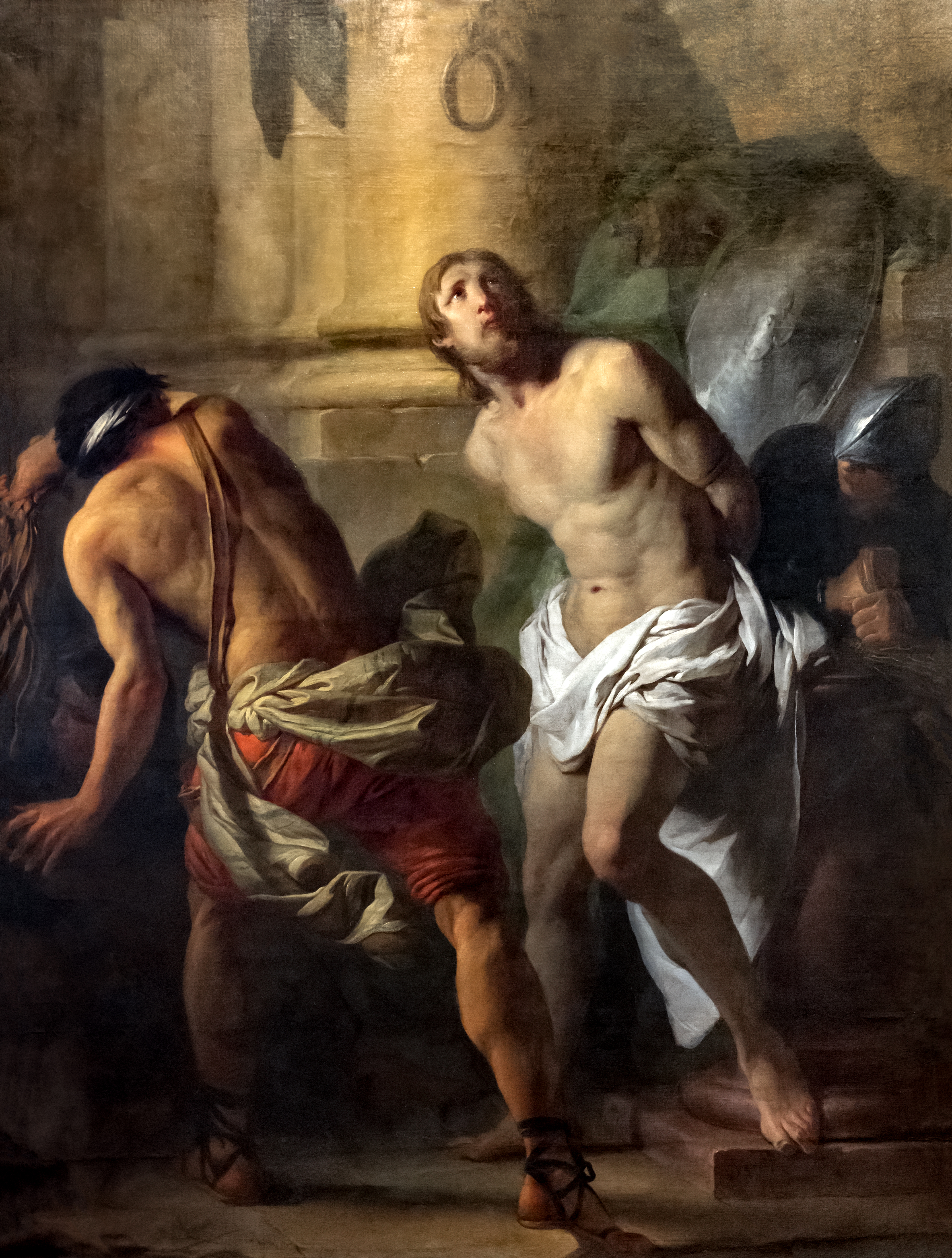
La Flagellation par Pierre Subleyras peintre français maître d'Antoine Rivalz[67].
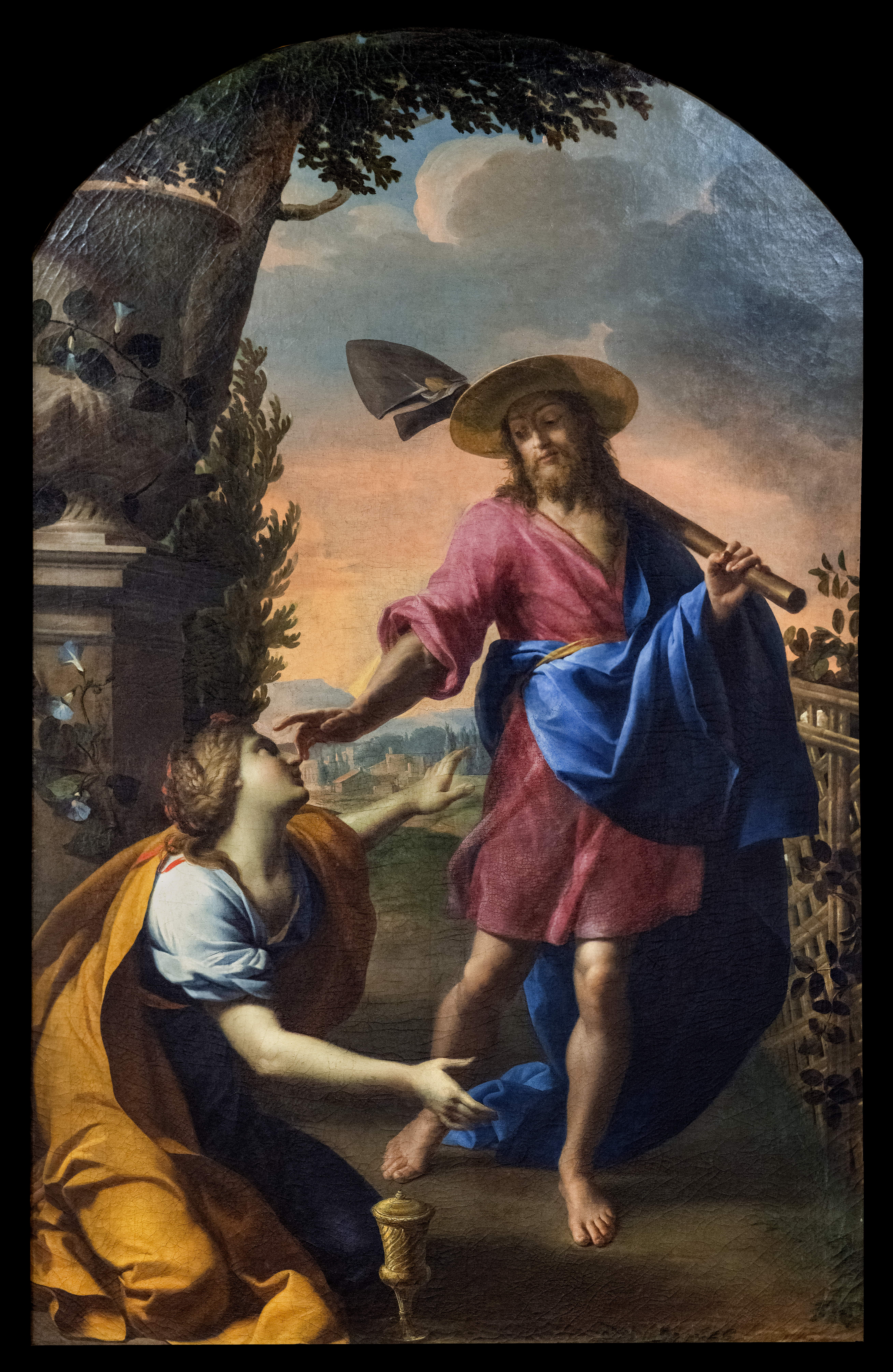
Noli me tangere ou Jésus apparaissant à Madeleine par Antoine Rivalz peintre officiel de Toulouse, portraitiste talentueux de la société toulousaine du XVIIIe siècle, et un dessinateur fécond[68].

- Trois tableaux représentant saint Jérôme

Saint Jérôme pénitent huile sur bois de Frans Pourbus l'Ancien pour le distinguer de son fils Frans Pourbus le Jeune, également peintre, né à Bruges en 1545 et mort à Anvers le 19 septembre 1581, tous deux peintres flamands .
Saint Jérôme lisant attribué à José de Ribera.
Saint Jérôme dans sa cellule de Philippe Gautard peintre français du XVIe siècle né à Pezenas.

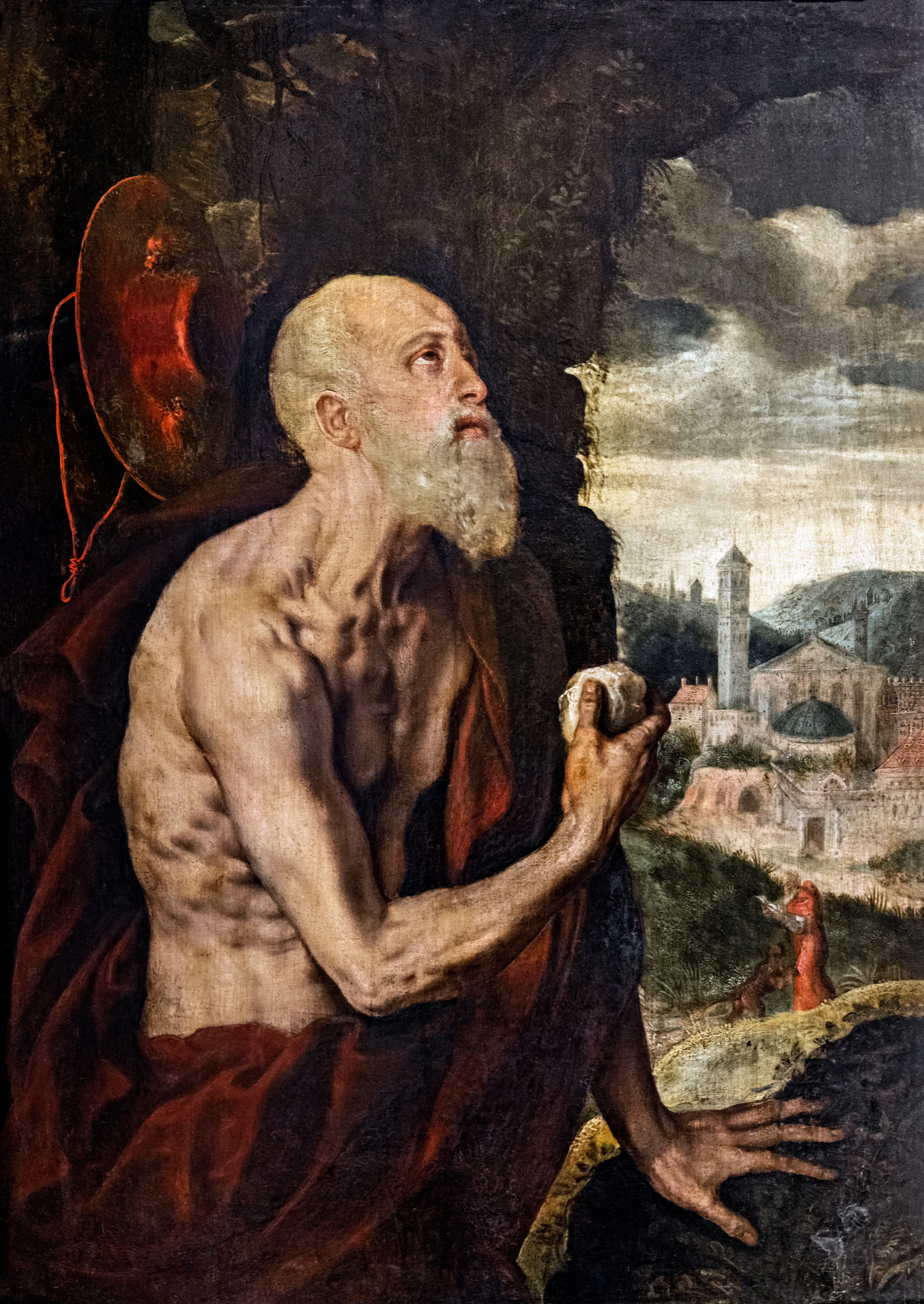
Saint Jérôme pénitent - Frans Pourbus l'Ancien
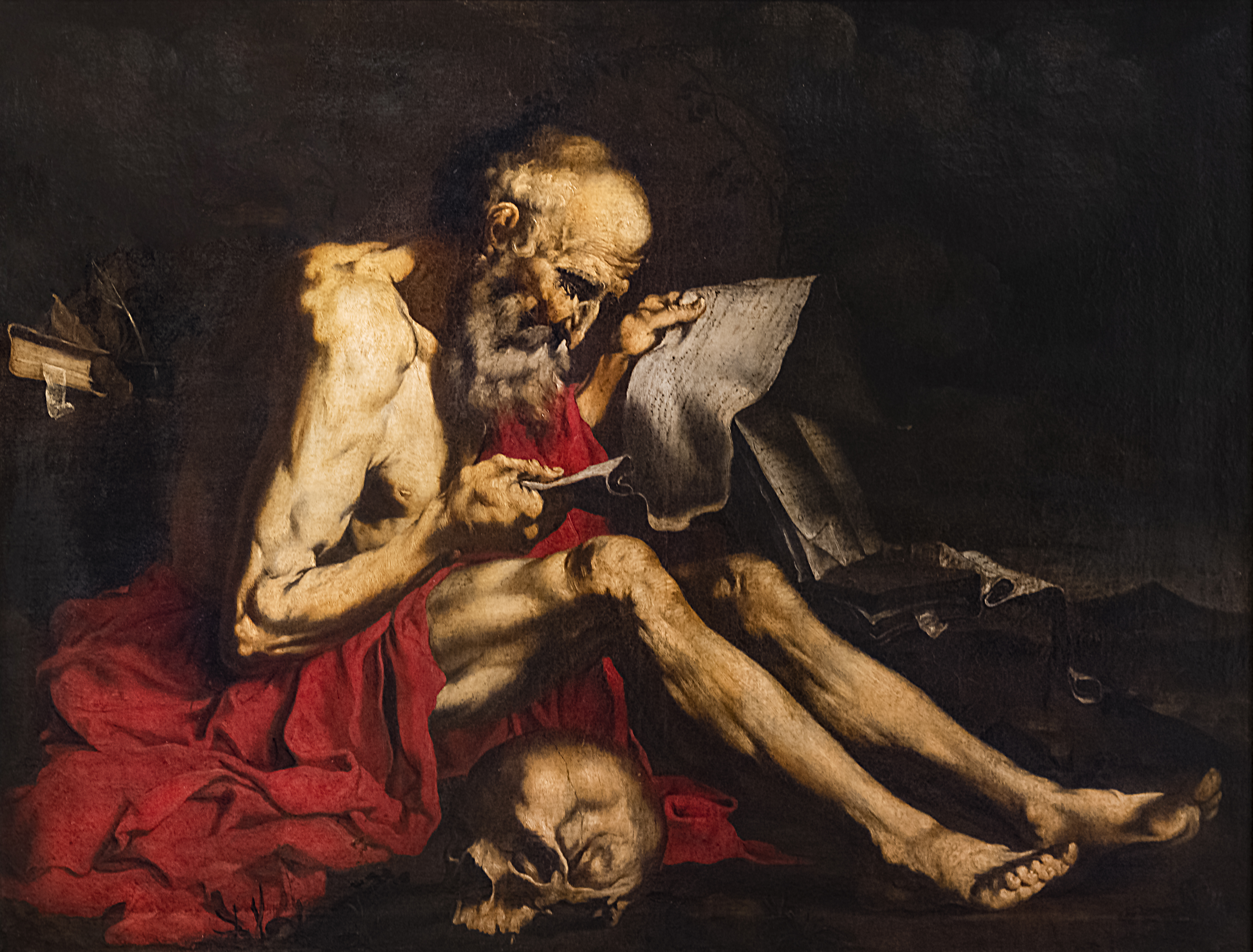
Saint Jérôme lisant - José de Ribera
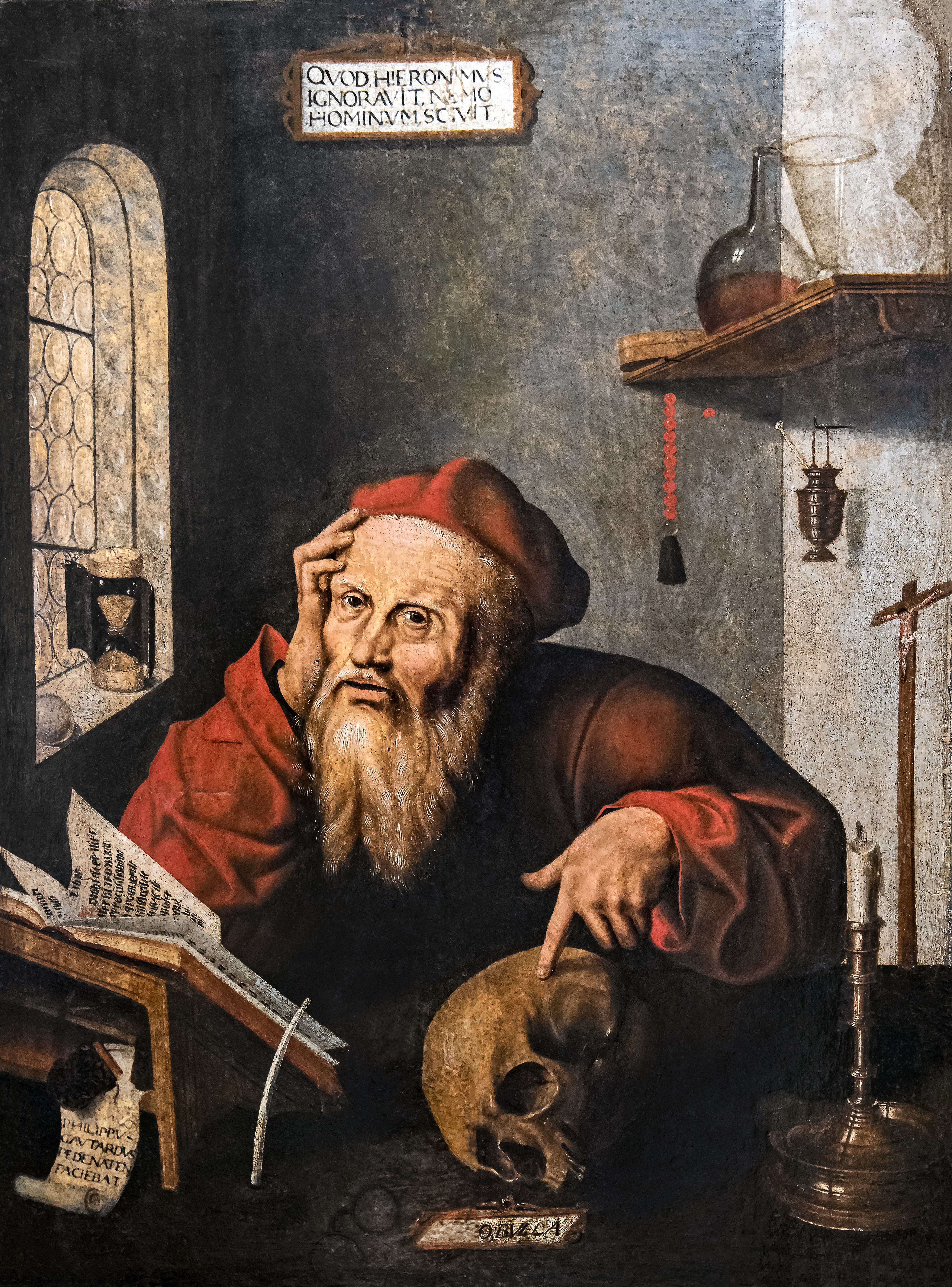
Saint Jérôme dans sa cellule - Philippe Gautard
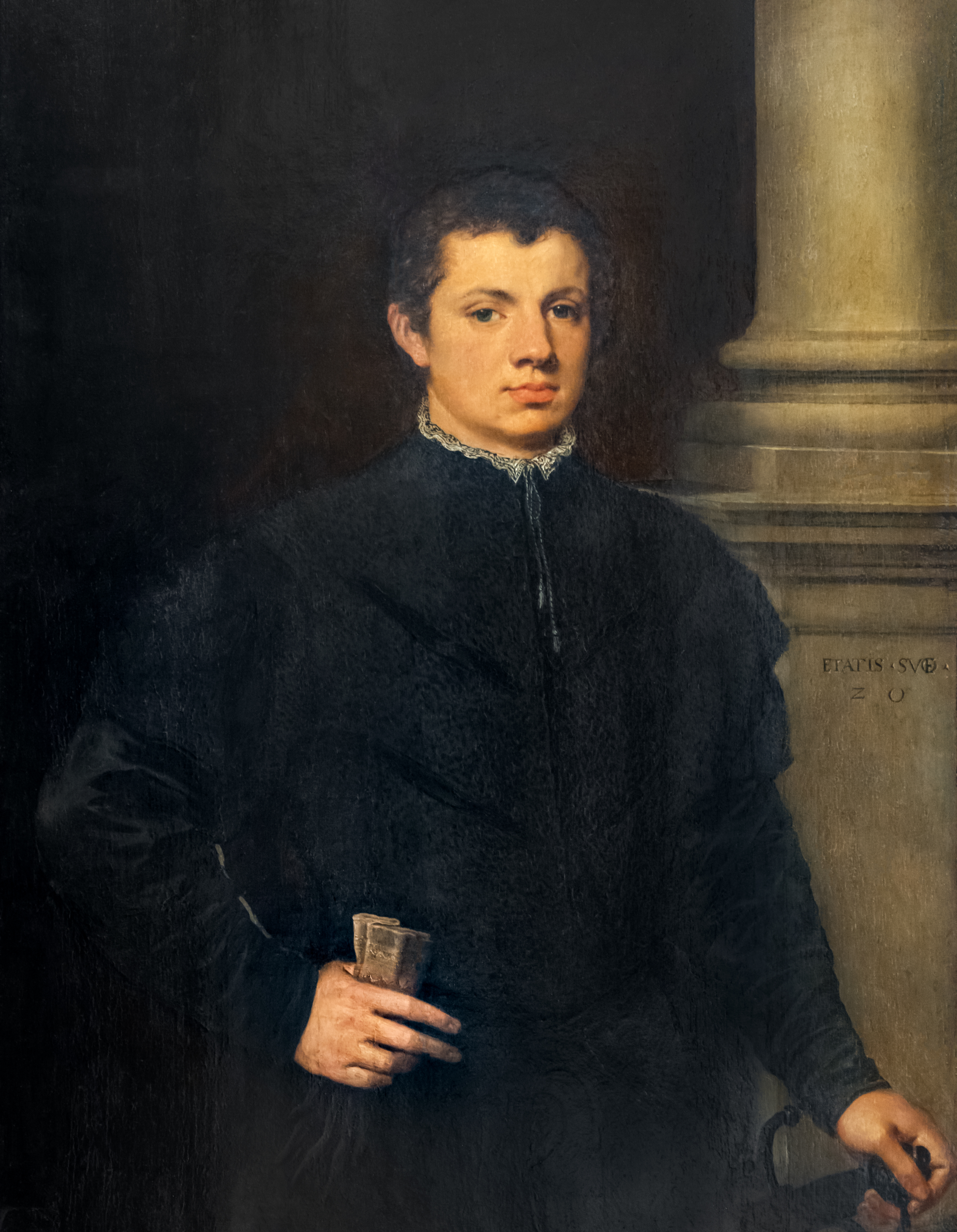
Portrait de jeune homme - Jan van Calcar peintre et illustrateur scientifique de la Renaissance. Sa ville natale est aujourd'hui en Allemagne. Comme il reçoit sa formation et passe toute sa vie d'artiste en Italie, on peut aussi le considérer comme un peintre italien [72].
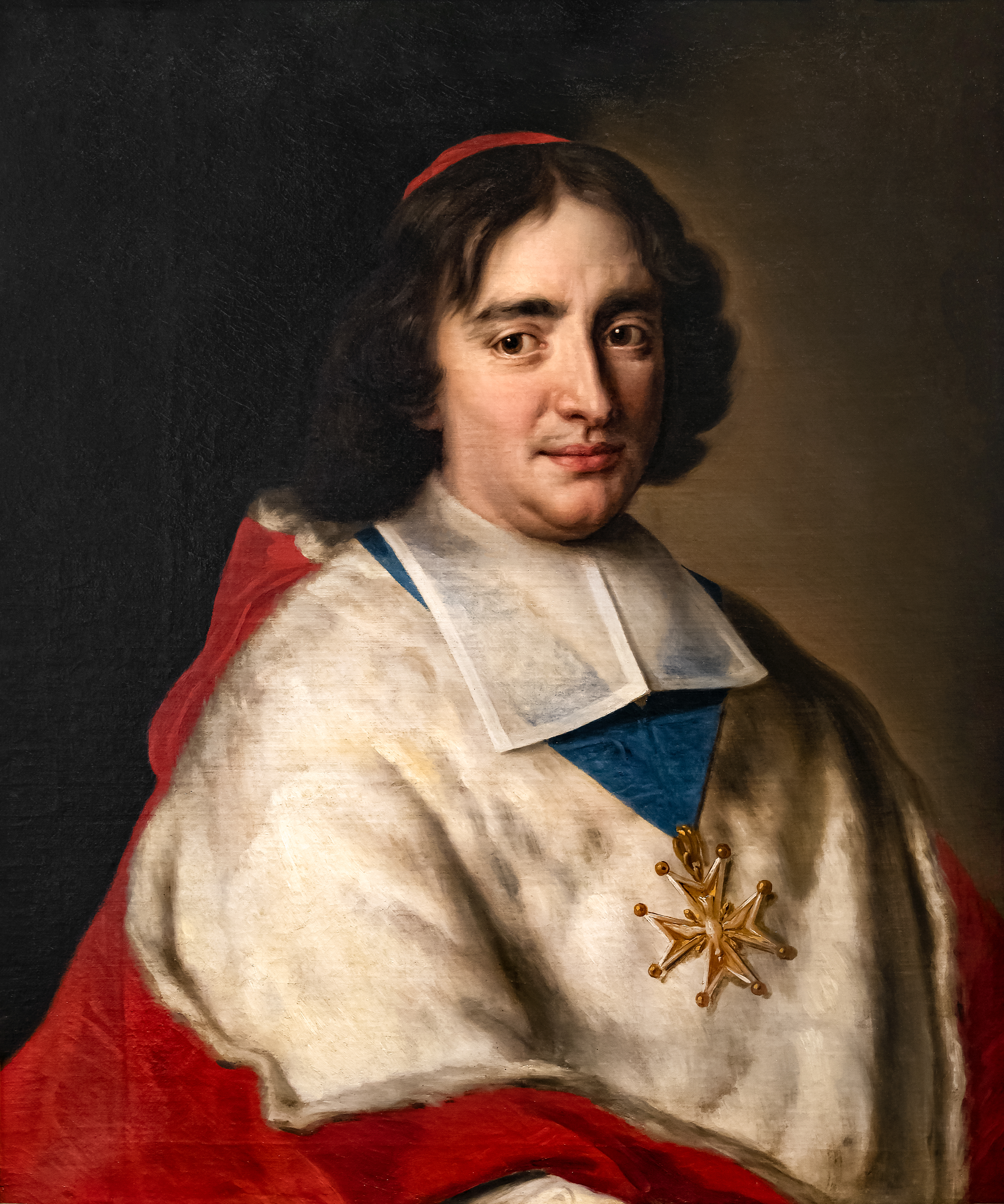
Portrait de Pierre de Bonzi, cardinal-archevêque de Narbonne par Jean de Troy peintre français de la fin du XVIIe siècle [73].
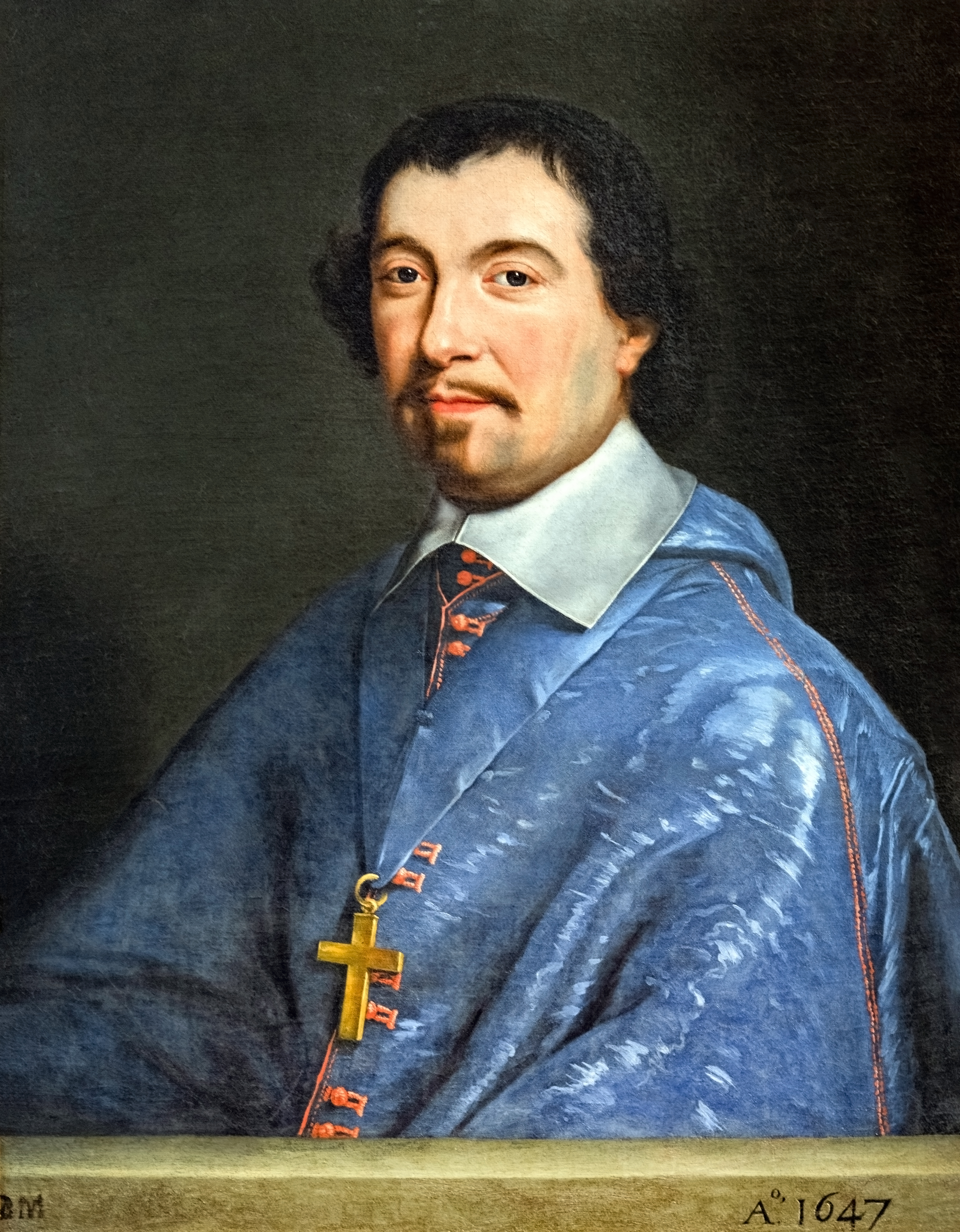
Portrait de Monseigneur Pierre de Bertier  d’après le tableau perdu de Philippe de Champaigne peintre et graveur classique français d'origine brabançonne. Pierre de Bertier fut évêque de Montauban de 1652 à 1674. Militant actif de la Contre-Réforme, il fit construire un palais épiscopal au bord du Tarn afin de signaler la puissance des évêques. Ce bâtiment est devenu aujourd'hui le musée Ingres Bourdelle [74].
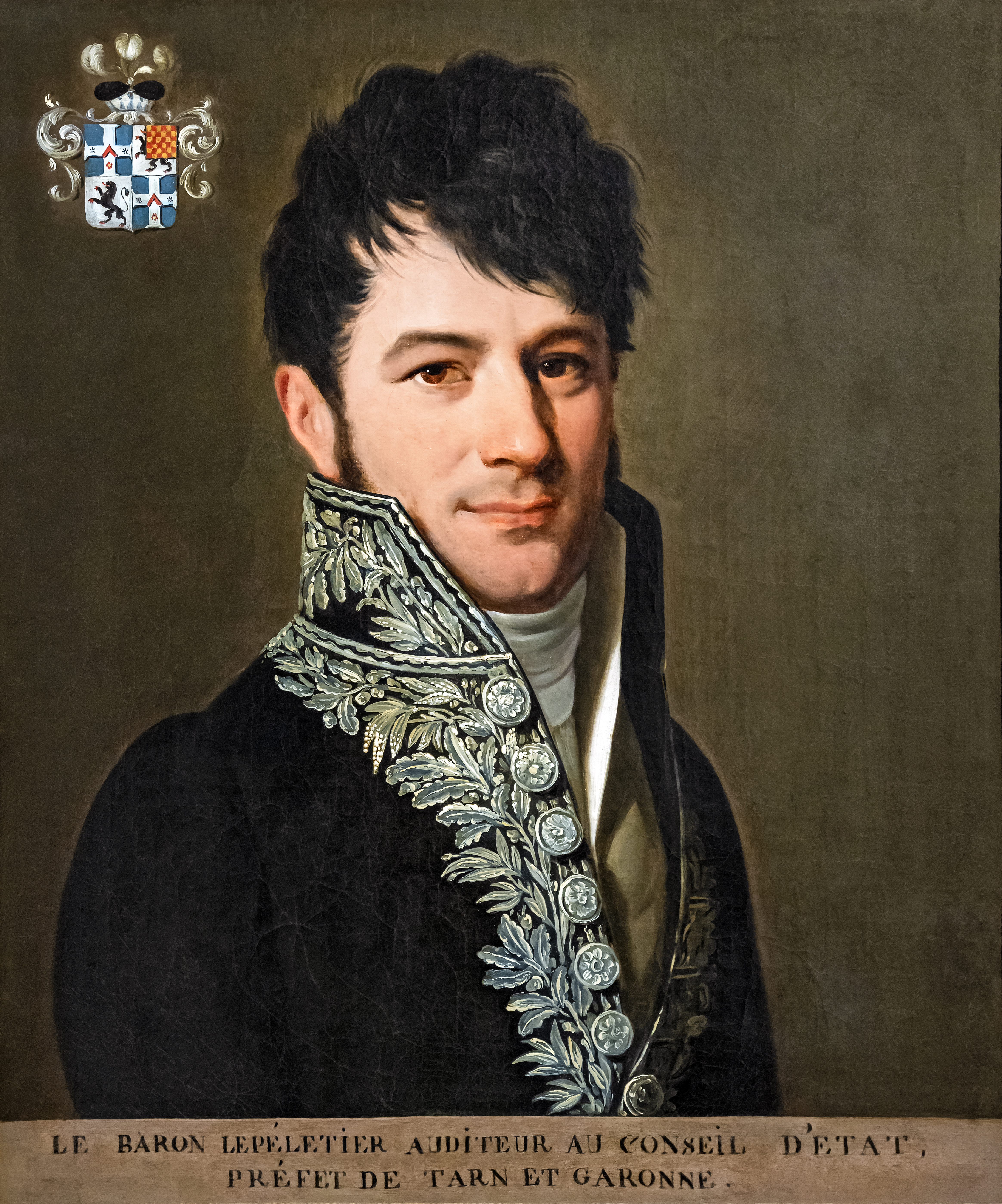
Portrait du Baron Le Pelletier, prefet de Tarn-et-Garonne par Louis-Léopold Boilly peintre, miniaturiste, et graveur français, connu notamment pour ses scènes de la vie parisienne dans les années qui suivent la Révolution. Félix Le Peletier d'Aunay Baron d'empire, premier préfet, du département de Tarn-et-Garonne, de 1808 à 1812 [75].
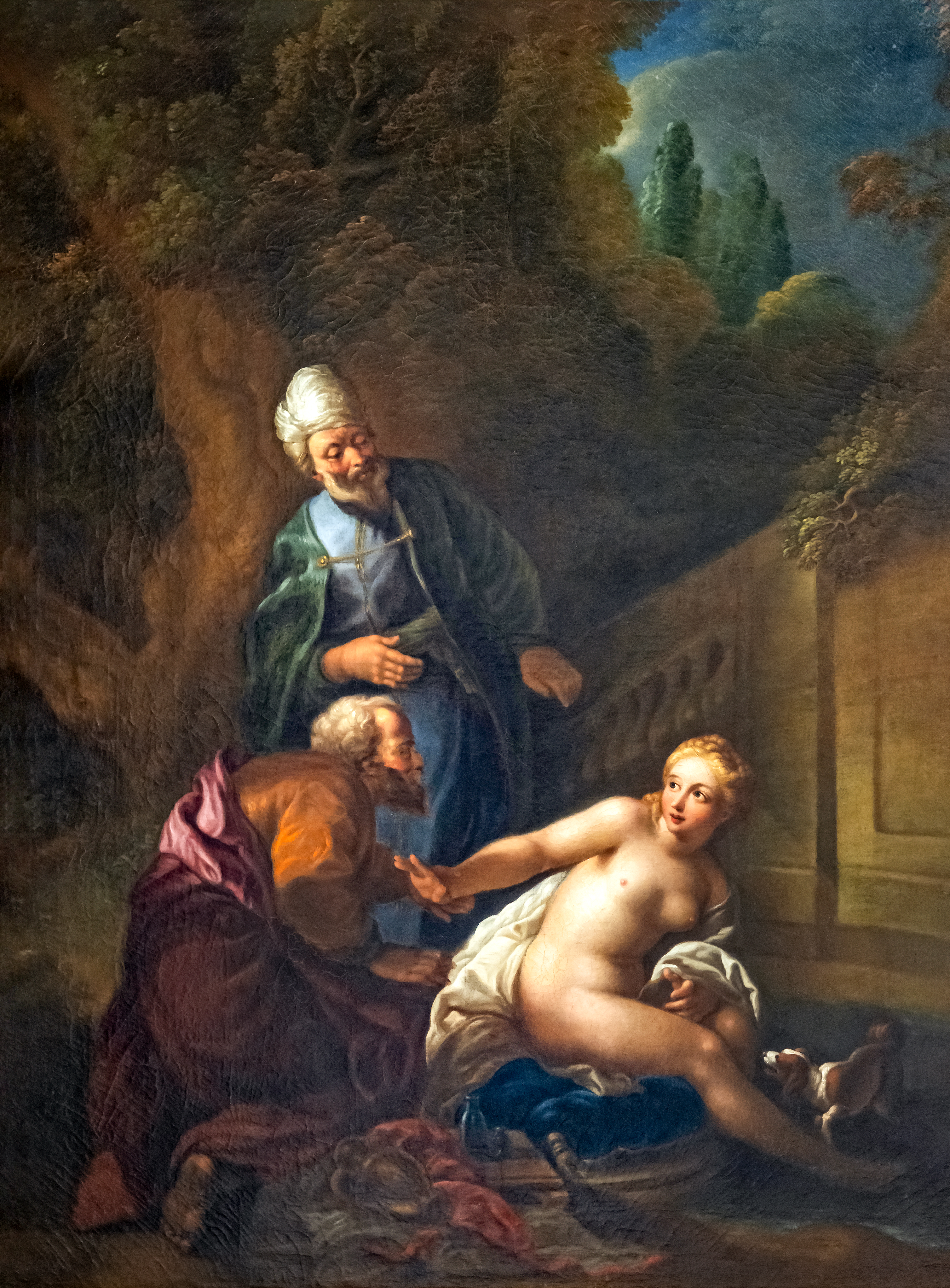
Suzanne et les vieillards par  Charles de La Fosse peintres français les plus importants vers 1700, avec Antoine Coypel et Jean Jouvenet [76].
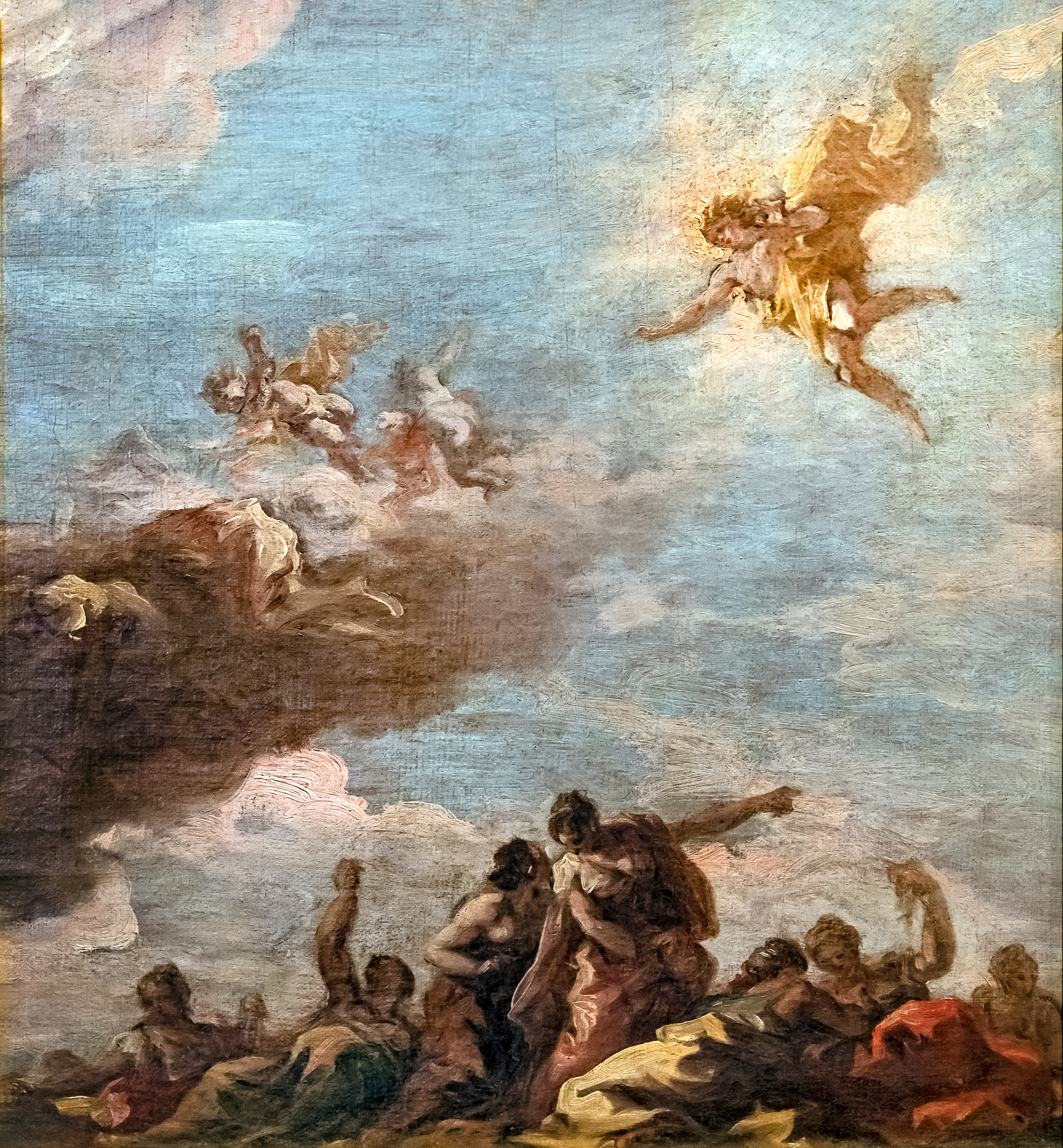
Apollon et les muses par Giovanni Antonio Pellegrini peintre vénitien rococo, qui a été actif au début du XVIIIe siècle[77].
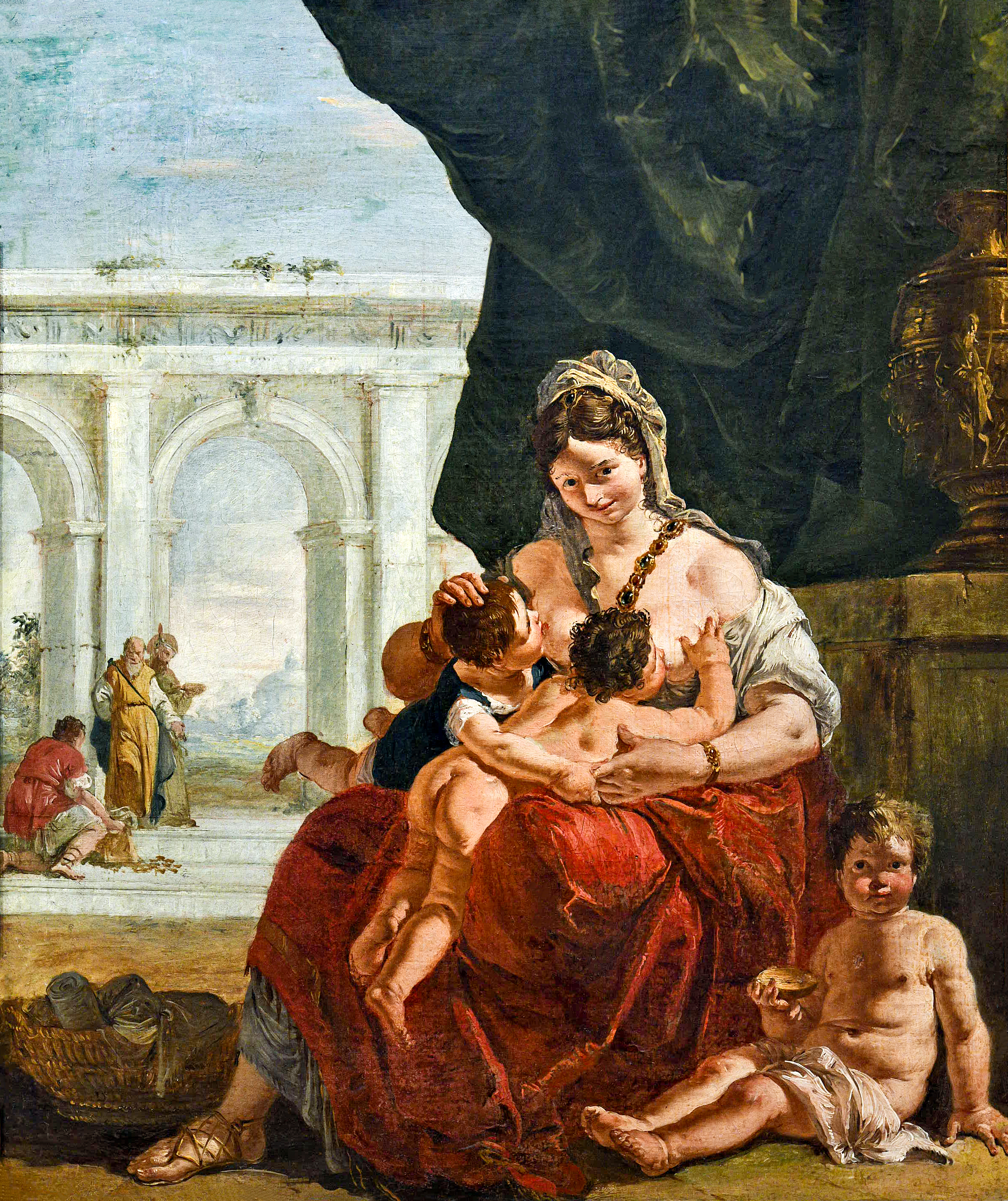
La Charité par Francesco Fontebasso peintre vénitien rococo, qui a été actif au XVIIIe siècle. Œuvre spolié pendant la dernière guerre, récupérée et attribuée au Musée du Louvre en 1950, déposé au Musée de Montauban en 1955[78].
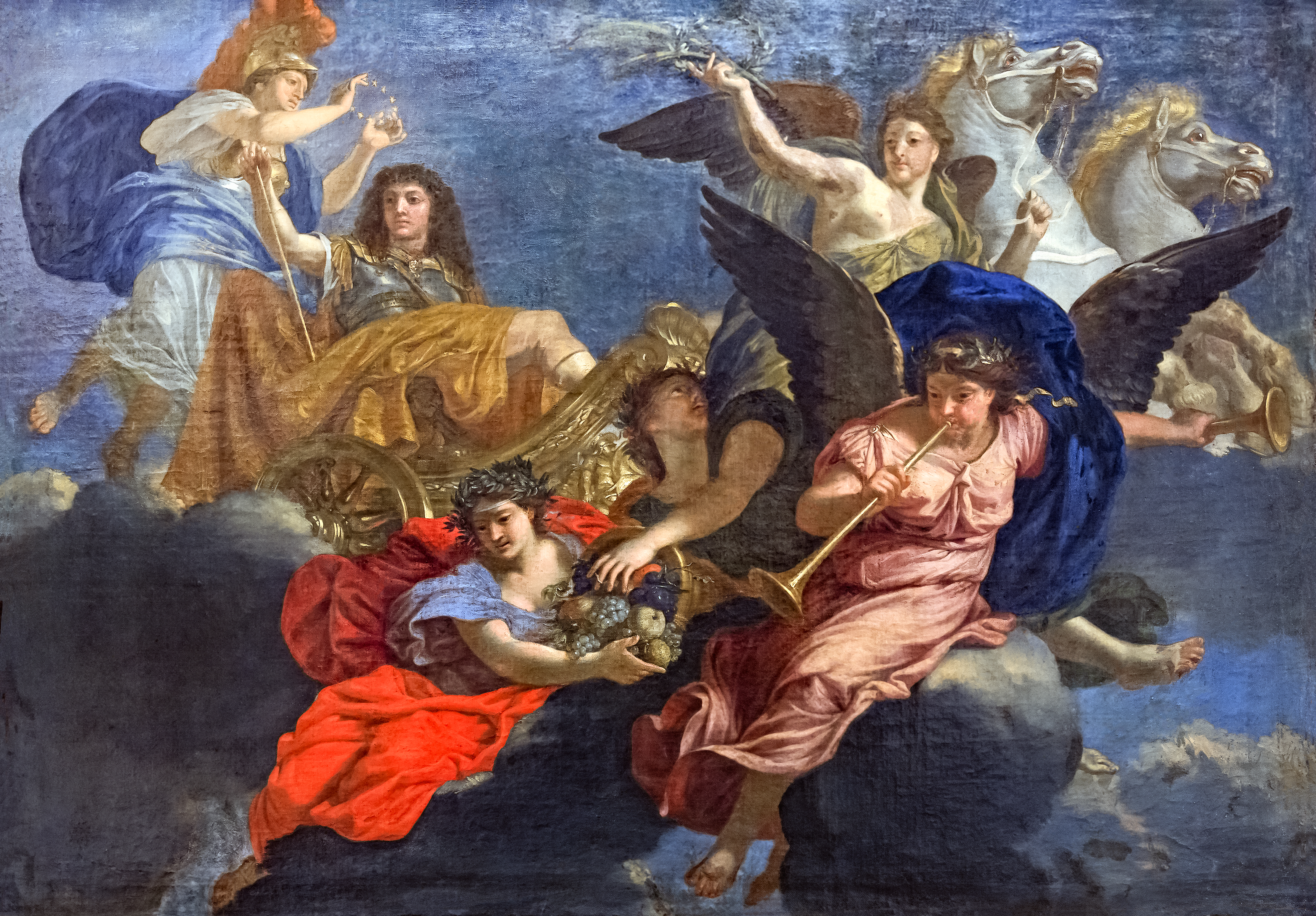
Allégorie à la gloire de Louis XIV par Charles Le Brun  peintre et décorateur français, premier peintre du roi Louis XIV, directeur de l'Académie royale de peinture et de sculpture, et de la Manufacture royale des Gobelins. Il s'est surtout illustré dans la décoration du château de Versailles et notamment de la galerie des Glaces. Le tableau présenté à Montauban provient de l'atelier de Le Brun (n°85 de l'inventaire après décès du peintre). Réduction de la peinture aujourd'hui disparue de Le Brun qui décorait le plafond du 'Petit Cabinet du Roi' au Louvre[79].
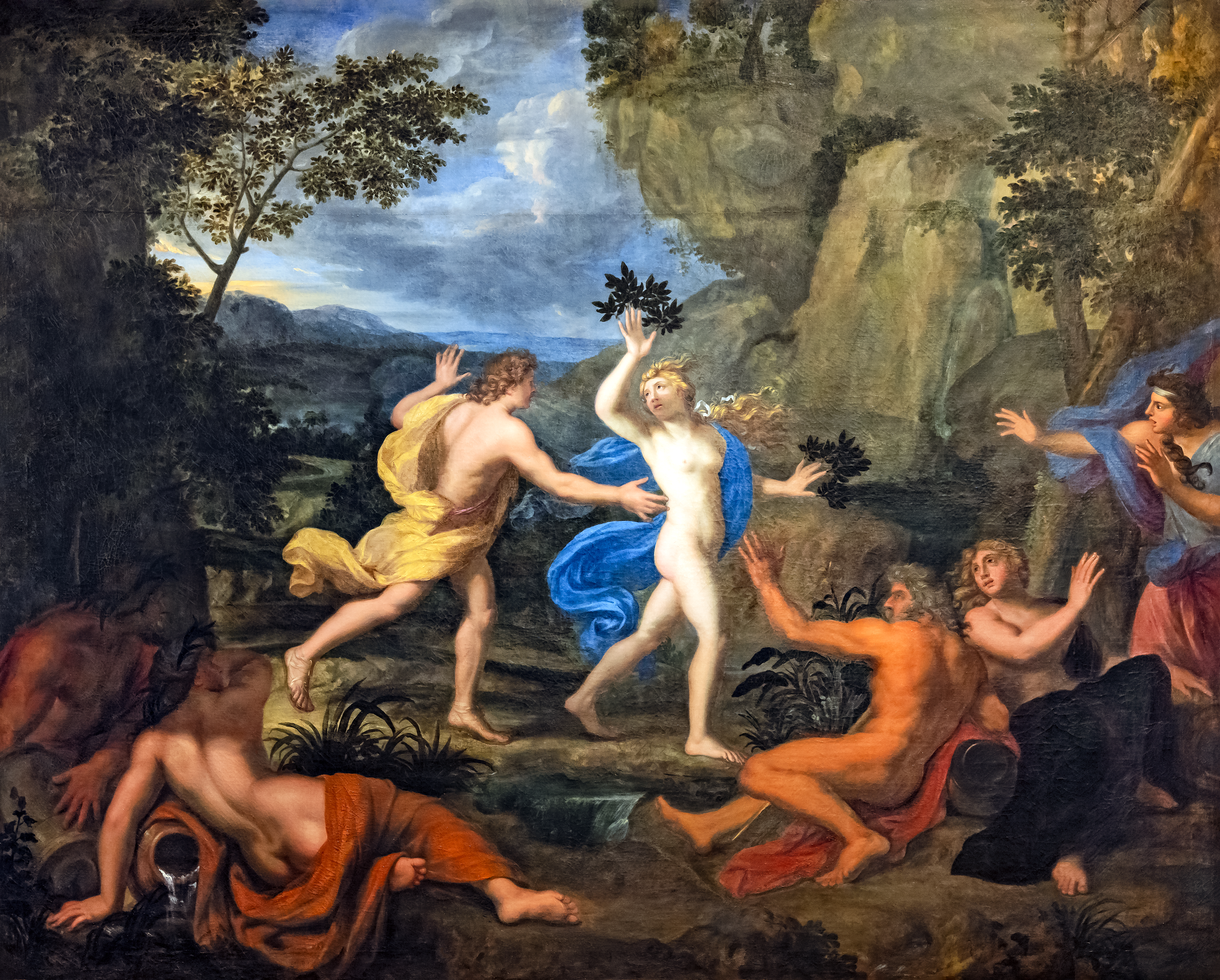
Apollon poursuivant Daphnè par François Bonnemer  peintre, dessinateur et graveur français, élu à l'Académie royale de peinture et de sculpture le 5 janvier 1675 avec le morceau de réception Apollon poursuivant Daphné[80].
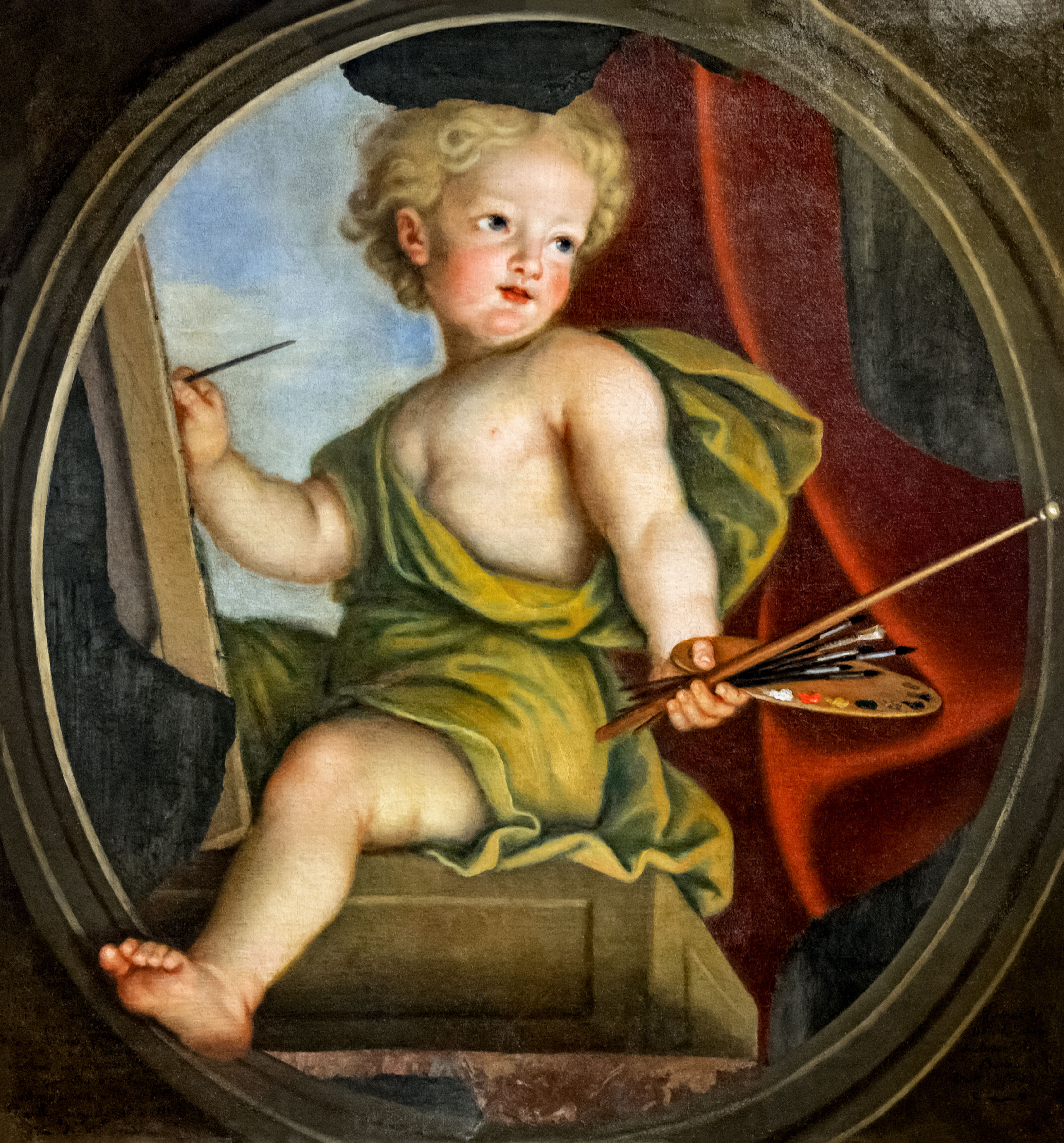
Allégorie de la peinture par Pierre Mignard peintre français du XVIIe siècle élève de Jean Boucher, Simon Vouet. L'œuvre présentée est un fragment d'un plafond de la petite galerie de Versailles peinte par Pierre Mignard en 1685, détruite en 1753 sur ordre de Louis XV. Transposée du plâtre sur toile par Picault fils ; Restauration en 1955. Don de Madame Vialetes de Mortarieu en 1843[81].
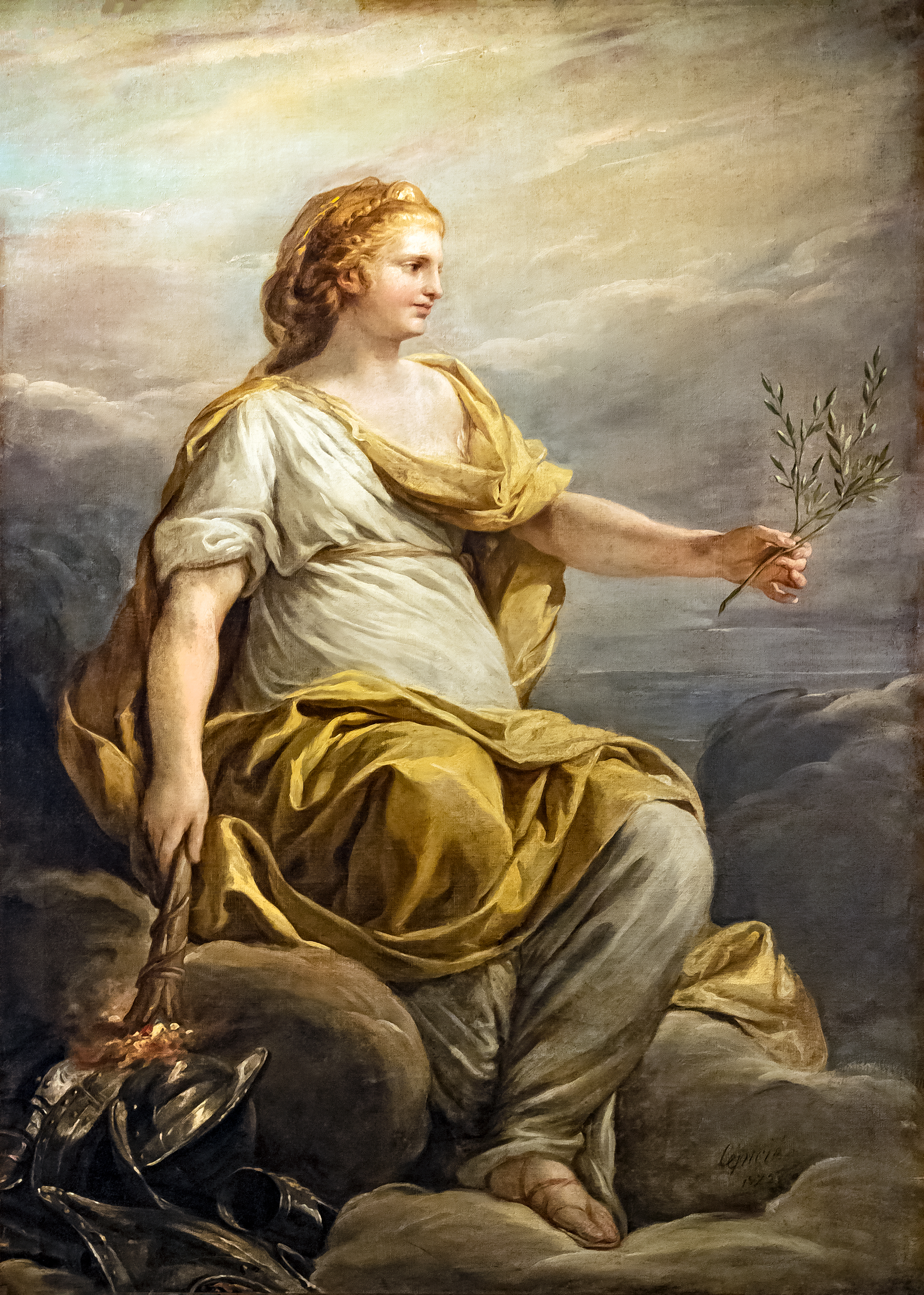
Allégorie de la paix par Nicolas-Bernard Lépicié peintre français du XVIIIe siècle. La série de « cinq petits tableaux allégoriques » de Lépicié, peints pour l'École militaire en 1772, ont été envoyés au musée des Monuments français, dépôt des Petits-Augustins, le 16 avril 1794. Œuvre spolié pendant la dernière guerre, récupérée et attribuée au Musée du Louvre en 1950, déposé au Musée de Montauban en 1955[82].
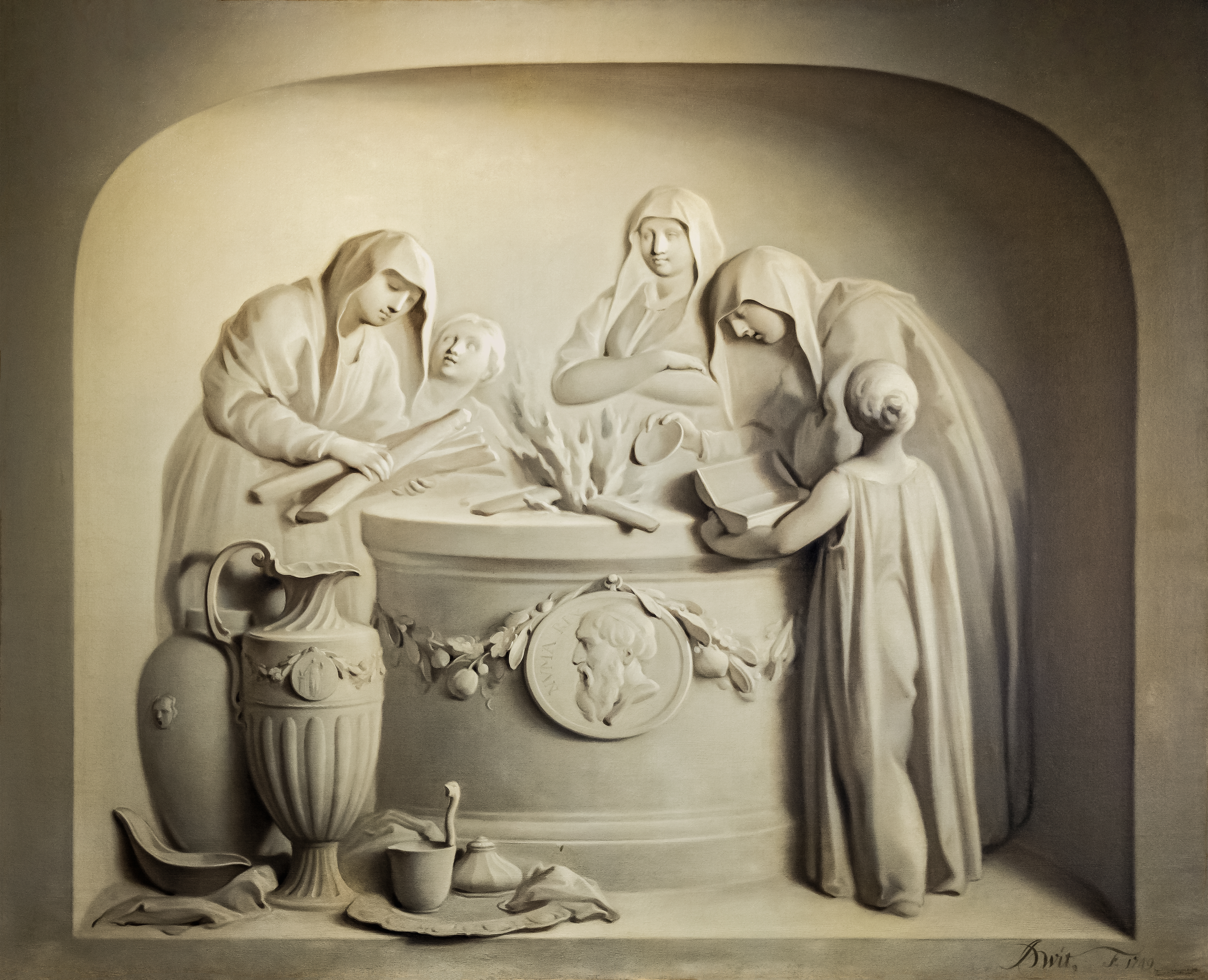
Les Vestales - Jacob de Wit
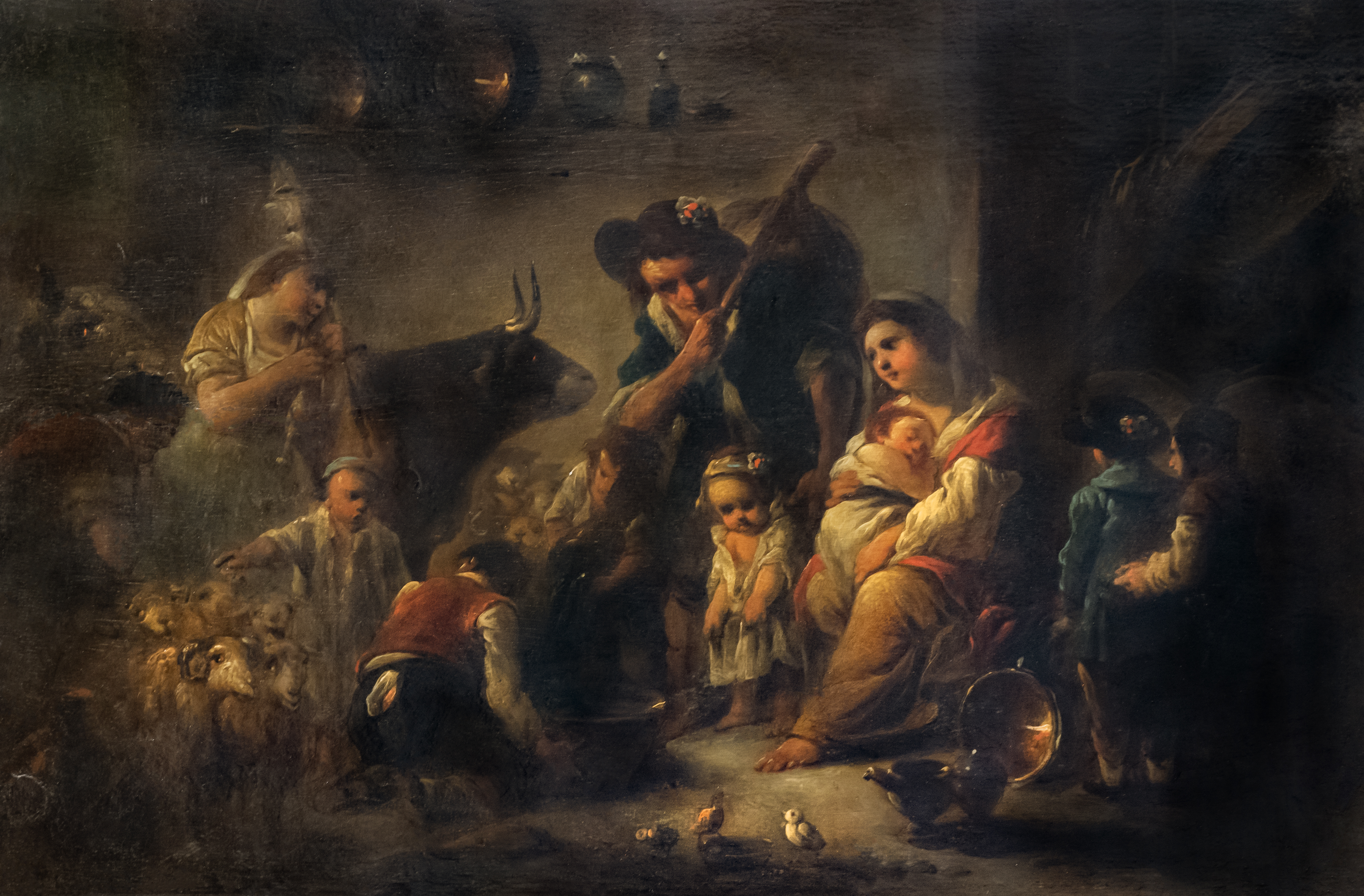
Famille de paysans dans un intérieur par Jacques Gamelin [83].

- Deux toiles de Jan Peeter Verdussen, (Anvers , v. 1700 - Avignon , 31 mars 1763) peintre, dessinateur et graveur flamand, surtout connu pour ses scènes de bataille, ses incidents de vie de camp et ses peintures équestres :  Marche d'une armée [84]  et Siège d'une ville[85].
- Allégorie sur l'inondation du Tarn en 1766 par Nicolas-René Jollain dit Le Jeune peintre français élevé de Jean-Baptiste Marie Pierre. Le tableau a été commandé à Jollain en 1767 par la municipalité de Montauban afin de célébrer la gloire de l'intendant de la généralité de Montauban : Alexis-François-Joseph de Gourgues qui avait pris une part active à la lutte contre l'inondation de la ville en 1766[86].
- Cinq tableaux  don de Pierre-Joseph Vialètes de Mortarieu en 1843

Fillette au capucin d'après Jean-Baptiste Greuze .
Portrait de Louis XV enfant d'après Hyacinthe Rigaud .
Pastorale par François Boucher peintre français, représentatif du style rococo .
Marine par Henry d'Arles peintre français connu pour ses marines et des scènes mythologiques, élève de Jean-Joseph Kapeller et de Claude Joseph Vernet.
Sainte-Famille par Jean Valette-Penot peintre montalbanais du XVIIIe siècle spécialisée dans les trompe-l’œil.
- Hippolyte, après l'aveu de Phèdre sa belle-mère, par Étienne-Barthélémy Garnier Peintre français deuxième au concours du prix de Rome en 1787, puis premier en 1788 avec le sujet La Mort de Tatius. Il est élu membre de l'Académie des beaux-arts en 1816. Le tableau date de 1793, exposé au Salon de Paris la même année[92].
- Deux tableaux copies anciennes d'après deux tableaux de Jean-François-Pierre Peyron conservés au Musée des Augustins de Toulouse: Bélisaire [93] et Cornélie mère des Gracques[94].

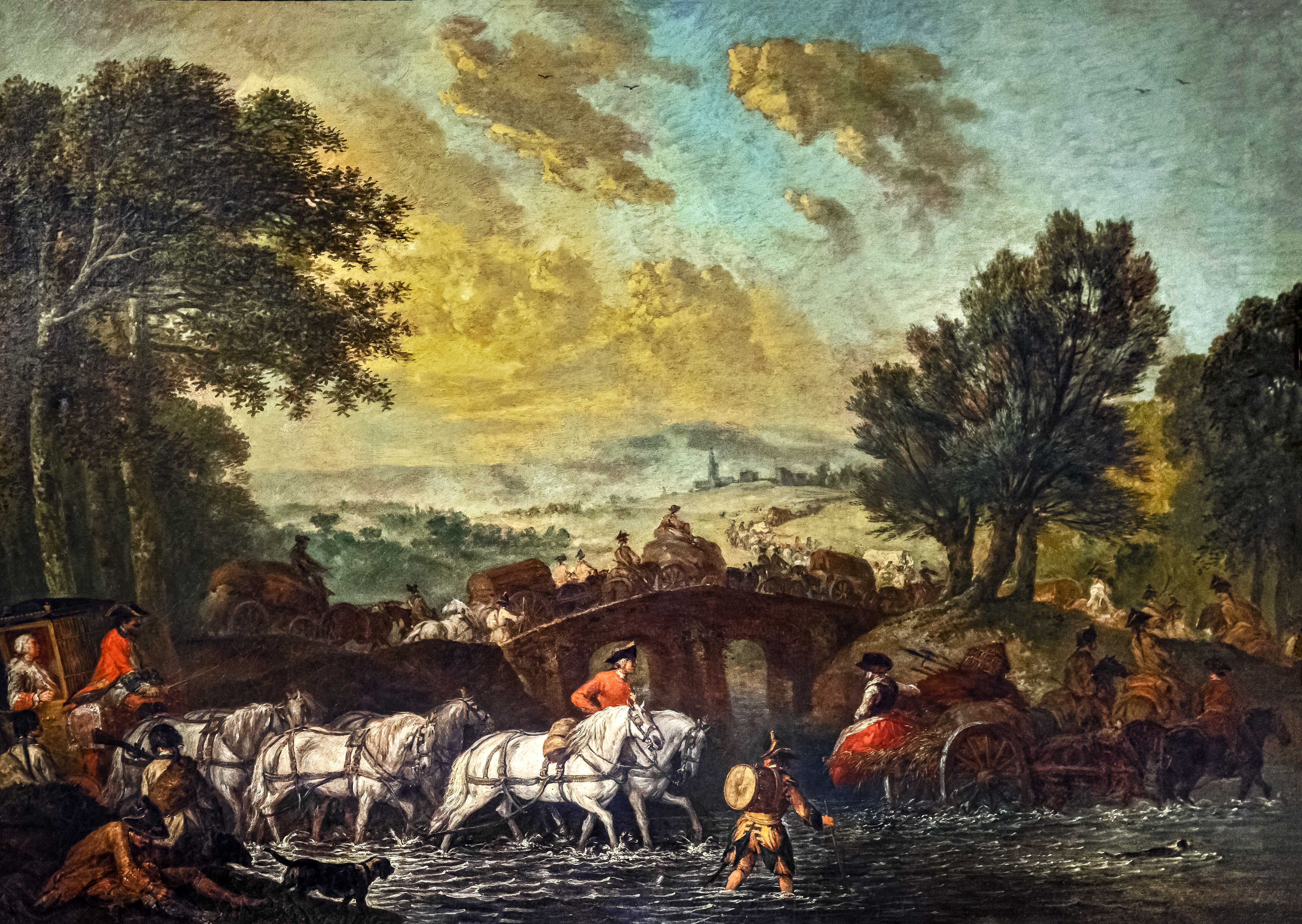
Marche d'une armée - Jan Peeter Verdussen
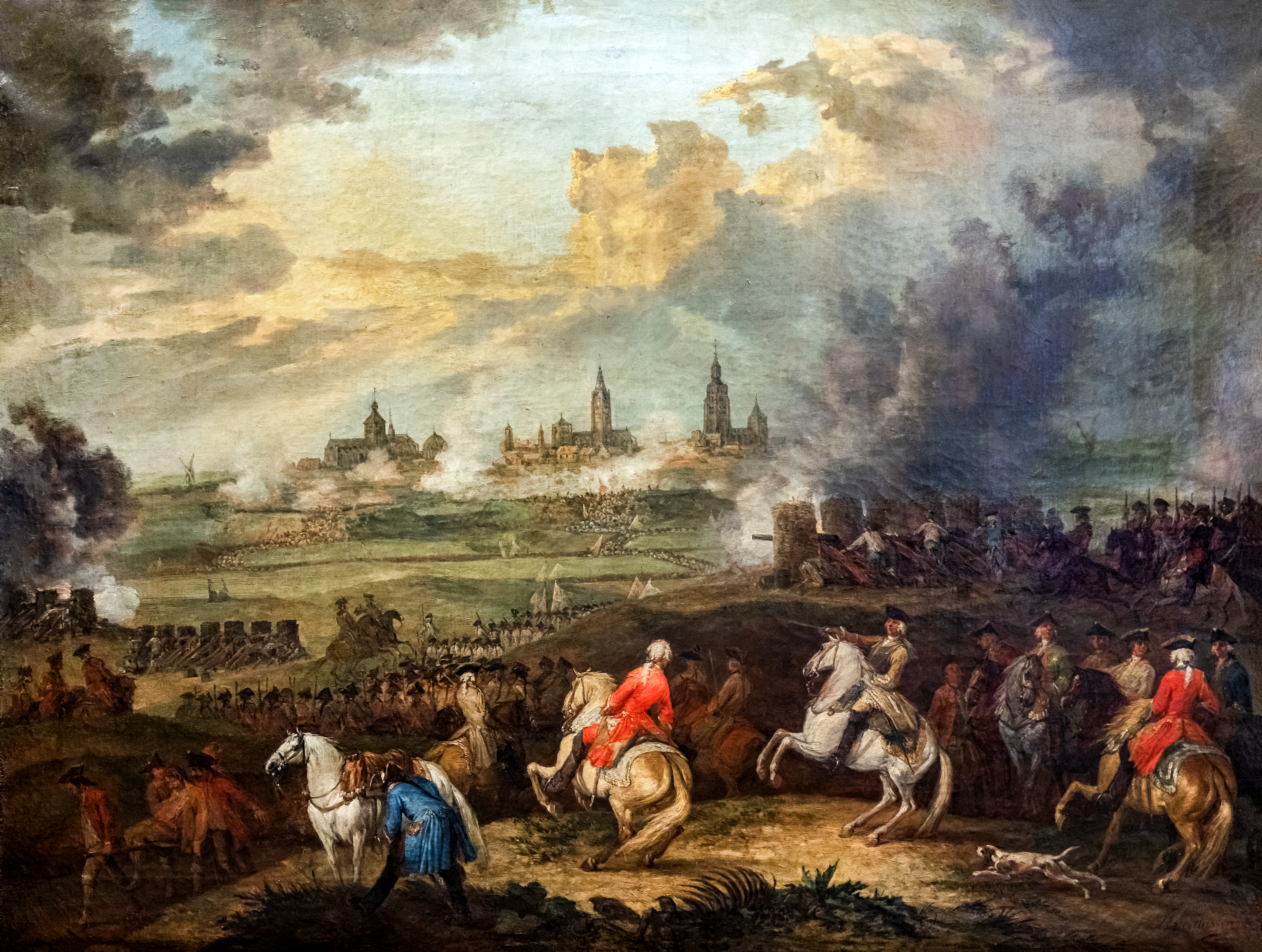
Siège d'une ville - Jan Peeter Verdussen
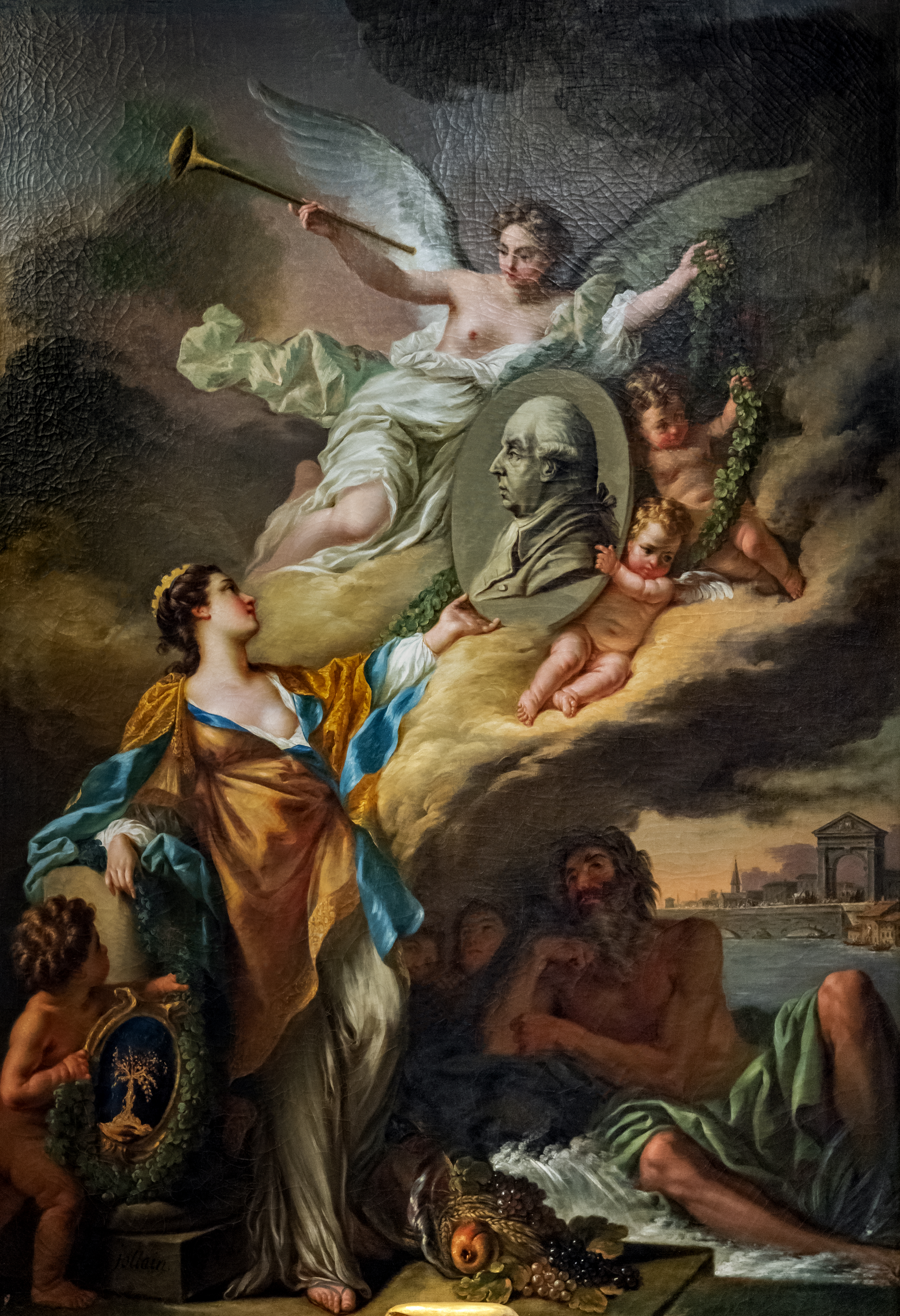
Allégorie sur l'inondation du Tarn en 1766 - Nicolas-René Jollain
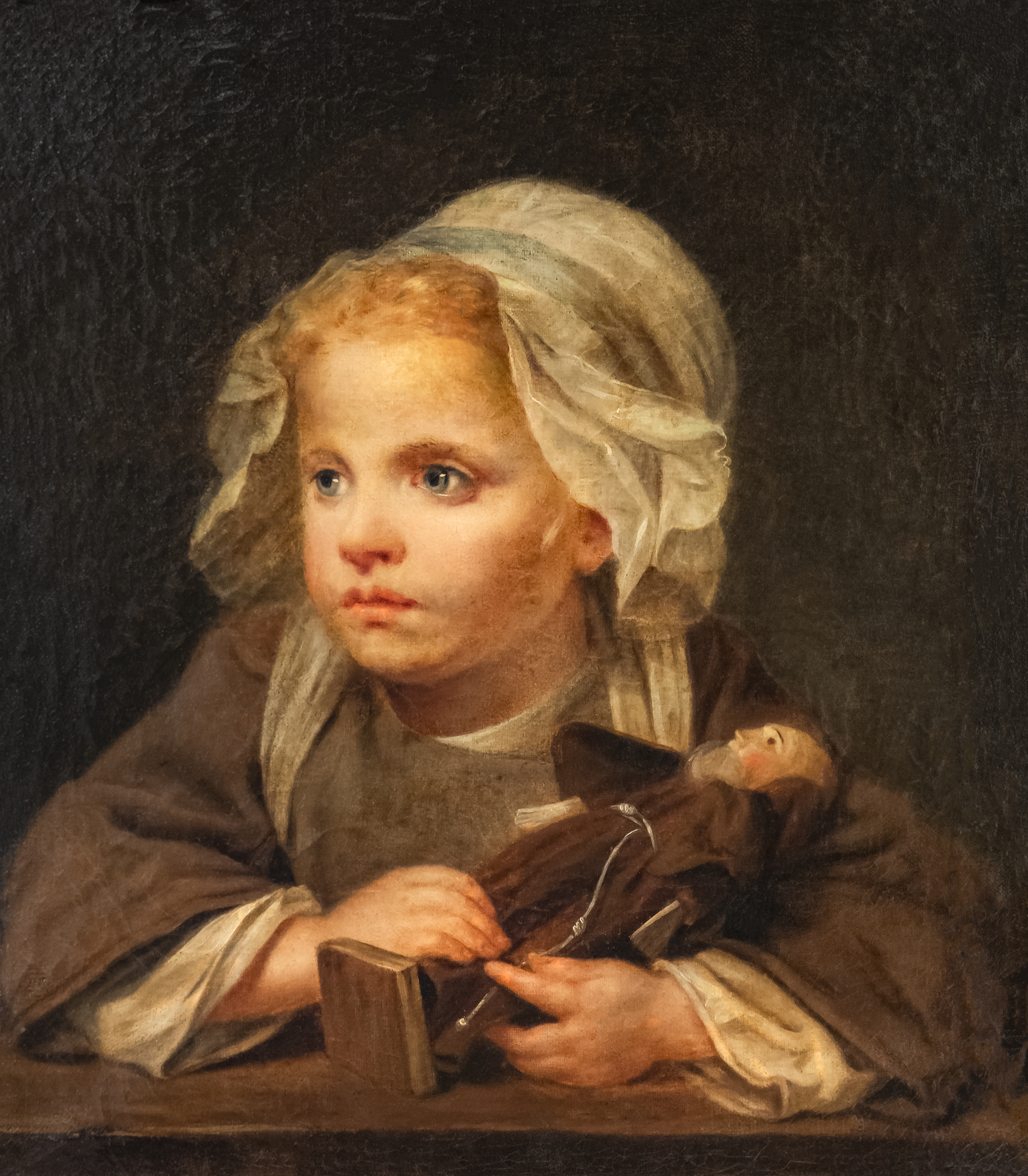
Fillette au capucin d'après Jean-Baptiste Greuze
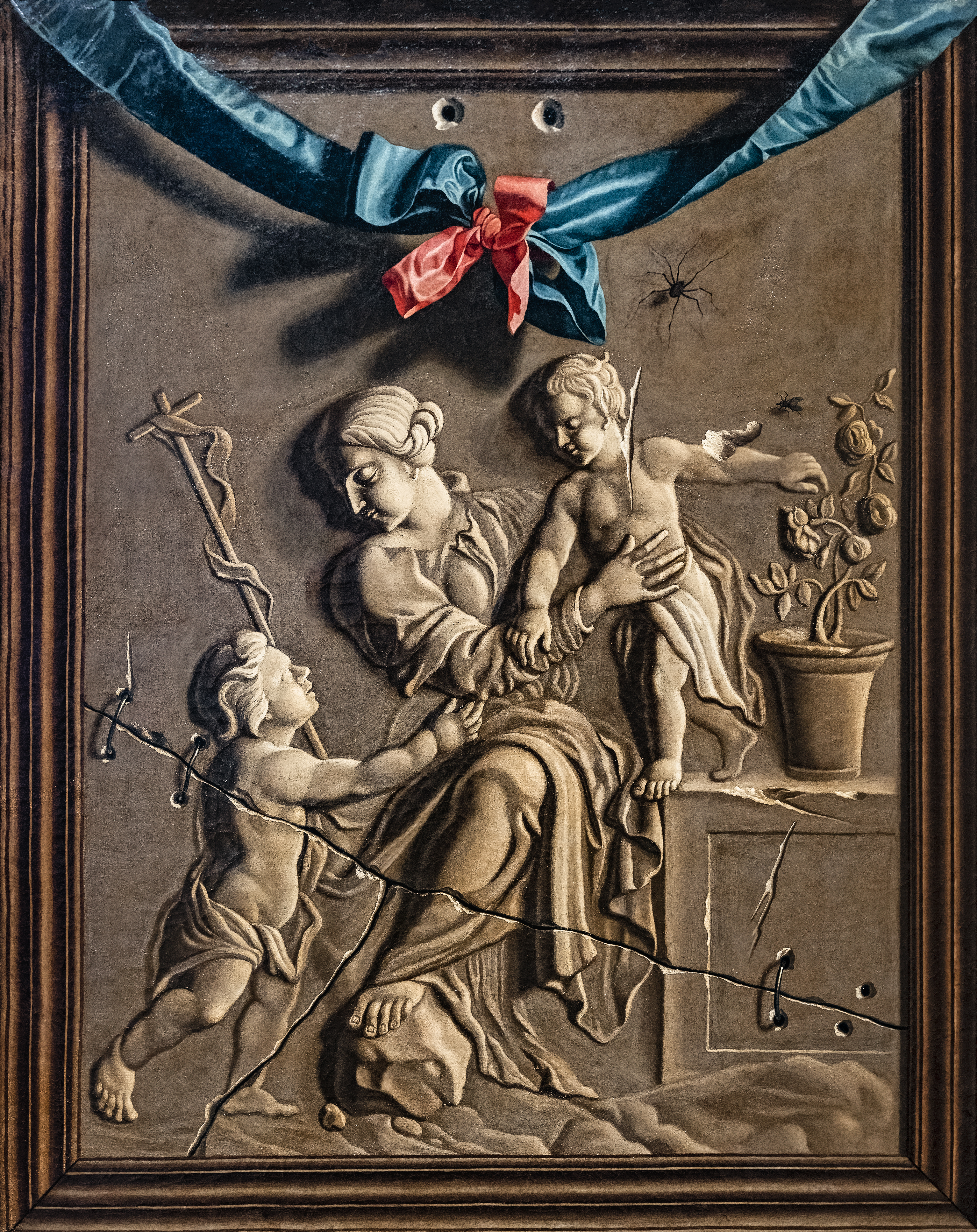
Sainte-Famille - Jean Valette-Penot
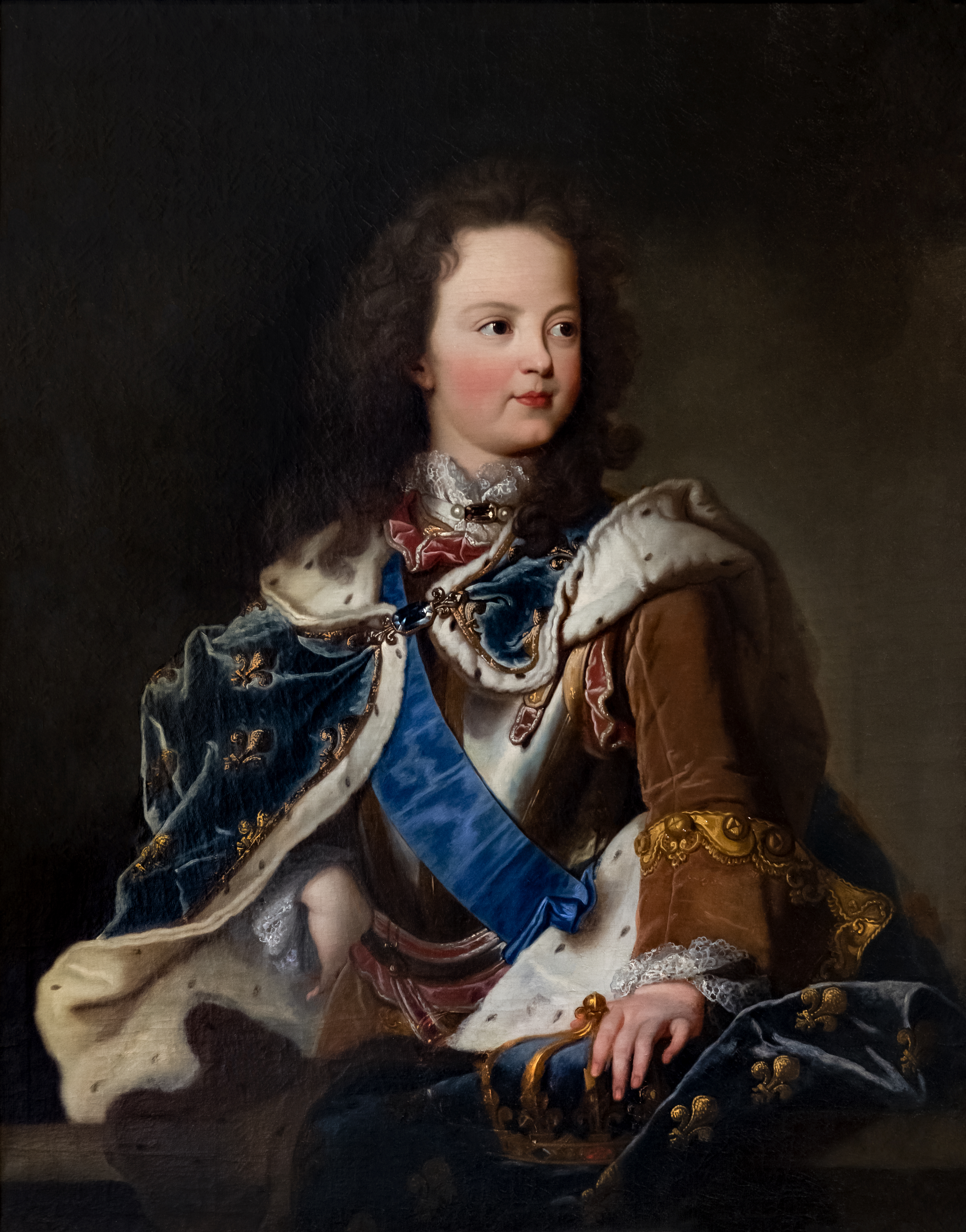
Portrait de Louis XV enfant d'après Hyacinthe Rigaud
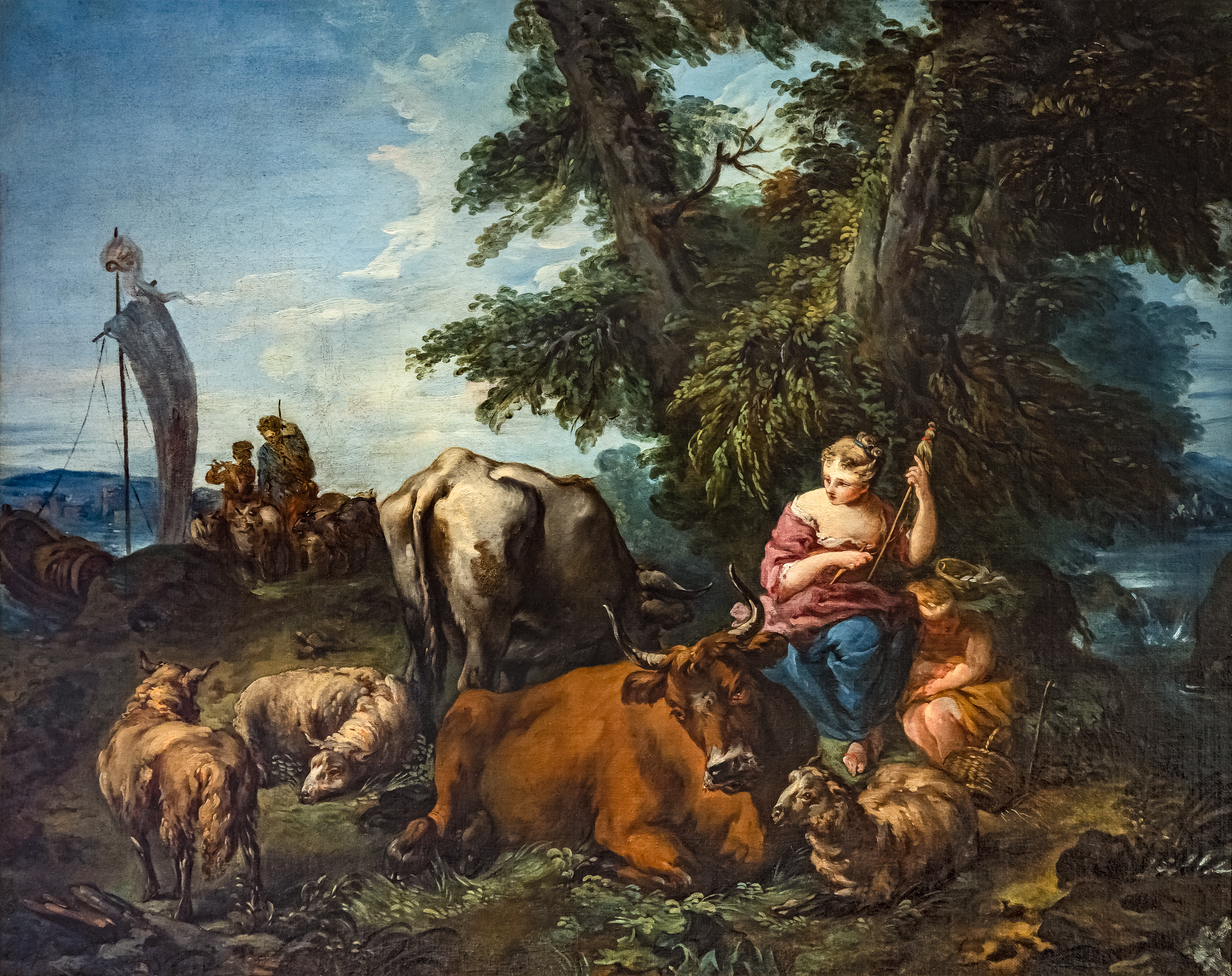
Pastorale - François Boucher
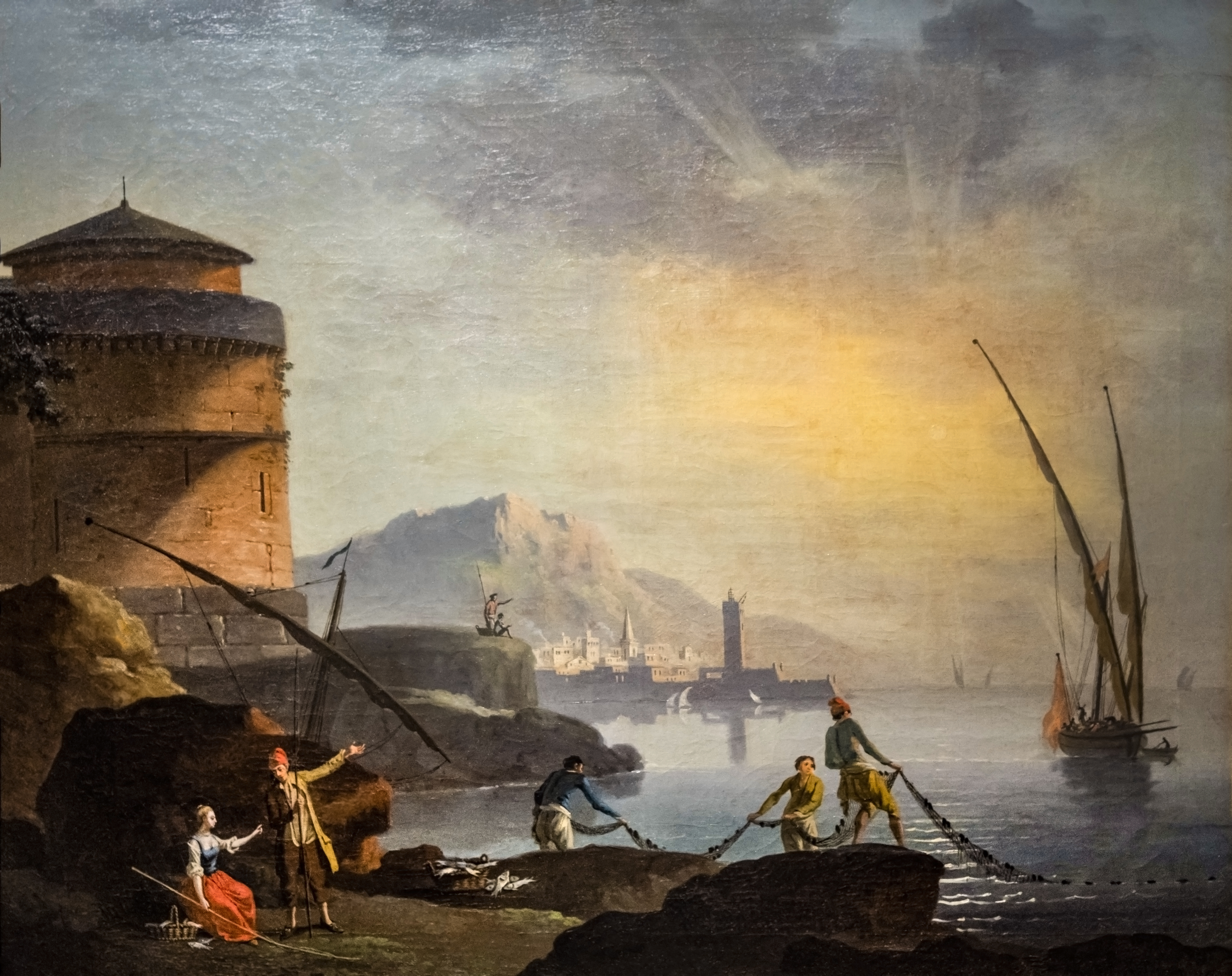
Marine - Henry d'Arles
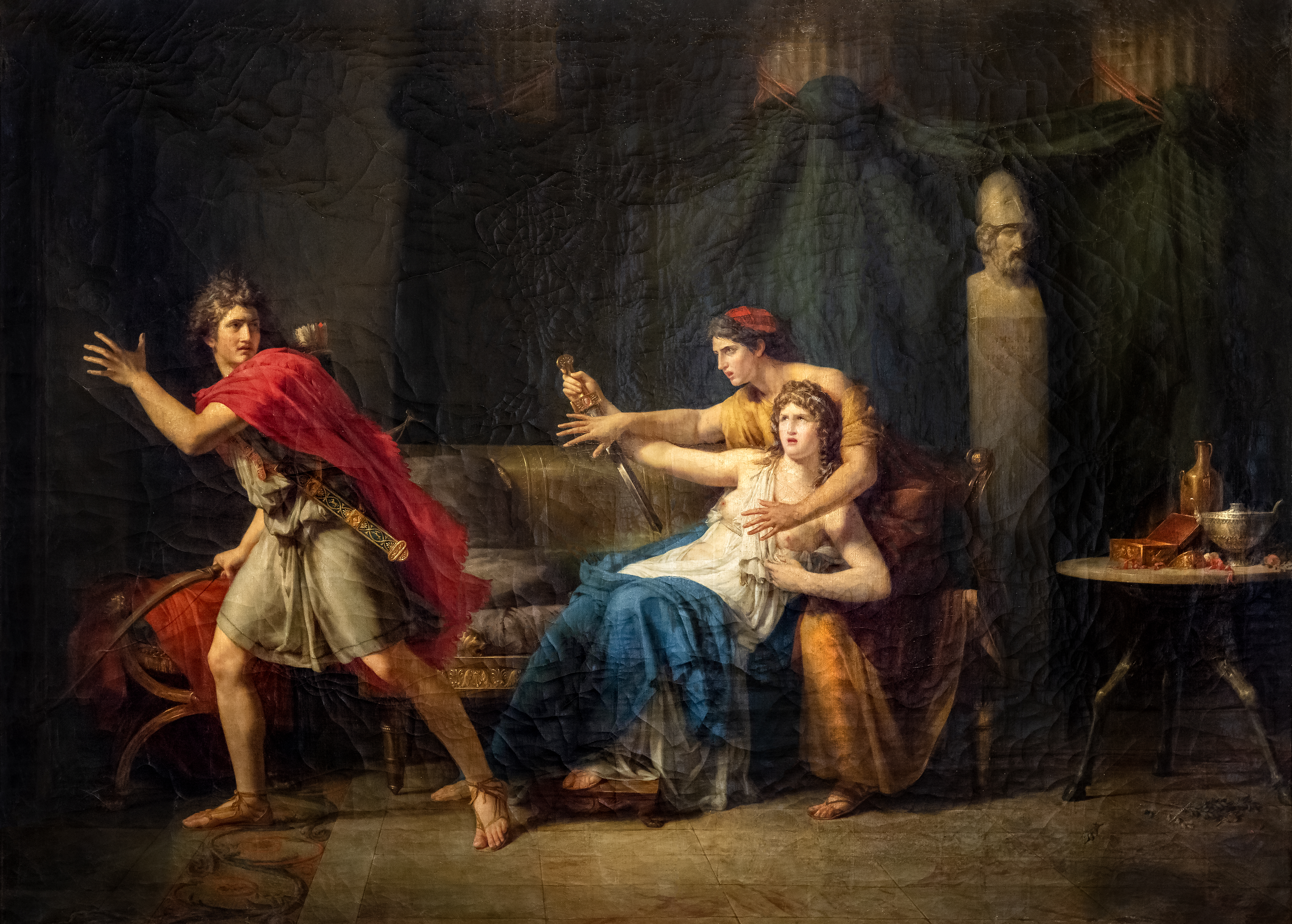
Hippolyte, après l'aveu de Phèdre, sa belle-mère - Étienne-Barthélémy Garnier
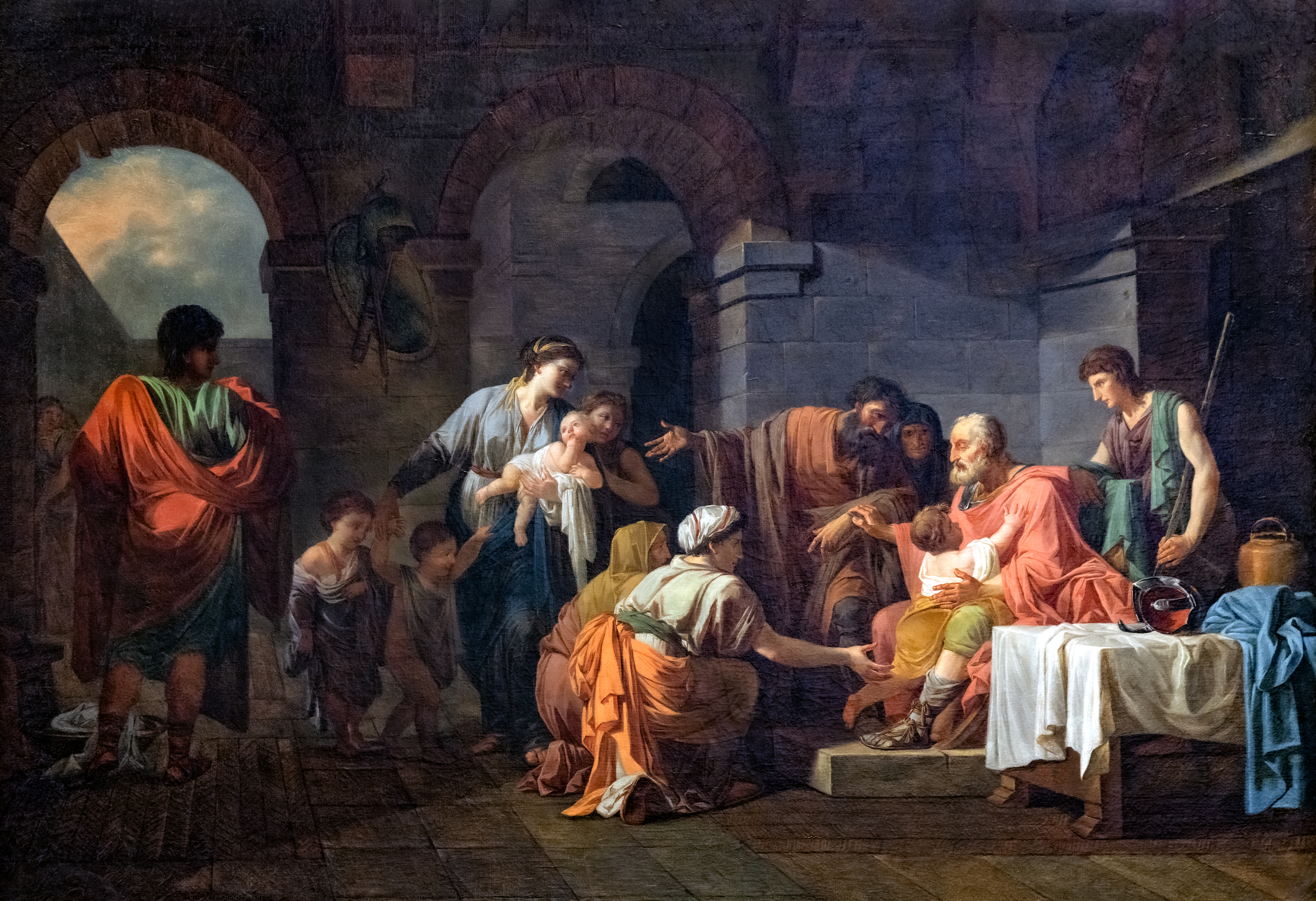
Bélisaire - Jean-François-Pierre Peyron
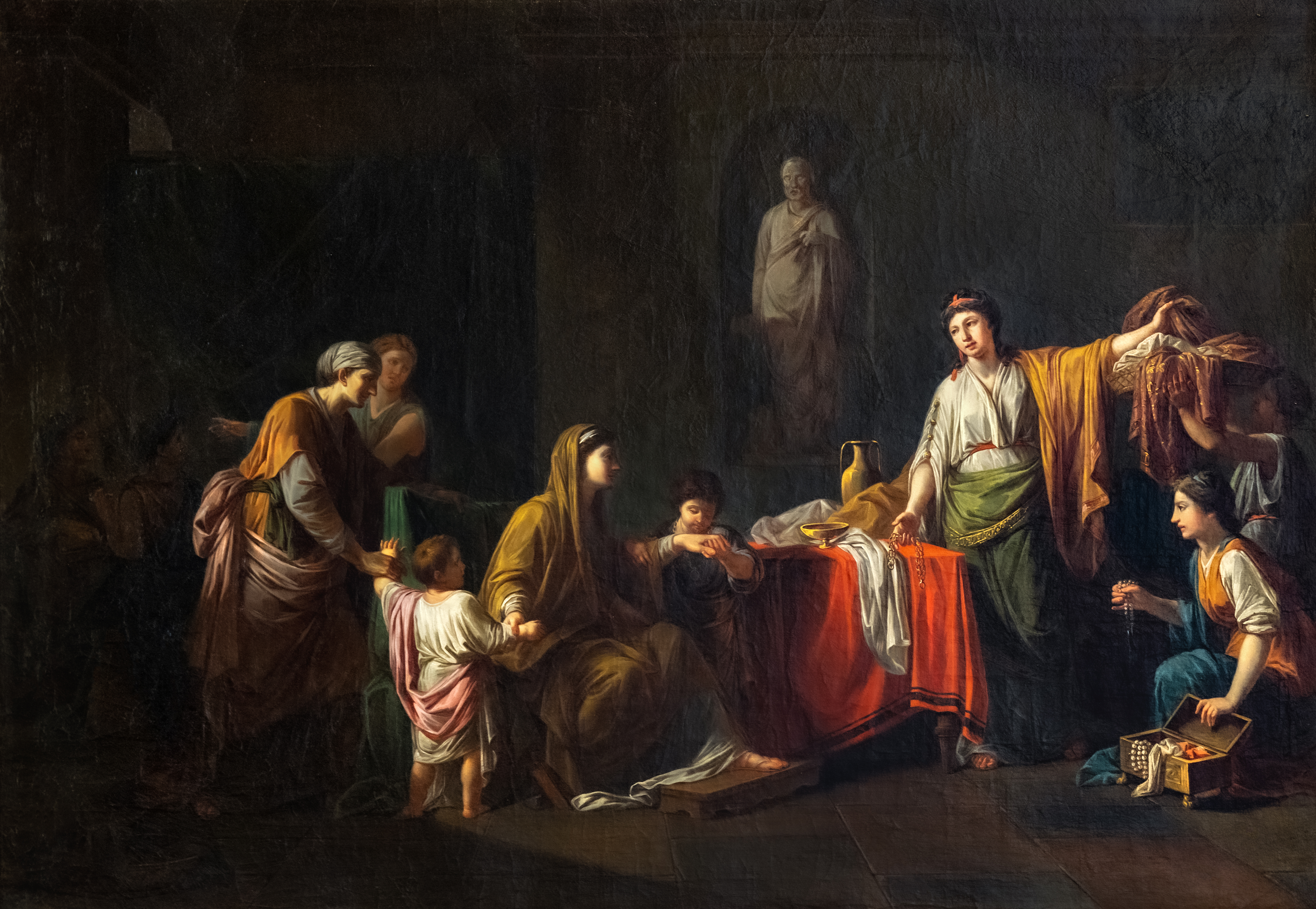
Cornélie mère des Gracques - Jean-François-Pierre Peyron
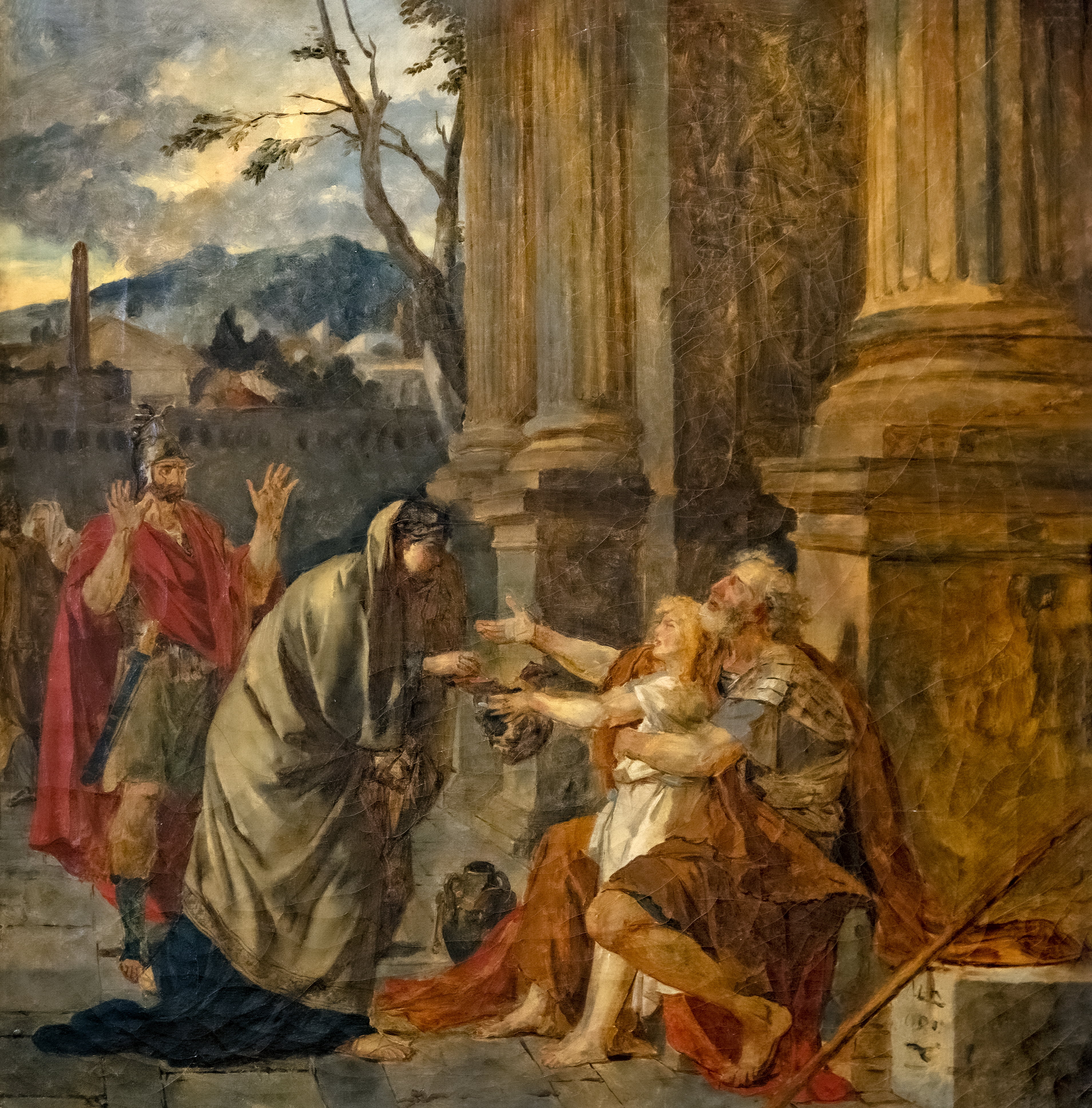
Ébauche de Bélisaire reconnu par un soldat par Jacques-Louis David. Tableau confisqué en 1793 considéré comme l'esquisse du Bélisaire de David exposé au Salon de 1781 et conservé aujourd'hui au musée de Lille [95].
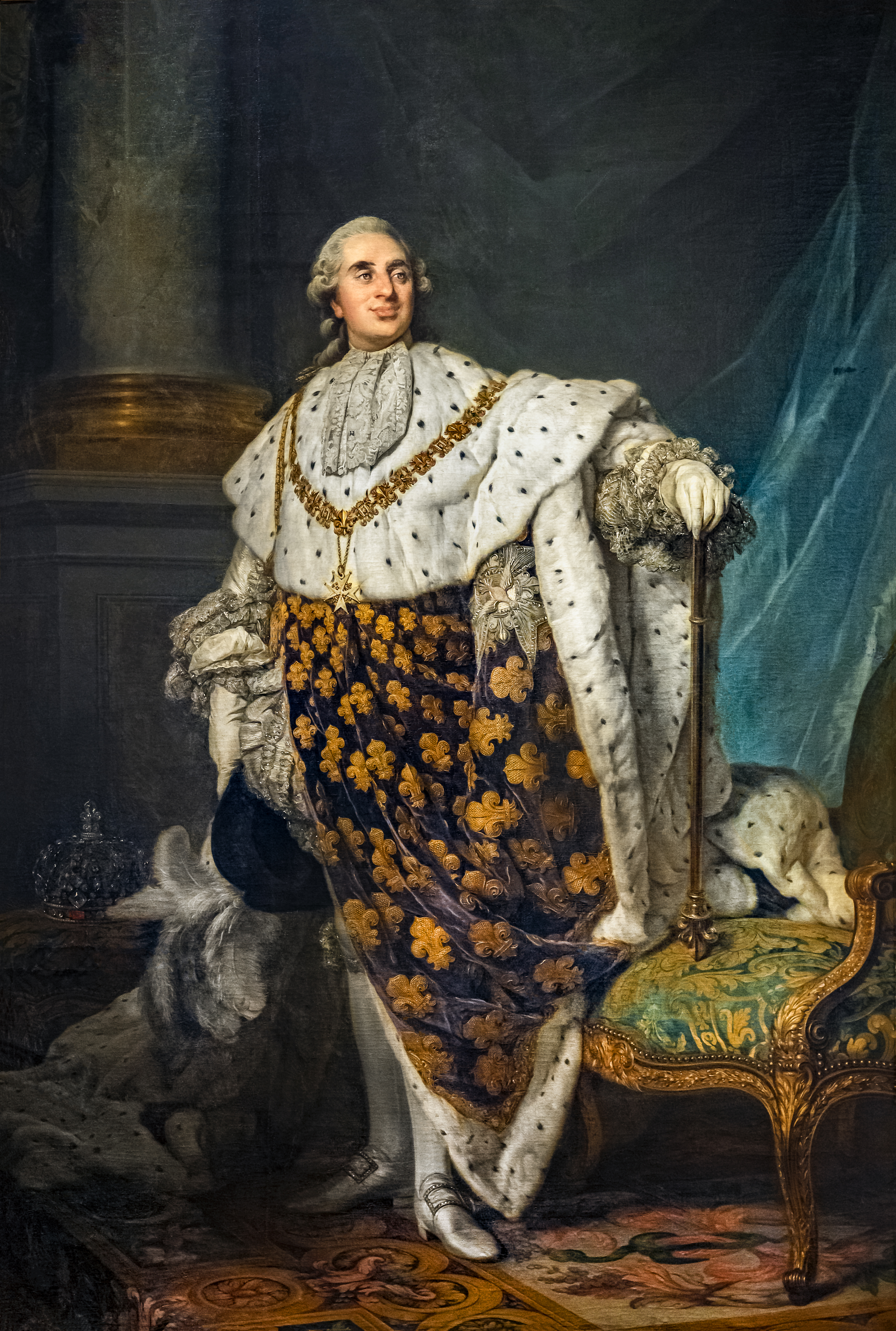
Portrait de Louis XVI par Joseph-Siffred Duplessis. L'original, réalisé en 1776 et exposé au Salon de 1777, est considéré par Bellendy (1913) comme disparu. Il est connu par une gravure de Muller et par un croquis de C. de Saint-Aubin sur le livret du Salon. Cependant l'exemplaire de Montauban est bien de la main de Duplessis. De plus ses qualités indéniables en font une version très supérieure à toutes les répliques ou copies connues (Carnavalet, Versailles, Besançon, Valenciennes, Louvre). Il s'agit sûrement de l'exemplaire original, provenant des collections royales plutôt que de celle de Le Tonnelier de Breteuil, évêque de Montauban, comme le prétendait Forestié en 1907[96].
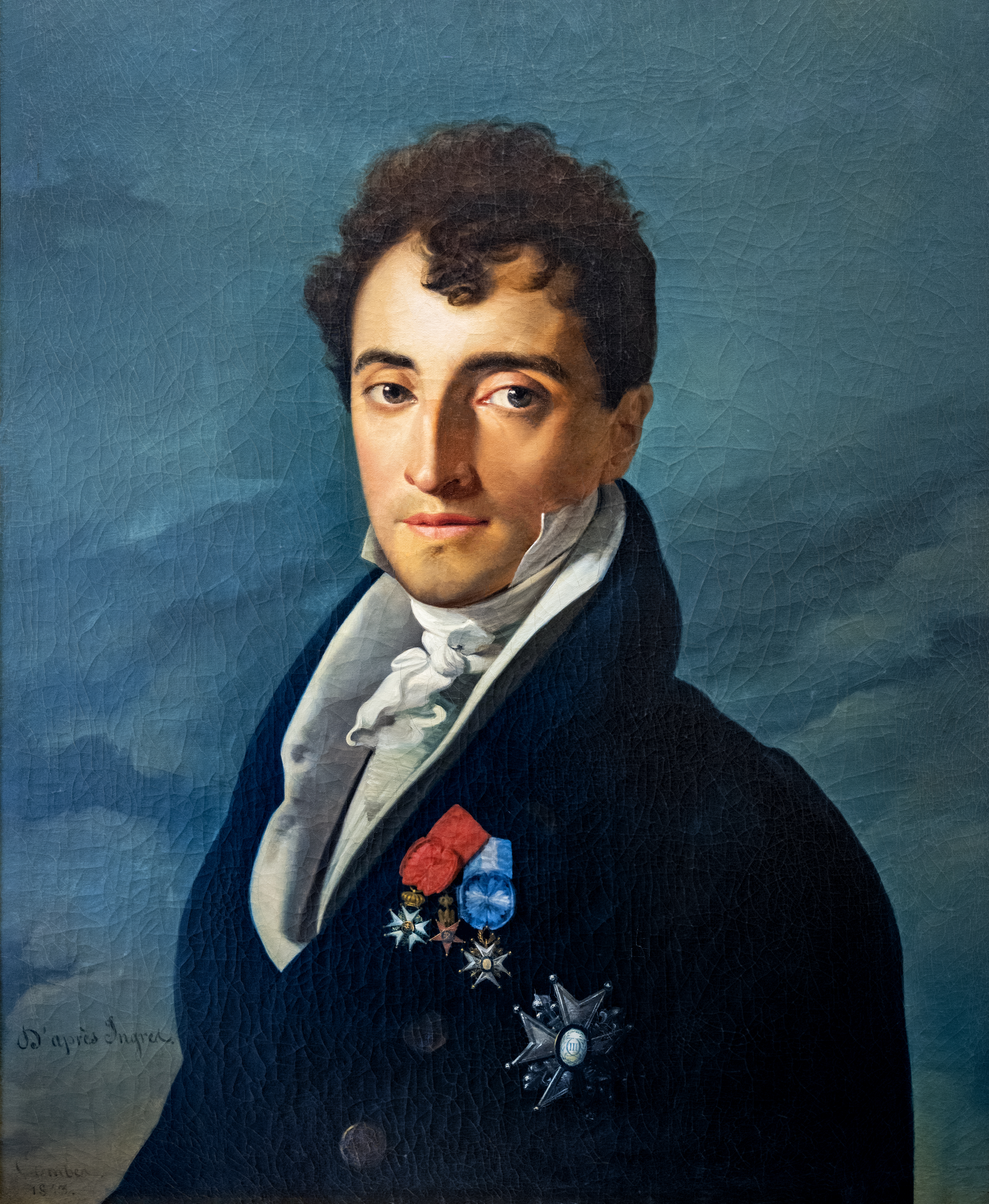
Portrait de Vialètes de Mortarieu, 1843 par Léon Combes d'après Ingres [97].

### Dessins et études
- Madeleine Chapelle enceinte, 1814. Mine de plomb, aquarelle, sur papier. Madeleine Chapelle (1782-1849), modiste à Guéret, fut mise en contact avec Ingres par sa cousine, Adèle de Lauréal, en 1813. Après quelques échanges de lettres, Madeleine se décida à épouser le gentil peintre qui demandait sa main sans la connaître. Elle arriva à Rome en septembre et le mariage fut célébré le 4 décembre 1813, à l'église San Martino ai Monti. Ingres la prit souvent comme modèle [98].
- La Femme aux trois bras, 1860, étude pour le Bain turc[99].

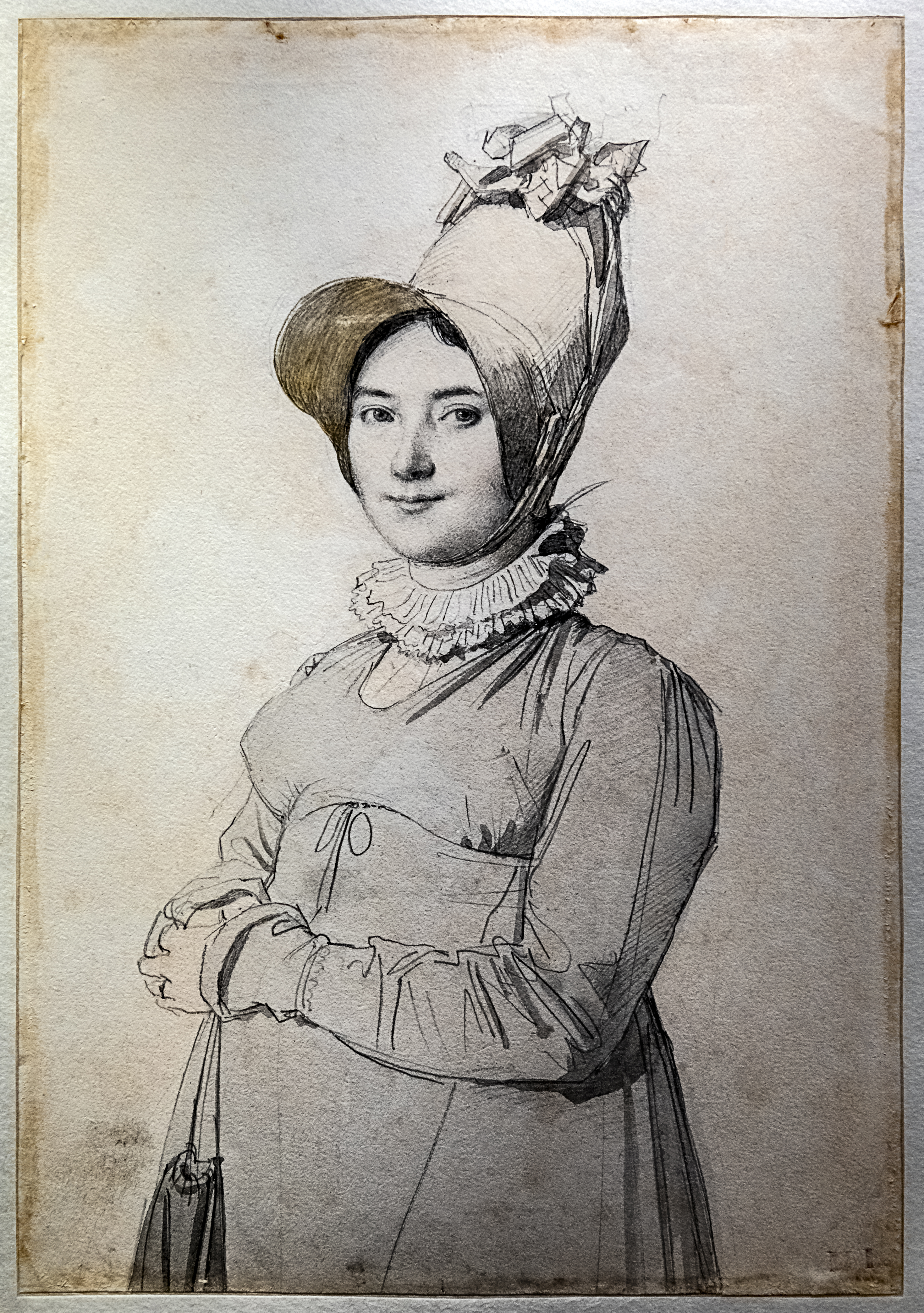
Madeleine Chapelle enceinte, 1814
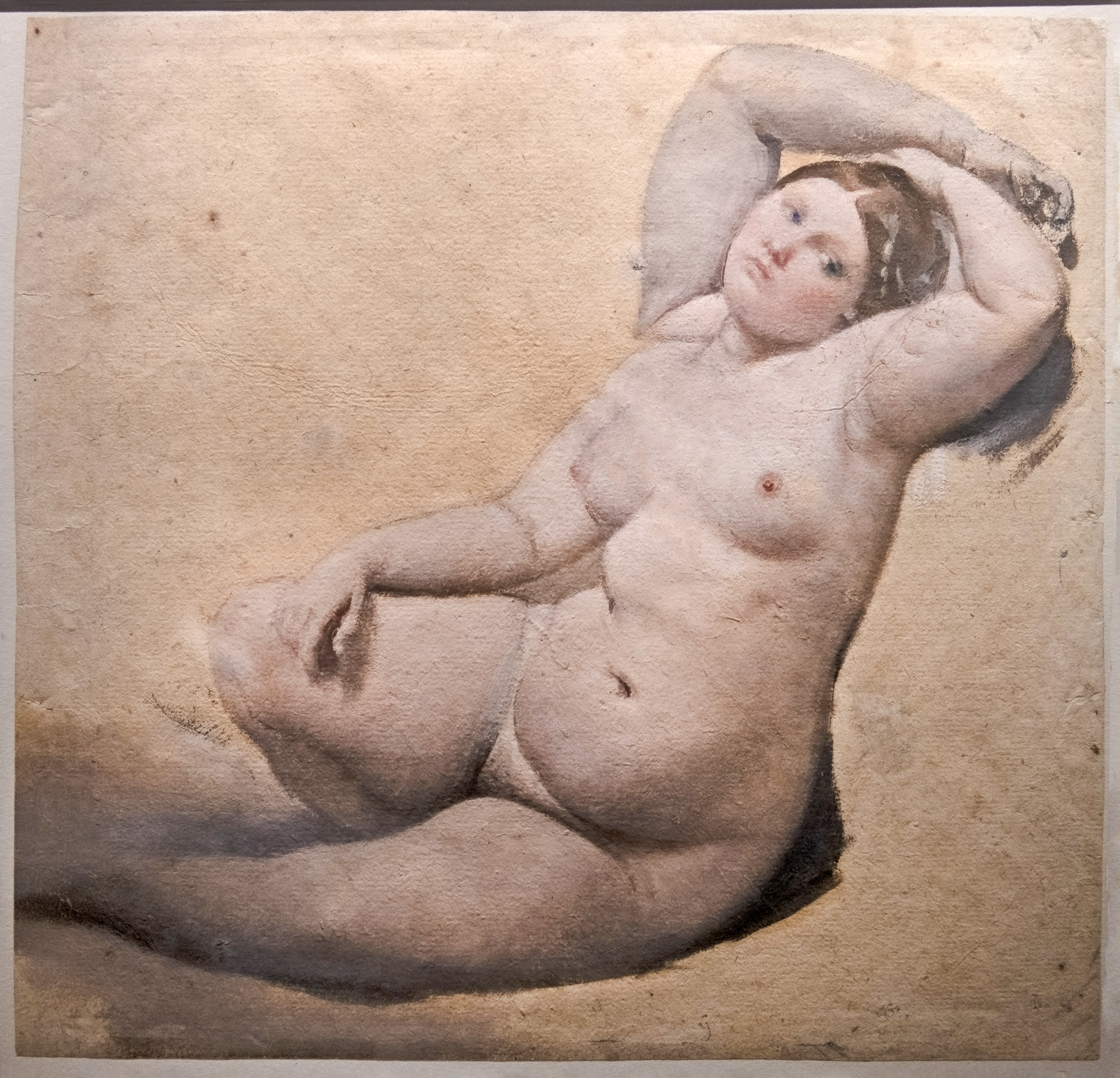
La Femme aux trois bras, 1860